# Antibes
Pour les articles homonymes, voir Légion d'Antibes.
Antibes (/ɑ̃.tib/) sous le nom d'Antibes Juan-les-Pins, est une commune française de l'aire urbaine de Nice située dans le département des Alpes-Maritimes en région Provence-Alpes-Côte d'Azur.
Antibes est, en 2023, la deuxième ville la plus peuplée du département, après Nice.

## Géographie

### Situation
Antibes, située au bord de la mer Méditerranée, se trouve à 205 km à l'est de Marseille (chef-lieu de région), 23 km au sud-ouest de Nice (chef-lieu de département), 15 km au sud-est de Grasse (chef-lieu d'arrondissement) et environ 10 km à l'est de Cannes. Sa population la place en deuxième position du département des Alpes-Maritimes.
La ville se situe au nord du cap d'Antibes avec une façade maritime tournée vers la baie des Anges et Nice bien visible à l'est. La rive orientale du cap offre des plages de sable, appelées la Garoupe. Plus proches du centre-ville, la Salis, le Ponteil, et enfin la plage de la Gravette, nichée au pied des remparts. Au-delà du Fort Carré, s'étend jusqu'à Villeneuve-Loubet, la plage de galets du Fort. À l'ouest de ce cap, Juan-les-Pins, station balnéaire rattachée administrativement à Antibes, présente des plages de sable blond orientées plein Sud et une vue sur les îles de Lérins. Ce quartier balnéaire se prolonge vers l'Ouest jusqu'aux plages et port de Golfe-Juan.
La Brague se jette dans la Méditerranée sur le territoire de la commune d'Antibes.

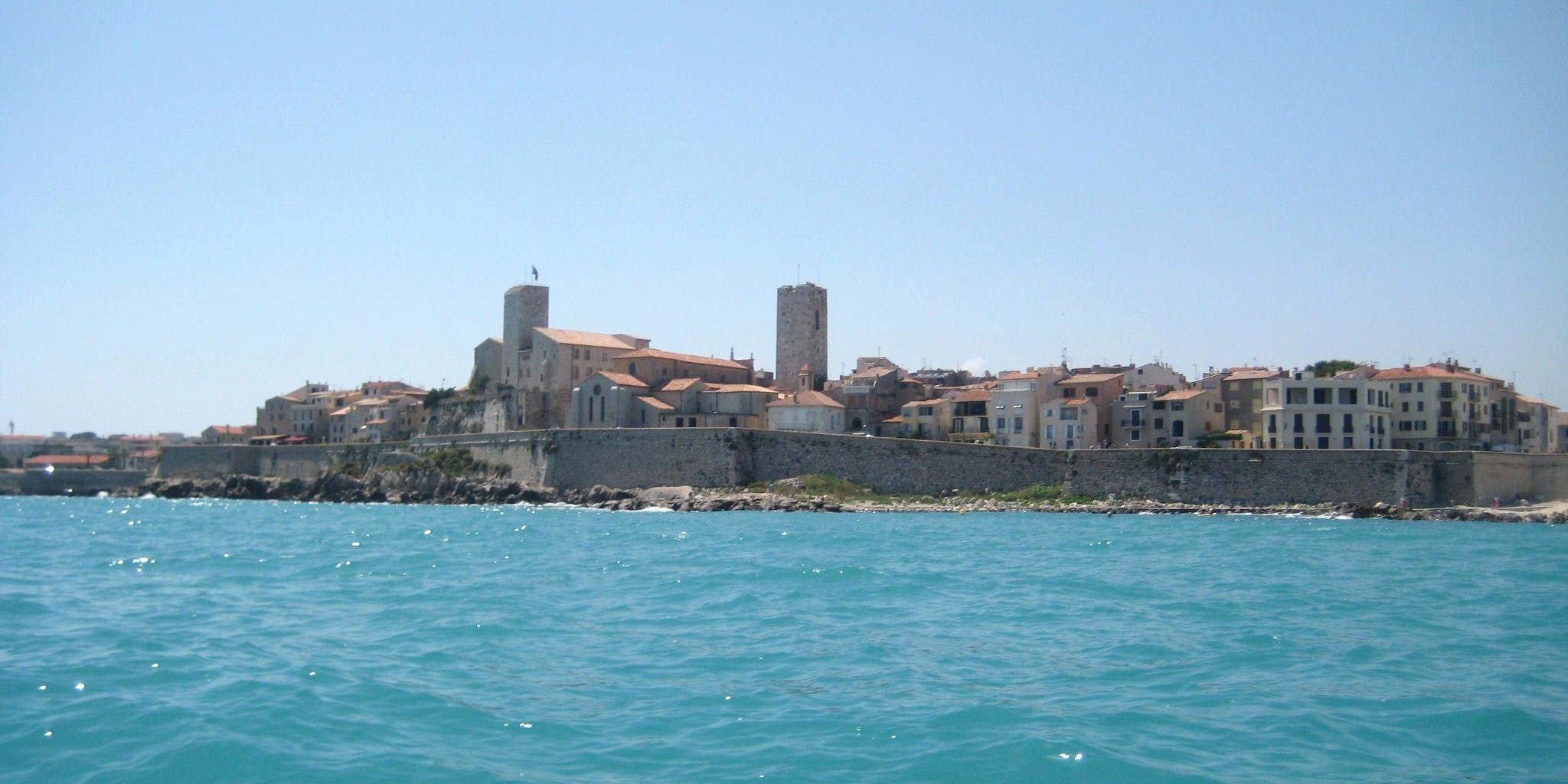
Vue générale du Vieil Antibes.

### Communes limitrophes
Les communes limitrophes sont Biot, Valbonne, Vallauris et Villeneuve-Loubet.
| Valbonne         | Biot             | Villeneuve-Loubet |
| Vallauris        | Antibes          | Mer Méditerranée  |
| Mer Méditerranée | Mer Méditerranée | Mer Méditerranée  |

### Climat
Pour des articles plus généraux, voir Climat de Provence-Alpes-Côte d'Azur et Climat des Alpes-Maritimes.
En 2010, le climat de la commune est de type climat méditerranéen altéré, selon une étude du Centre national de la recherche scientifique s'appuyant sur une série de données couvrant la période 1971-2000. En 2020, Météo-France publie une typologie des climats de la France métropolitaine dans laquelle la commune est exposée à un climat méditerranéen et est dans la région climatique Var, Alpes-Maritimes, caractérisée par une pluviométrie abondante en automne et en hiver (250 à 300 mm en automne), un très bon ensoleillement en été (fraction d’insolation > 75 %), un hiver doux (8 °C) et peu de brouillards.
Pour la période 1971-2000, la température annuelle moyenne est de 15,8 °C, avec une amplitude thermique annuelle de 14,3 °C. Le cumul annuel moyen de précipitations est de 848 mm, avec 6,6 jours de précipitations en janvier et 1,9 jours en juillet. Pour la période 1991-2020, la température moyenne annuelle observée sur la station météorologique installée sur la commune est de 15,9 °C et le cumul annuel moyen de précipitations est de 879,5 mm. 
La température maximale relevée sur cette station est de 38,5 °C, atteinte le 17 juillet 2003 ; la température minimale est de −4,4 °C, atteinte le 1er mars 2005,,.
| Mois                                  | jan.          | fév.            | mars          | avril          | mai            | juin          | jui.            | août            | sep.          | oct.           | nov.            | déc.          | année     |
| ------------------------------------- | ------------- | --------------- | ------------- | -------------- | -------------- | ------------- | --------------- | --------------- | ------------- | -------------- | --------------- | ------------- | --------- |
| Température minimale moyenne (°C)     | 4,2           | 4,3             | 6,5           | 9              | 12,8           | 16,7          | 19,1            | 19,1            | 15,7          | 12,4           | 8,2             | 5             | 11,1      |
| Température moyenne (°C)              | 8,8           | 9,1             | 11,4          | 13,8           | 17,6           | 21,5          | 24,1            | 24,3            | 20,8          | 17             | 12,7            | 9,7           | 15,9      |
| Température maximale moyenne (°C)     | 13,5          | 13,9            | 16,2          | 18,5           | 22,3           | 26,3          | 29,1            | 29,6            | 25,9          | 21,6           | 17,2            | 14,3          | 20,7      |
| Record de froid (°C) date du record   | −4 21.01.23   | −3,4 06.02.12   | −4,4 01.03.05 | 0,3 14.04.1998 | 4,1 07.05.1991 | 8,8 01.06.06  | 11,9 13.07.1993 | 11,7 23.08.1988 | 7 15.09.1988  | 0,5 30.10.1997 | −2,8 22.11.1998 | −3,3 30.12.05 | −4,4 2005 |
| Record de chaleur (°C) date du record | 22,8 11.01.15 | 26,3 15.02.1990 | 26 11.03.23   | 28 24.04.23    | 31,8 27.05.22  | 35,8 25.06.17 | 38,5 17.07.03   | 38,5 01.08.06   | 33,9 15.09.22 | 31 10.10.1997  | 27 04.11.04     | 23,2 11.12.23 | 38,5 2006 |
| Précipitations (mm)                   | 88,3          | 59,7            | 58            | 74             | 47             | 30,2          | 17,1            | 24,3            | 89,8          | 132,5          | 155,6           | 103           | 879,5     |

| Diagramme climatique                                  |             |           |         |            |              |              |              |              |               |              |          |
| J                                                     | F           | M         | A       | M          | J            | J            | A            | S            | O             | N            | D        |
| 13,54,288,3                                           | 13,94,359,7 | 16,26,558 | 18,5974 | 22,312,847 | 26,316,730,2 | 29,119,117,1 | 29,619,124,3 | 25,915,789,8 | 21,612,4132,5 | 17,28,2155,6 | 14,35103 |
| Moyennes : • Temp. maxi et mini °C • Précipitation mm |             |           |         |            |              |              |              |              |               |              |          |

Les paramètres climatiques de la commune ont été estimés pour le milieu du siècle (2041-2070) selon différents scénarios d'émission de gaz à effet de serre à partir des nouvelles projections climatiques de référence DRIAS-2020. Ils sont consultables sur un site dédié publié par Météo-France en novembre 2022.

## Urbanisme

### Typologie
Au 1er janvier 2024, Antibes est catégorisée grand centre urbain, selon la nouvelle grille communale de densité à 7 niveaux définie par l'Insee en 2022.
Elle appartient à l'unité urbaine de Nice, une agglomération intra-départementale dont elle est une commune de la banlieue,. Par ailleurs la commune fait partie de l'aire d'attraction de Cannes - Antibes, dont elle est une commune du pôle principal,. Cette aire, qui regroupe 24 communes, est catégorisée dans les aires de 200 000 à moins de 700 000 habitants,.
La commune, bordée par la mer Méditerranée, est également une commune littorale au sens de la loi du 3 janvier 1986, dite loi littoral. Des dispositions spécifiques d’urbanisme s’y appliquent dès lors afin de préserver les espaces naturels, les sites, les paysages et l’équilibre écologique du littoral, tel le principe d'inconstructibilité, en dehors des espaces urbanisés, sur la bande littorale des 100 mètres, ou plus si le plan local d’urbanisme le prévoit.

### Quartiers

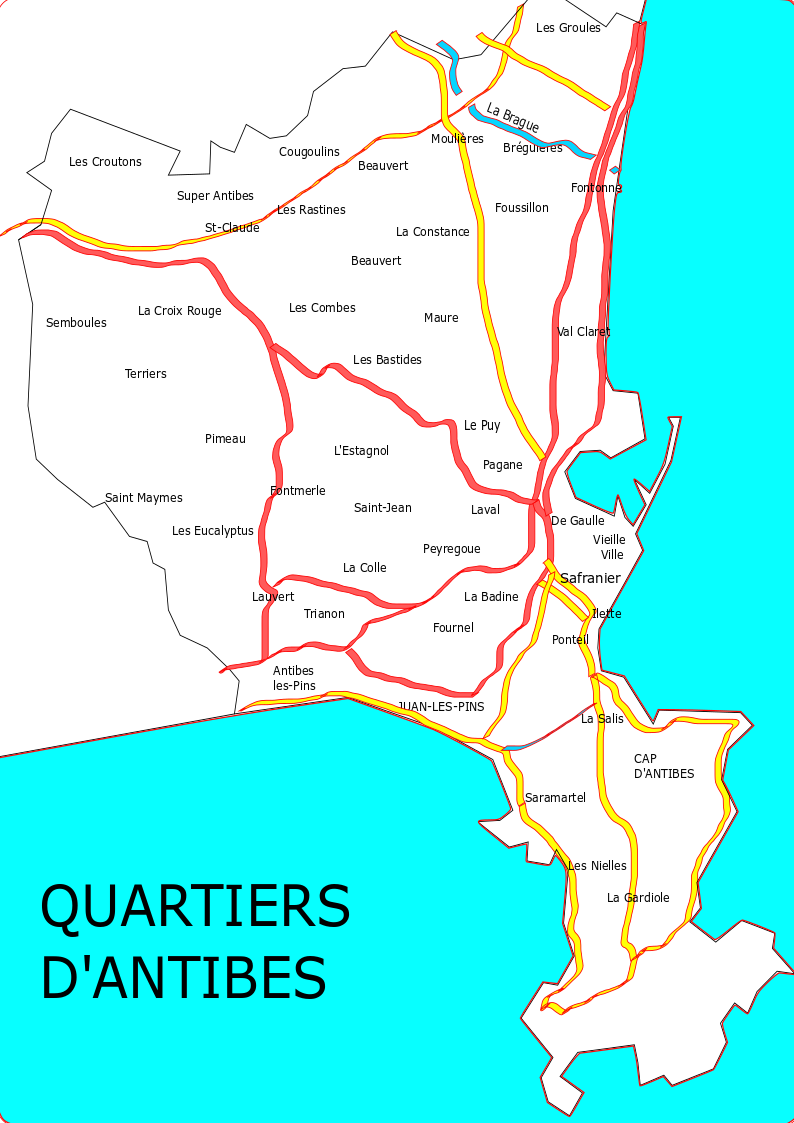
Carte des quartiers d'Antibes.
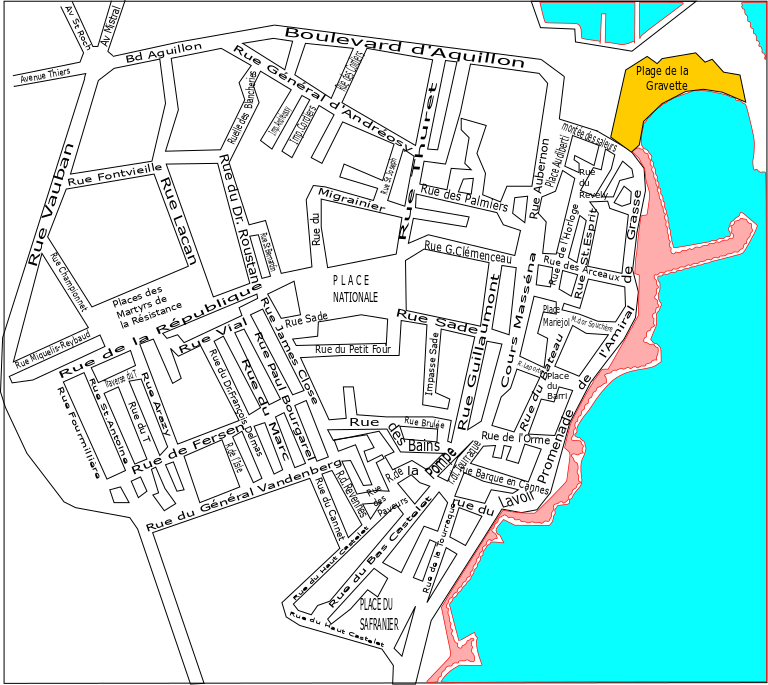
Antibes, la vieille ville.
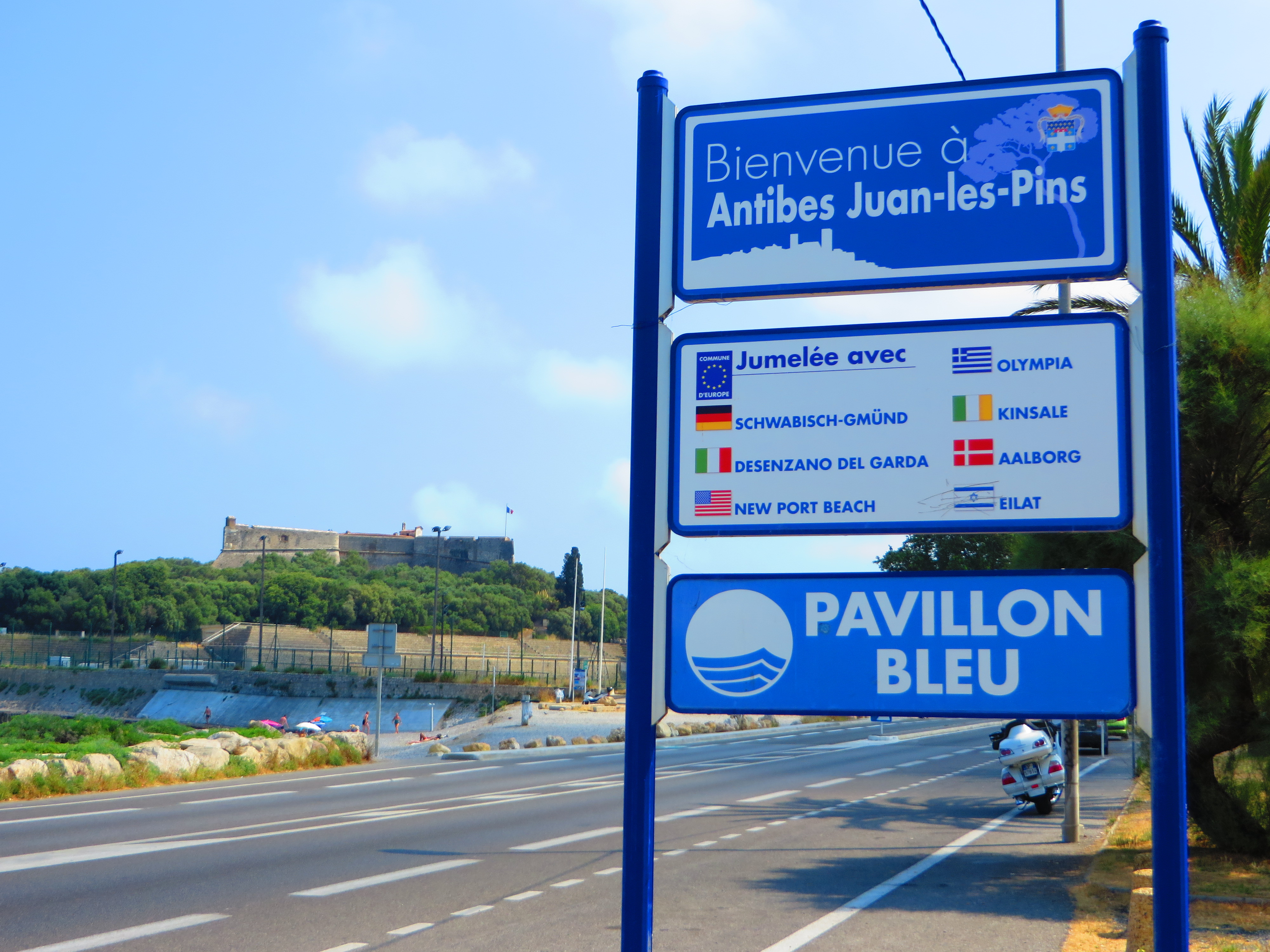
Antibes panneau d'entrée.
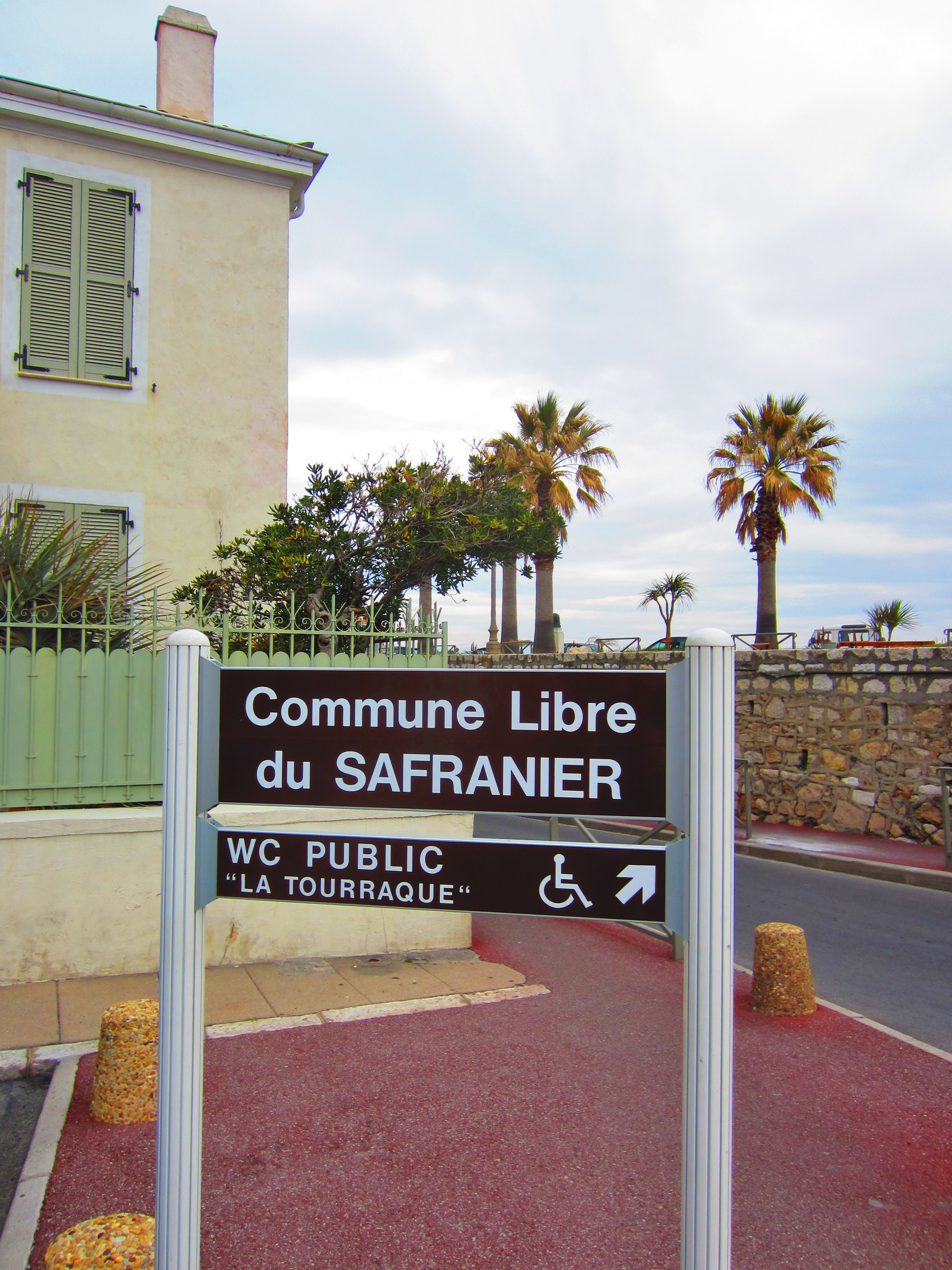
Entrée du quartier de « la commune libre du Safranier ».

Antibes a donné son nom antique, Antipolis, à une importante zone d'activités, Sophia Antipolis, située dans ses environs (sur cinq communes : Antibes, Biot, Mougins, Valbonne et Vallauris), où sont regroupées des entreprises de recherche et développement dans le domaine des nouvelles technologies. Depuis l'adoption de la loi Alur par décret (no 2013-392 du 10 mai 2013), la commune d'Antibes est l'une des 60 communes des Alpes-Maritimes catégorisées en zone tendue.

### Voies de communication et transports

#### Routes et autoroutes

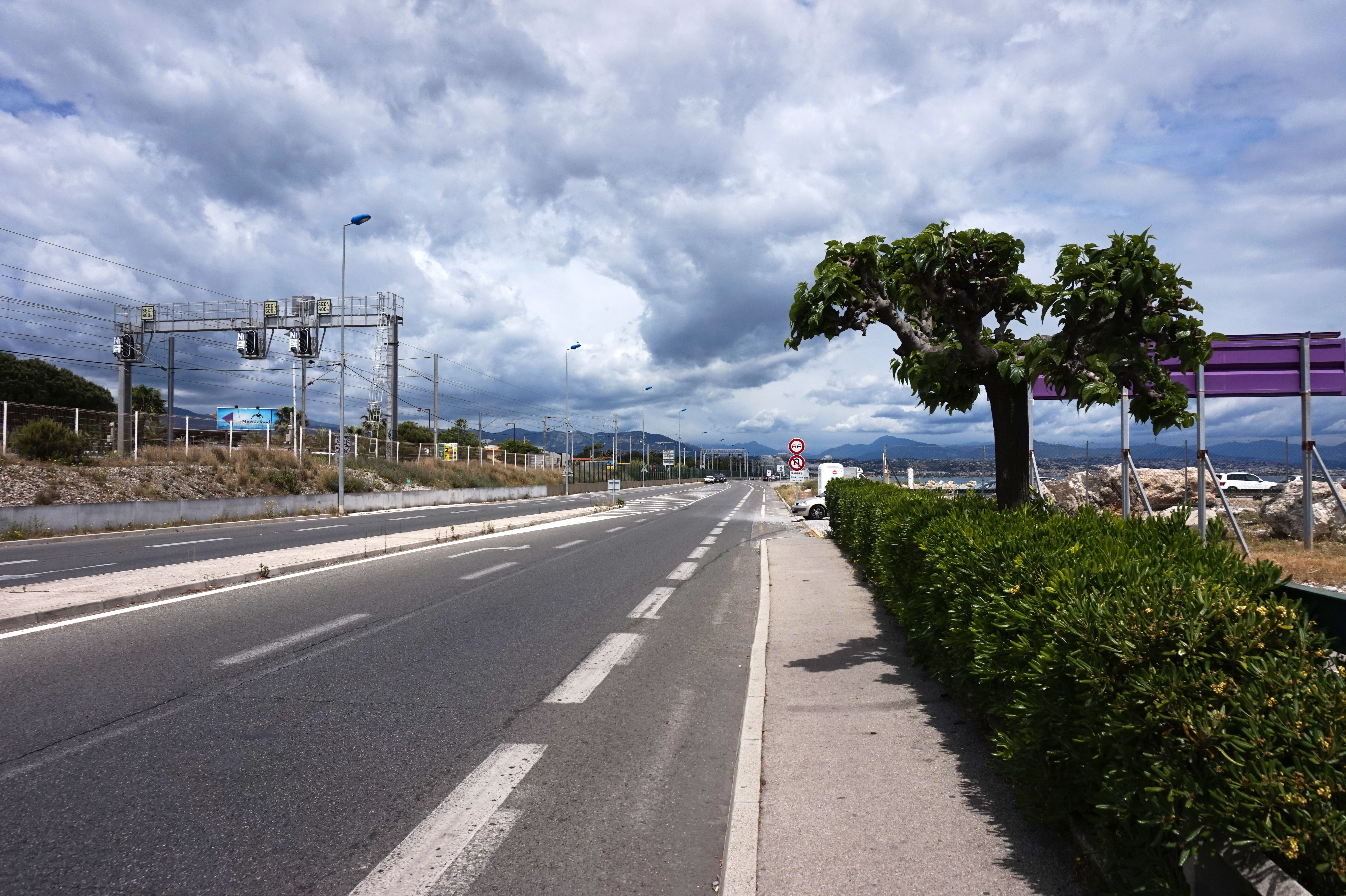
La route du bord de Mer.

Les principales voies rapides sont :
- l'autoroute (A8), desservant le nord d'Antibes Sophia Antipolis et Biot par la sortie 44 ;
- la D 6007 (ex-nationale 7) traversant Antibes d'est en ouest en passant à proximité du centre ;
- la D 35 (ou route de Grasse) permettant de relier le centre au quartier nord ;
- la D 6035, construite en 2007, reliant le nord d'Antibes à Juan-les-Pins.

#### Autobus

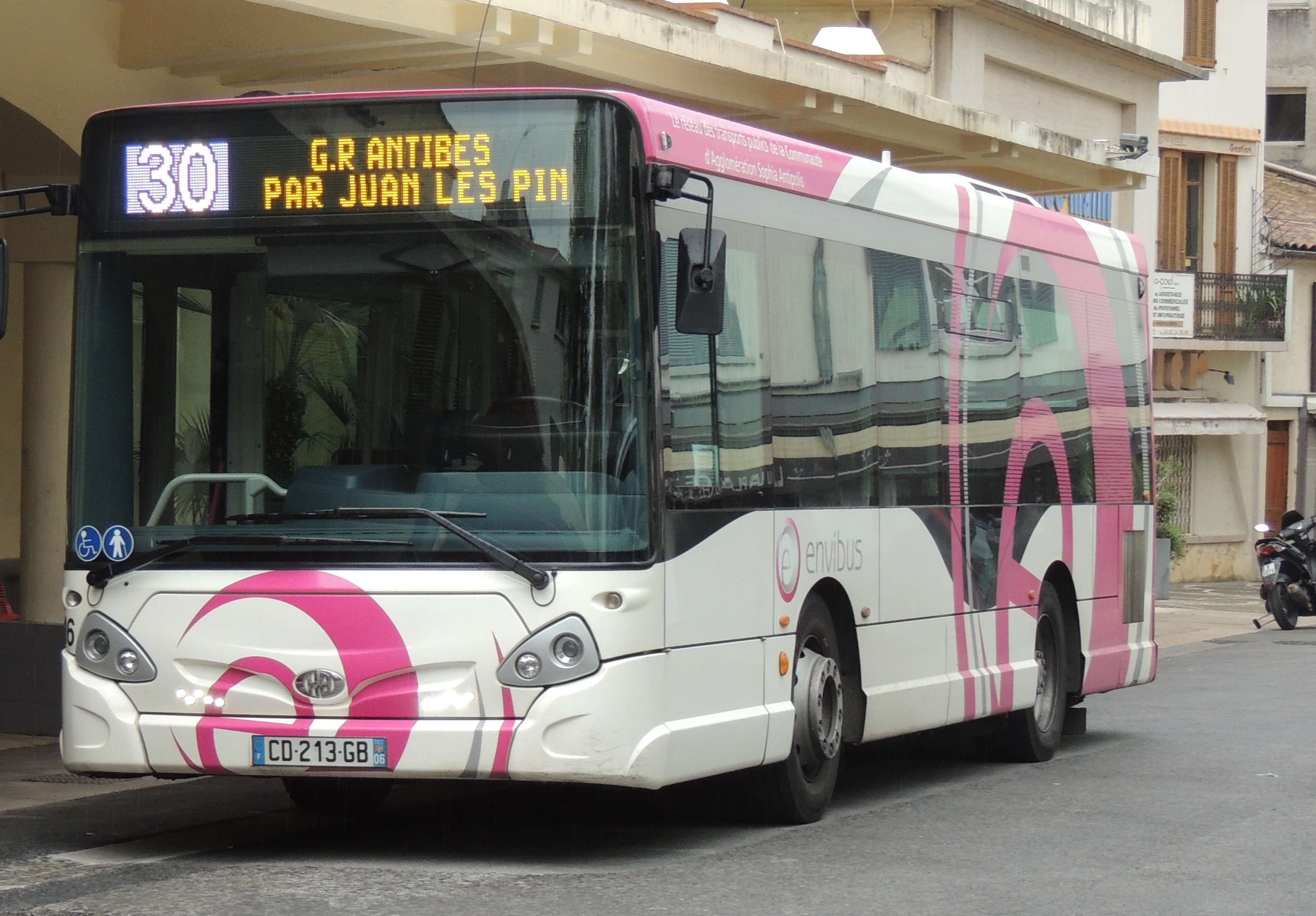
Envibus dans les rues d'Antibes.

Le réseau urbain de transport antibois a été créé en 1952 par Joseph Baptistin Coutellier et sa famille et a fonctionné jusqu'en 1990 en exploitation indépendante.
Les itinéraires des lignes sont restés inchangés jusqu'en 2003 et ont été modifiés avec l'apparition de l'intercommunalité et le réseau Envibus.
Depuis, les transports en commun sont assurés par la société Envibus sur le territoire de la CASA et par la TAM sur l'ensemble du département de Alpes-Maritimes.

#### Transports ferroviaires

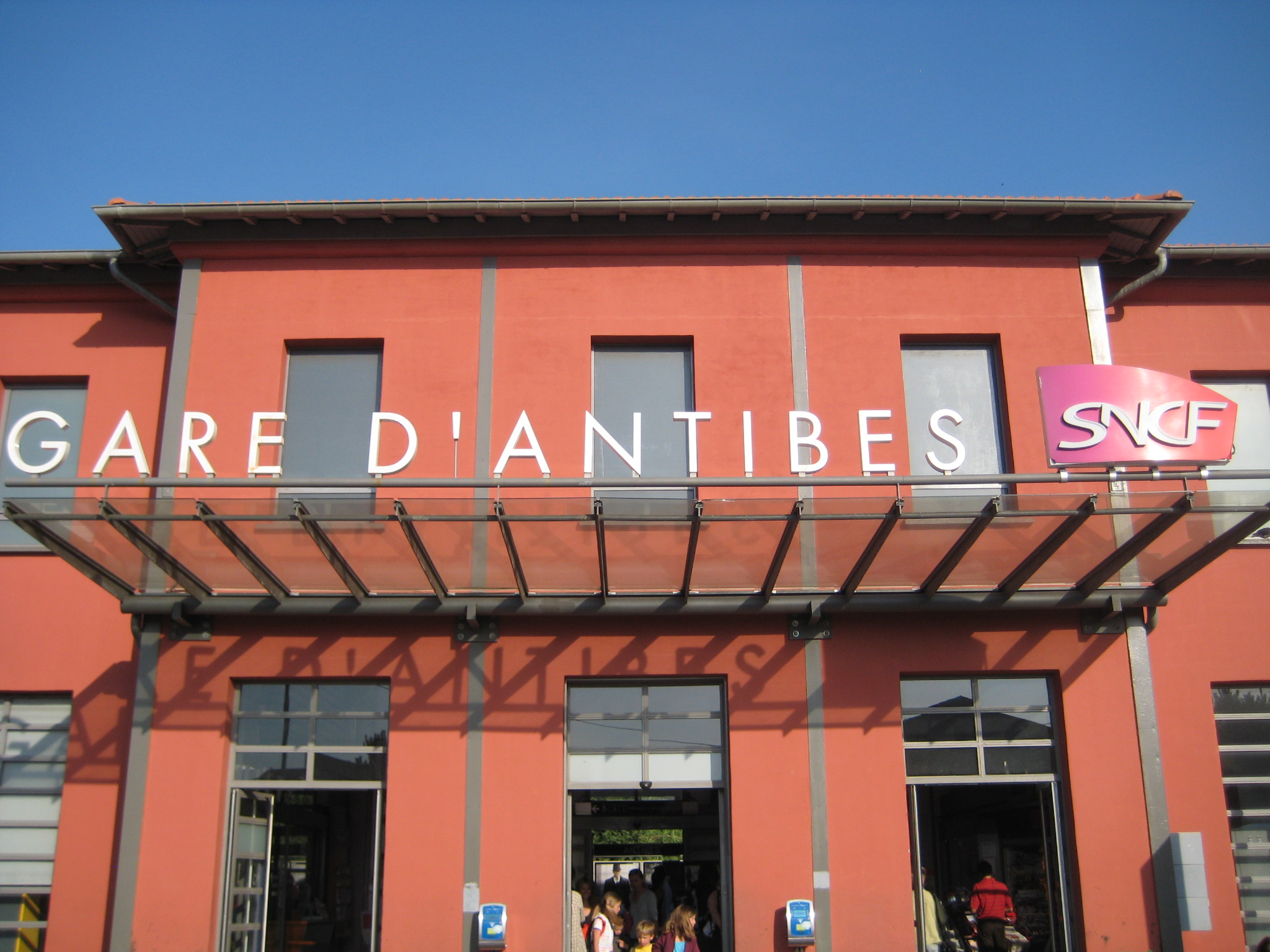
La gare ferroviaire.

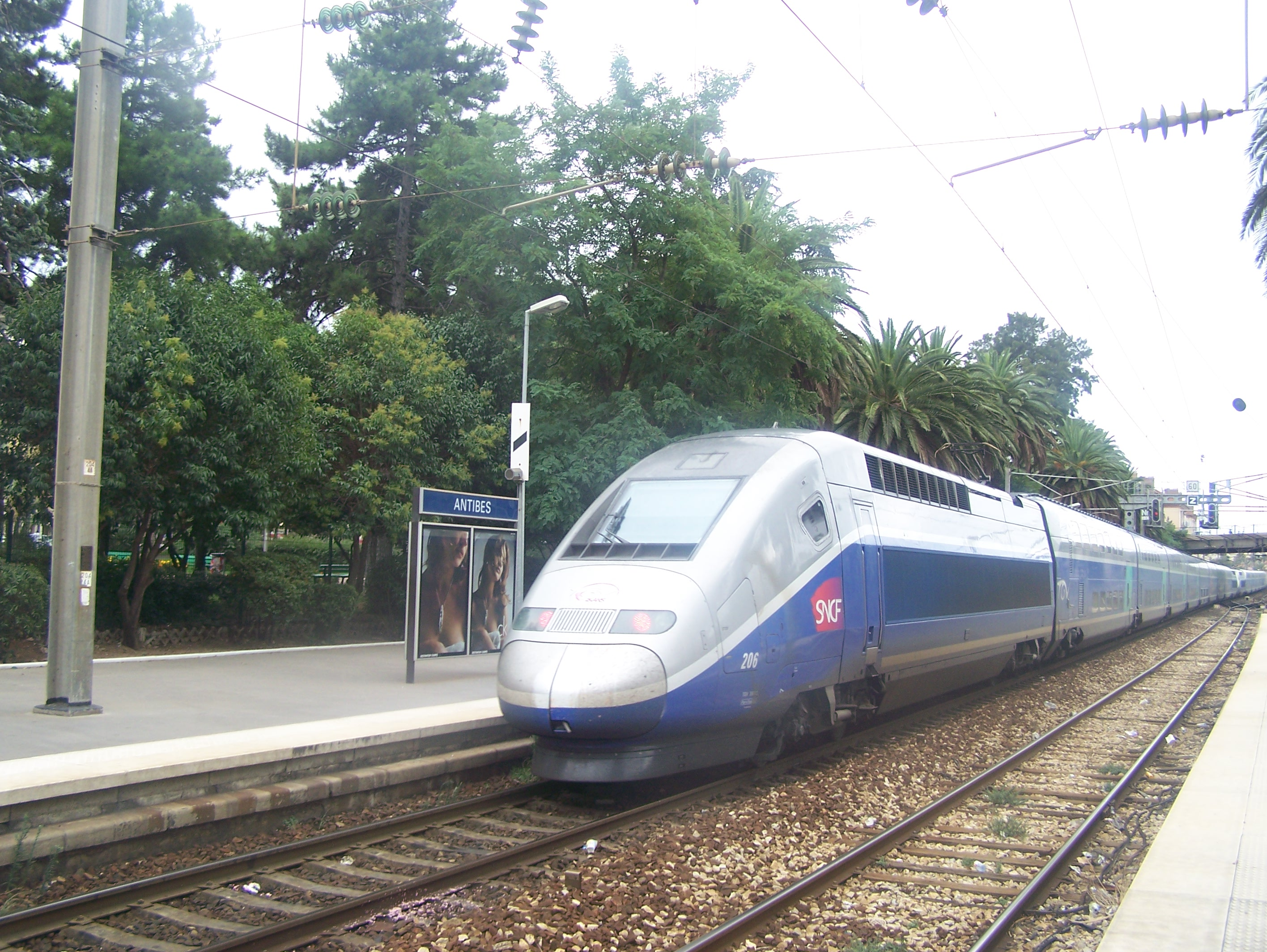
TGV en gare d'Antibes.

Grâce à une urbanisation linéaire et continue, les habitants de l'aire urbaine de Nice (973 231 habitants) domiciliés non loin du tracé de la voie peuvent accéder au réseau TER Provence-Alpes-Côte d'Azur. La ligne principale étant la ligne 4 Mandelieu-la-Napoule - Vintimille desservant vingt-neuf gares dont les principales sont Cannes, Antibes, Cagnes-sur-Mer, Nice Saint-Augustin, Nice-Ville, Nice-Riquier, Monaco, Menton et Vintimille.
Non cadencée, cette ligne est saturée, les trains devant souvent refuser des voyageurs malgré les TER à deux niveaux. En décembre 2013, une troisième voie est inaugurée entre Antibes et Cagnes-sur-Mer afin d'assurer un service de type RER cadencé au quart d'heure avec deux liaisons semi-directes intercalées à chaque heure. La gare d'Antibes assure aussi des liaisons avec les autres métropoles françaises et les principales capitales européennes avec le TGV.

#### Bus-Tram

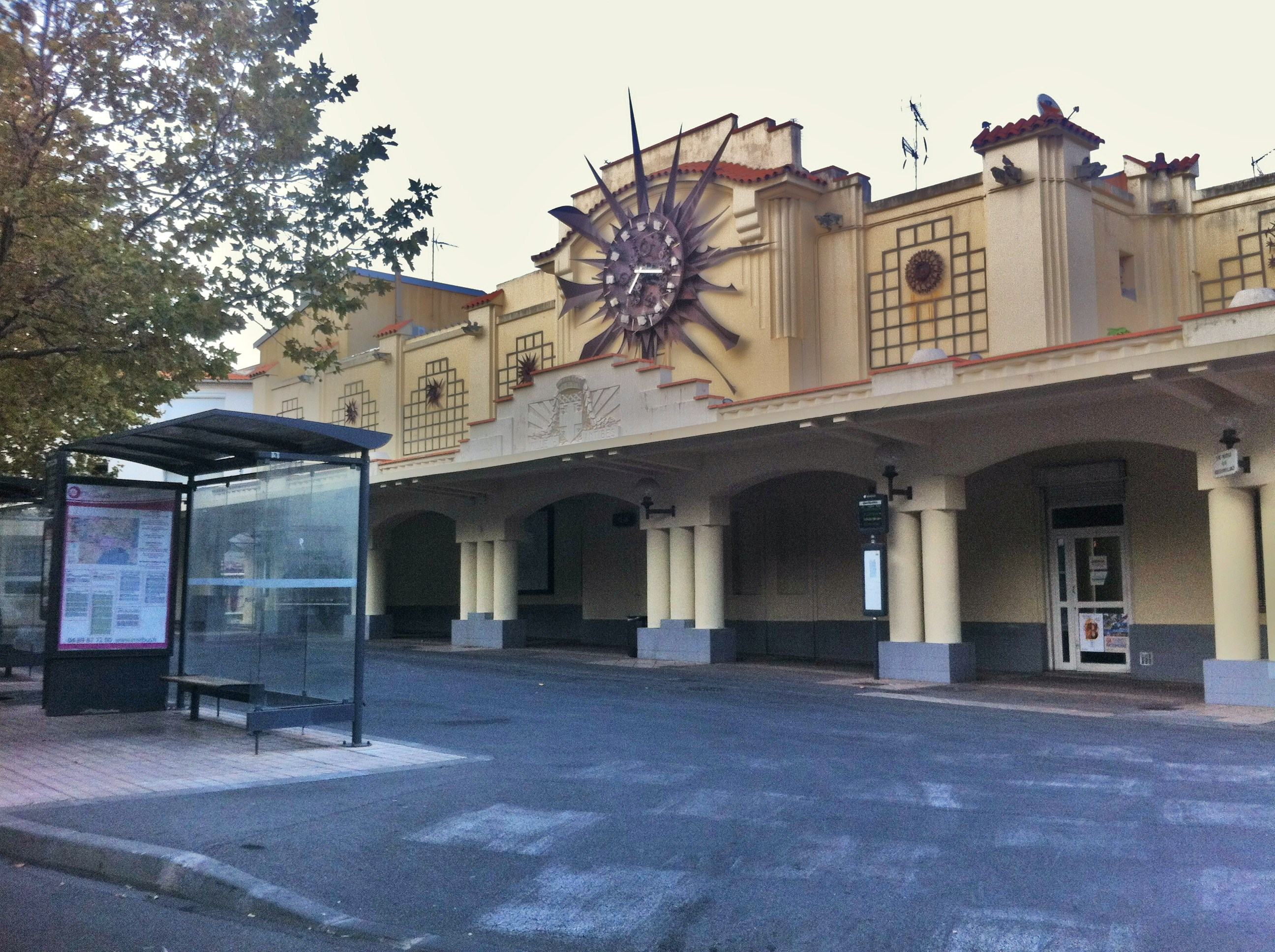
La gare routière.

En 2013, la mairie d'Antibes a décidé la construction un bus-tram. Pour faire face à l'évolution prévisible et préoccupante des besoins en déplacements, la Communauté d'agglomération Sophia Antipolis (CASA) lance son projet de bus à haut niveau de service (BHNS), dénommé bus-tram. Destiné à modifier en profondeur l'organisation des déplacements et à répondre aux défis du développement durable, ce bus-tram assure une desserte de proximité régulière entre le pôle d'échanges d'Antibes et Sophia-Antipolis. Afin qu'il ne soit pas gêné par les aléas de la circulation, des aménagements sont faits  pôle d'échange d'Antibes aux Trois Moulins, puis vers le nord, en direction du quartier Saint-Philippe à Biot et vers l'ouest, en direction de la future zone d'activités des Clausonnes à Valbonne.
Peu après son inauguration, un accident dû au verglas fait une vingtaine de blessés le 13 janvier 2020. Le service est alors temporairement arrêté.

#### Transports aériens
Antibes est essentiellement desservie par l'aéroport de Nice-Côte d'Azur. La Société des Aéroports de la Côte d'Azur gère également l'aéroport de Cannes - Mandelieu, les deux étant situés à 16 km de la mairie d'Antibes.
L'aéroport de Nice rapproche la ville du monde entier, puisque l'essentiel de l'Europe, du Maghreb, de l'Amérique ainsi que le Moyen-Orient est relié à la capitale de la Côte d'Azur par des liaisons quotidiennes.
Avec 11,2 millions de passagers en 2012, la plate-forme aéroportuaire de Nice se hisse à la troisième place des aéroports français en nombre de voyageurs, après ceux de Paris. NCE est le code AITA de l'aéroport de Nice-Côte d'Azur.
LFMN est le code OACI de ce même aéroport.

## Toponymie

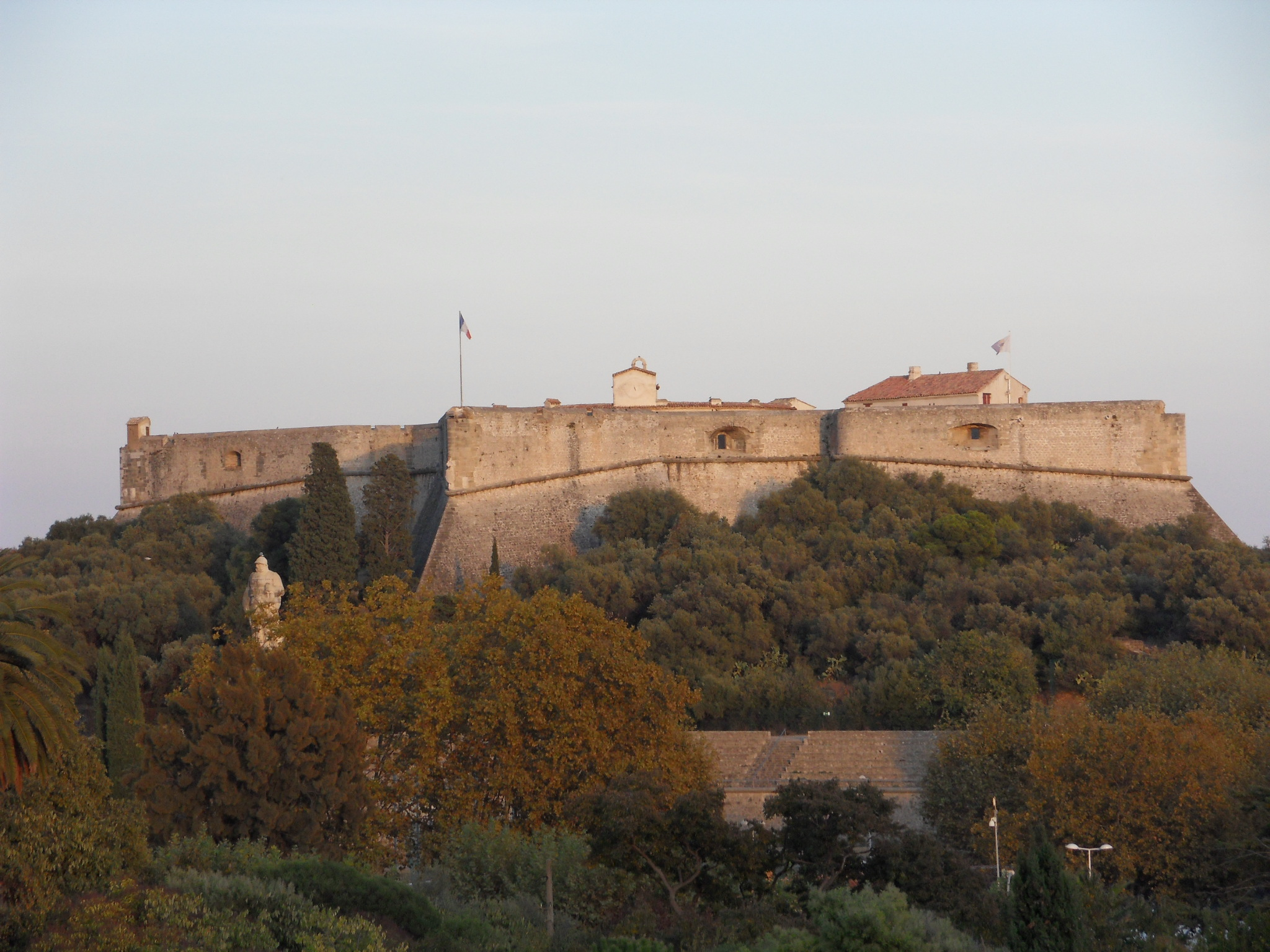
Le Fort Carré.

D'après les travaux anciens, Antibes aurait été fondée au Ve siècle av. J.-C. ou au IVe siècle av. J.-C. par des Phocéens de Marseille, lesquels, selon le géographe Victor-Adolphe Malte-Brun, lui auraient donné son nom, Antipolis (la ville d'en face en langue grecque), en raison de sa « situation sur la côte en face de Nice ». Cette interprétation est erronée dans la mesure où Antipolis a été fondée avant Nikaia. D'après Paul Mejan, qui s'appuie sur les textes du IIe siècle de Scymnos de Chio et de Scylas[Qui ?], ce nom signifierait « ville sur la côte en face de la Corse », les Phocéens étant censés avoir emprunté une voie maritime passant par la Corse pour parvenir sur le littoral provençal. Cette hypothèse ne semble pas plus vraisemblable que la précédente.
Le nom de la ville est Antíbol en occitan norme classique et Antibo selon la norme mistralienne. Son gentilé est antibolen en occitan norme classique et antiboule norme mistralienne.

## Histoire

### Les origines
Des traces d'occupation remontant au premier âge du fer ont été identifiées dans les secteurs du château et de la cathédrale. Sous la chapelle Saint-Esprit ont été mis au jour les restes d'habitat en terre crue. Le rocher d'Antibes semble indéniablement être à cette période le siège d'une communauté indigène entretenant des liens avec les populations méditerranéennes, notamment les Étrusques, comme le montre la présence de nombreuses amphores et de l'épave de la Love au large d'Antibes. Cependant, c'est avec le monde grec, par l'intermédiaire des Phocéens de Marseille, que les échanges restent les plus importants.

### Antipolis: une colonie de Marseille
Les recherches actuelles semblent montrer que la fondation d'Antipolis est relativement tardive.
Elle s'inscrit dans le contexte du redéploiement colonial de Marseille (à partir du ive siècle av. J.-C. qui cherche à assurer ses routes commerciales le long des côtes en installant des places fortes, comme Olbia à Hyères, ou des comptoirs, comme Antipolis et un peu plus tard Nikaia (Nice).
Lors de l’extension de la ZAC (zone d'aménagement concerté) du Bas-Lauvert, une fouille préventive a été menée, non loin du cœur de l’antique agglomération d’Antipolis où l'on a découvert un établissement agricole romain daté du Ier siècle av. J.-C..
L'emplacement exact de la ville grecque est mal connu. Compte tenu des pratiques coloniales grecques, il est probable qu'elle ait été implantée au pied du rocher d'Antibes, sous la vieille ville actuelle. Des traces d'occupation d'époque hellénistique ont été identifiées autour du château et de l'église paroissiale (ancienne cathédrale), rue du Bateau, sous le cours Masséna et dans le jardin du Presbytère, rue de la République notamment. Le mobilier mis au jour durant toutes ces fouilles montre la prépondérance de produits importés de la région de Marseille, associés à des céramiques campaniennes et des céramiques indigènes.
Au début du iie siècle av. J.-C.)[pourquoi ?], les tribus ligures de la région, les Déciates et les Oxybiens, lancent des attaques répétées contre Antipolis et Nikaïa. Les Grecs de Marseille font appel à Rome, comme ils l'avaient déjà fait quelques années plus tôt contre la fédération des Salyens. En 154 av. J.-C., le consul Quintus Opimius défait les Décéates et les Oxybiens et prend Aegythna, oppidum des Déciates. Malgré toutes les hypothèses émises depuis plus d'un siècle par les érudits locaux, on ne connaît ni le lieu de la bataille de 154 av. J.-C. ni le site d'Aegythna.
Les territoires « conquis » par les Romains sur les populations indigènes sont donnés aux Phocéens et administrés par l'intermédiaire de leurs colonies, Antipolis et Nikaïa jusqu'en 49 av. J.-C. En effet, Marseille ayant pris le parti de Pompée, César victorieux lui enlève ses colonies.

### Antipolis à l'époque romaine

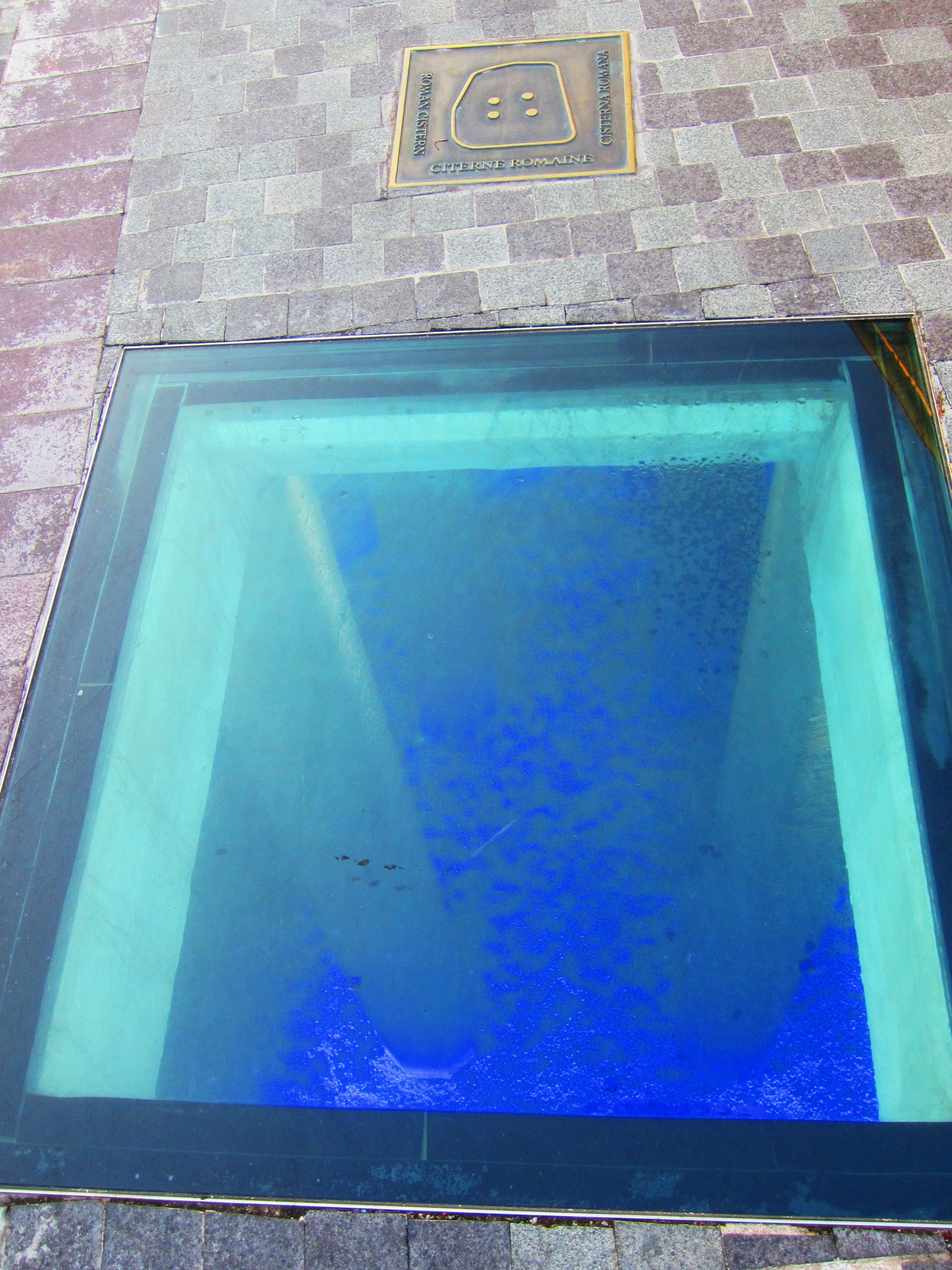
Citerne gallo-romaine.

À la suite de la prise de Marseille, Antipolis (à la différence de Nikaïa) est détachée de sa métropole, Marseille. Sous l'administration de Lépide, Antipolis accède au statut de communauté autonome, probablement dès 43 av. J.-C., puis, un peu plus tard sous Lépide ou Auguste, à celui de cité (civitas) de droit romain et est intégrée à la province de Gaule narbonnaise. De minuscules monnaies de bronze sont émises à Antibes au nom de Lépide. Elles présentent sur une face la tête d'Athéna et au revers une allégorie de la Victoire avec les légendes LEPI pour Lépide, et ANT, ou ANTI, pour Antipolis.

#### Romanisation d'Antipolis
L'octroi du droit latin à Antipolis signifie l'accès des élites ou des notables locaux chargés de l'administration de la cité à la citoyenneté romaine quelle que soit leur origine, Grecs de Marseille ou indigènes celtes ou ligures. S'y agrège en outre une part de citoyens italiens ou originaires d'autres provinces.
L'épigraphie rend compte d'une rapide imposition du latin comme langue officielle dans le territoire d'Antipolis dès l'époque d'Auguste. La quasi-totalité des noms de personnes et de divinités gravés dans la pierre sont de consonance latine. Ceci ne signifie pas le remplacement des Grecs et des indigènes par des Italiens ou des Romains, mais la fusion des populations et l'adoption de noms latins et de la culture romaine.

#### Les limites de la ville et extension des nécropoles à l'époque romaine
On connaît tout aussi mal la ville romaine que la ville grecque en l'absence de travaux de grande ampleur. On peut toutefois envisager une extension un peu plus importante qu'à l'époque hellénistique et à peu près équivalente à celle de la ville moderne. En effet, lors de la destruction de l'enceinte Vauban à la fin du XIXe siècle, on a découvert des sépultures du Ier siècle au niveau du bastion Saint-André et de la rampe des Saleurs, des sépultures du IIe siècle au Ve siècle depuis la rive occidentale du port et autour de la chapelle Saint-Roch jusqu'au fort Carré, depuis la gare jusqu'aux Châtaigniers.
L'extension des nécropoles donne, en négatif, les limites de l'urbanisation antique d'Antipolis. Elle montre, en outre, la vitalité de la cité jusqu'au Ve siècle, au plus tôt.

#### Le port romain d'Antipolis
La rade d'Antibes a attiré les Grecs au Ve siècle av. J.-C., entre le site actuel du Fort Carré et le site de la vieille ville. Le littoral antique a été modifié, sous l'effet de l'action du Var, de la Brague et des courants côtiers. Il subsistait, à côté de la chapelle Saint-Roch, un monument maçonné antique appelé Table Saint-Roch dont les recherches sous-marines ont montré qu'il était placé à côté d'éléments d'un quai romain. Il était mis dans l'axe du chenal d'entrée du port. Les céramiques trouvées au cours des recherches, faites en 1970 ont permis de dater les constructions du IIe siècle.

#### Une ville romaine type
Antipolis se pare de tous les monuments constitutifs d'une ville de l'époque romaine.

##### Les aqueducs d'Antibes

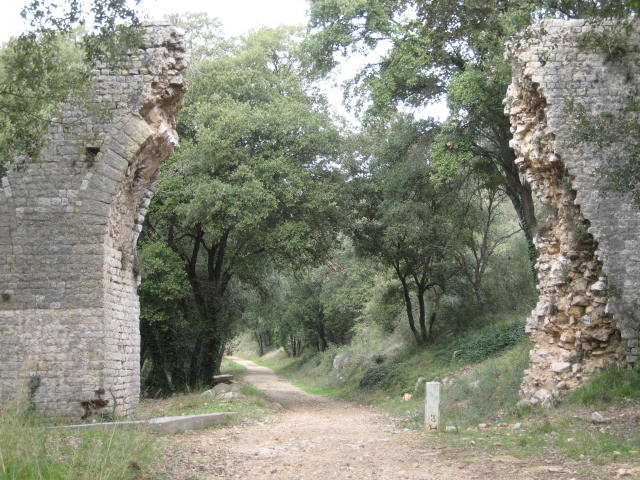
Aqueduc de la Bouillide.

La cité est alimentée en eau par deux aqueducs :
- l'aqueduc de Fontvielle prend sa source à Biot et longe le littoral en contrebas de la Route nationale 7, le terre-plein de la voie de chemin de fer au niveau du fort Carré. On peut encore en voir un tronçon conservé dans une résidence au fond de l'anse Saint-Roch[28]. Il a été retrouvé et restauré au XVIIIe siècle par le chevalier d'Aguillon pour alimenter la ville moderne en eau[29],[30] ;
- l'aqueduc dit de la Bouillide ou des Clausonnes prend sa source dans la commune de Valbonne. Des vestiges monumentaux de ponts-aqueducs se trouvent au quartier du Fugeiret dans la forêt de la Valmasque et dans la commune de Vallauris. Il débouche vraisemblablement rue de la République. Il devait notamment alimenter la fontaine romaine du jardin du presbytère. Les travaux récents ont montré des parallèles avec l'aqueduc de Fréjus[31].Aqueduc Fontveille.

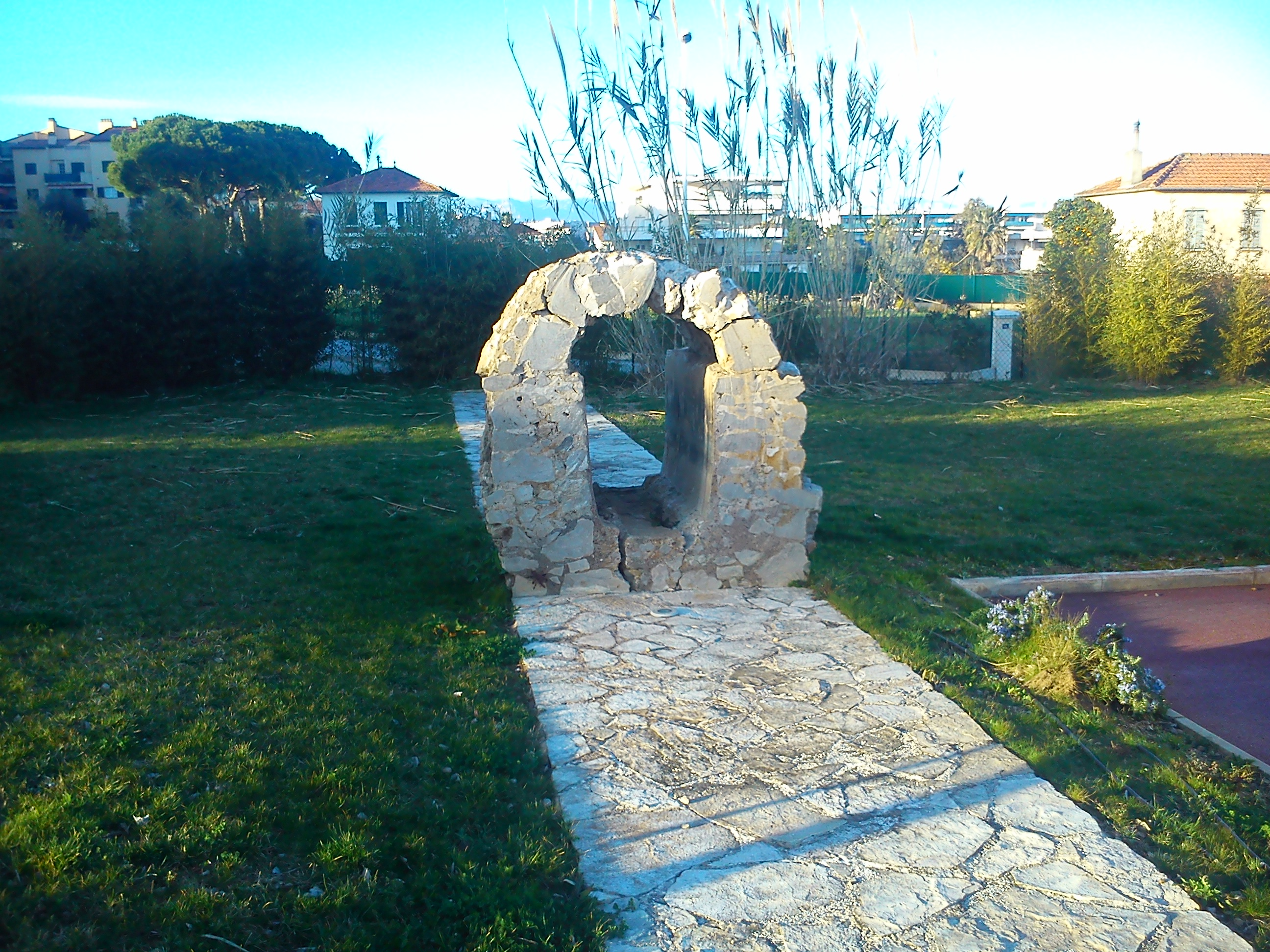
Aqueduc Fontveille.

##### Théâtre et amphithéâtre d'Antibes

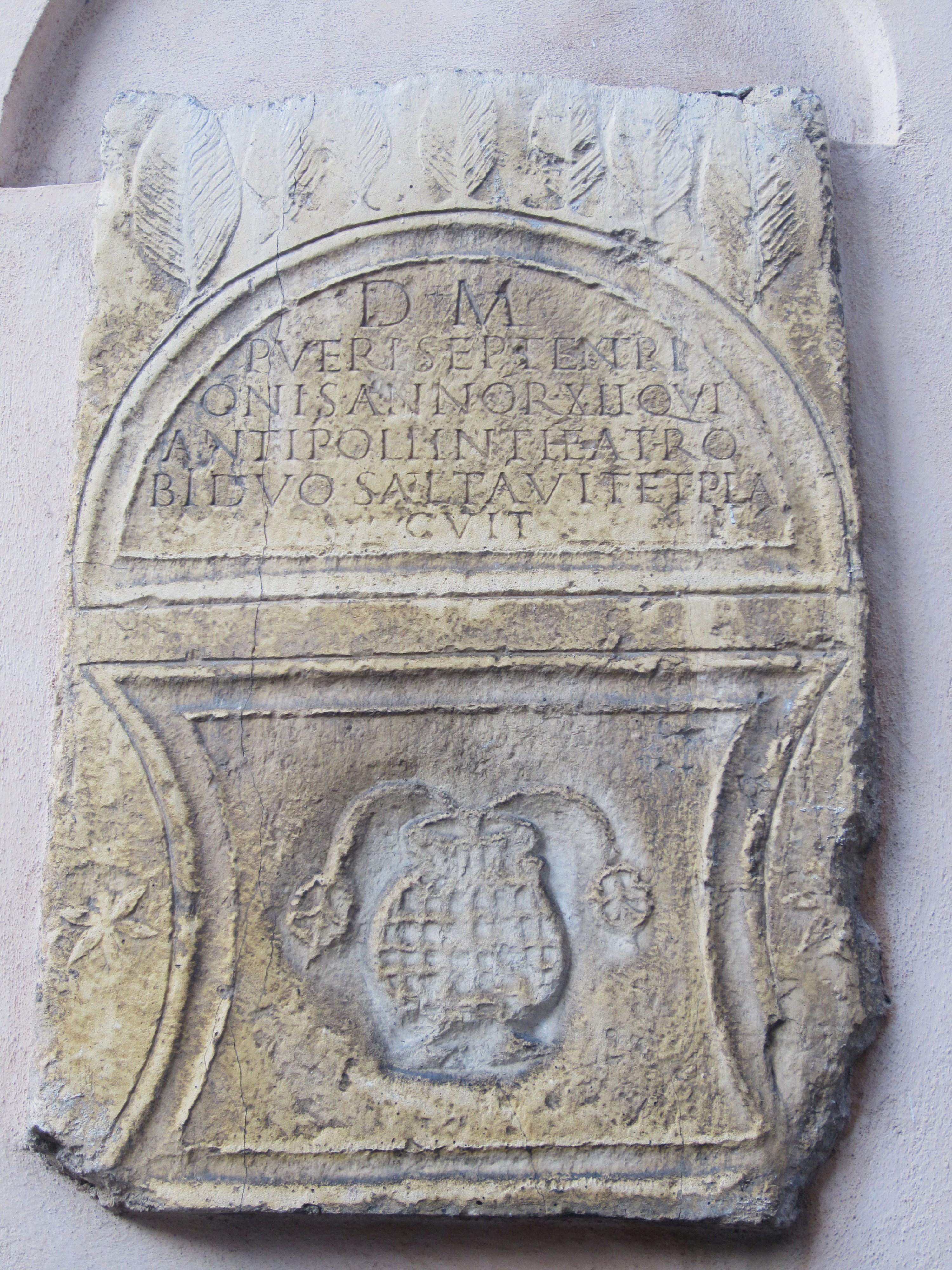
Stèle funéraire de l'enfant Septentrion.

Comme la plupart des villes romaines, Antipolis possédait les indispensables bâtiments de spectacles et divertissements. Un théâtre romain est attesté par la stèle funéraire de l'enfant Septentrion. L'inscription indique, de façon explicite, qu'il dansa et fut très apprécié sur la scène du théâtre d'Antipolis. Le théâtre était situé, comme l'amphithéâtre, entre la rue de la République et la rue de Fersen, près de la Porte Royale. Le mur de fond étant sensiblement positionné à côté de la rue Fourmillère. Un mur rayonnant des gradins a été trouvé, du côté droit de la gare des autobus. Un plan du théâtre, dressé dans la seconde moitié du XVIe siècle est conservé dans la Bibliothèque nationale Marciana de Venise.
Les restes de l'amphithéâtre étaient encore visibles la fin du XVIIe siècle lors de la restructuration des fortifications de la ville d'Antibes,. Des tracés font apparaître des ovales concentriques pouvant être des restes de l'amphithéâtre. Ils étaient encore visibles dans de nombreux plans du XVIIe siècle et dans le plan cadastral d'Antibes du début du XIXe siècle. Ces restes sont aujourd'hui recouverts par le Collège de Fersen.

##### Un réseau dedomus
Quelques fouilles dans la vieille-ville ont permis la mise au jour de structures d'habitat bien conservées et montrant un certain luxe. Parmi elles, les plus monumentales sont celles du jardin du presbytère de la rue Clemenceau. Celles-ci montrent un plan comparable à celui des domus gallo-romaines telles que celles de Saint-Romain-en-Gal. De vastes pièces au sol de mosaïque s'organisent autour d'une cour intérieure possédant une fontaine de marbre. L'ensemble du mobilier permet une datation de la fin du IIIe siècle, bien qu'un état de la fin de l'époque hellénistique ou de la fin de la République romaine ait été identifié.
Une autre demeure pavée de porphyre et de pierre verte semble aussi avoir été fouillée rue des Palmiers et rue de la Blancherie. Le mobilier conservé au musée d'archéologie d'Antibes semble indiquer une occupation principale entre l'époque d'Auguste et le IVe siècle pour la première et du IIe siècle au IVe siècle pour la seconde. On doit noter que le mobilier de la fin de l'époque hellénistique ou de la fin de la République romaine est présent sur les deux sites.

### Antipolis durant l'Antiquité tardive

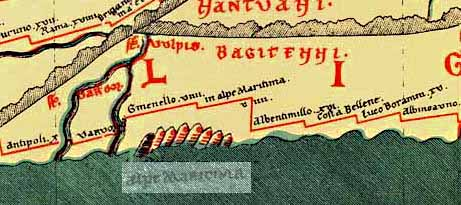
Antipolis sur la table de Peutinger, IVe siècle.

Antibes fut le siège d’un évêché depuis le Ve siècle jusqu'en 1244, date à laquelle le siège épiscopal fut transféré à Grasse. Les fouilles sous la chapelle Saint-Esprit ont permis d'identifier une église paléochrétienne remontant au Ve siècle. D'après la croyance populaire, la cathédrale d'Antibes a été construite sur les fondations d'un temple consacré à Diane et à Minerve. Le premier évêque a été saint Armentaire, nommé par le pape saint Léon le Grand, en 442. Il a construit la première cathédrale qu'il a consacrée à la Vierge Marie. Elle semble avoir subi de nombreux remaniements jusqu'à l'époque carolingienne. La cathédrale a été reconstruite en 1124 après les incursions barbaresques. Le bâtiment actuel a été totalement reconstruit au XVIe siècle, puis en 1746, après le bombardement de la ville pendant la guerre de Succession d'Autriche. Louis XV a financé la construction de la façade qui a été modifiée au XIXe siècle.
C'est du Bas-Empire que l'on date habituellement la muraille qui sépare le sommet du rocher d'Antibes du reste de la Vieille-ville, ainsi que la porte encadrée de deux tours cours Masséna, la porte de l'Orme. On ne peut, pour autant, conclure à une contraction de l'habitat urbain. En effet, les différentes fouilles dans la vieille-ville ont livré d'importantes quantités de mobilier de l'Antiquité tardive. C'est notamment le cas de la domus du jardin du presbytère de la rue Clemenceau qui semble occupée jusqu'au Ve siècle, au plus tôt, ainsi que celles de la rue des Palmiers et de la rue de la Blancherie.
Malgré la présence de quelques sépultures tardives isolées mises au jour dans le centre-ville, près du cours Masséna ou dans le jardin du presbytère, l'espace sépulcral privilégié autour du port continue de s'étendre autour de la chapelle Saint-Roch, comme l'ont montré les fouilles des années 1950. La présence de caveaux riches en mobilier et d'une sépulture contenant un coutelas autour de la cathédrale est à mettre en relation avec les pratiques funéraires paléochrétiennes : les morts ne sont plus rejetés hors du monde des vivants, mais enterrés au plus près des lieux sacrés autour desquels se regroupe aussi l'habitat.

### Activités économiques d'Antipolis

#### Un relais commercial
On connaît assez peu de choses sur l'économie d’Antipolis durant l'époque grecque. La fondation de cette agglomération a certainement eu plus de raisons militaires (protéger les routes commerciales de Marseille) que coloniales. Il n'empêche qu’Antipolis a pu jouer un rôle certain dans la diffusion des productions des Grecs de Marseille ou des produits transportés par leurs navires. Cette fonction commerciale semble d'ailleurs précéder la fondation même d'Antipolis.
En effet, les différentes fouilles effectuées dans les secteurs du château Grimaldi, de la chapelle Saint-Esprit et de la cathédrale, dans des contextes indigènes, ont livré la plus importante collection de céramiques importées du VIe siècle av. J.-C. au IIIe siècle av. J.-C. de la région (amphores étrusques, amphores de Marseille, céramiques grecques archaïques, céramiques attiques...). Ces produits se retrouvent dans des quantités extrêmement faibles sur les autres sites indigènes.
Des dragages effectués dans l'anse Saint-Roch dans les années 1960 et lors de la construction du port Vauban dans les années 1980 ont permis de vérifier la présence de plusieurs épaves et dépotoirs sous-marins. Ceux-ci montrent une activité intense depuis l'époque grecque jusqu'à l'Antiquité tardive. Les importations de cette dernière période sont particulièrement importantes, comme le montrent les collections conservées au Musée d'Archéologie d'Antibes. Elles sont essentiellement représentées par des amphores, des céramiques sigillées claires et des céramiques communes provenant de l'Afrique romaine.

#### La pêche et la fabrication de sauces de poissons

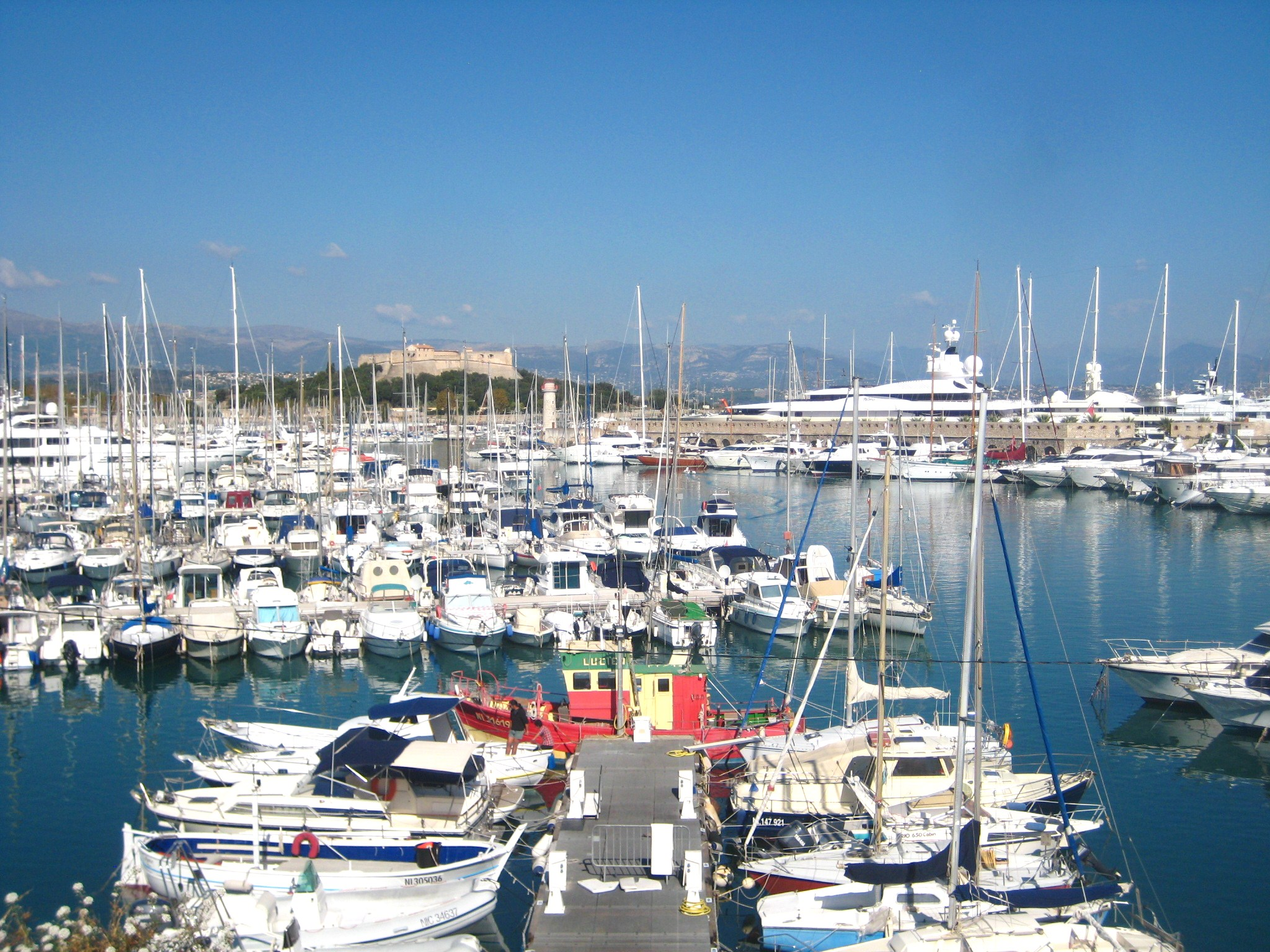
Vue sur le port.

Pline cite Antipolis comme l'un des lieux de production de saumures réputés de l'Empire :
Scombros et Mauretania Baeticaeque etiam Carteia ex oceano intrantes capiunt, ad nihil aliud utiles. Laudantur et Clazomenae garo Pompeique et Leptis, sicut muria Antipolis ac Thurii, iam vero et Dalmatia.
(On pêche les maquereaux uniquement pour la fabrication du garum lorsqu’ils arrivent du large en Maurétanie et à Cardeia de Bétique [Gadès]. Sont également réputés pour leur garum Clazomènes, Pompéi et Leptis, de même qu’Antibes et Thurii pour leur saumure, ainsi que désormais la Dalmatie).
Des amphores portant des inscriptions attestant l'origine d'une saumure antipolitaine et la qualité du produit sont conservées à Londres.
Cette industrie semble avoir laissé des traces archéologiques dans le sous-sol d'Antibes. Dans les années 1960-1970 on pouvait encore noter la présence de structures au fond de l'anse Saint-Roch interprétées comme des bassins de macération des poissons.
Rue d'Aguillon, on a pu observer une série de cuves qui paraissent appartenir à une importante conserverie. Des parallèles ont pu être établis avec les conserveries ou ateliers d'Afrique du Nord.

### Moyen Âge

#### Famille de Grasse
Pour remercier les participants à la lutte contre les Sarrasins, le comte de Provence a partagé les fiefs conquis entre eux. Rodoard a reçu la moitié du diocèse d'Antibes, vers 960. Il est le fondateur de la maison de Grasse. En 993, il est qualifié de comte d'Antibes. Jusqu'autour de 1100, l'évêché d'Antibes est tenu par un membre de la famille de Grasse. Vers 1100, Manfroi Grimaldi est élu évêque d'Antibes, ce qui va créer un conflit entre les deux pouvoirs. En 1124 la cathédrale d'Antibes est incendiée par les Sarrasins obligeant l'évêque à se réfugier à Grasse. Le comte de Provence Raimond-Béranger fit un don important pour reconstruire la cathédrale. Entre 1155 et 1181, les évêques d'Antibes ont obtenu, avec l'accord du comte de Provence Raimond-Bérenger III (ou IV), la suzeraineté sur tous les biens tenus par la famille de Grasse. Les deux tours d'Antibes (tour-refuge qui sert de clocher et tour du château) ont été construites vers 1213. La branche aînée de la famille de Grasse est restée co-seigneur d'Antibes jusqu'à l'achat de ce qu'elle possédait à Antibes par l'évêque d'Antibes Bertrand d'Aix. Restée fidèle aux comtes de Provence en 1388, la maison de Grasse a perdu les biens qu'elle possédait dans le comté de Nice.

#### Évêques d'Antibes
Bertrand d'Aix, évêque d'Antibes entre 1217 et 1244(?), acheta tous les biens que la maison de Grasse possédait encore à Antibes. Il se fait céder ensuite la seigneurie par les comtes de Provence pour 30 000 sols raymondins, en 1238. C'est le 19 juillet 1244 que l'évêché d'Antibes est transféré à Grasse à cause des incursions des pirates. Les évêques de Grasse ont conservé les juridictions spirituelle et temporelle jusqu'à l'époque du pape d'Avignon Clément VII. Le pape d'Avignon s'est emparé de la ville d'Antibes pour punir l'évêque de Grasse, Thomas de Gerente, de s'être prononcé en faveur du pape Urbain VI.

#### Famille de Grimaldi
Arrivent les Grimaldi, famille génoise alliée des Angevins et qui était de ce fait très présente en Provence orientale. Parmi ceux-ci, Luc et Marc Grimaldi, fils d'Antoine. Le pape d'Avignon Clément VII en a confié le gouvernement, le 26 mai 1384, à Marc et Luc de Grimaldi, de Gênes. Le 26 janvier 1385, Clément VII donna la seigneurie d'Antibes à Antoniotto Adorno, doge de Gênes, pour le récompenser de services et à condition qu'il la tienne pour le pape et ne reconnaisse pas Urbain VI. Mais n'ayant pas tenu cette dernière condition, Clément VII lui retire Antibes et la donne à la chambre apostolique en novembre 1385. Luc et Marc Grimaldi prêtèrent 5 000 florins d'or de la monnaie de Gênes à la chambre apostolique, le pape leur assigna les revenus de la seigneurie d'Antibes jusqu'au remboursement, en novembre 1386. Marie de Blois a confirmé cette cession par lettres patentes, le 31 décembre 1386, Clément VII ayant eu à trois reprises 5 000 florins. N'ayant pu rembourser ces fonds le Pape d'Avignon, les frères Grimaldi reçurent le fief d'Antibes - le plus beau port de la région. Jacques Grailleri, élu évêque de Grasse mais ayant pris le parti d'Urbain VI, Marie de Blois le déclara déchu de ses droits sur la ville d'Antibes en janvier 1392. Louis II d'Anjou confirma par lettres patentes le 13 novembre 1399 l'engagement de Clément VII de la ville d'Antibes à Marc et Luc de Grimaldi et des privilèges accordés par les reines Jeanne et Marie. Le pape Jean XXIII confirma par une bulle le 20 octobre 1413 l'accord passé avec Clément VII. Il permit aux Grimaldi d'élire un ecclésiastique ayant la même juridiction dans la ville que l'évêque de Grasse. Les évêques de Grasse protestèrent contre cette usurpation de leurs droits d'abord avec succès, mais le pape Eugène IV cassa la sentence le 3 décembre 1439, sous la réserve que les seigneurs d'Antibes paient chaque année 50 ducats d'or à l'évêque de Grasse.

### Antibes à la frontière du royaume de France
La reine Jeanne Ire de Naples, comtesse de Provence, n'ayant pas eu d'enfant, choisit successivement comme héritiers Charles de Duras puis Louis Ier d'Anjou. Après la mort de la reine Jeanne, tuée en 1381 par Charles de Duras, le conflit entre les héritiers va entraîner une scission du comté de Provence. L'ambition de la famille Grimaldi de Beuil va les rapprocher de Ladislas d'Anjou-Durazzo qui nomme Jean Grimaldi de Beuil sénéchal de Provence en 1387. Ce dernier, avec son frère Ludovic, va négocier avec Amédée VII, comte de Savoie, la dédition de Nice en 1388. La partie à l'ouest du Var reconnaît en 1387 Louis II d'Anjou comme comte de Provence. Après le renouvellement de l'hommage de Nice au comte de Savoie, en 1391, une frontière s'est mise en place le long du Var séparant le comté de Provence des nouvelles terres de Provence qui ne s'appellent pas encore comté de Nice. Par testament Charles V d'Anjou, comte de Provence depuis la mort de René d'Anjou, sans héritier direct, donne le comté de Provence au roi de France Louis XI qui en prend possession en 1482. Sur la mer Méditerranée, la frontière du royaume de France est alors déplacée le long du Var. Antibes devient une ville frontière du royaume et va en suivre les péripéties militaires.

### Époque moderne
Au XVIe siècle, l'affrontement entre les rois de France, à partir de François Ier, et les Habsbourg va amener l'invasion de la Provence. Sous François Ier, elle est envahie à deux reprises par les troupes de Charles Quint , en 1524 et en 1536. La faiblesse des défenses va nécessiter de développer les fortifications de la ville avec la construction du fort Carré dont la base sera établie sur la tour Saint-Laurent, édifiée par Jean de Renaud, dit Saint Remy. Pendant les guerres de religion en Provence, le duc de Savoie Charles-Emmanuel Ier l'envahit, avec l'appui des ligueurs du parlement d'Aix, entre le 14 septembre 1590 et le 30 mars 1592. Puis Henri IV entreprit de fortifier la ville. À partir de 1603 les remparts bastionnés de la ville ont été construits sur les plans des ingénieurs du roi en Provence de la famille de Bonnefons, Raymond, mort en 1607, puis son fils Jean, enfin son petit-fils Pierre,.
Henri IV a racheté la ville en 1608 aux Grimaldi d'Antibes pour le prix de 250 000 florins. Le premier président du parlement d'Aix, Guillaume du Vair en prit possession pour le roi. Les Grimaldi s'installèrent alors au château de Cagnes jusqu'à la Révolution française. Cette branche est aujourd'hui éteinte, cependant un rameau collatéral, les Grimaldi de Puget, lui survit.
En 1648 commencent les travaux de construction de la jetée et du chenal du vieux port. Ils sont complétés par la construction du bastion du port du côté est en 1652. En 1681, à la suite d'une proposition d'Antoine (de) Niquet, Vauban, à la demande de Colbert, fait des propositions pour l'entretien du port qui s'ensable. Vauban visite les places fortes de Provence en 1682. En 1690 des travaux sont commandés pour la réfection de la tour de surveillance de la côte qui se trouve à Notre-Dame de la Garde au cap d'Antibes. Vauban est de nouveau à Antibes en 1693 où il étudie avec Niquet un projet d'amélioration des fortifications. En 1703, Vauban fait un dernier projet de fortification pour Antibes reliant les remparts de la ville au fort Carré, projet non exécuté.
La juridiction épiscopale a été rendue à l'évêque de Grasse par arrêt du conseil du 11 octobre 1732. Le vicaire apostolique a été supprimé.
En 1746-1747, durant la guerre de Succession d'Autriche Antibes est assiégée par les troupes austro-sardes.
Louis d'Aguillon restaure en 1784 l'aqueduc romain de Font Vieille pour alimenter la ville en eau.

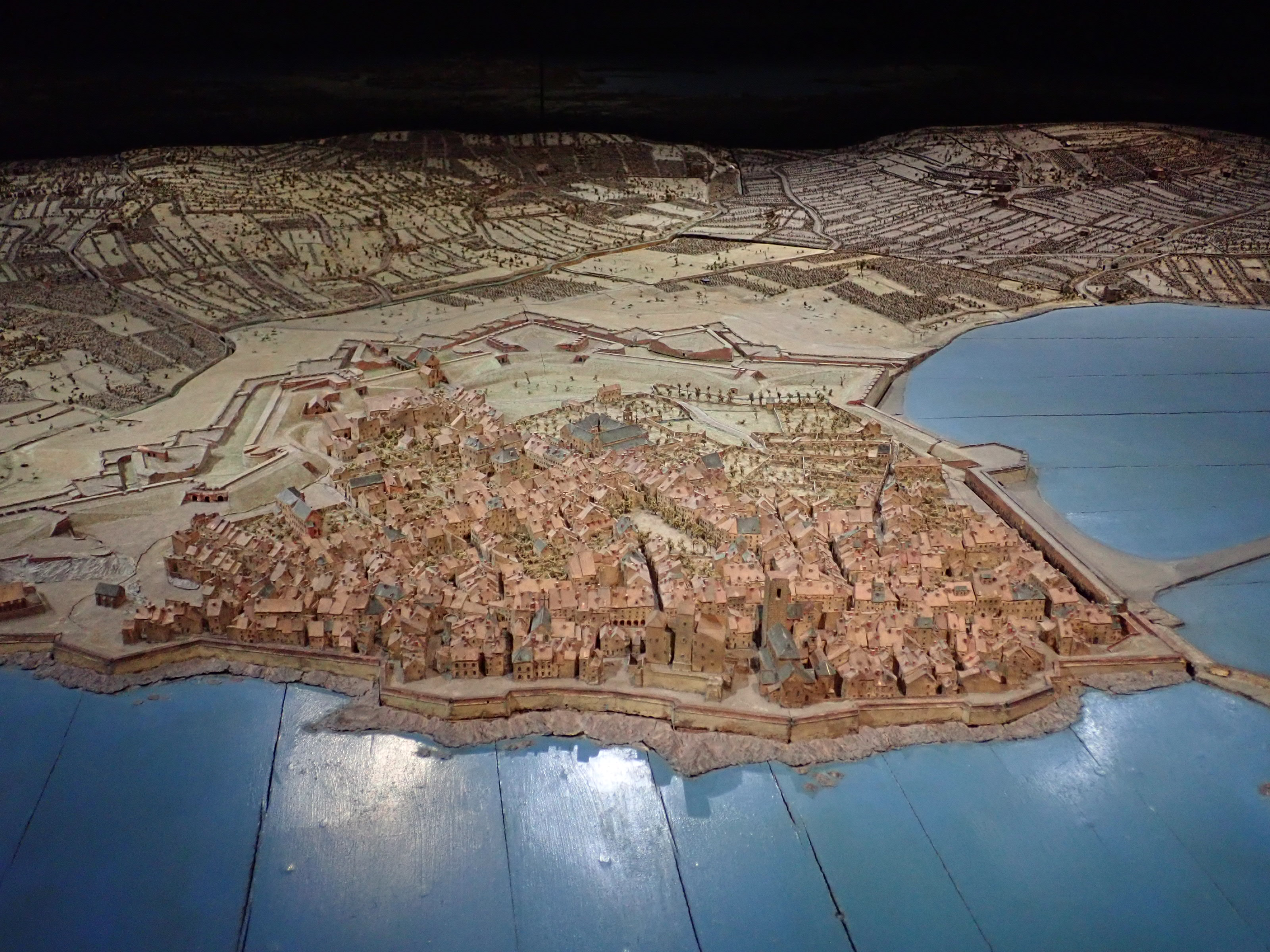
Détail du plan-relief d'Antibes, réalisé en 1754 (conservé au musée des Plans-Reliefs à Paris).
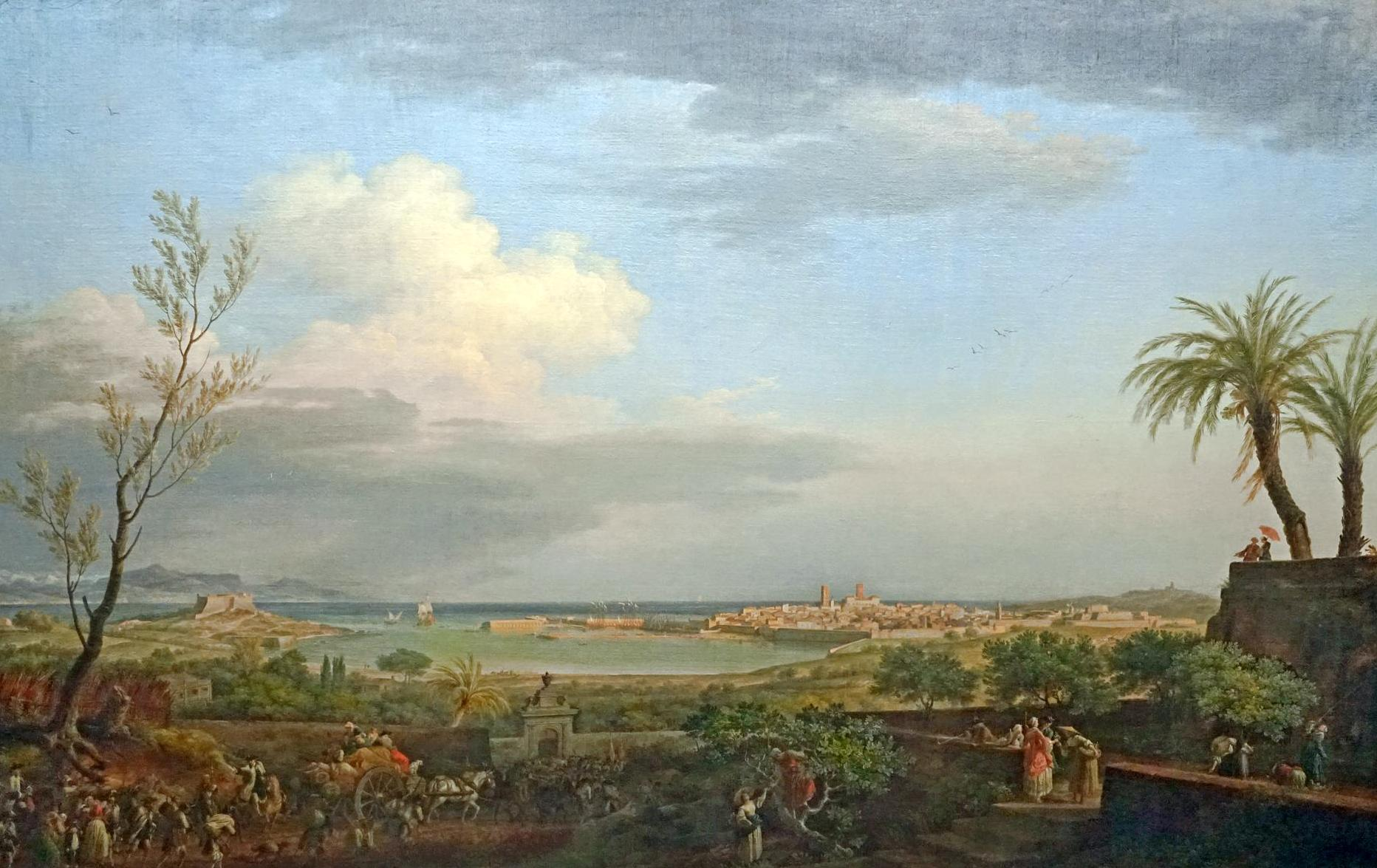
Vue générale de la rade d’Antibes en 1756.
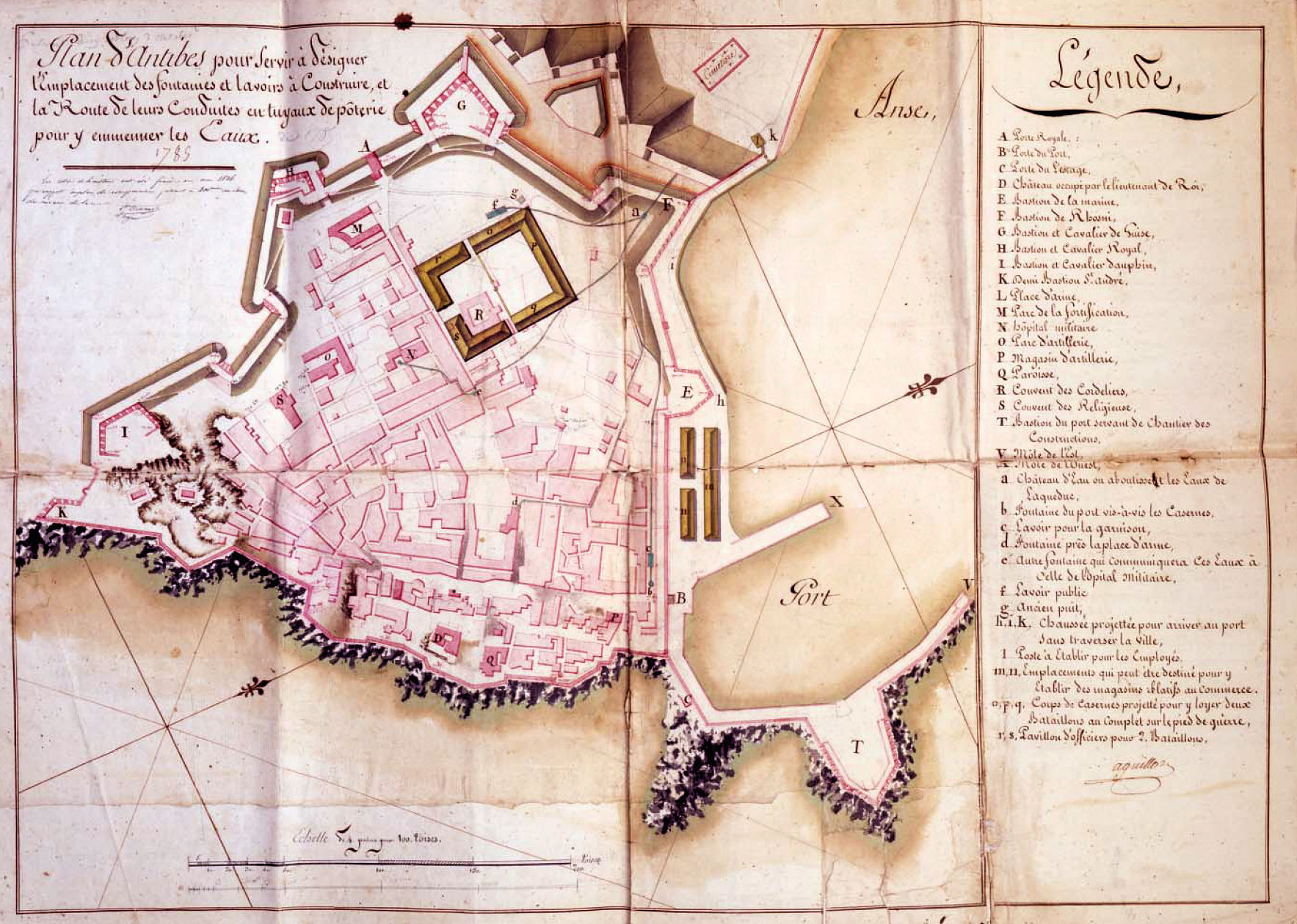
Plan d'Antibes en 1785 avec la représentation de la nouvelle alimentation en eau de la ville.

### Époque napoléonienne

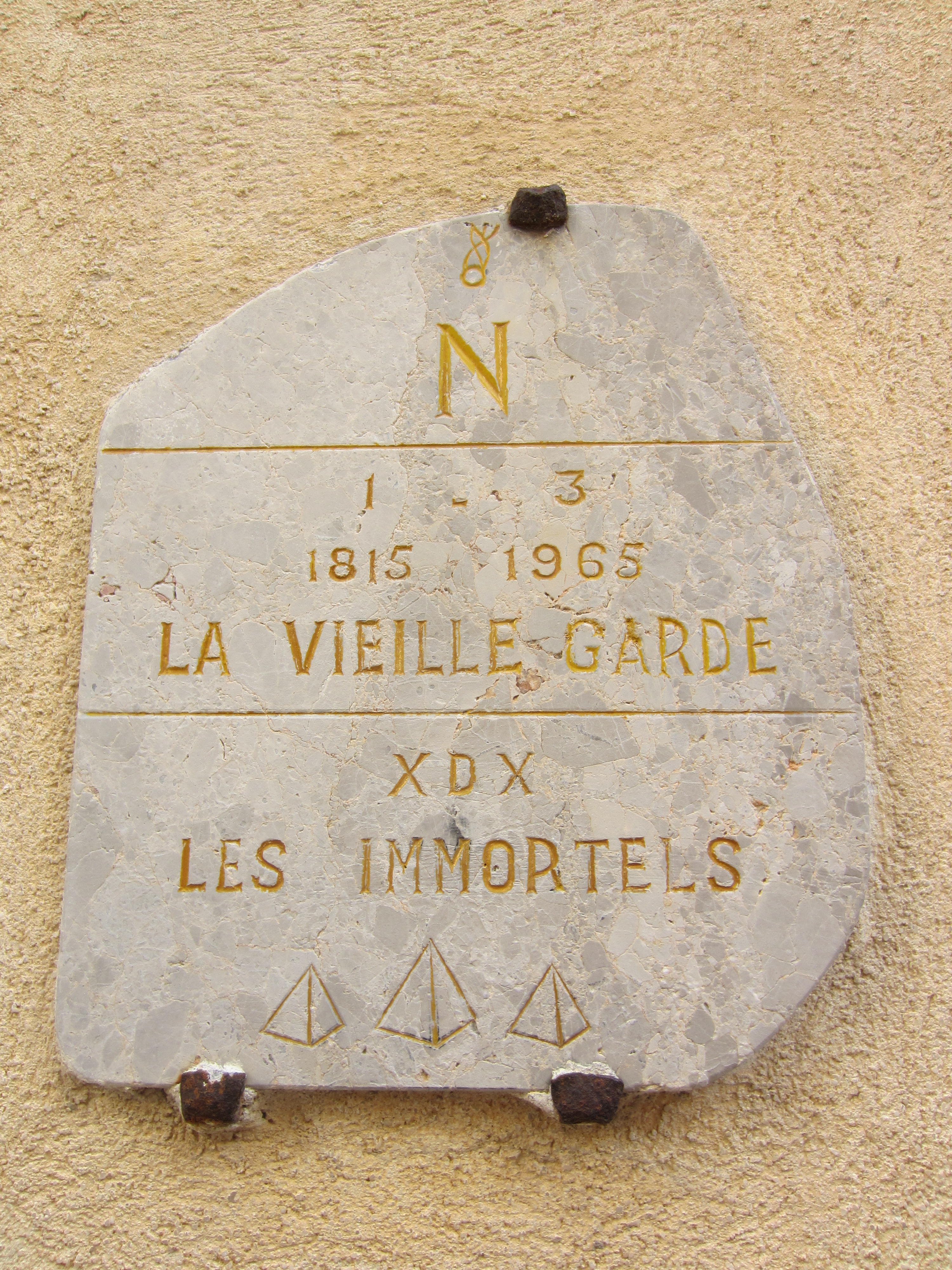
Plaque indiquant le lieu d’emprisonnement de la garde de.

Le 1er mars 1815, Napoléon Ier quitte l'Île d'Elbe où il était en exil et doit débarquer à Golfe-Juan, devant le refus d'Antibes de le laisser accoster.
Il espère que la garnison d'Antibes va se soulever contre Louis XVIII. Il envoie alors quelques hommes menés par le capitaine Lamouret pour aider les Antibois au soulèvement. Mais ceux-ci restent fidèles à leur roi, arrêtent l'avant-garde et l'emprisonnent dans la chapelle Saint-Esprit et dans les anciennes loges maçonniques rue des Casemates. Cette fidélité vaudra à Antibes que le roi Louis XVIII lui rende son statut de bonne ville en 1821, fidélité qui est rappelée sur son blason « Fidei Servandae Exemplum 1815 ».

### Époque contemporaine

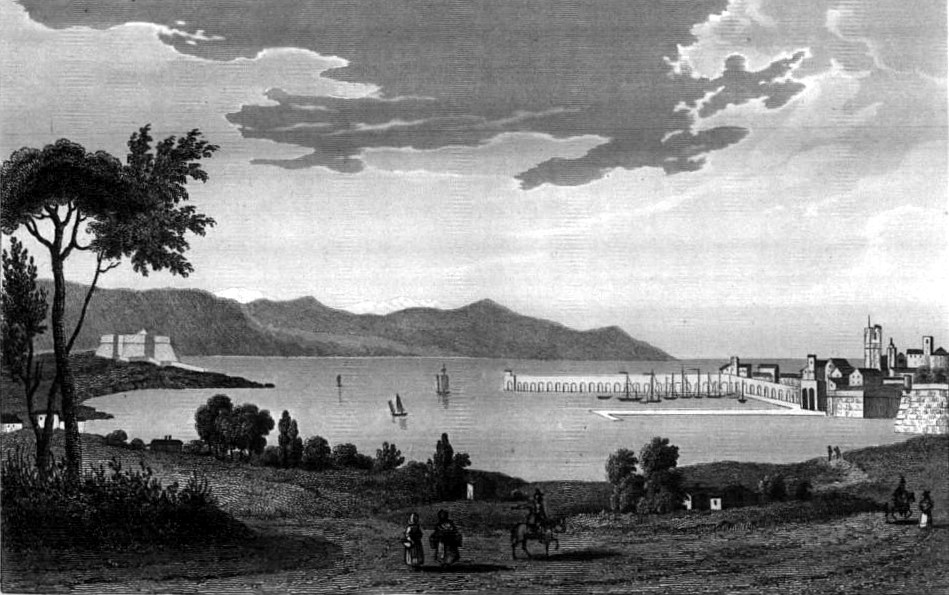
Vue gravée du site d’Antibes en 1838.

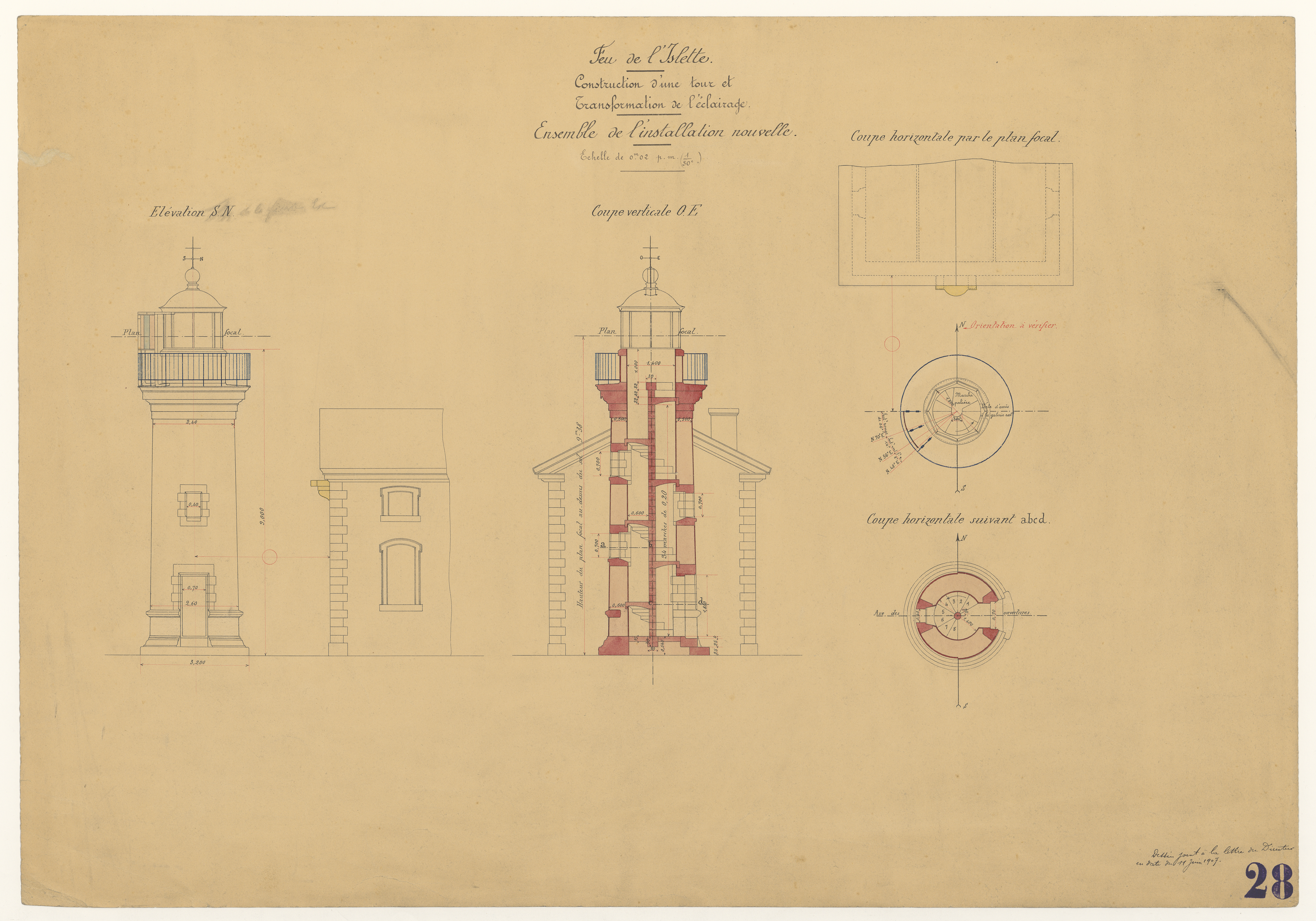
Plan du Feu de l'Islette, construction d'une tour et transformation de l'éclairage (1907).

En 1866 se forma la Légion d'Antibes sous les ordres de Charles d'Argy.

#### Économie à la fin duXIXesiècle
D'après le géographe Victor-Adolphe Malte-Brun, la fin du XIXe siècle, la ville était peuplée de 6 752 habitants. L'économie était principalement agricole : jardins, vignes, vergers, en premier lieu, tournée vers la culture du tabac, mais aussi de l'olivier, du mûrier (pour la soie), de l'oranger et des fleurs et plantes odoriférantes.
Les activités commerciales concernaient le bois, le textile, les poissons salés, les vins, la parfumerie, l'huile d'olive, les oranges, les fruits.
Il citait quelques rares activités industrielles comme la production d'huile d'olive, la distillerie d'essences de fleurs, la fabrication de vermicelles et de pâtes alimentaires, la céramique, les salaisons et les articles de marine.
Le port recevait annuellement 50 à 60 navires, et son cabotage était de 150 à 200 navires jaugeant 7 000 à 8 500 tonneaux.
Le port a reçu pendant un temps des pétroliers qui accostaient au bout de la jetée du vieux port, après le chantier naval. Le carburant était transporté par un oléoduc longeant l'anse Saint-Roch jusqu'aux citernes située entre la route et la voie ferrée, en face du Fort Carré dans un espace appelé d'ailleurs encore aujourd'hui « ZAC des Pétroliers ».

#### Prémices de changements

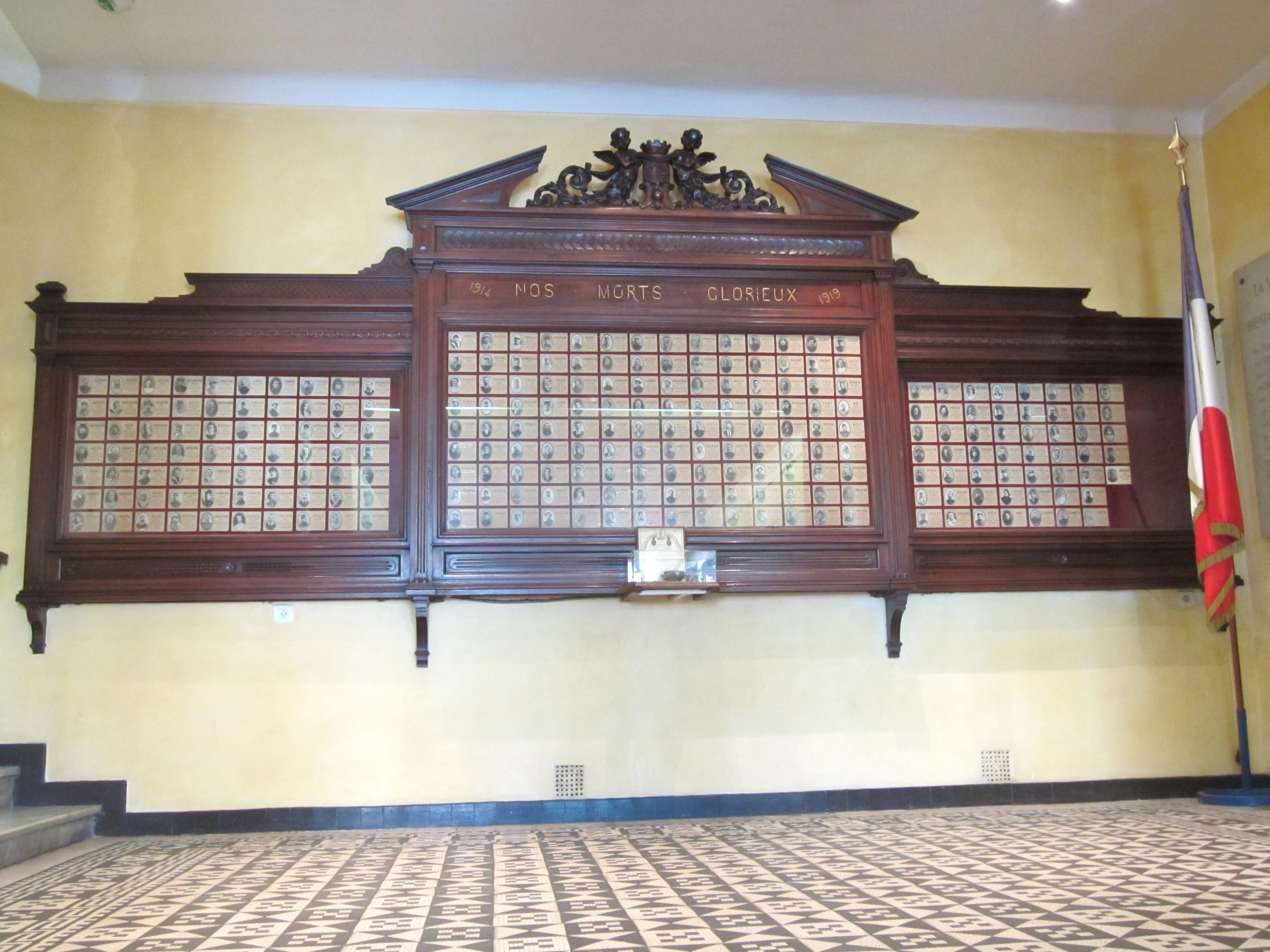
Tableau commémoratif de 1914-1919 visible à la mairie.

Le démantèlement des fortifications d'Antibes commença au cours du XIXe siècle, parallèlement à une urbanisation croissante en direction de l'intérieur des terres et du cap d'Antibes. Dans le même temps se créait, en 1882, la station balnéaire de Juan-les-Pins.
Antibes reste toutefois une ville de garnison. En 1906 elle accueille encore le 112e régiment d’infanterie et le 7e bataillon de chasseurs alpins.
Pendant la Seconde Guerre mondiale le fort Carré servit de centre de rassemblement des étrangers.
Ces dernières décennies Antibes a connu une nouvelle dynamique de développement grâce à l'implantation à proximité de la technopole de Sophia Antipolis.

### Unités en garnison

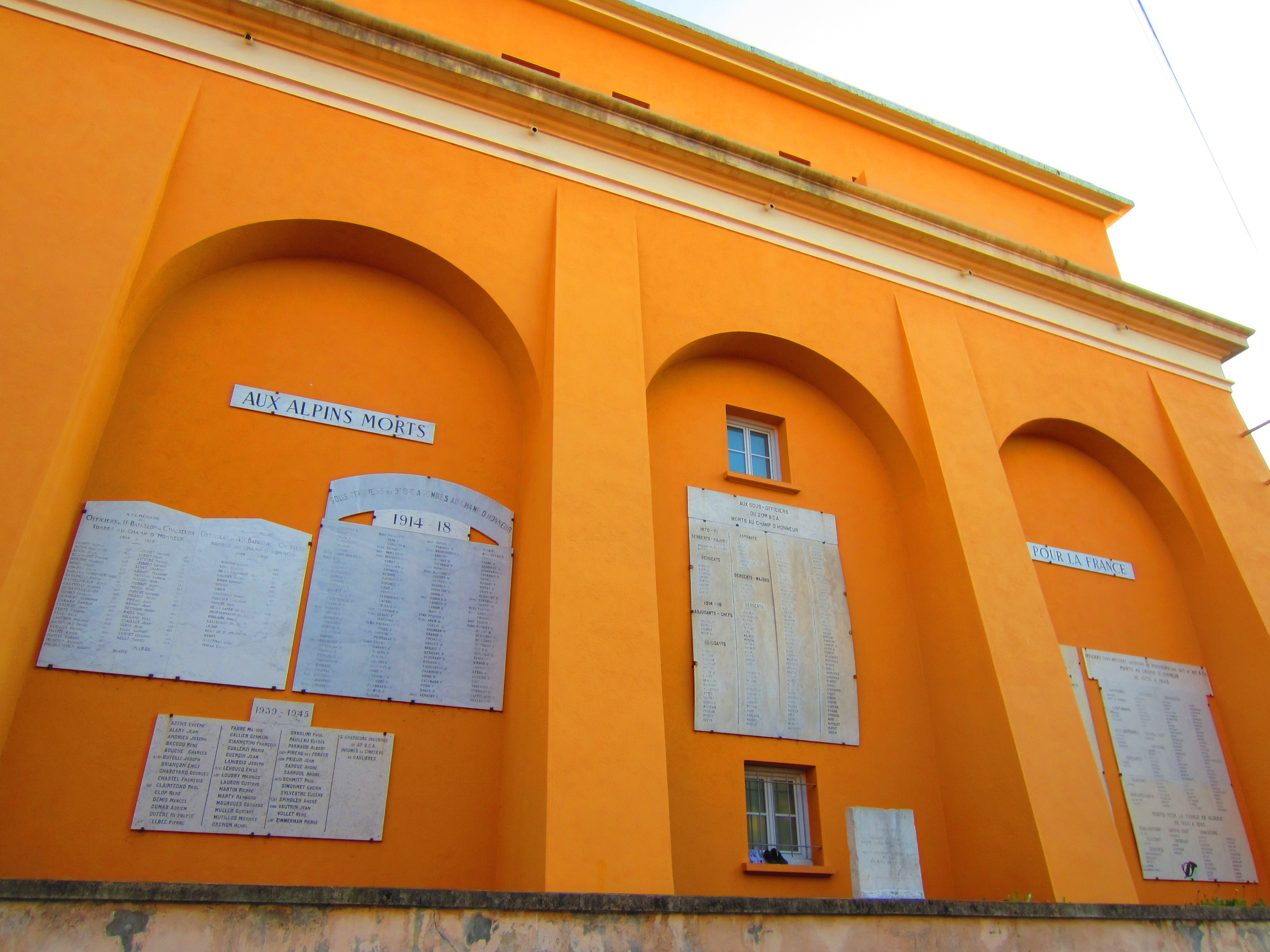
Memorial de la Caserne.

Unités ayant été stationnées à Antibes :
- 111e régiment
d'infanterie, 1870 à 1916 (dissolution)
- 112e régiment d'infanterie, 1888 à 1923 (dissolution)
- 7e bataillon de chasseurs alpins, 1900 à 1912 (caserne Dugommier)
- 9e bataillon de chasseurs alpins, 1926 à 1940 (anéanti à la bataille de Saint-Valéry en Caux) (caserne Dugommier)
- 20e bataillon de chasseurs alpins, de 1924 à 1940 (caserne Gazan)

## Politique et administration

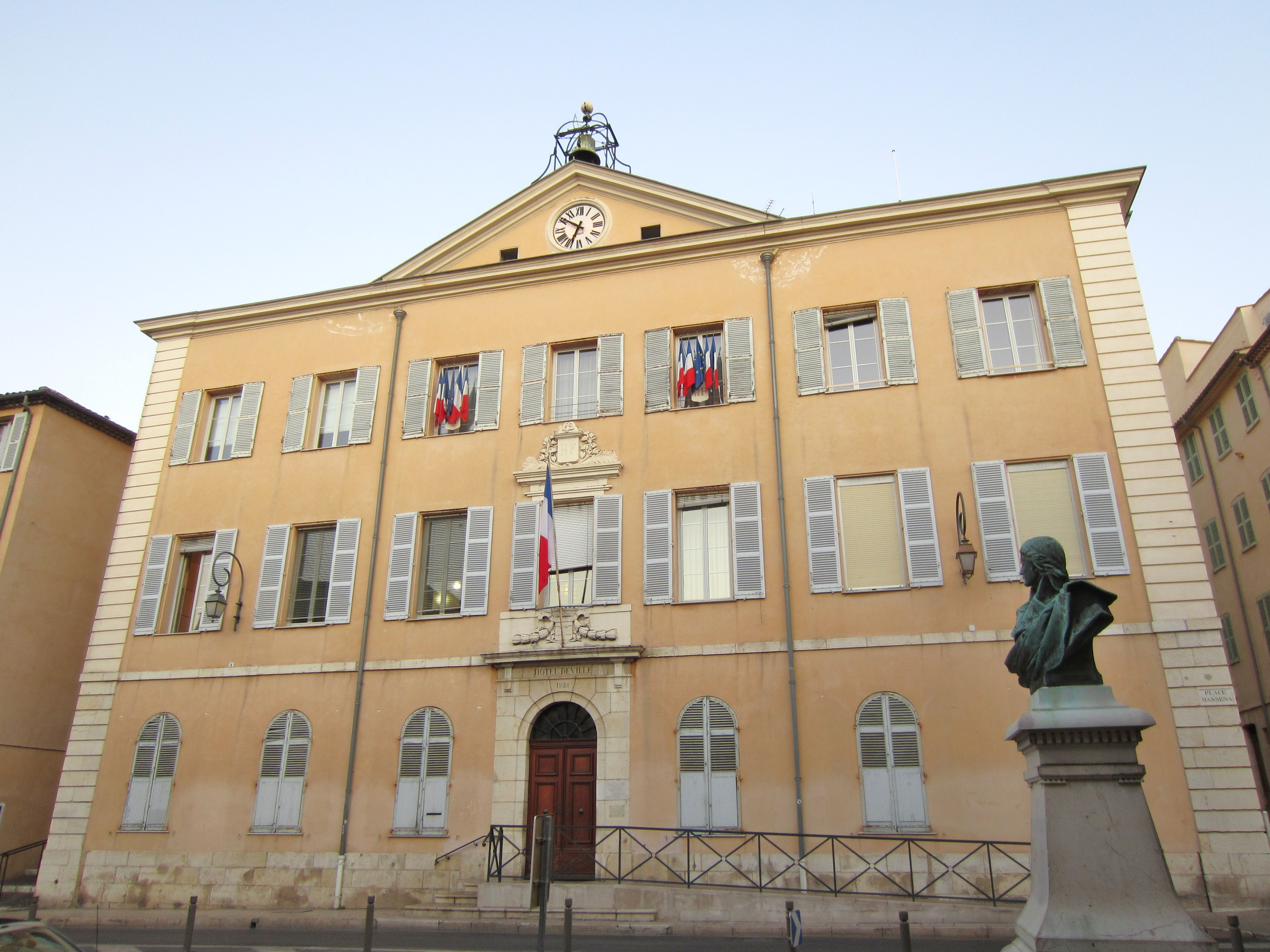
Hôtel de ville.

De même que l'ensemble de l'arrondissement de Grasse, Antibes a été détachée du département du Var en 1860, pour former avec le comté de Nice (cédé à la France par le roi de Sardaigne au cours de l'unification italienne) le département des Alpes-Maritimes : ceci explique pourquoi le département du Var est le seul département français portant le nom d'un cours d'eau qui ne le traverse pas.
La commune d’Antibes était, en 2016, la troisième ville du département par sa population. Le classement de l'INSEE de 2021 la place en deuxième place, dépassant de peu la population de la ville de Cannes.
Antibes est divisée en trois cantons, mais n'est le chef-lieu que des deux premiers :
- le canton d'Antibes-Biot (conseiller général Éric Pauget), formé d'une partie d'Antibes et de la commune de Biot (35 410 habitants) ;
- le canton d'Antibes-Centre, formé d'une partie d'Antibes (28 502 habitants) ;
- la troisième partie de la commune est rattachée au canton de Vallauris-Antibes-Ouest, sans en être le chef-lieu.

Antibes est constitutive, de même que huit autres communes, mais aussi le département, la région et l'État, du parc de Sophia Antipolis, créé en 1969, qui groupe 1 227 raisons sociales et 24 550 emplois directs répartis sur 2 300 hectares de zones d'activités.
Par ailleurs, sans rapport direct ni relation structurelle avec le parc, 16 communes de l'arrondissement ont créé, en janvier 2002, la communauté d'agglomération Sophia Antipolis (CASA).

### Tendances politiques et résultats
|                          |                          |                          |              |              |        |        |  |  |  |
| Tête de liste            | Tête de liste            | Liste                    | Premier tour | Premier tour | Sièges | Sièges |  |  |  |
| Tête de liste            | Tête de liste            | Liste                    | Voix         | %            | CM     | CC     |  |  |  |
|                          | Jean Leonetti,           | LR                       | 8 163        | 52,89        | 41     | 22     |  |  |  |
|                          | Tanguy Cornec            | RN                       | 2 091        | 13,54        | 4      | 2      |  |  |  |
|                          | Francois Zema            | LREM                     | 1 822        | 11,80        | 3      | 2      |  |  |  |
|                          | Michèle Muratore         | PS                       | 926          | 6,00         | 1      | 1      |  |  |  |
|                          | Mathilde Tessier         | EÉLV - FI                | 755          | 4,89         | 0      | 0      |  |  |  |
|                          | Arnaud Delcasse          | GRS-G·s-PCF              | 658          | 4,26         | 0      | 0      |  |  |  |
|                          | Bérengère Humbert        | PA                       | 468          | 3,03         | 0      | 0      |  |  |  |
|                          | Éric Ducatel             | SE                       | 337          | 2,18         | 0      | 0      |  |  |  |
|                          | Michel Morgana           | UPR                      | 213          | 1,38         | 0      | 0      |  |  |  |
|                          |                          |                          |              |              |        |        |  |  |  |
| Votes valides            | Votes valides            | Votes valides            | 15 433       | 97,42        |        |        |  |  |  |
| Votes blancs             | Votes blancs             | Votes blancs             | 191          | 1,20         |        |        |  |  |  |
| Votes nuls               | Votes nuls               | Votes nuls               | 218          | 1,38         |        |        |  |  |  |
| Total                    | Total                    | Total                    | 15 842       | 100          | 49     | 27     |  |  |  |
| Abstention               | Abstention               | Abstention               | 36 498       | 69,73        |        |        |  |  |  |
| Inscrits / participation | Inscrits / participation | Inscrits / participation | 52 340       | 30,27        |        |        |  |  |  |

#### Récapitulatif de résultats électoraux récents
| Scrutin             | 1er tour | 1er tour | 1er tour | 1er tour | 1er tour   | 1er tour | 1er tour | 1er tour  | 1er tour | 1er tour | 1er tour    | 1er tour | 2d tour        | 2d tour        | 2d tour        | 2d tour        | 2d tour        | 2d tour        | 2d tour        | 2d tour        | 2d tour        |
| Scrutin             | 1er      | 1er      | %        | 2e       | 2e         | %        | 3e       | 3e        | %        | 4e       | 4e          | %        | 1er            | 1er            | %              | 2e             | 2e             | %              | 3e             | 3e             | %              |
| ------------------- | -------- | -------- | -------- | -------- | ---------- | -------- | -------- | --------- | -------- | -------- | ----------- | -------- | -------------- | -------------- | -------------- | -------------- | -------------- | -------------- | -------------- | -------------- | -------------- |
| Municipales 2014    |          | UMP      | 63,16    |          | FN         | 20,68    |          | PS        | 8,97     |          | FG          | 7,17     | Pas de 2d tour | Pas de 2d tour | Pas de 2d tour | Pas de 2d tour | Pas de 2d tour | Pas de 2d tour | Pas de 2d tour | Pas de 2d tour | Pas de 2d tour |
| Européennes 2014    |          | FN       | 30,28    |          | UMP        | 29,27    |          | PS        | 8,74     |          | UDI         | 8,72     | Tour unique    | Tour unique    | Tour unique    | Tour unique    | Tour unique    | Tour unique    | Tour unique    | Tour unique    | Tour unique    |
| Régionales 2015     |          | UMP      | 39,23    |          | FN         | 36,47    |          | PS        | 11,86    |          | AEI         | 4,11     |                | UMP            | 60,41          |                | FN             | 39,59          | Pas de 3e      | Pas de 3e      | Pas de 3e      |
| Présidentielle 2017 |          | LR       | 31,61    |          | FN         | 23,99    |          | LREM      | 20,57    |          | LFI         | 13,05    |                | LREM           | 59,38          |                | FN             | 40,62          | Pas de 3e      | Pas de 3e      | Pas de 3e      |
| Législatives 2017   |          | LR       | 36,74    |          | LREM       | 28,72    |          | FN        | 16,18    |          | LFI         | 6,68     |                | LR             | 64,29          |                | LREM           | 35,71          | Pas de 3e      | Pas de 3e      | Pas de 3e      |
| Européennes 2019    |          | RN       | 26,86    |          | LREM       | 24,50    |          | LR        | 12,33    |          | EELV        | 12,03    | Tour unique    | Tour unique    | Tour unique    | Tour unique    | Tour unique    | Tour unique    | Tour unique    | Tour unique    | Tour unique    |
| Municipales 2020    |          | LR       | 52,89    |          | RN         | 13,54    |          | LREM      | 11,80    |          | PS          | 6,00     | Pas de 2d tour | Pas de 2d tour | Pas de 2d tour | Pas de 2d tour | Pas de 2d tour | Pas de 2d tour | Pas de 2d tour | Pas de 2d tour | Pas de 2d tour |
| Régionales 2021     |          | LR-LREM  | 36,82    |          | RN         | 35,55    |          | EELV-PS   | 13,08    |          | CE          | 6,05     |                | LR-LREM        | 60,44          |                | RN             | 39,56          | Pas de 3e      | Pas de 3e      | Pas de 3e      |
| Présidentielle 2022 |          | LREM     | 28,25    |          | RN         | 24,35    |          | LFI       | 14,95    |          | REC         | 13,84    |                | LREM           | 54,40          |                | RN             | 45,60          | Pas de 3e      | Pas de 3e      | Pas de 3e      |
| Législatives 2022   |          | LR       | 30,97    |          | LREM (ENS) | 19,68    |          | RN        | 17,85    |          | LFI (NUPES) | 14,73    |                | LR             | 64,42          |                | LREM (ENS)     | 35,58          | Pas de 3e      | Pas de 3e      | Pas de 3e      |
| Européennes 2024    |          | RN       | 35,10    |          | LREM (ENS) | 15,37    |          | PS        | 10,35    |          | LR          | 10,04    | Tour unique    | Tour unique    | Tour unique    | Tour unique    | Tour unique    | Tour unique    | Tour unique    | Tour unique    | Tour unique    |
| Législatives 2024   |          | RN       | 37,66    |          | LR         | 27,13    |          | LFI (NFP) | 15,91    |          | RE (ENS)    | 14,82    |                | LR             | 57,29          |                | RN             | 42,71          | Pas de 3e      | Pas de 3e      | Pas de 3e      |

### Liste des maires
Depuis l'après-guerre, sept maires se sont succédé à la tête de la commune.
| Période      | Période      | Identité                  | Étiquette            | Qualité |
| ------------ | ------------ | ------------------------- | -------------------- | --- |
| 1945         | 1948         | Jean Pastour              |                      | |
| 1948         | 1950 (décès) | Charles Guillaumont       |                      | |
| 1950         | mai 1953     | Henri Rambaud (1901-1976) | RS                   | Directeur des chantiers navals d'Antibes Conseiller général d'Antibes (1951 → 1955) |
| mai 1953     | mars 1959    | Marc Pugnaire (1896-1982) |                      | |
| mars 1959    | mars 1971    | Pierre Delmas (1904-1997) | Centre gauche        | Horticulteur Conseiller général d'Antibes (1961 → 1973) 1er vice-président du conseil général |
| 21 mars 1971 | 18 juin 1995 | Pierre Merli              | UDF-Rad.             | Haut fonctionnaire Sénateur des Alpes-Maritimes (1980 → 1988) Député des Alpes-Maritimes (7e circ.) (1988 → 1997) Conseiller général d'Antibes-Nord (1973 → 1985) Conseiller général d'Antibes-Biot (1985 → 1988) |
| 25 juin 1995 | En cours     | Jean Leonetti             | UDF-Rad. puis UMP-LR | Cardiologue Ministre chargé des Affaires européennes (2011 → 2012) Député des Alpes-Maritimes (7e circ.) (1997 → 2017) Président de la CA Sophia Antipolis (2002 → ) Réélu pour le mandat 2020-2026,              |

### Jumelages
- Ålborg (Danemark)
- Kinsale (Irlande)
- Newport Beach (États-Unis)
- Schwäbisch Gmünd (Allemagne)
- Eilat (Israël)
- Desenzano del Garda (Italie)
- Olympie (Grèce)

## Population et société

### Démographie

Lycée Jacques Audiberti.

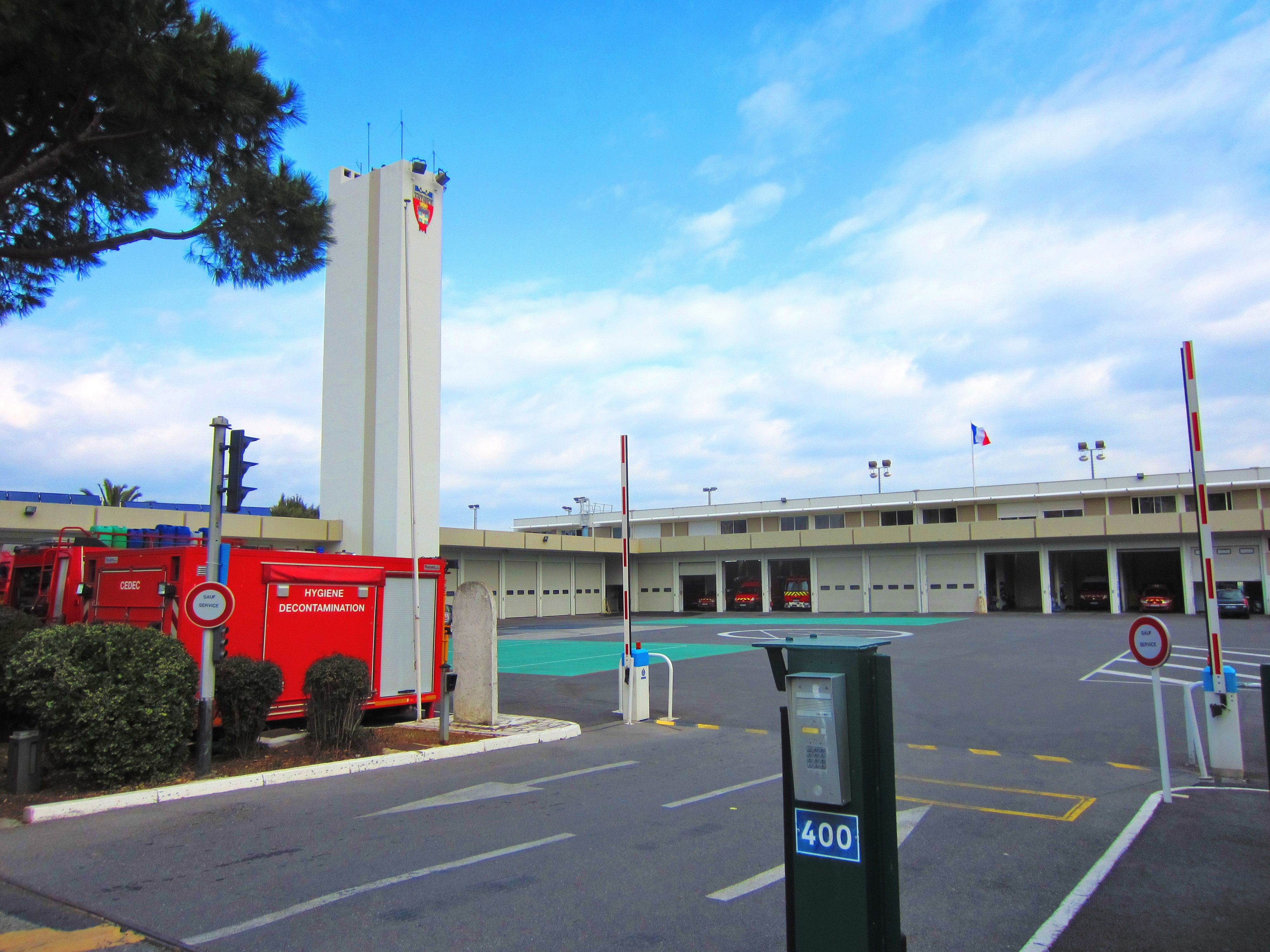
La caserne de pompiers.

Les habitants sont appelés les Antibois.

#### Évolution démographique
L'évolution du nombre d'habitants est connue à travers les recensements de la population effectués dans la commune depuis 1793. Pour les communes de plus de 10 000 habitants les recensements ont lieu chaque année à la suite d'une enquête par sondage auprès d'un échantillon d'adresses représentant 8 % de leurs logements, contrairement aux autres communes qui ont un recensement réel tous les cinq ans,.

En 2022, la commune comptait 76 612 habitants, en évolution de +3,81 % par rapport à 2016 (Alpes-Maritimes : +2,85 %, France hors Mayotte : +2,11 %).
| 1793  | 1800  | 1806  | 1821  | 1831  | 1836  | 1841  | 1846  | 1851  |
| ----- | ----- | ----- | ----- | ----- | ----- | ----- | ----- | ----- |
| 4 135 | 5 270 | 4 792 | 5 095 | 5 565 | 5 939 | 5 615 | 5 976 | 6 163 |

| 1856  | 1861  | 1866  | 1872  | 1876  | 1881  | 1886  | 1891  | 1896  |
| ----- | ----- | ----- | ----- | ----- | ----- | ----- | ----- | ----- |
| 6 657 | 6 829 | 6 064 | 6 843 | 6 752 | 5 923 | 6 461 | 7 401 | 9 329 |

| 1901   | 1906   | 1911   | 1921   | 1926   | 1931   | 1936   | 1946   | 1954   |
| ------ | ------ | ------ | ------ | ------ | ------ | ------ | ------ | ------ |
| 10 947 | 11 753 | 12 198 | 12 768 | 20 456 | 26 071 | 25 014 | 23 574 | 27 064 |

| 1962   | 1968   | 1975   | 1982   | 1990   | 1999   | 2006   | 2011   | 2016   |
| ------ | ------ | ------ | ------ | ------ | ------ | ------ | ------ | ------ |
| 35 439 | 47 547 | 55 960 | 62 859 | 70 005 | 72 412 | 75 820 | 75 176 | 73 798 |

| 2021   | 2022   | - | - | - | - | - | - | - |
| ------ | ------ | - | - | - | - | - | - | - |
| 75 130 | 76 612 | - | - | - | - | - | - | - |

#### Pyramide des âges
En 2021, le taux de personnes d'un âge inférieur à 30 ans s'élève à 28,6 %, soit en dessous de la moyenne départementale (31,0 %). À l'inverse, le taux de personnes d'âge supérieur à 60 ans est de 33,7 % la même année, alors qu'il est de 31,0 % au niveau départemental.
En 2021, la commune comptait 35 016 hommes pour 40 114 femmes, soit un taux de 53,39 % de femmes, légèrement supérieur au taux départemental (52,74 %).
Les pyramides des âges de la commune et du département s'établissent comme suit :
| Hommes | Classe d’âge | Femmes |
| ------ | ------------ | ------ |
| 1,4    | 90 ou +      | 2,9    |
| 11,1   | 75-89 ans    | 14,4   |
| 17,3   | 60-74 ans    | 19,7   |
| 19,0   | 45-59 ans    | 18,9   |
| 20,2   | 30-44 ans    | 17,5   |
| 15,9   | 15-29 ans    | 13,6   |
| 15,0   | 0-14 ans     | 13,0   |

| Hommes | Classe d’âge | Femmes |
| ------ | ------------ | ------ |
| 1,1    | 90 ou +      | 2,6    |
| 9,5    | 75-89 ans    | 12,2   |
| 17,6   | 60-74 ans    | 18,7   |
| 20,3   | 45-59 ans    | 19,9   |
| 18,1   | 30-44 ans    | 17,5   |
| 16,5   | 15-29 ans    | 14,6   |
| 16,8   | 0-14 ans     | 14,4   |

### Festival Jazz à Juan

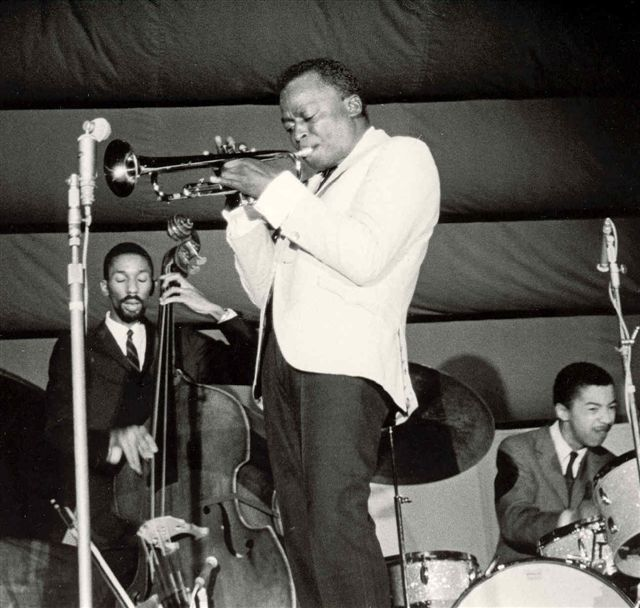
Miles Davis à Juan en 1963.

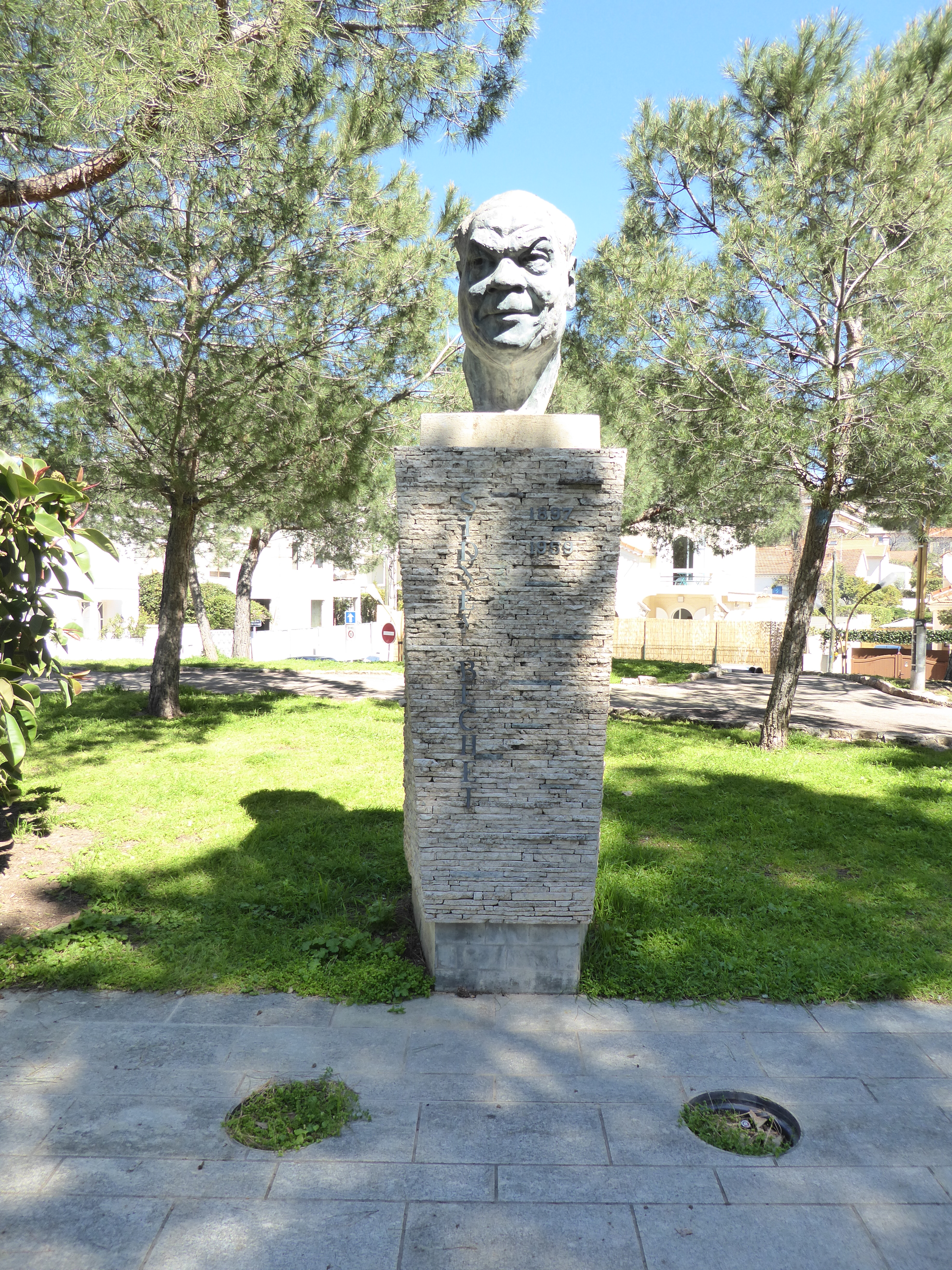
Hommage à Sidney Bechet à Juan.

Juan-les-Pins entre dans la grande histoire du jazz le 7 juillet 1960, date de l'inauguration du « Premier Festival européen du Jazz ».
Cet évènement fut créé par Jacques Souplet en collaboration avec Jacques Hebey.
Cette manifestation sans précédent rassembla des orchestres venus de 13 pays d'Europe dans l'espoir d'être désignés meilleure formation de jazz européenne.
En 1960, pour cette grande première, les États-Unis, berceau du jazz, participèrent à ce festival en qualité d'invité d'honneur.
Participa à cette première édition l'orchestre Wilbur de Paris avec le bassiste Charlie Mingus, Bud Powell, Dizzy Gillespie (créateur du bebop) ou encore Sister Rosetta Tharpe.
À l'origine, ce festival s'étalait sur neuf soirées. Le programme comprenait la Grande finale du Tournoi de Jazz 1960 organisée par la Radiodiffusion-Télévision française et qui se déroula la veille de l'inauguration. C'est le quintette français Arrigo Lorrenzi qui remporta la coupe du tournoi amateur, mais ne pouvant être présent pour recevoir son prix, il fut classé hors compétition.
Durant le Festival, les musiciens en compétition devaient se produire en deux lieux différents : dans l'enceinte du stade Fort Carré et dans la Pinède Gould. Mais dès la prestation du 10 juillet 1960 donné en hommage à Sidney Bechet dans la Pinède, les organisateurs comme les musiciens privilégièrent ce site. Ainsi toutes les prestations se déroulèrent à la Pinède.
Les vainqueurs de cette première édition furent le trio Pim Jacobs, Win Overgaauw et Rita Reys représentant la Hollande. Des prix furent attribués également aux orchestres des radio-télévisions yougoslave et hongroise.
En individuel, Raymond Court, de l'orchestre suisse Pierre Bouzu, remporta le titre de meilleur trompettiste européen de jazz.
Le Festival de Jazz de Juan-les-Pins va acquérir ainsi une notoriété mondiale, devenant le plus prestigieux après celui de Newport.
Devant le succès remporté par cette première édition, le Festival de Jazz de Juan-les-Pins fut reconduit tous les ans. La manifestation connut une récession dans les années 1971-1972, période durant laquelle la ville de Nice s'octroya le festival, mais dès 1973 le festival reprit à Juan-les-Pins. Depuis lors, il continue d'avoir lieu chaque année en juillet.
De grands noms sont passés par Jazz à Juan comme Ray Charles, Keith Jarrett, Ella Fitzgerald, Sonny Rollins, Marcus Miller, Miles Davis, Dee Dee Bridgewater, Norah Jones, ou encore Stevie Wonder, Sting, James Brown…

### Sports

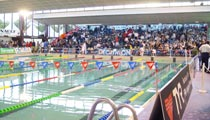
Pôle France Natation.

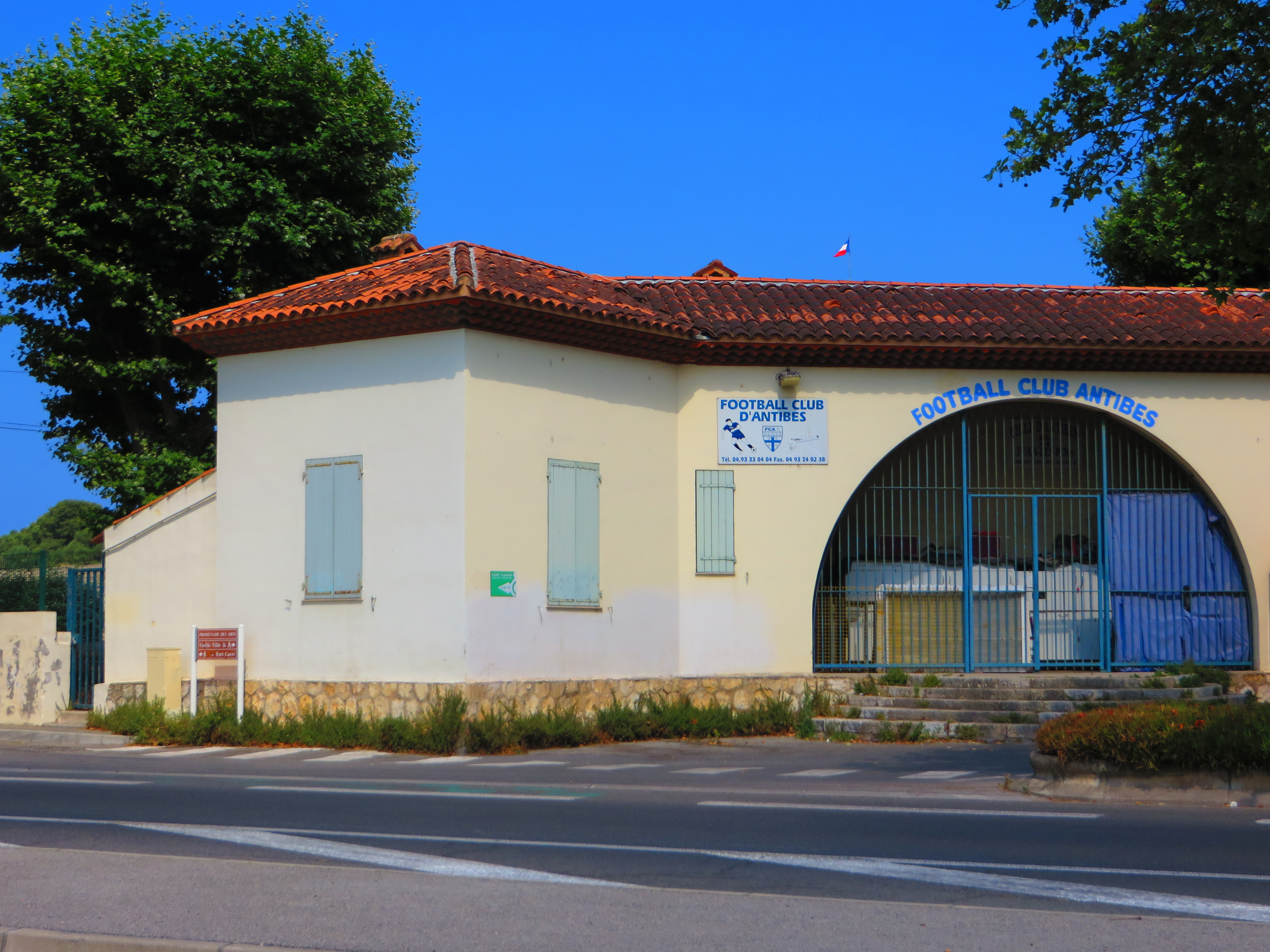
Football Club.

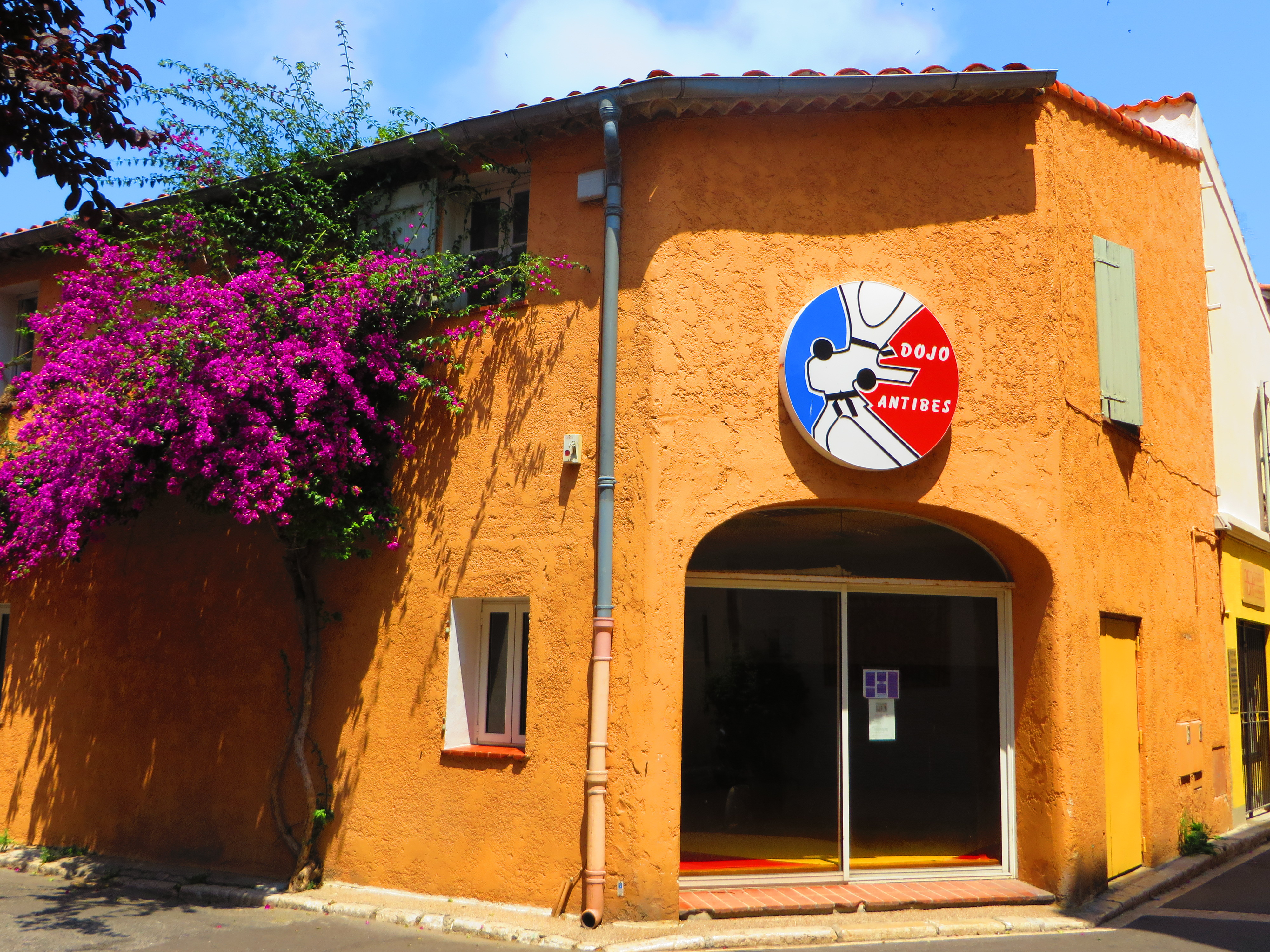
Salle de dojo.

Cinq pôles France élites sont installés à Antibes Juan-les-Pins : la natation, la voile, la gymnastique, le trampoline et l’acrosport et la nage avec palmes.

#### Natation
Installé à Antibes Juan-les-Pins depuis 1983, le Pôle France regroupe une dizaine de nageurs d'un niveau international.
Les conditions climatiques de la région propices et la mise à disposition d'un bassin olympique performant, permettent aux nageurs de s'entraîner 365 jours par an, à l'extérieur s'ils le désirent.
Les résultats obtenus sont excellents puisque le Pôle France Natation d'Antibes Juan-les-Pins présente à tous les Jeux olympiques 1 ou 2 sélectionnés {{référence nécessaire}} .
De son côté, le club antibois (cercle des nageurs d'Antibes) qui n'a jamais quitté l'élite de la natation française travaille en étroite collaboration avec le Pôle, et lui propose régulièrement de nouveaux jeunes talents.
La figure emblématiques de ce club est Alain Bernard, recordman du monde sur 100 m en 2009 et 50 m nage libre en 2008. Frank Esposito, figure emblématique du Club l'a quitté pour devenir assistant entrainer en 2021.

#### Rugby
Le Club a été créé en 1968 par Hubert Lacladère, rugbyman, militaire et maître d'armes, frère de Michel Lacladère, champion de France de Rugby en 1968. Une plaque a été gravée en mémoire d'Hubert Lacladère.

#### Gymnastique
Depuis 1973, Antibes Juan-les-Pins accueille au sein de ses installations, la gymnastique de haut niveau.
Près d'une quarantaine de gymnastes fréquentent à l'année, le Pôle France d'Antibes Juan-les-Pins. Aujourd'hui la gymnastique française fait partie des plus grandes nations (la France est championne d'Europe par équipes en 1998).
De son côté, le club, qui fournit chaque année de nouveaux éléments à l'équipe de France est devenu, en remportant un 19e titre national, l'un des clubs français les plus prestigieux, toutes disciplines confondues.
Lors des Jeux olympiques à Sydney, l’Antibois Benjamin Varonian a obtenu une médaille d’argent. Aux derniers championnats du monde de gymnastique, la France a terminé 4e par équipe, on notait la présence de deux antibois Sébastien Tayac et Florent Marée. Le 8 et 9 décembre 2001, le club de l’OAJLP Gymnastique a obtenu le 1er titre de champion d’Europe des Clubs.

#### Voile
Installé en plein cœur du site d'Antibes du CREPS PACA sur le port Vauban, le pôle France voile dispose de structures et de conditions météorologiques exceptionnelles qui permettent la pratique de la voile tout au long de l'année. Le pôle France d’Antibes est spécialisé en match racing. Chaque année depuis 1996 sont également organisées les Voiles d'Antibes, une régate de voiliers anciens.

#### Nage avec palmes
Créé en septembre 2002, le Pôle France de nage avec palmes accueille une petite dizaine de nageurs. C'est, à ce jour, le seul pôle France proposant cette discipline dans tout l’hexagone. La discipline dépend de la Fédération française des études et sports sous-marins. Elle peut se pratiquer en piscine et sur plan d'eau naturel.

#### Basket-ball
Le rayonnement sportif de la ville d'Antibes est également lié à l'Olympique d'Antibes Juan-les-Pins (basket-ball), champion de France à 3 reprises et aujourd'hui en Pro B. Le club est devenu en 2012 les Sharks d'Antibes, et joue depuis 2013 à l'Azur Arena.

#### Athlétisme
Il fait partie de la vie des Antibois avec six courses organisées sur la commune : les 6 Jours d'Antibes, les 10 km du Rotary, le cross de l'ASOA, les montées de la Garoupe, les foulées des Semboules, la plus célèbre étant "Courir pour une fleur" réunissant plus de 2 000 coureurs.

#### Football
Le club de football de la ville, le FC Antibes - Juan les Pins évolua dans l'élite du football français durant la période de l'entre-deux-guerres. Aujourd'hui, le club se retrouve dans les divisions régionales.
Plus anecdotique, Antibes accueillit un match de football de la 3e coupe du monde de football en 1938 : Suède vs Cuba

#### Sport automobile
Entre 1928 et 1932, se déroule déjà le Grand Prix d'Antibes, au circuit du plateau de la Garoupe.
La manche française du championnat européen des rallyes, le Rallye d'Antibes, inscrit de grands noms à son palmarès, tels Loeb, Jean-Joseph, Auriol, Darniche, Nicolas, Beguin, Baroni, Delecour...

#### Expositions marquantes
Les Monumentales est une exposition estivale à ciel ouvert au cœur de la ville d'Antibes. Chaque année, des artistes comme Théo Tobiasse, David David ou Nicolas Lavarenne exposent leurs œuvres dans le paysage urbain de la ville[style à revoir], et ce, entre l'esplanade du Pré-des-Pêcheurs et le Port Vauban.

### Santé
Antibes possède un hôpital (Hôpital de la Fontonne) et de nombreux cabinets médicaux et pharmacies.

### Cultes

#### Culte catholique
La paroisse Saint-Armentaire regroupe : 
- La cathédrale Notre-Dame de l'Immaculée Conception avec sa façade classée monument historique. Ville épiscopale jusqu'au XIIIe siècle, Antibes a vu sa cathédrale plusieurs fois endommagée et refaite.
- L'église du Sacré-Cœur près de la Médiathèque Albert Camus.
- L'église Notre-Dame de l'Assomption, avenue Philippe Rochat.
- L'église Saint-Joseph d'Azurville, place Jean Aude (La Fontonne).
- L'église Sainte-Marguerite dans le quartier Les Semboules.
- L'église Notre-Dame de la Garoupe, sanctuaire de Notre-Dame de Bon-Port.
- La chapelle Sainte-Thérèse, Rond-Point de la Croix-Rouge.
- La chapelle Saint-Bernardin dans la Vieille Ville.

#### Culte réformé
- Le Temple d'Antibes, avenue Niquet.
- L'église réformée, bd Albert Ier.
- Le Centre évangélique, avenue du Châtaignier.

#### Culte évangélique
- Église Protestante Évangélique d'Antibes (chemin de Saint-Claude Centre Galaxie)
- Église d'Antibes, Côte d'Azur (ADD)

#### Culte israélite
- Synagogue, Eliahou Hanabi, chemin des sables

#### Culte orthodoxe
- La chapelle Saint-Séraphin, bd du 11 novembre

#### Culte musulman
- La mosquée le Rappel, avenue châtaignier.

## Logement
À Antibes, en 2021, le loyer d'une maison revient à environ 18,30 €.m2 alors que celui d'un appartement est légèrement plus cher, en moyenne 18,80 €.m2. Antibes étant une ville au bord de la mer Méditerranée, les prix de vente sont bien souvent plus élevés, comparé à une ville située en zone rurale.Le prix de vente des maisons est aux alentours de 5 470 €.m2 alors que le prix des appartements est légèrement plus bas, environ 4 210 €.m2. De 2014 à 2021, le prix du marché immobilier a augmenté de +32 %.

## Économie
La technopole de Sophia Antipolis, implantée à proximité, est un grand pourvoyeur d'emplois sur Antibes qui dispose également d'un parc d'affaires nommé Nova Antipolis.

## Culture locale et patrimoine

### Lieux et monuments
- Le cap d'Antibes

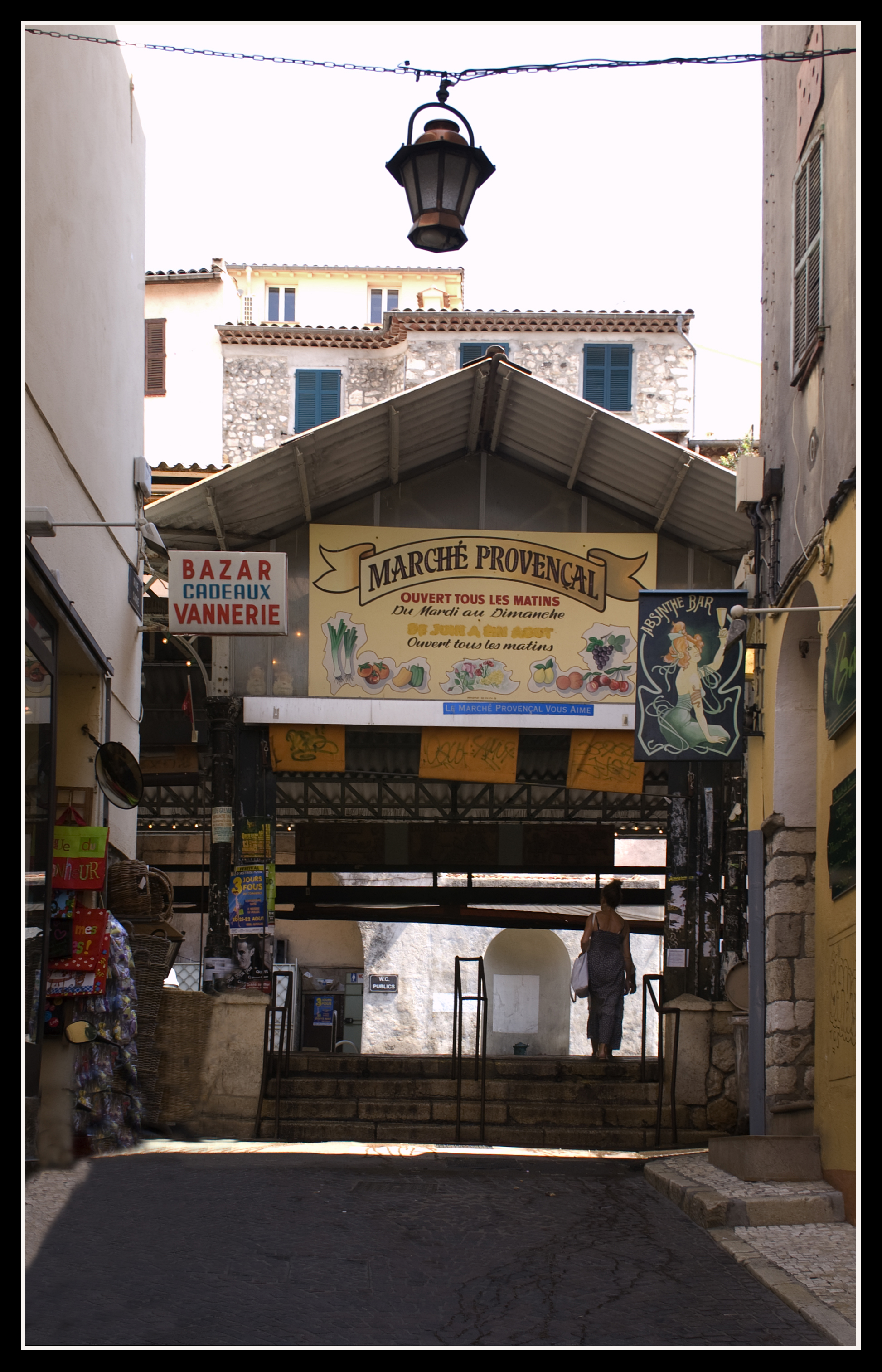
Le marché provençal d'Antibes.

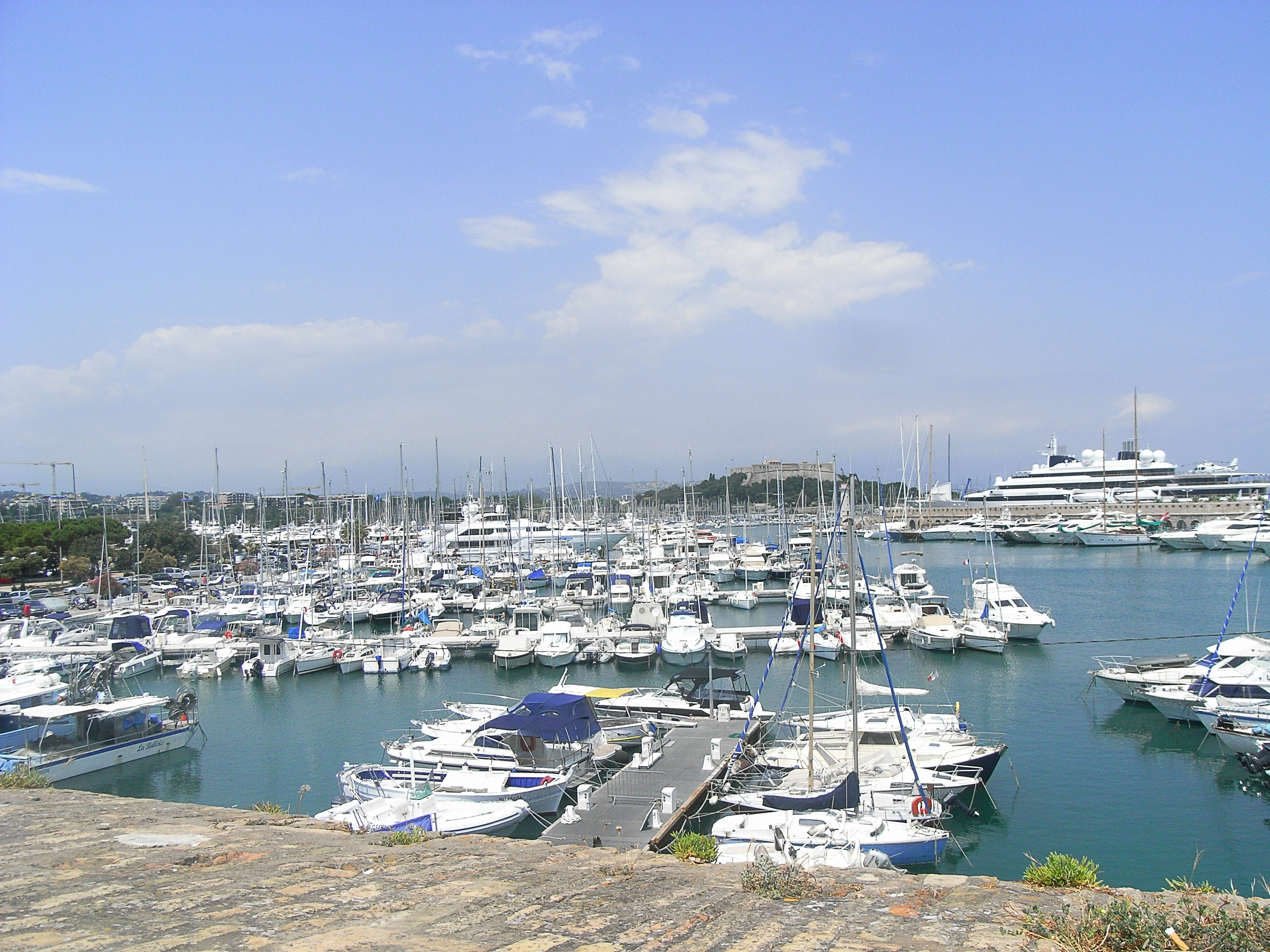
Le port Vauban.

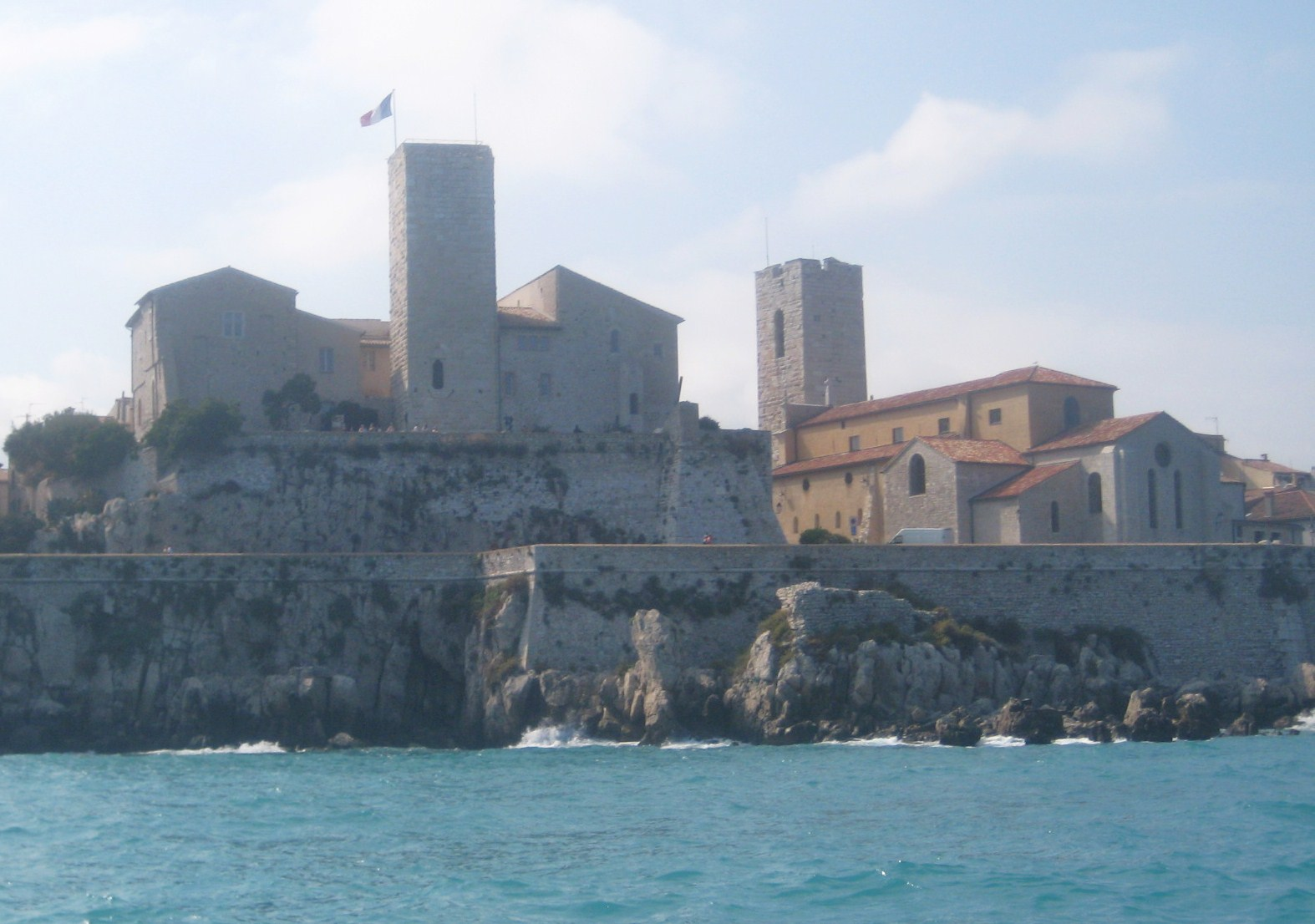
Le musée Picasso et la cathédrale Notre-Dame-de-la-Platea d'Antibes.

- Le sentier de Tire-Poil, ancien chemin des douaniers.
- Le marché provençal
- Le Marineland d'Antibes, créé en 1970 par le comte Roland de La Poype, et définitivement fermé en 2025.
- Le musée Picasso
- Le musée d'Archéologie (avec le Galet de Terpon)
- Espace Mer et Littoral de la Batterie du Graillon : La Batterie du Graillon, après un long passé militaire, est devenue en 2013 propriété du Conservatoire du Littoral. La Commune d’Antibes et le Conservatoire du Littoral ont souhaité y créer un véritable outil d’éducation à l’environnement permettant à chacun de découvrir les habitats et espèces marines et terrestres rencontrés dans ce coin de Méditerranée, et tout particulièrement dans le site Natura 2000 "Baie et Cap d'Antibes - Iles de Lérins". Depuis 2014, la Batterie du Graillon permet ainsi de faire découvrir, au travers d'expositions et d'animations, les richesses naturelles et les habitats marins du cap d'Antibes. En prolongement de ces visites, le public peut découvrir avec un guide naturaliste ces espaces naturels et leurs hôtes au travers d'un sentier subaquatique, d'une randonnée en kayak le long du cap d’Antibes ou d’une balade le long du chemin des Douaniers. Enfin, la Batterie du Graillon accueille un centre de soins dédiés aux tortues marines trouvées blessées sur le littoral. Une fois rétablis, les animaux sont relâchés dans leur milieu naturel. L’Espace Mer et Littoral s’inscrit ainsi dans un programme opérationnel de préservation d’espèces sauvages en danger.
- Le musée de la Tour qui retrace l'histoire d'Antibes au XXe siècle
- Le phare de la Garoupe
- Le Fort Carré et les remparts Vauban du vieil Antibes
- Le monument aux morts, représentant un poilu de la Première Guerre mondiale sculpté par Henri Bouchard[72], situé entre le- Fort Carré et le stade de football. La tombe du général Championnet est située juste derrière le monument, à un angle du Fort Carré
- Le port Vauban, un des plus grands ports de plaisance d'Europe
- L'hôtel du Cap-Eden-Roc
- Le Musée Peynet et du dessin humoristique, de renommée internationale, sur l'illustrateur créateur des « amoureux », dits de Peynet
- Le musée de la Carte Postale
- Le château Salé où séjourna Bonaparte et sa famille. Il est situé au fond d'une impasse derrière l'église de l'Assomption, avenue Philippe-Rochat
- La maison des associations, construite sur l'ancienne chapelle Sainte-Claire
- Le théâtre, construit sur l'ancienne chapelle de la Miséricorde
- Le Grand hôtel, place du Général-de-Gaulle
- L'ancienne herboristerie, place Nationale
- La Porte de la bibliothèque Antiboulenc
- Le lavoir, rue du Lavoir
- Le Mémorial sur la caserne de gendarmerie mobile, escadron 24/6, rue Général-Vaudenberg
- La Colonne de la place Nationale
- La Porte des anciennes loges maçonniques (6 rue des Casemates).
- La maison où fut posée par erreur la plaque indiquant l'endroit d'emprisonnement de la garde de Napoléon Ier, car cette dernière était en fait enfermée dans les loges maçonniques (4 rue des Casemates).
- La plage de la Gravette, entre la vieille ville et le port Vauban
- Les plages de sable de Juan-les-Pins

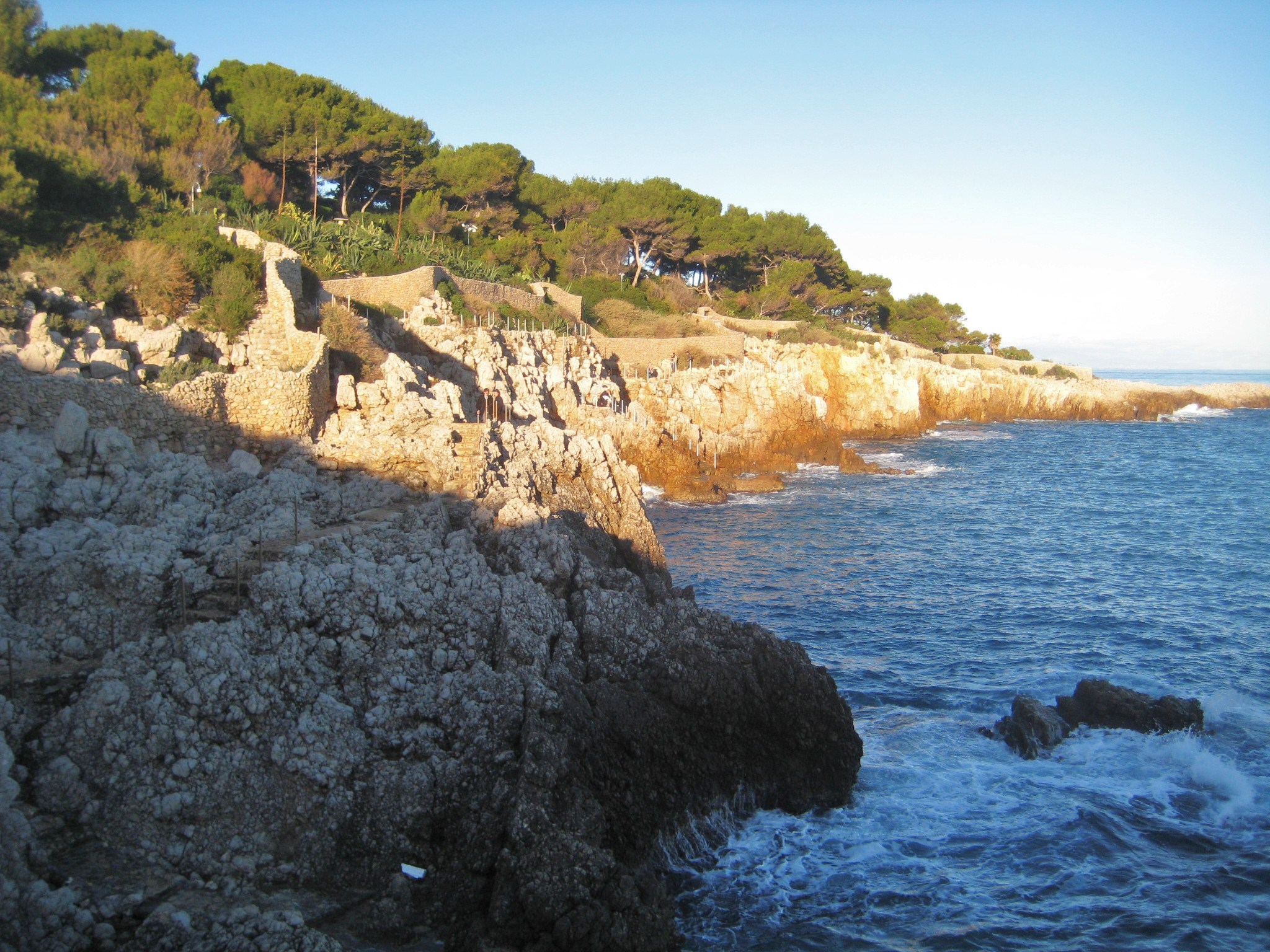
Le « chemin des Contrebandiers » au cap d'Antibes.
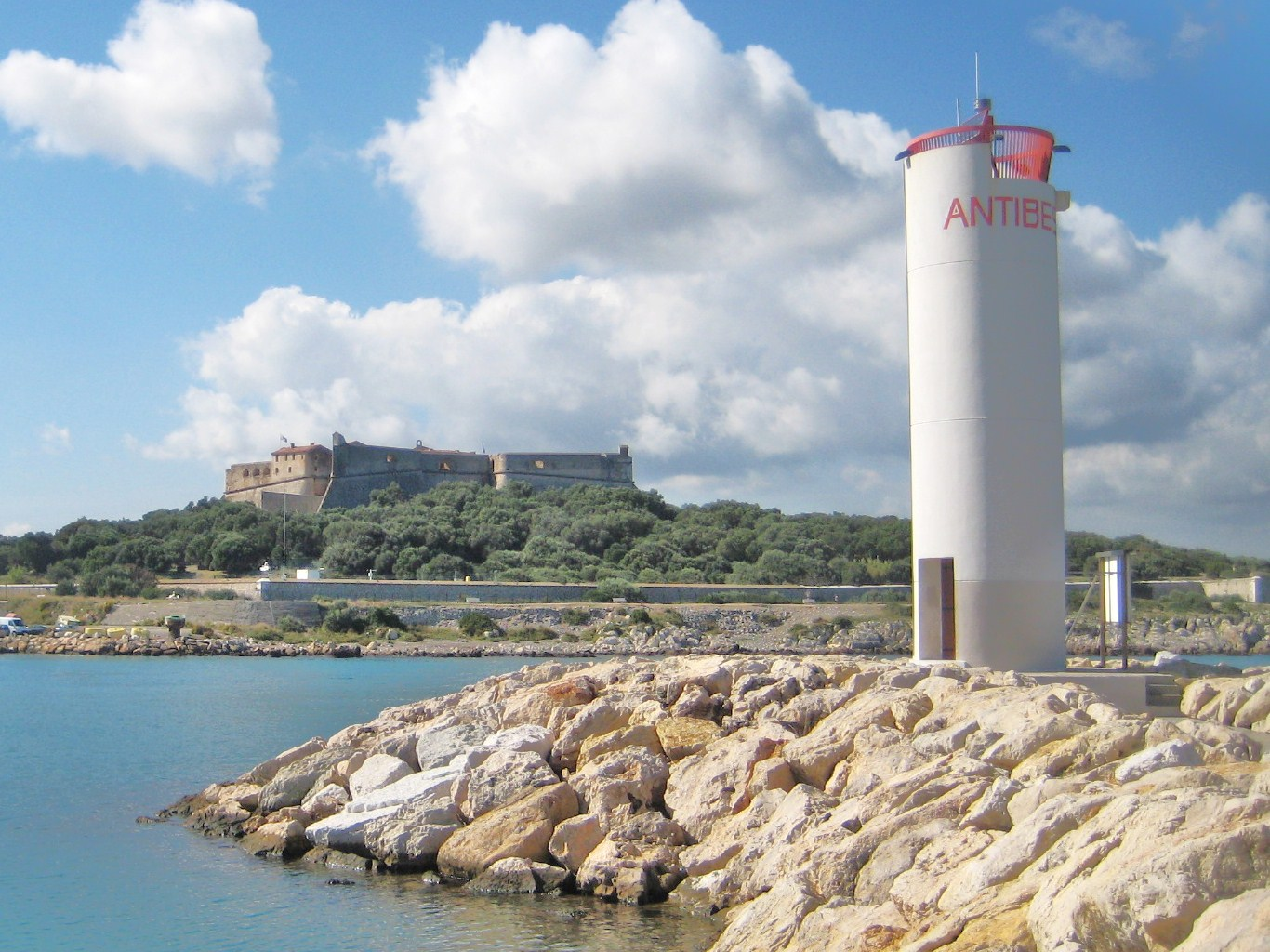
Entrée du port Vauban et le Fort Carré.
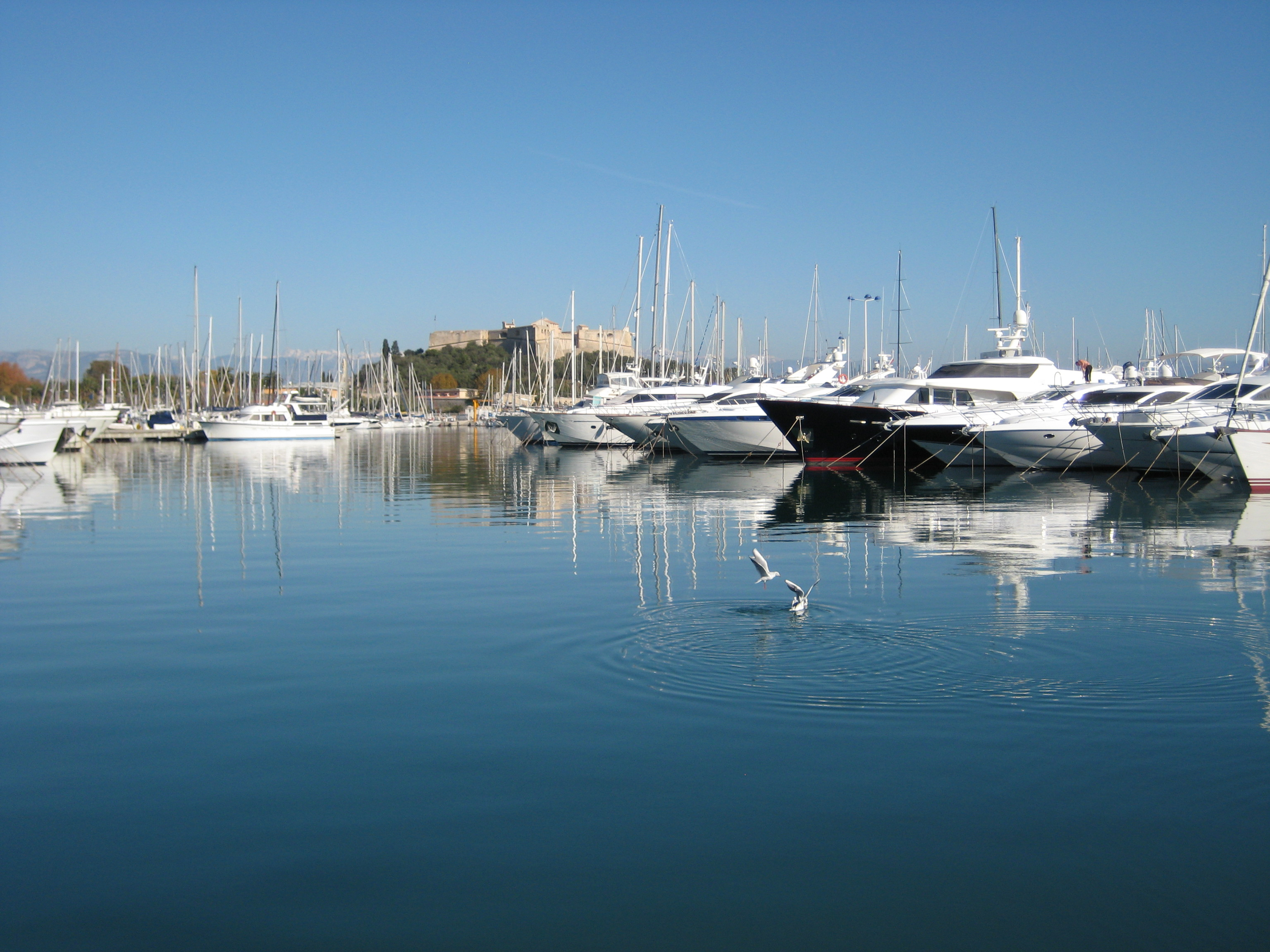
Port d'Antibes et le Fort Carré.
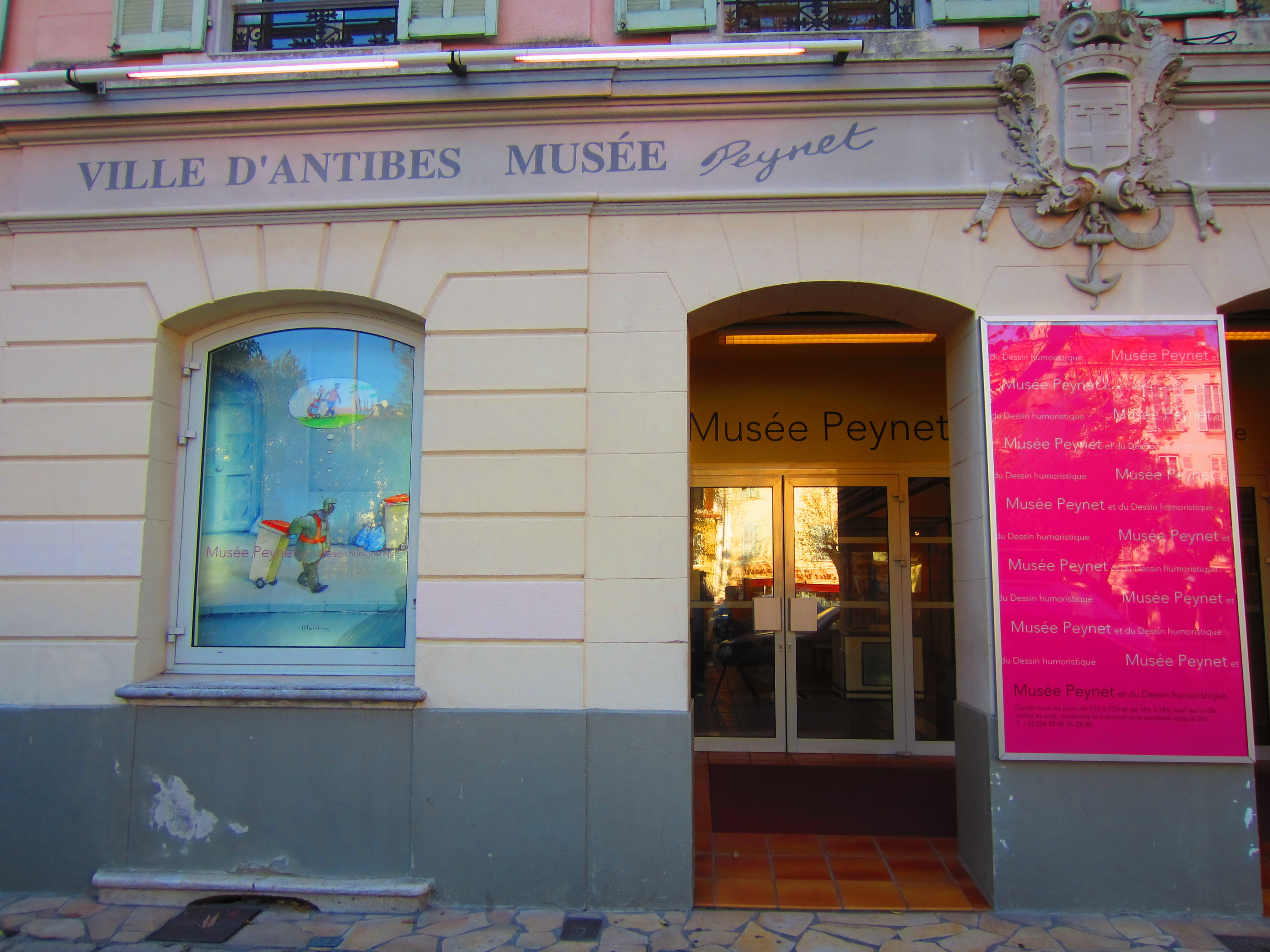
Le musée Peynet.
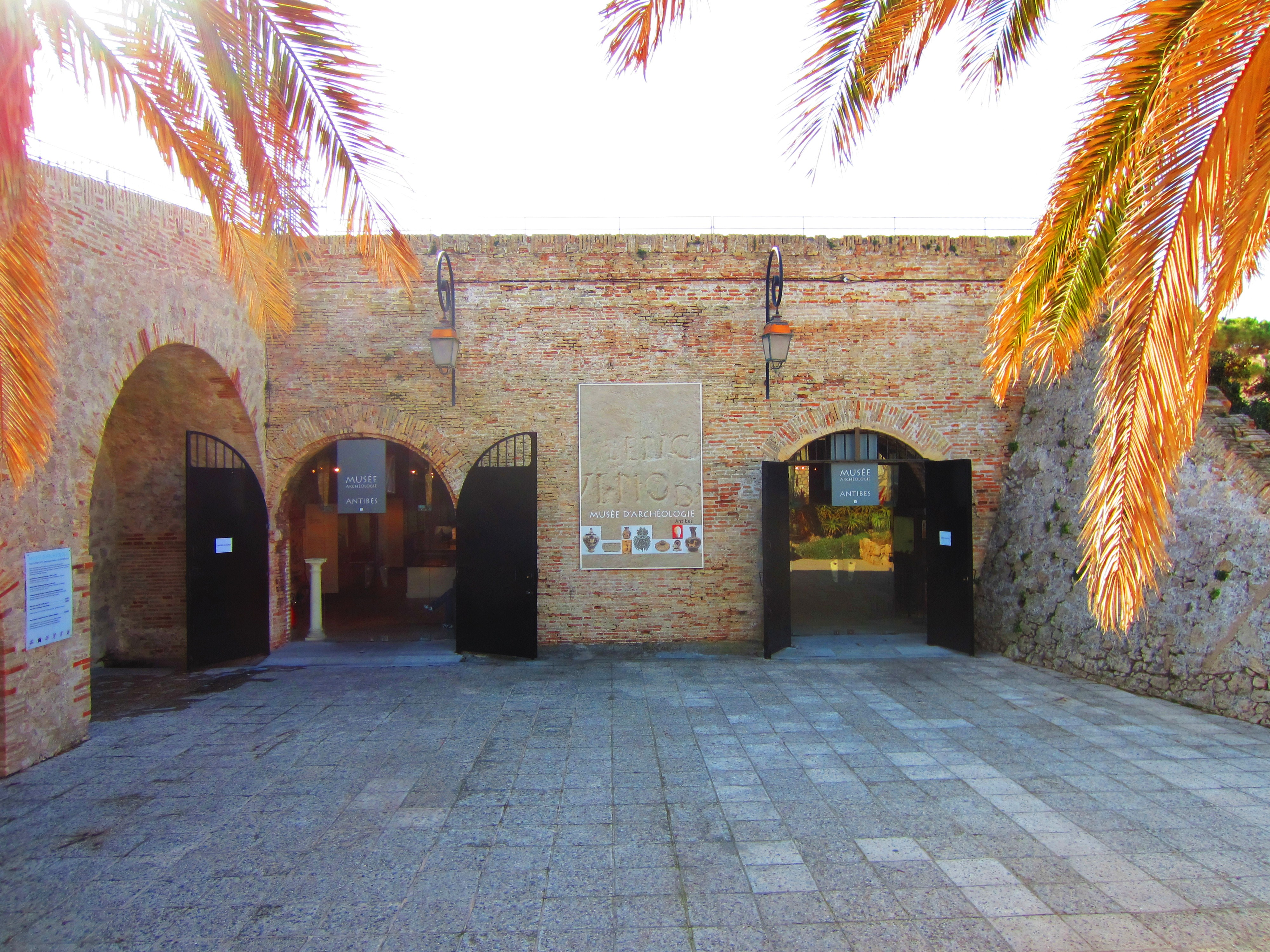
Le musée d'Archéologie.
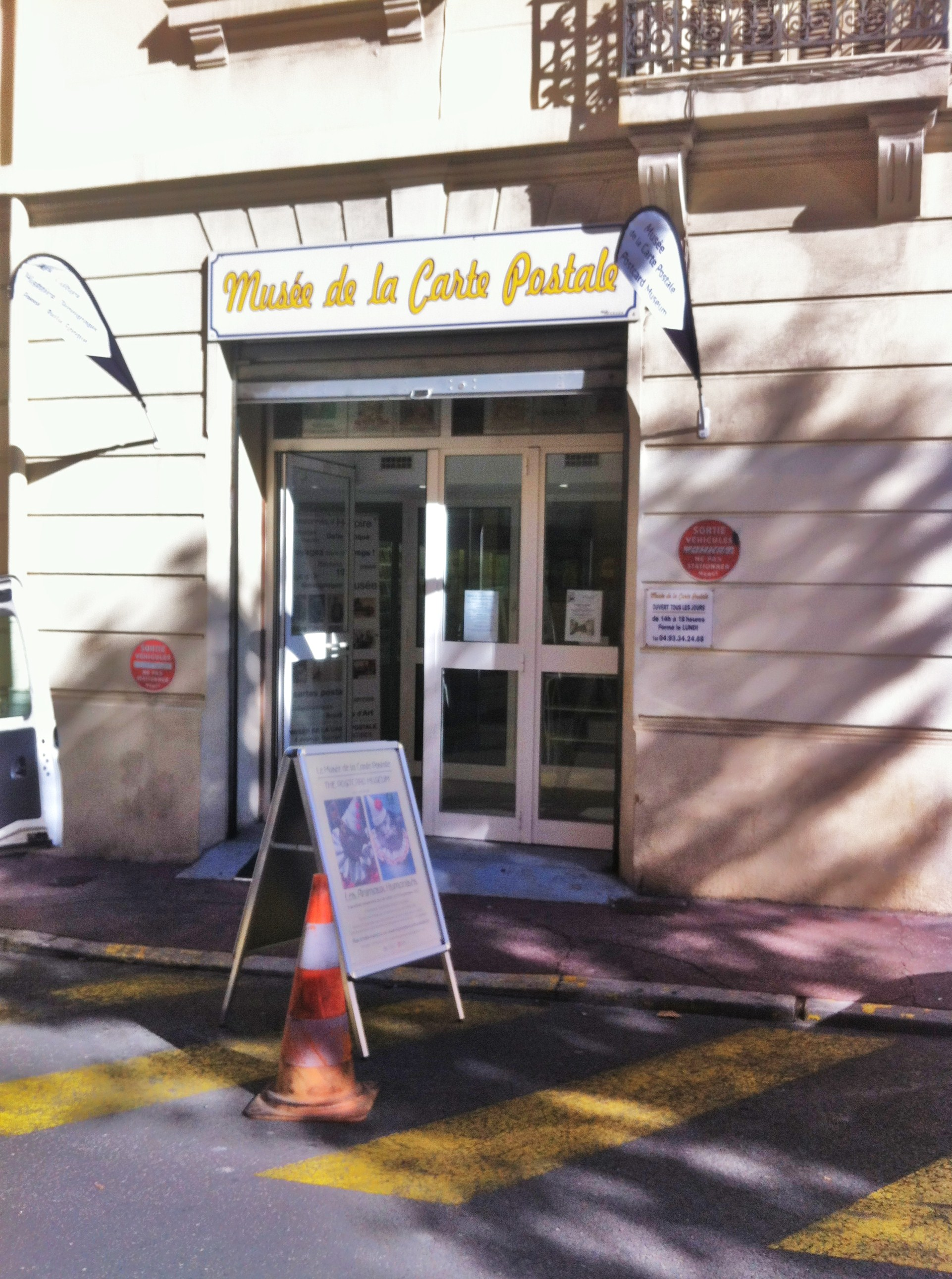
Le musée de la carte postale.
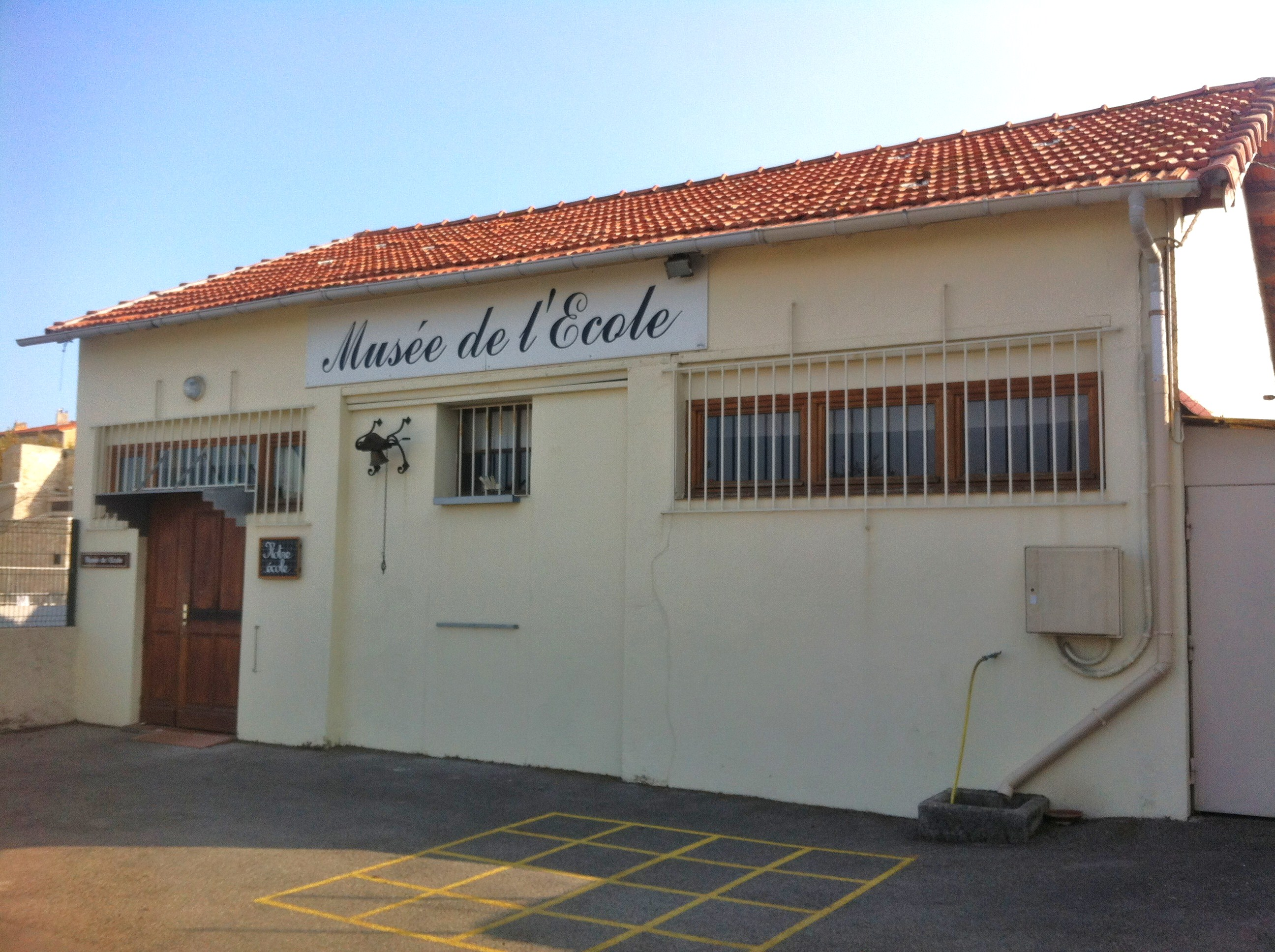
Le musée de l'école.
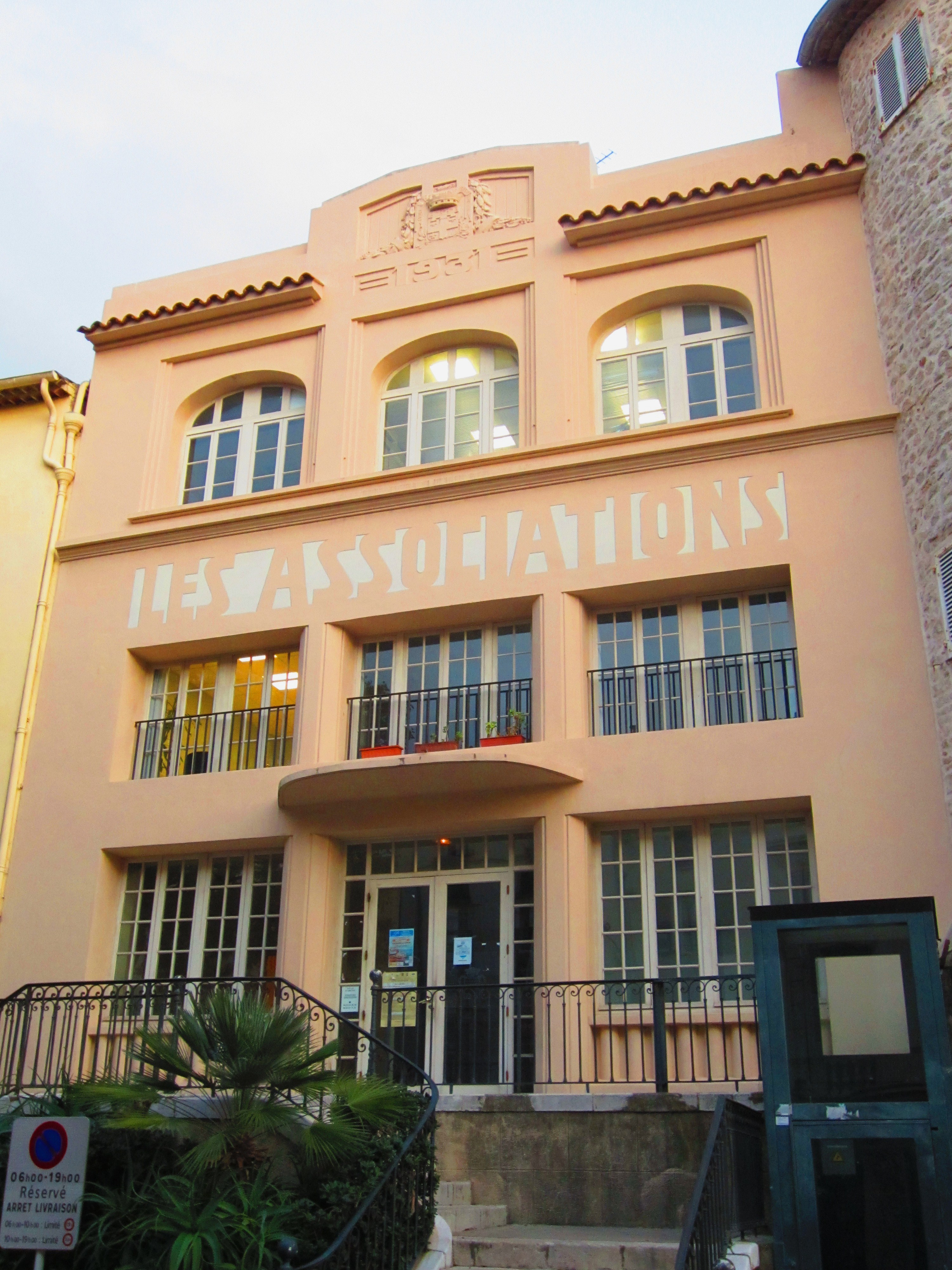
La maison des associations.
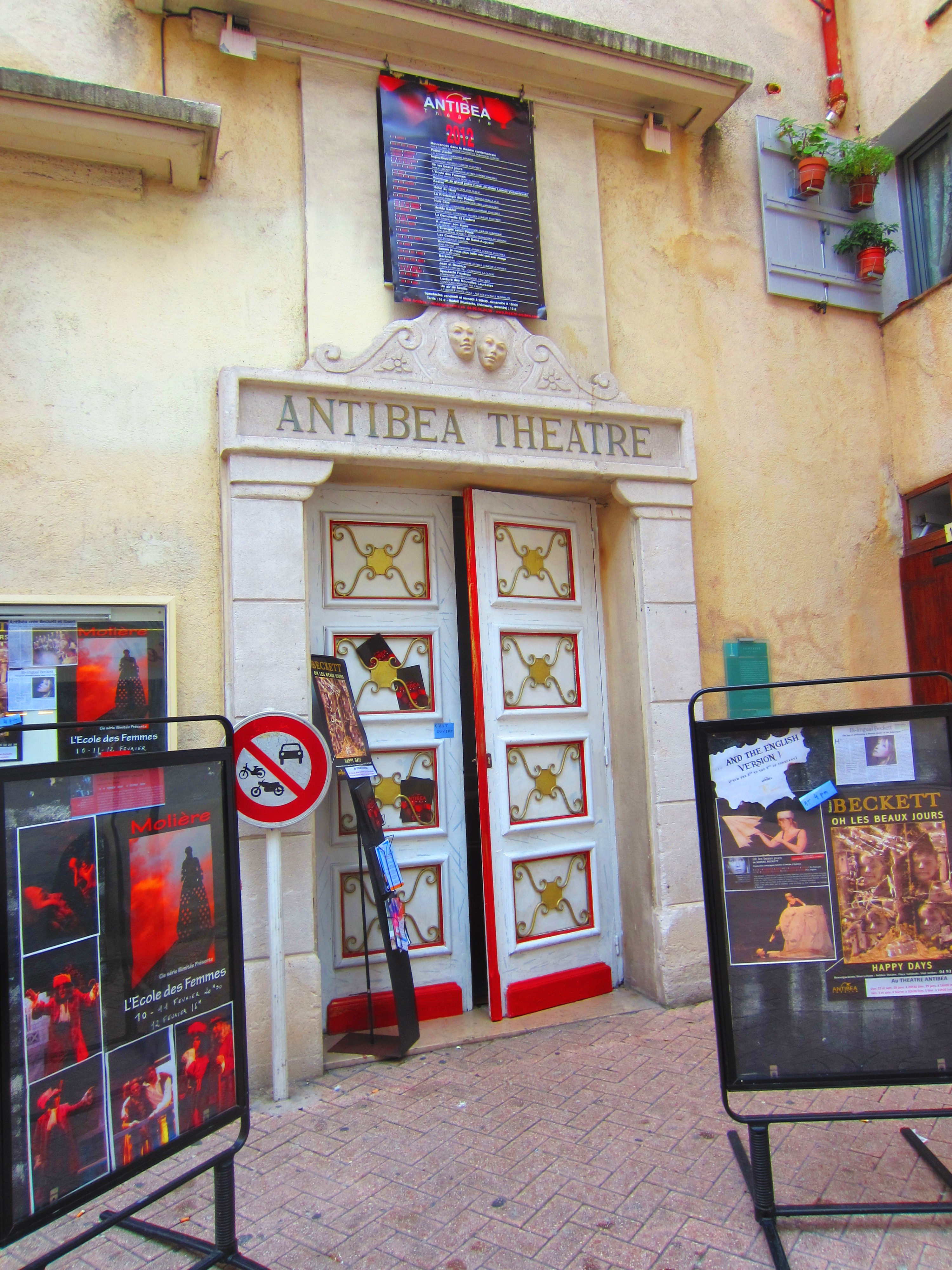
Le théâtre.
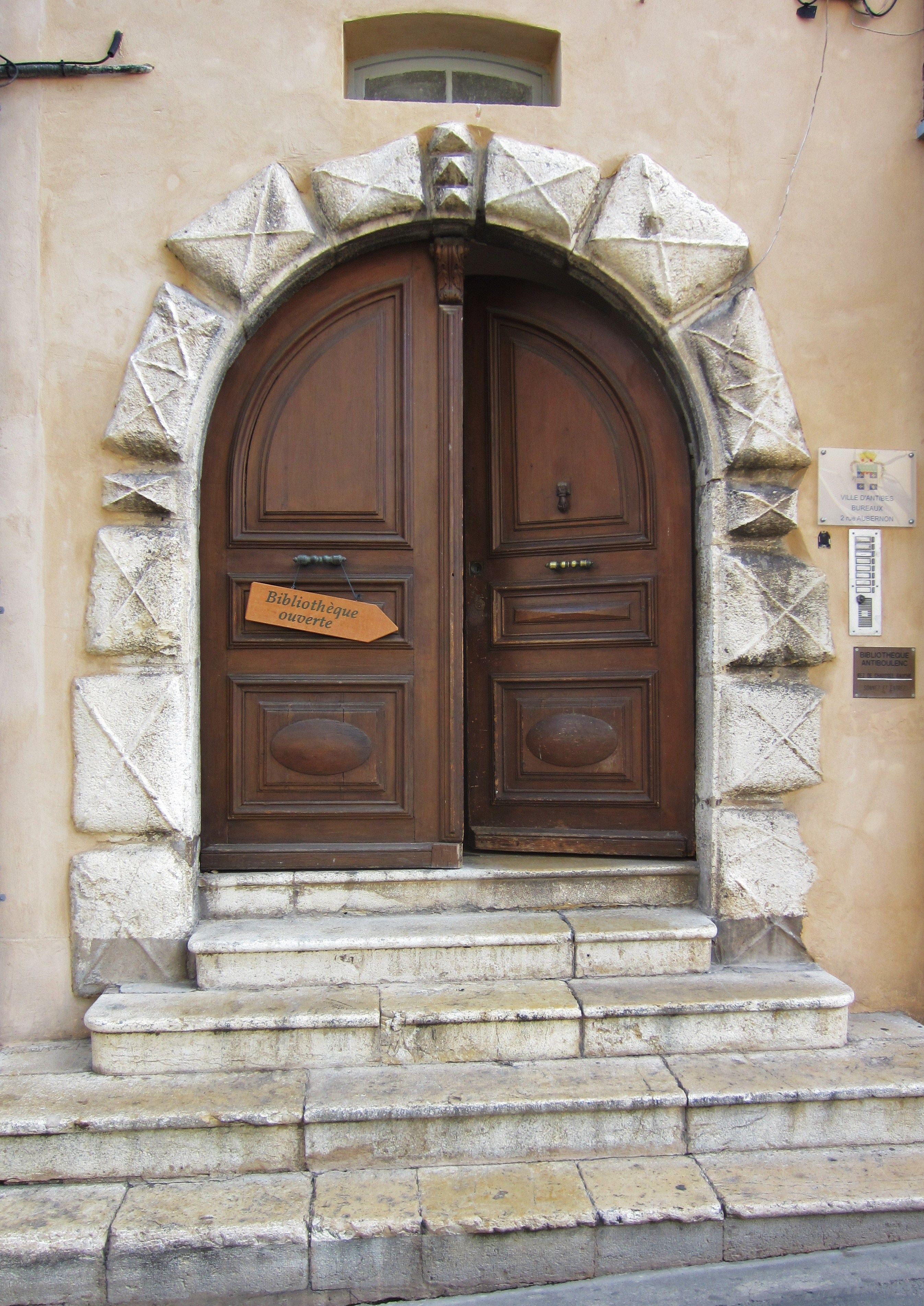
Porte de la bibliothèque Antiboulenc.
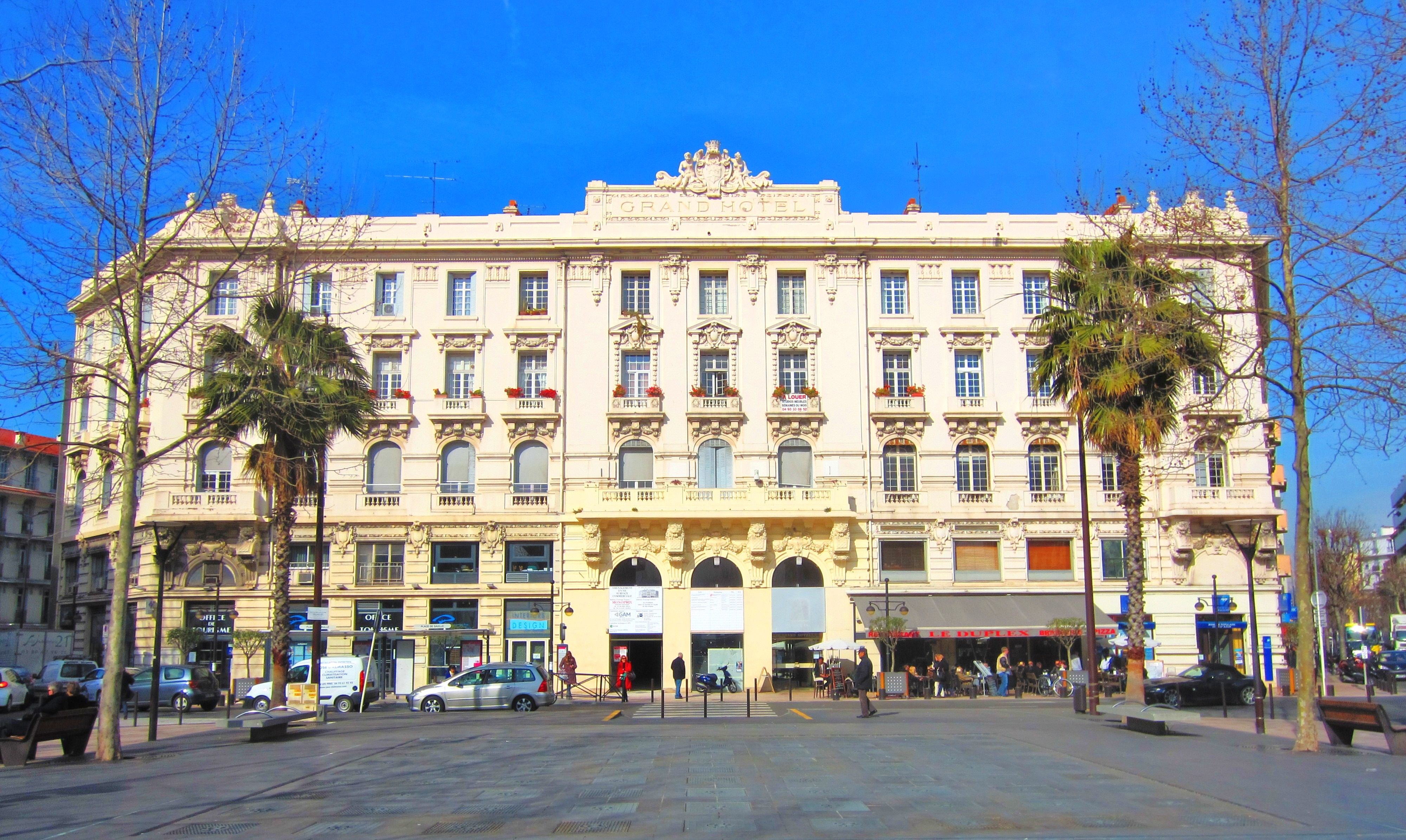
Grand Hôtel, place De Gaulle.
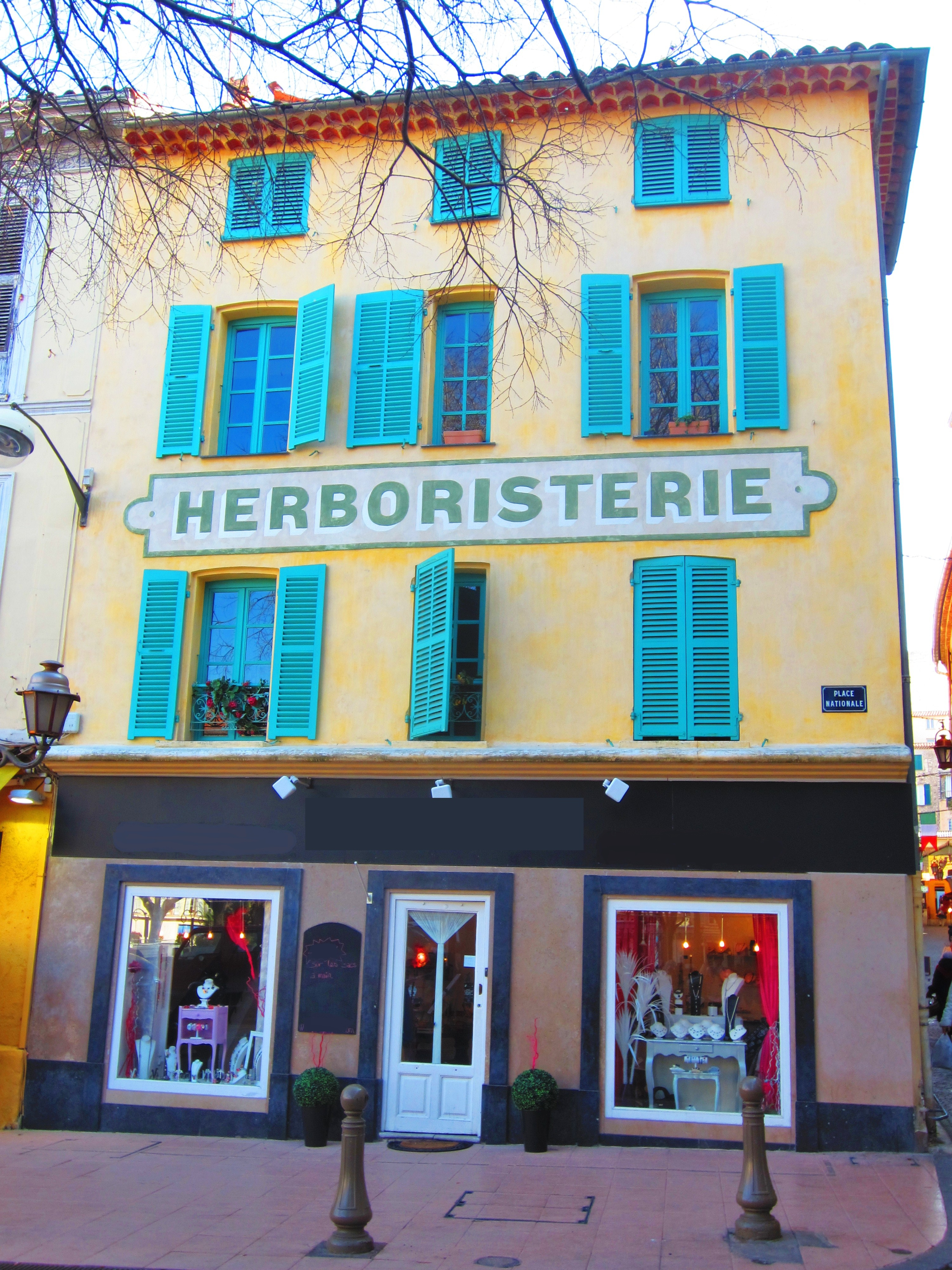
L'ancienne herboristerie.
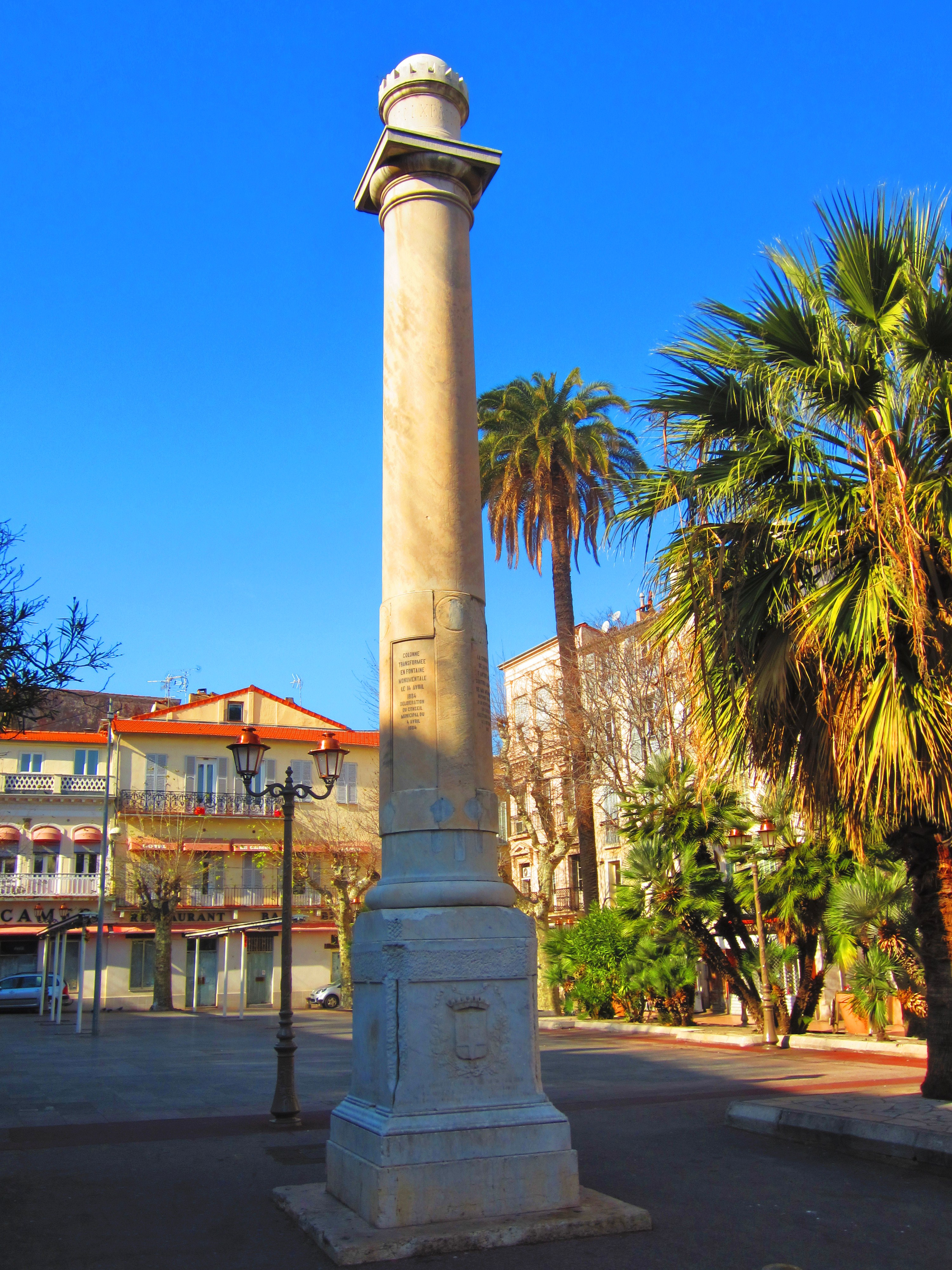
Colonne de la place Nationale.
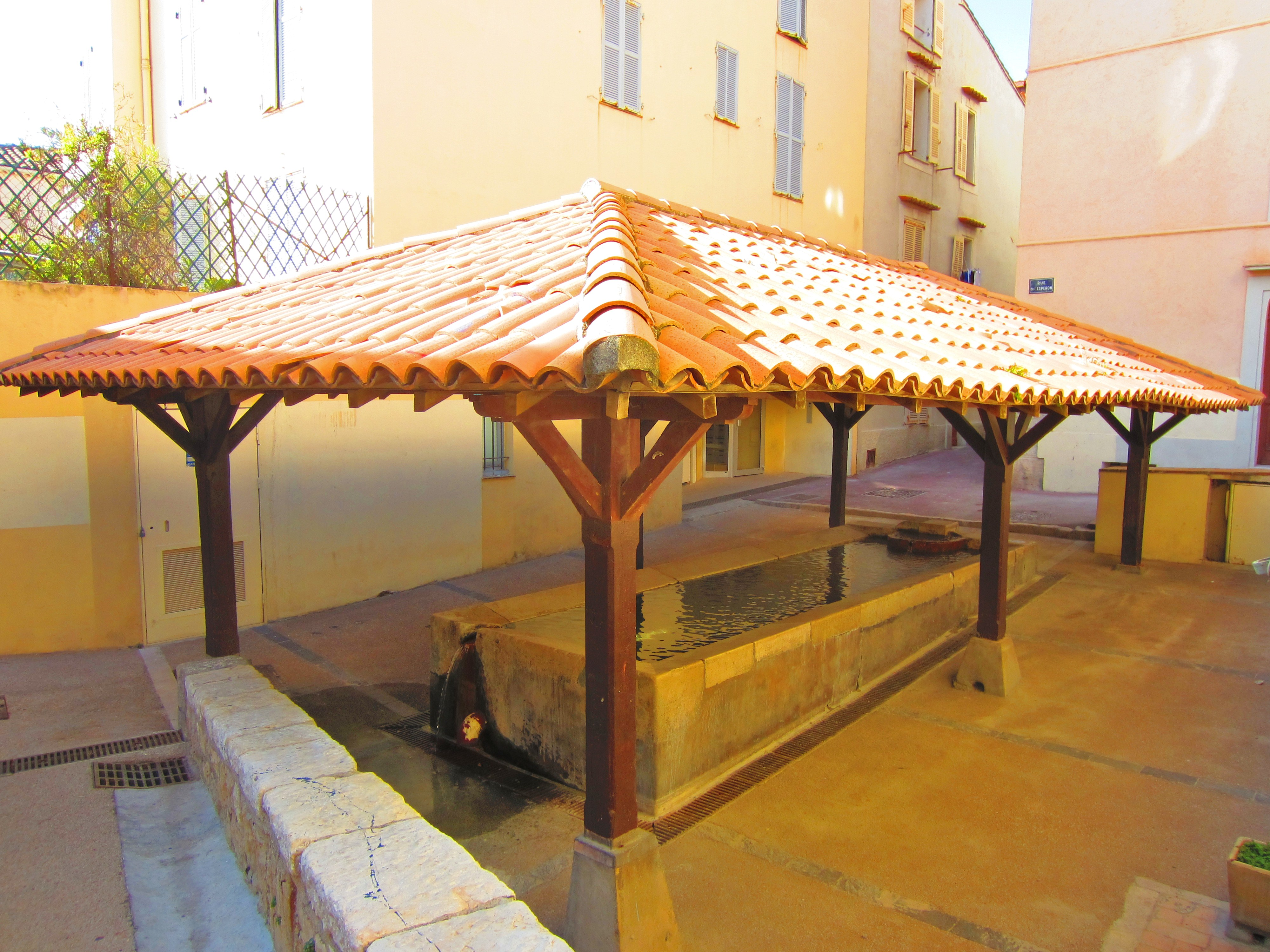
Le lavoir.
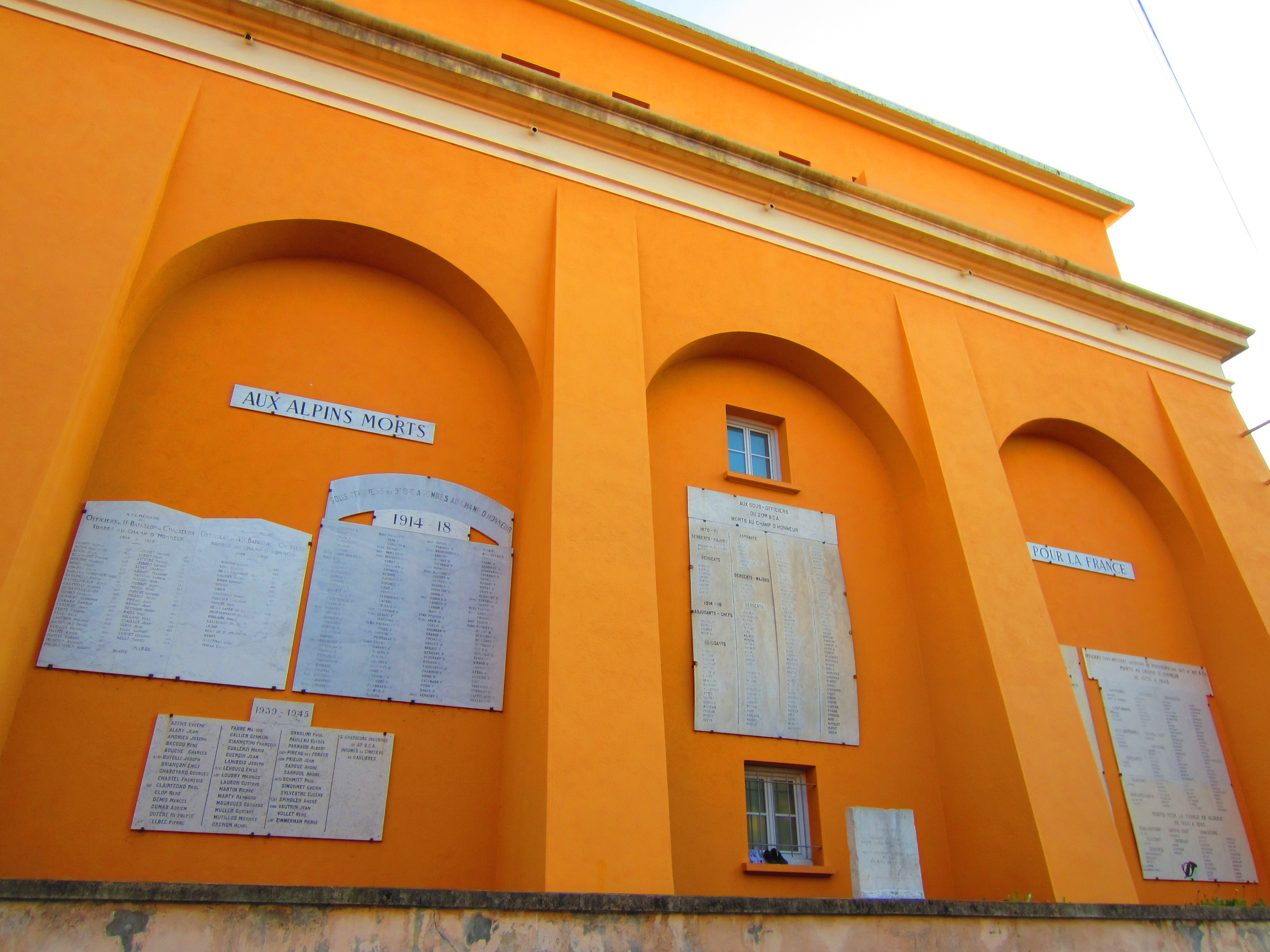
Mémorial sur la caserne de gendarmerie mobile.
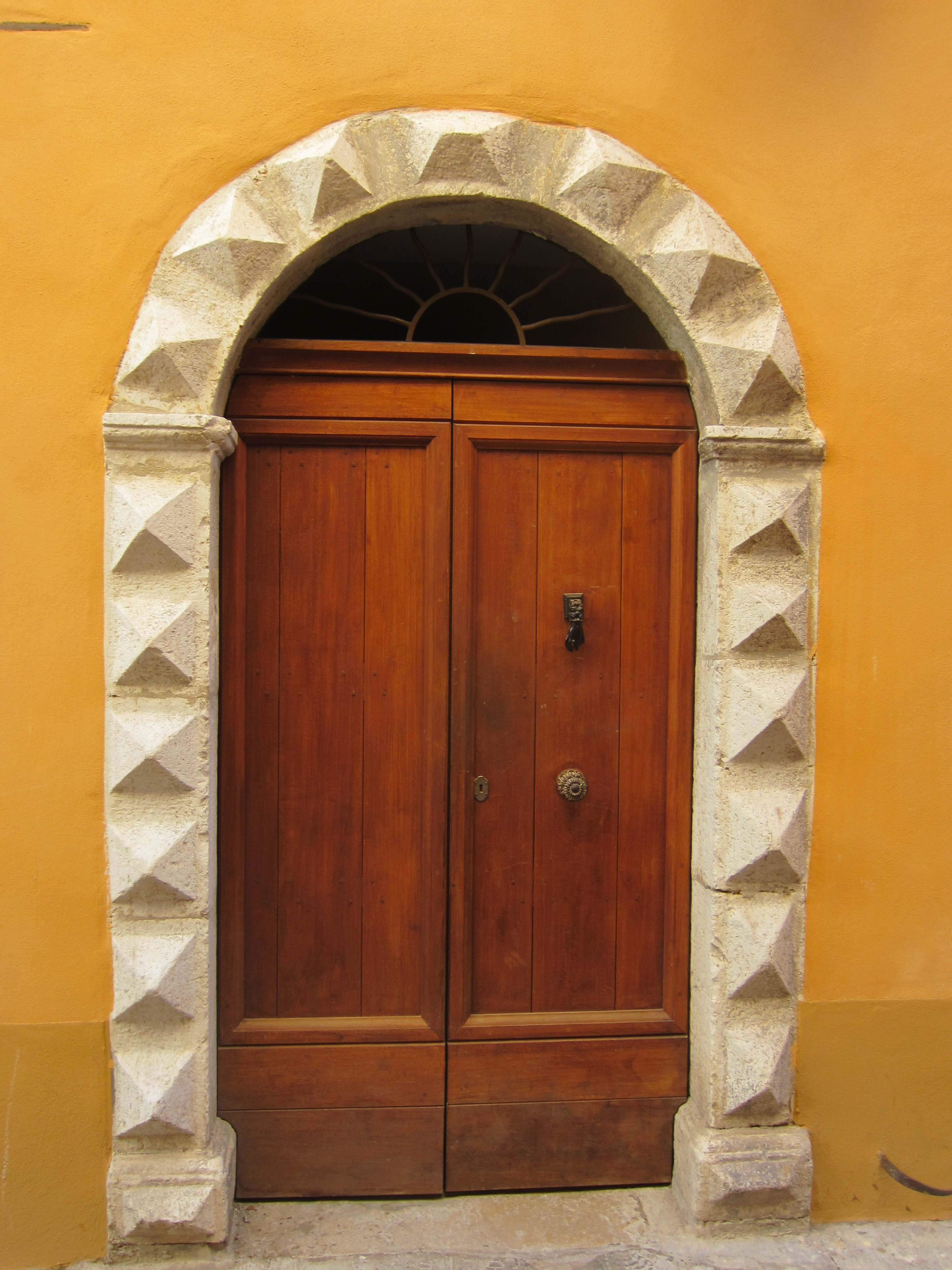
Porte des anciennes loges maçonniques.
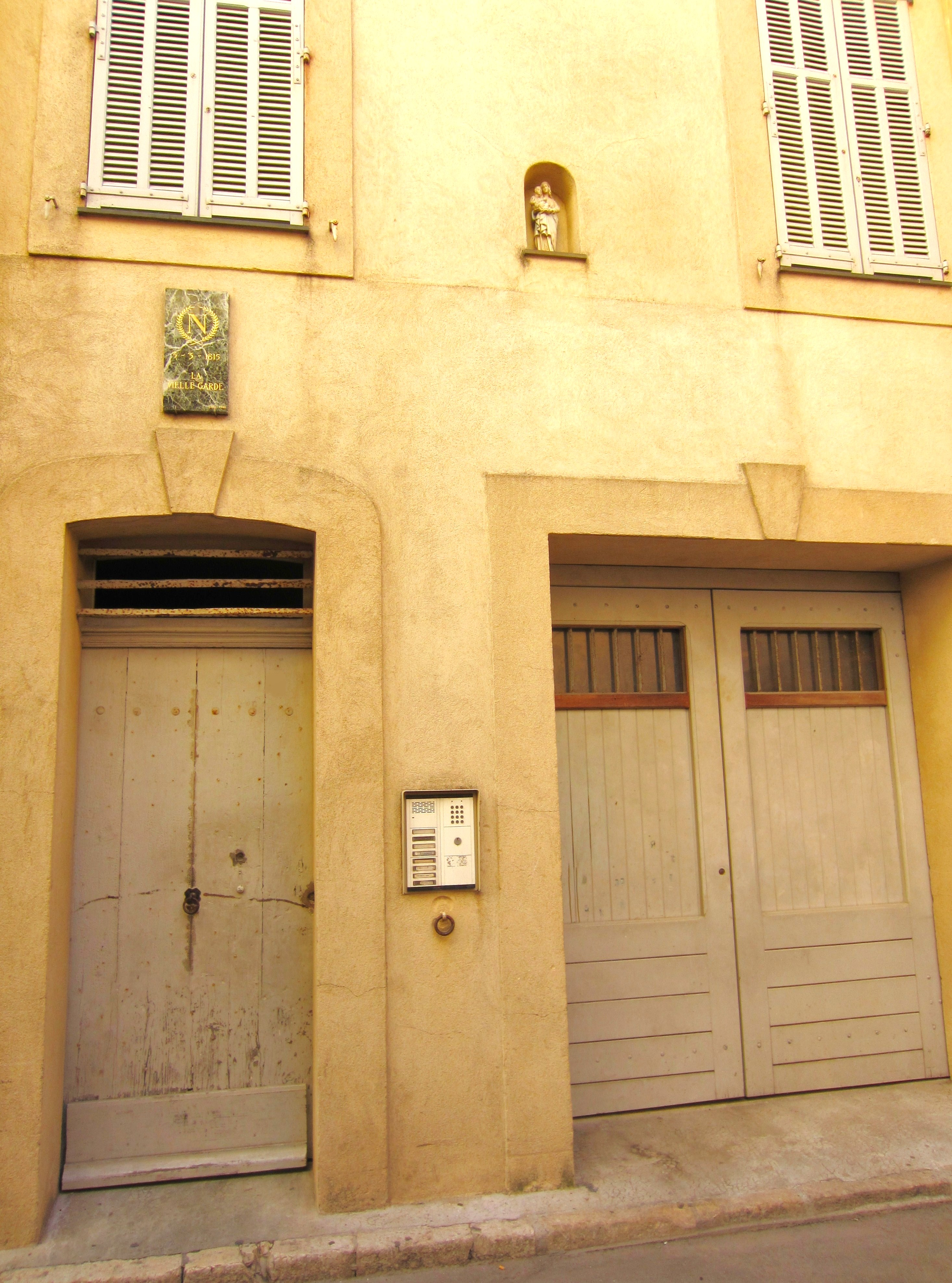
Maison où fut posée par erreur la plaque indiquant l'endroit d'emprisonnement de la garde de Napoléon Ier.
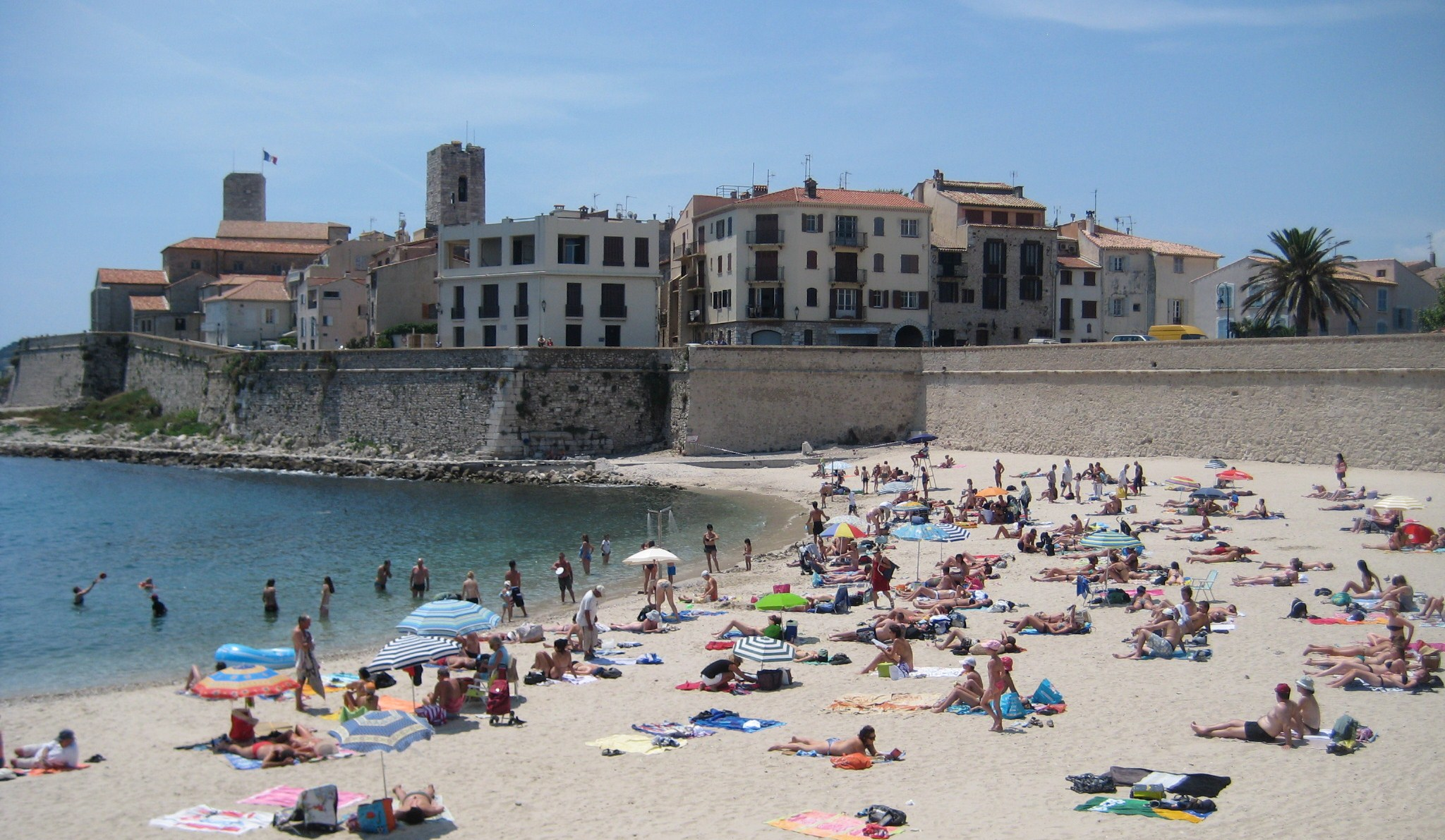
Plage de la Gravette.

#### Patrimoine civil
- Le Fort Carré construit mi-XVIe siècle sous Henri II par Jean Renaud, dit "Saint Remy" et retouché fin XVIIe siècle sous Louis XIV par Vauban. Propriété de la ville d'Antibes depuis 1997, il est ouvert au public depuis 1998. Classé au titre des monuments historiques par arrêtés successifs des 7 novembre 1906 et 20 août 1913, modifiés par décrets des 17 octobre 1937 et 19 octobre 1976.
- Les Fontaine et colonne romaine, rue Georges-Clemenceau (au milieu de la terrasse de café). Inscrits sur l'Inventaire supplémentaire des monuments historiques par arrêté du 31 mars 1928
- Le château des Grimaldi, abritant l'actuel musée Picasso. XVe et XVIe siècles. Classé au titre des monuments historiques par arrêté du 29 avril 1928
- Les vestiges de l'aqueduc de Clausonnes, dans une propriété privée, au lieu-dit « vallon du Fugueiret », à cheval sur la commune de Valbonne. Inscrits sur l'Inventaire supplémentaire des monuments historiques par arrêté du 25 juillet 1936
- Les vestiges de l'aqueduc romain de la Font Vieille[73] dont l'origine se trouve dans le vallon de la Brague, vers Biot. Certaines parties ont été réutilisées après une remise en état à la fin du XVIIIe siècle.
- La Citerne romaine d'une capacité de 60 m3 récupérant l'eau de pluie, située dans la Montée Dor de la Souchère, retrouvée en 2009.
- Les vestiges, non datés, d'une enceinte gréco-romaine, dans une propriété privée. Inscrits sur l'Inventaire supplémentaire des monuments historiques par arrêté du 16 février 1939
- La Bastide du Roy et ses jardins, propriété d'une société privée, avenue Jules-Grec. Bâtiment datant du XVIIIe siècle, partiellement protégé. Inscrit sur l'Inventaire supplémentaire des monuments historiques par arrêté du 6 juin 1988. Jardins créés en 1927. Classés sur l'Inventaire supplémentaire des monuments historiques par arrêté du 8 février 1990 (Cad AE 84)[74].
- Le phare de la Garoupe, au sommet de la presqu'île du cap d'Antibes. Édifié sur l'emplacement d'un ancien phare de 1837 détruit en 1944 par les Allemands. Répertorié par les monuments historiques, sans être protégé. Magnifique panorama à 360 °
- Le Château Salé, caché au fond d'une impasse derrière l'église de l'Assomption et la cité Laval avenue Philippe Rochat. Bonaparte y séjourna en 1794 lorsqu'il commandait l'Armée d'Italie et le peintre Joseph Vernet réalisa son œuvre Port d'Antibes, visible au musée national de la Marine à Paris et copie proposée à Marineland, de cet endroit stratégique avant l'urbanisation de cette zone de la Côte d'Azur.
- La fontaine érigée en reconnaissance au colonel Louis d'Aguillon, ingénieur des rois, ayant entrepris la restauration de l'antique aqueduc romain, apportant à nouveau l'eau potable en abondance à Antibes en 1785
- La Porte marine.
- La Porte de l'Orme avec des restes de l'enceinte gréco-romaine en partie inférieure.
- Le Bastion Saint-André, musée archéologique
- La porte de France, place Guynemer
- La Fontaine, rue de la Tourraque.
- La Fontaine Rostan, rue James-Close.
- Le Pont du Bourget, ou pont romain, sur la Brague ou pont du Moulin du Roy.

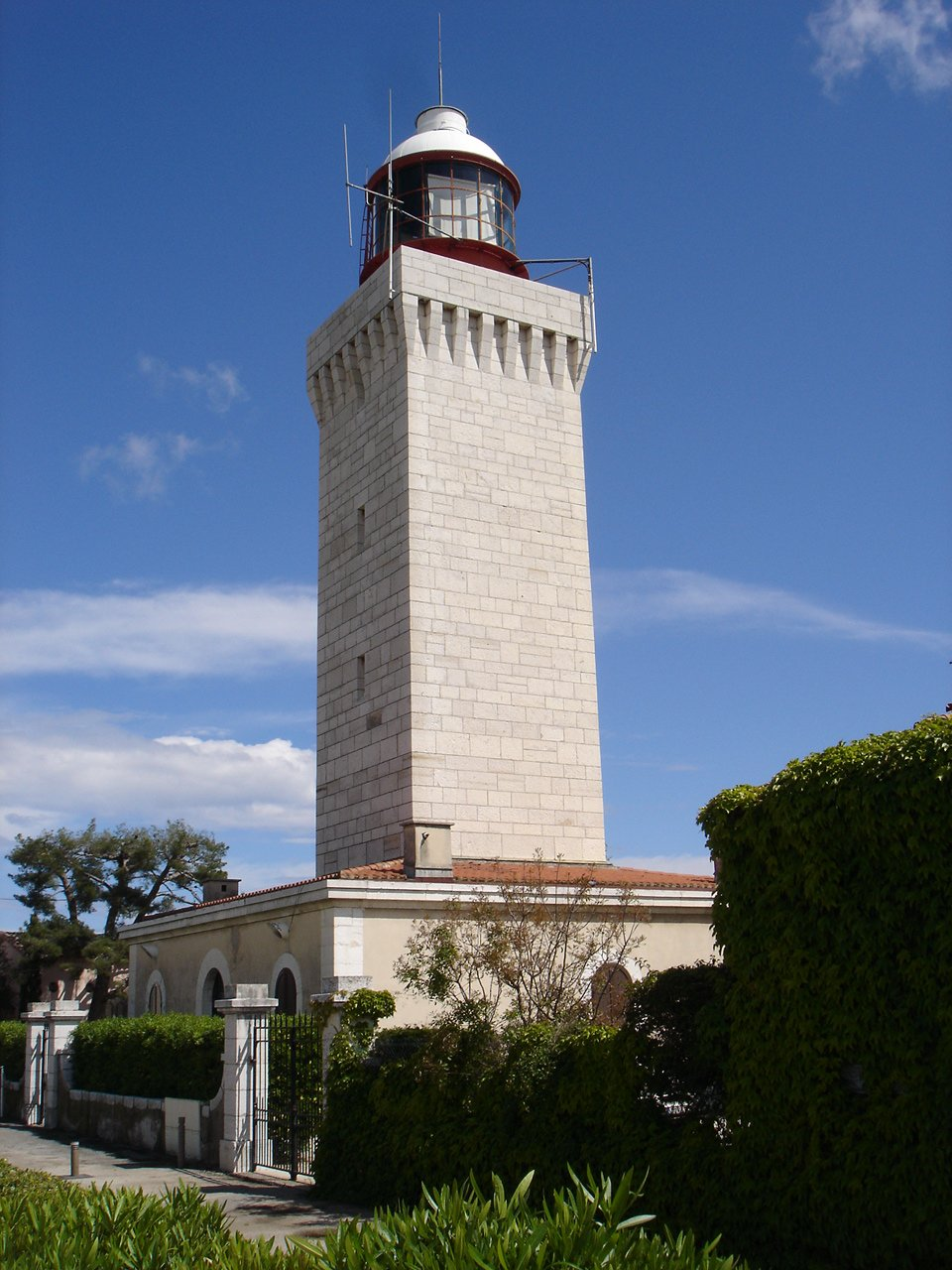
Le phare de la Garoupe.
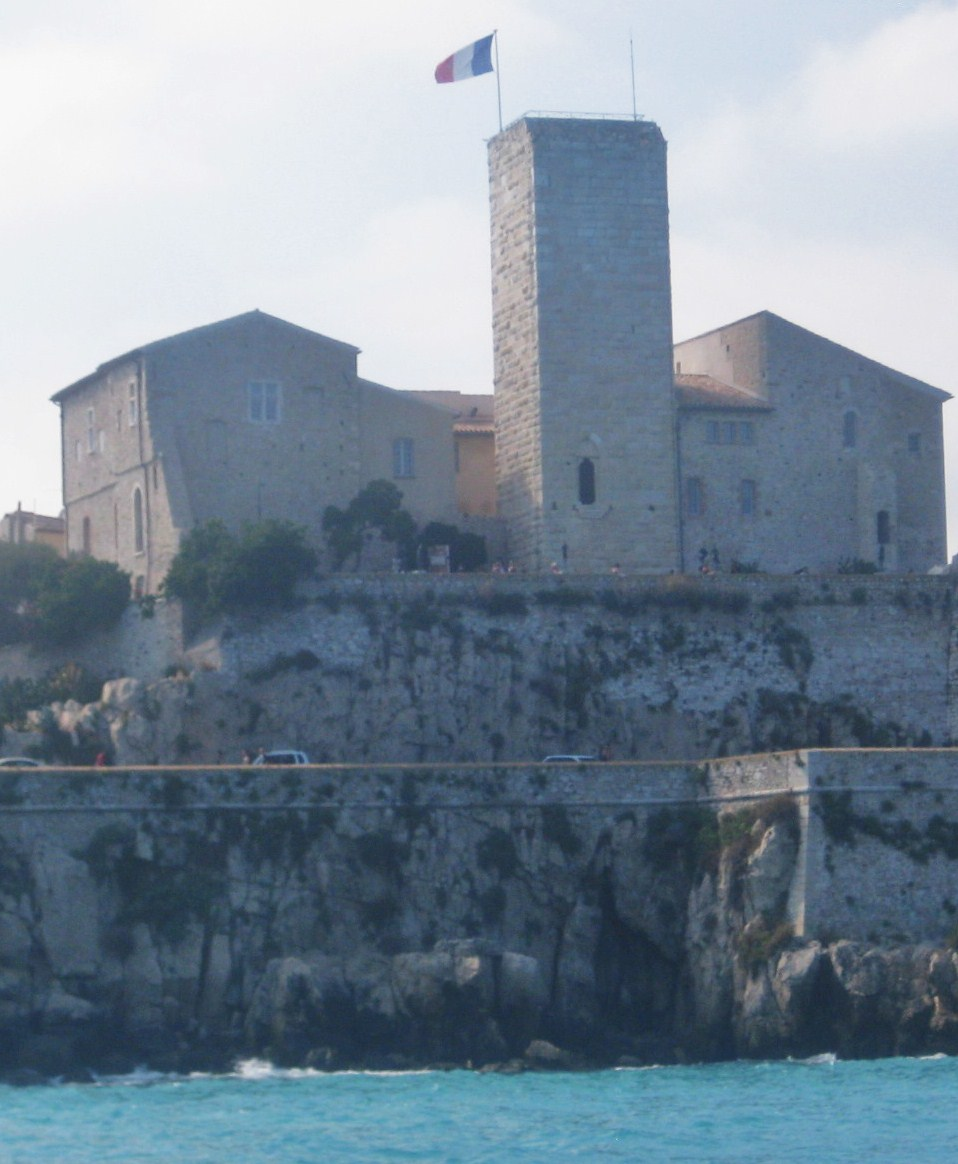
Château des Grimaldi, abritant l'actuel musée Picasso.
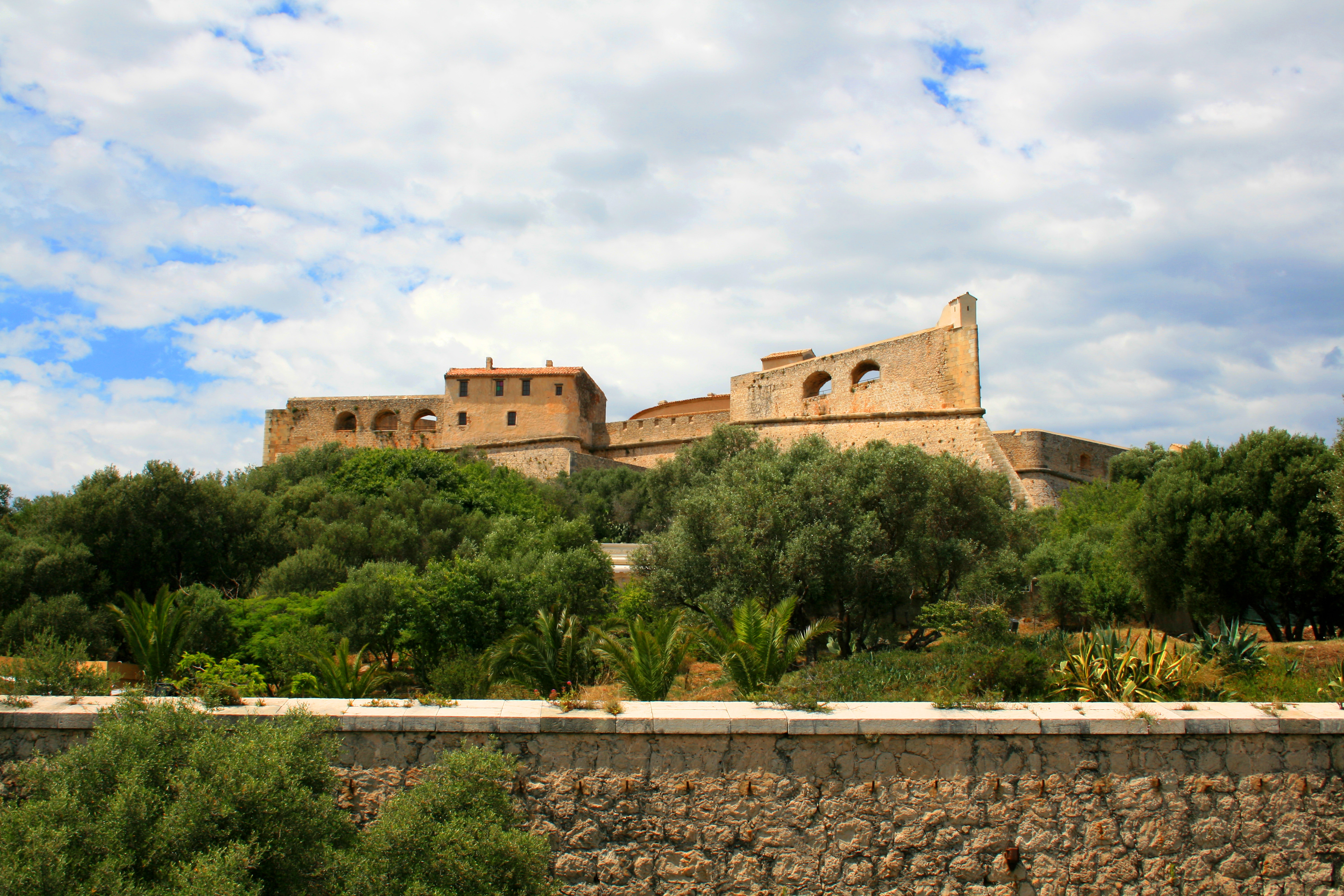
Le fort carré, vu du sud.
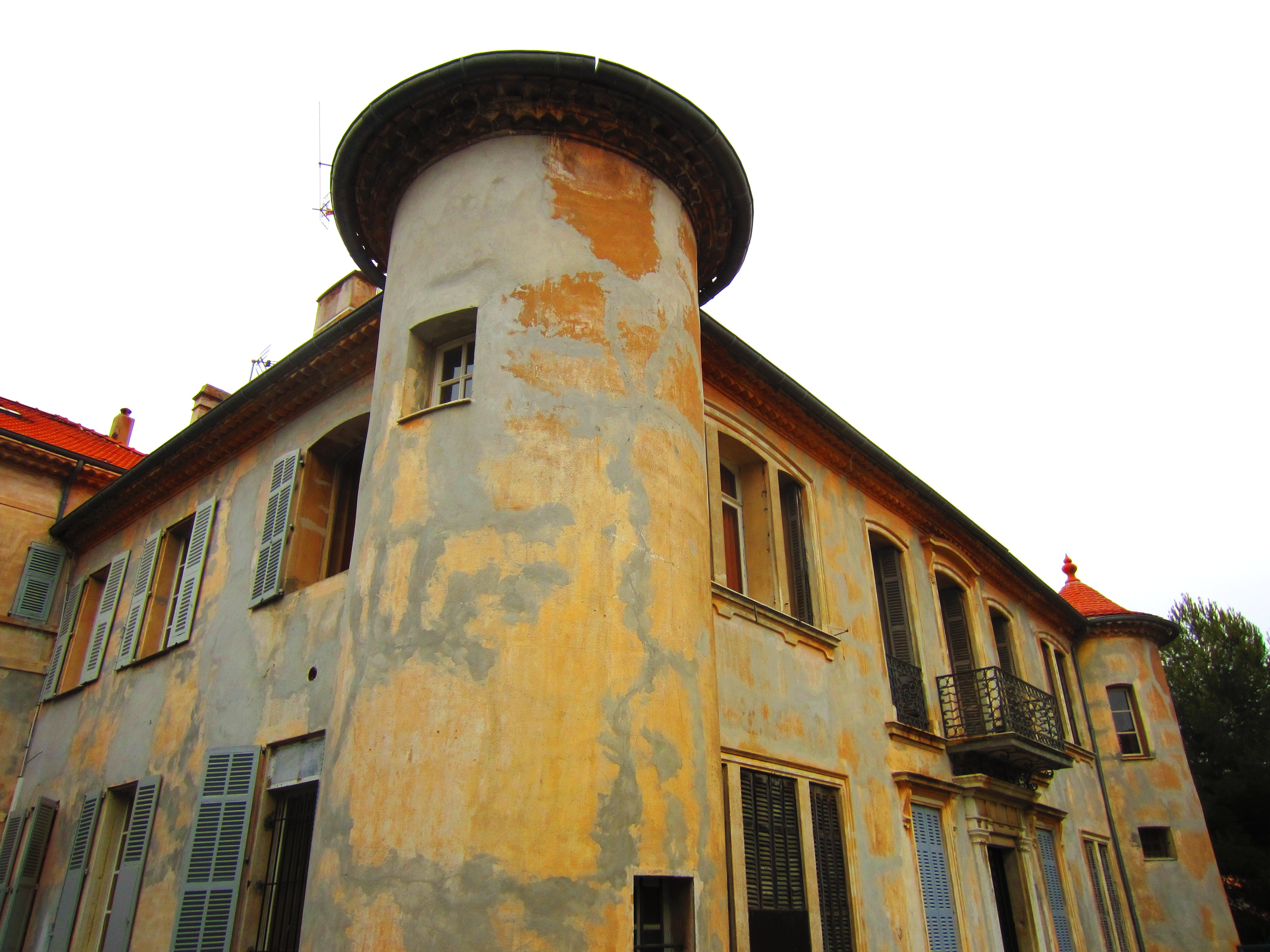
Le château Salé.
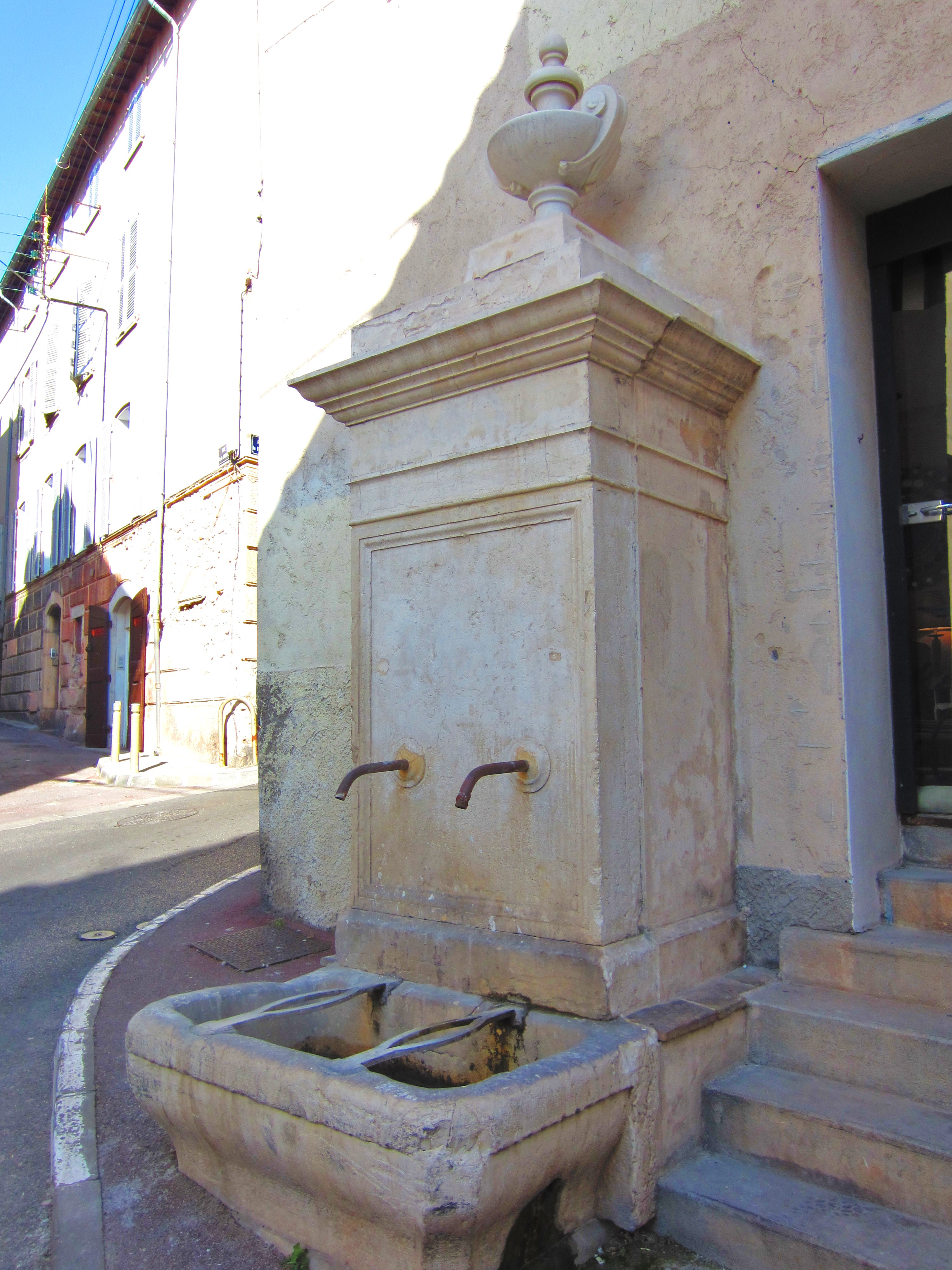
Fontaine, rue de la Tourraque.
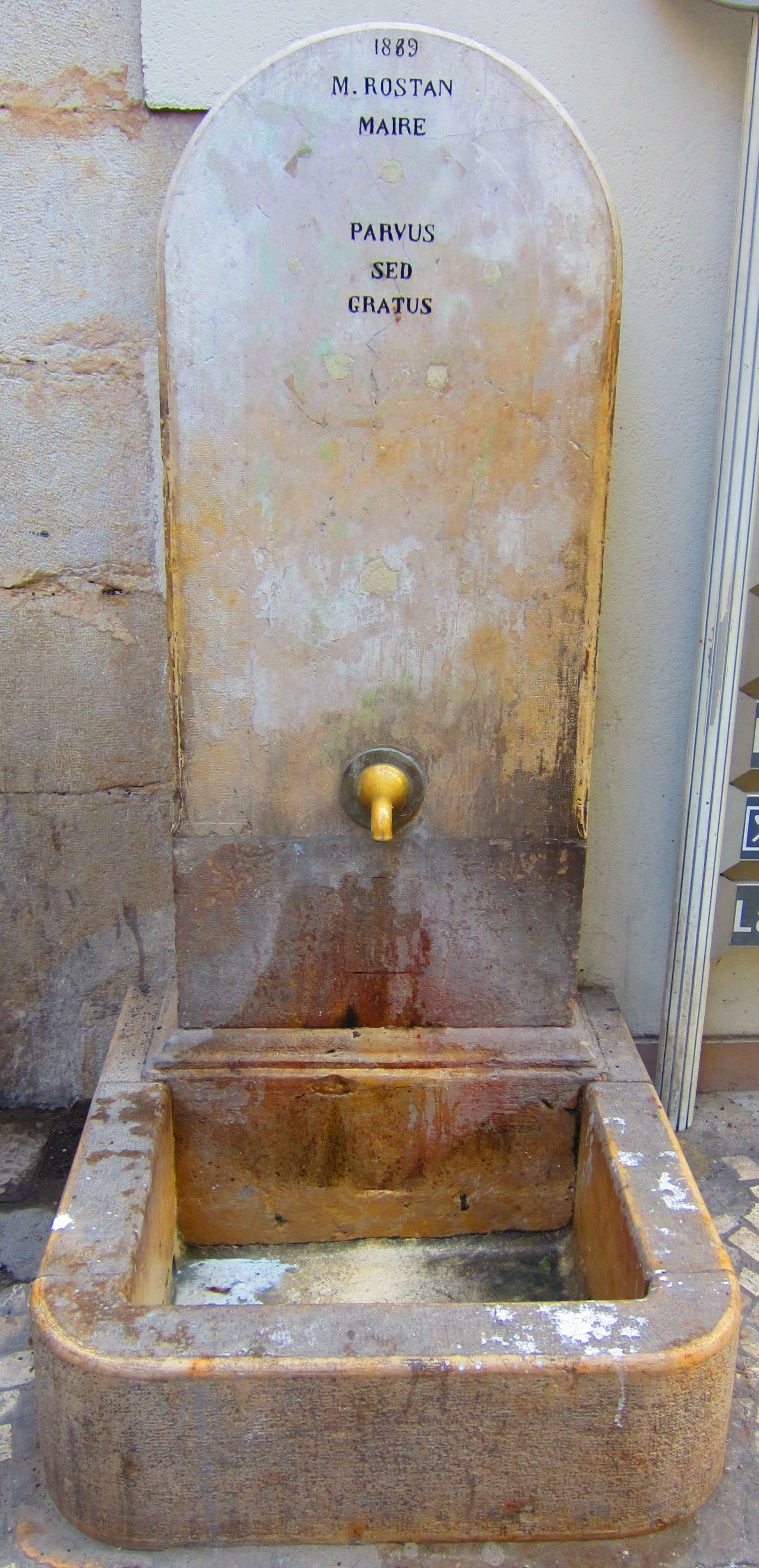
Fontaine Rostan.
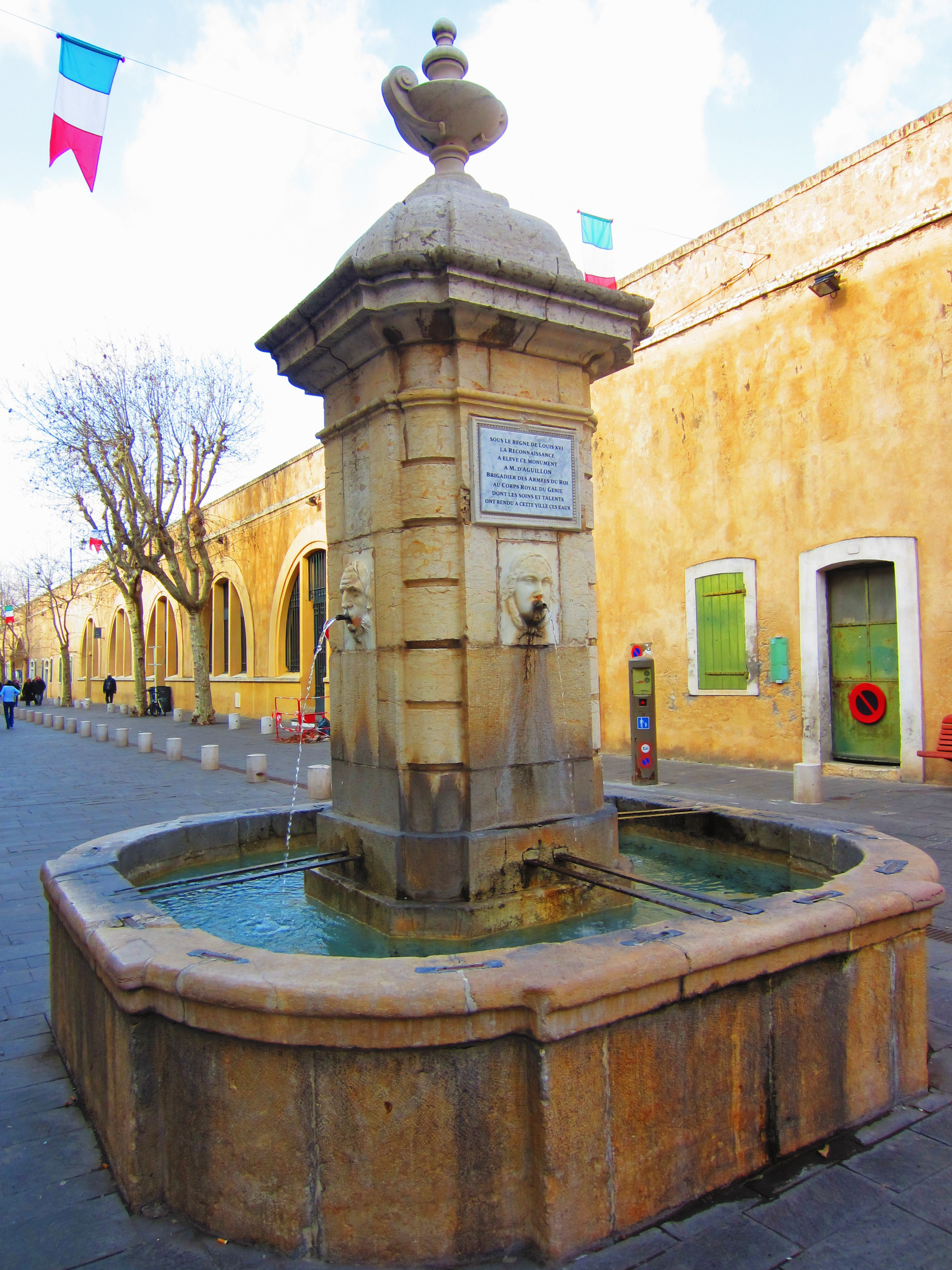
Fontaine érigée en reconnaissance au colonel Louis d'Aguillon.
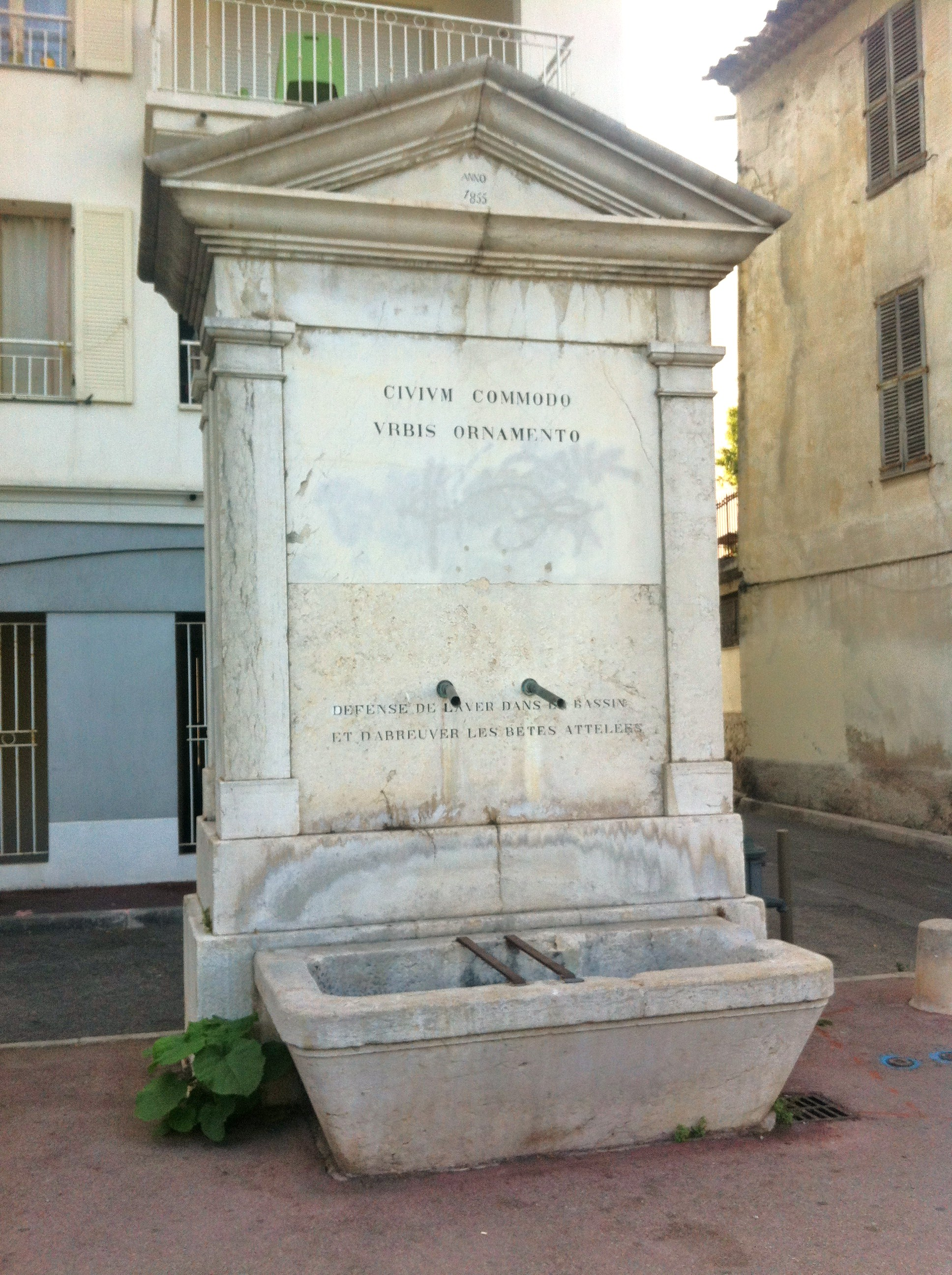
La fontaine de 1855
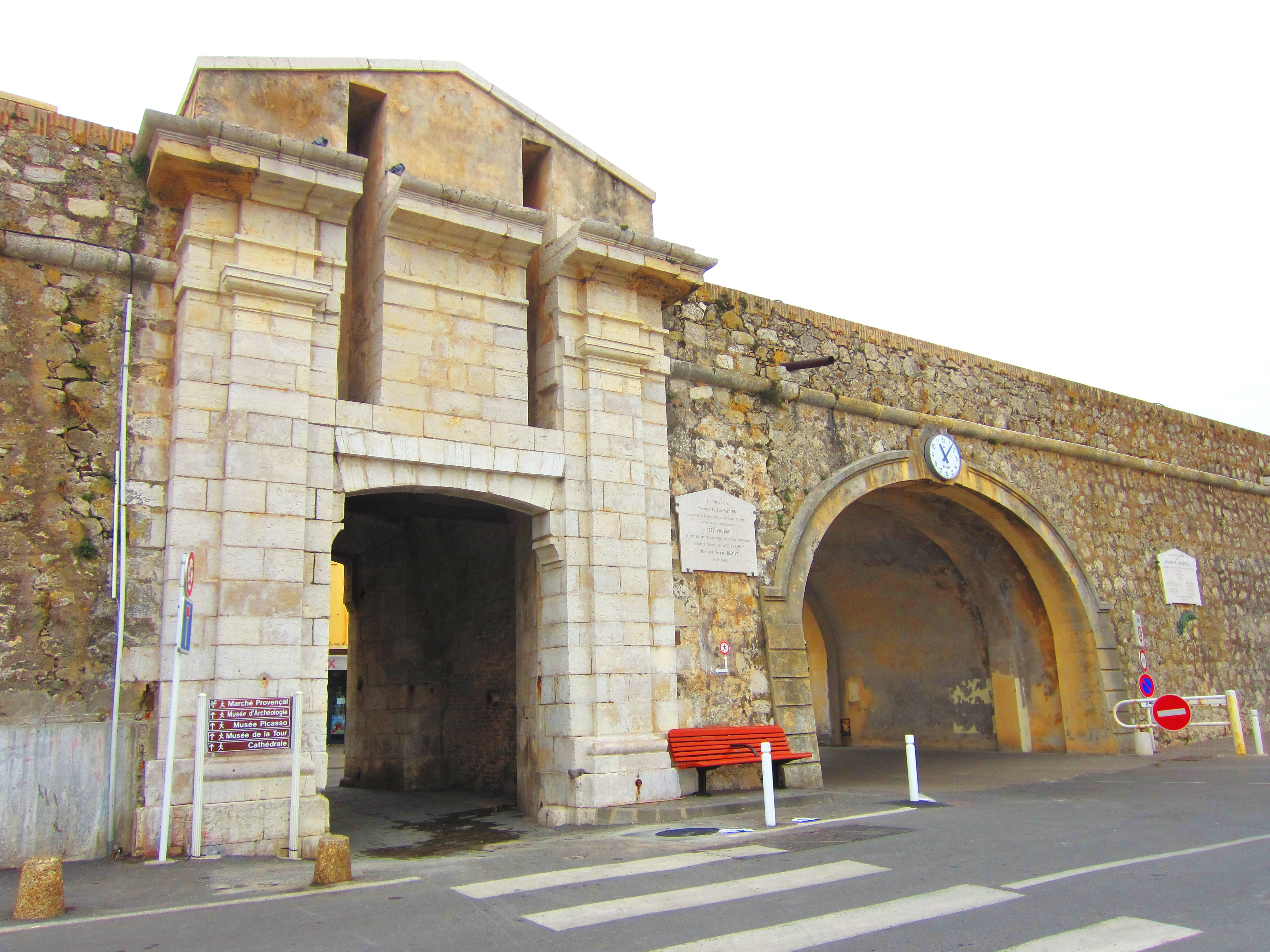
Porte marine.
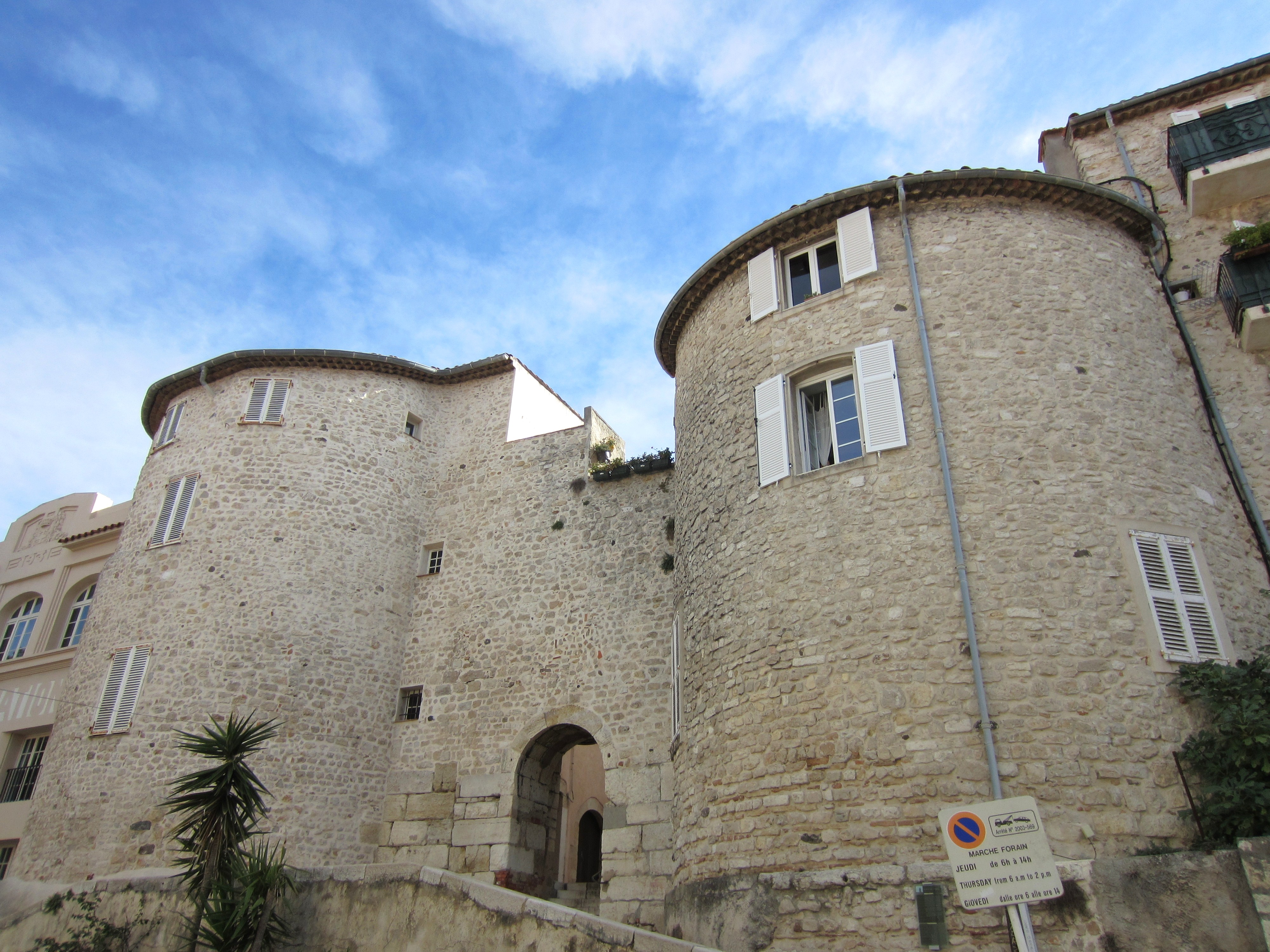
Porte de l'Orme.
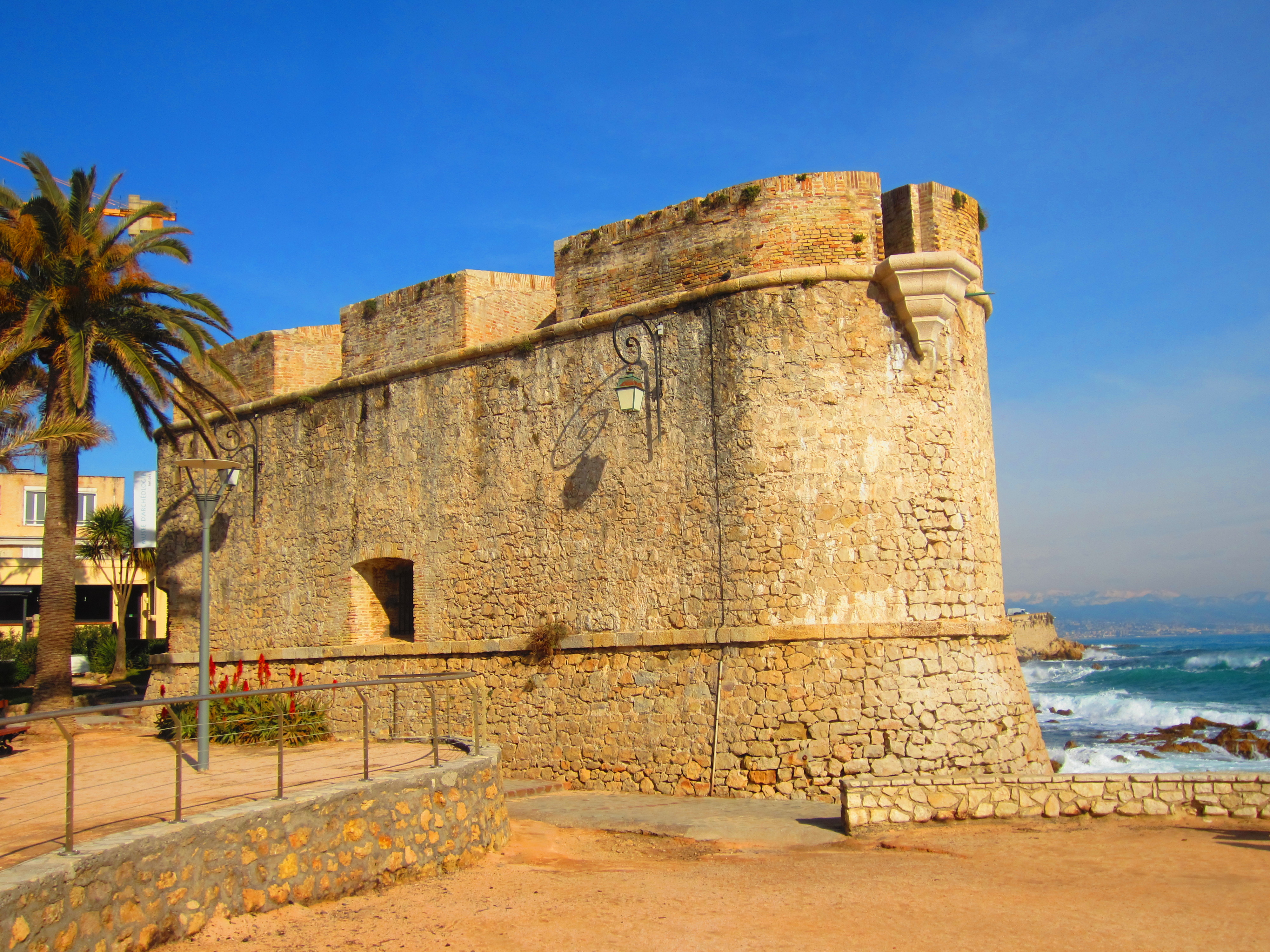
Bastion Saint-André.
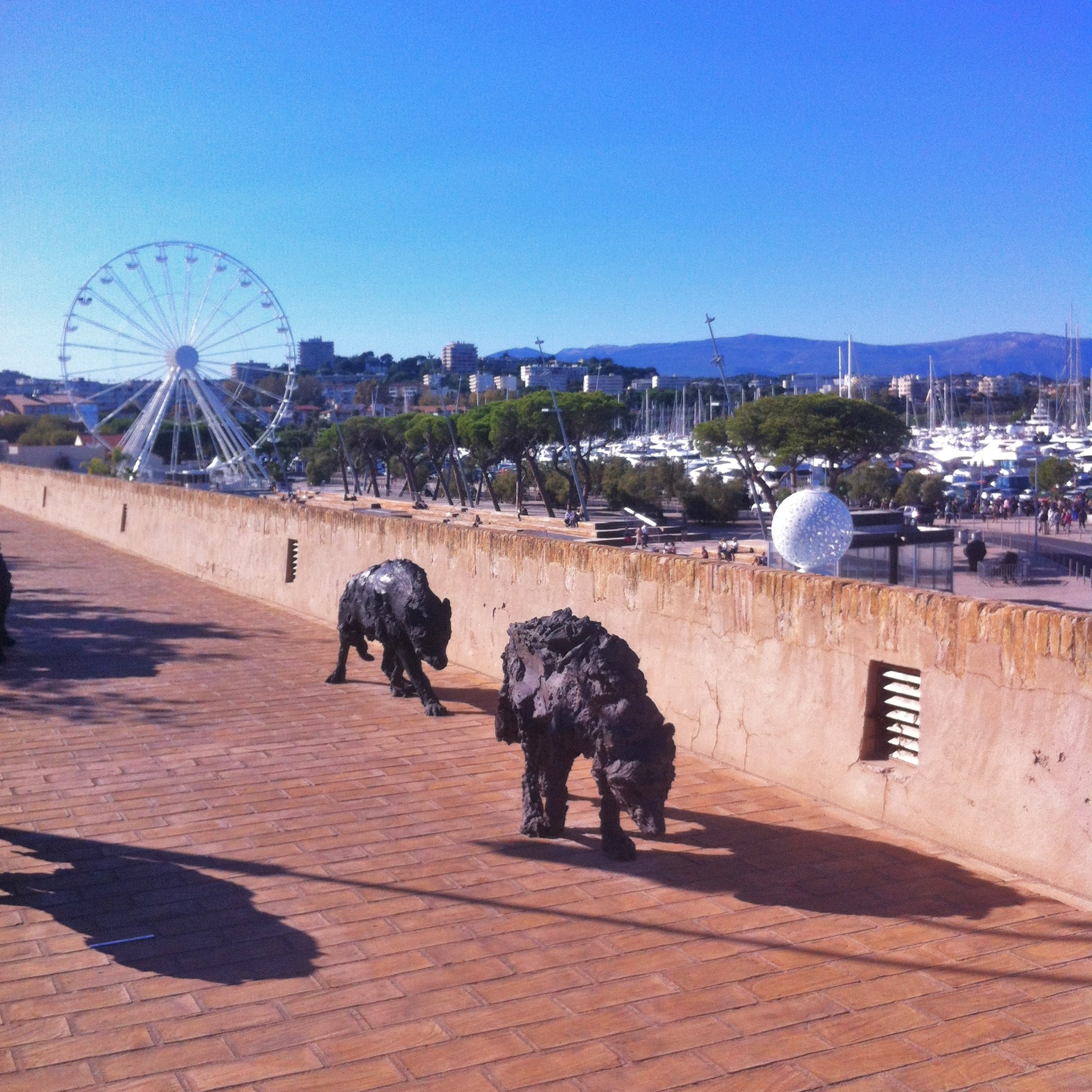
Les remparts (loups)
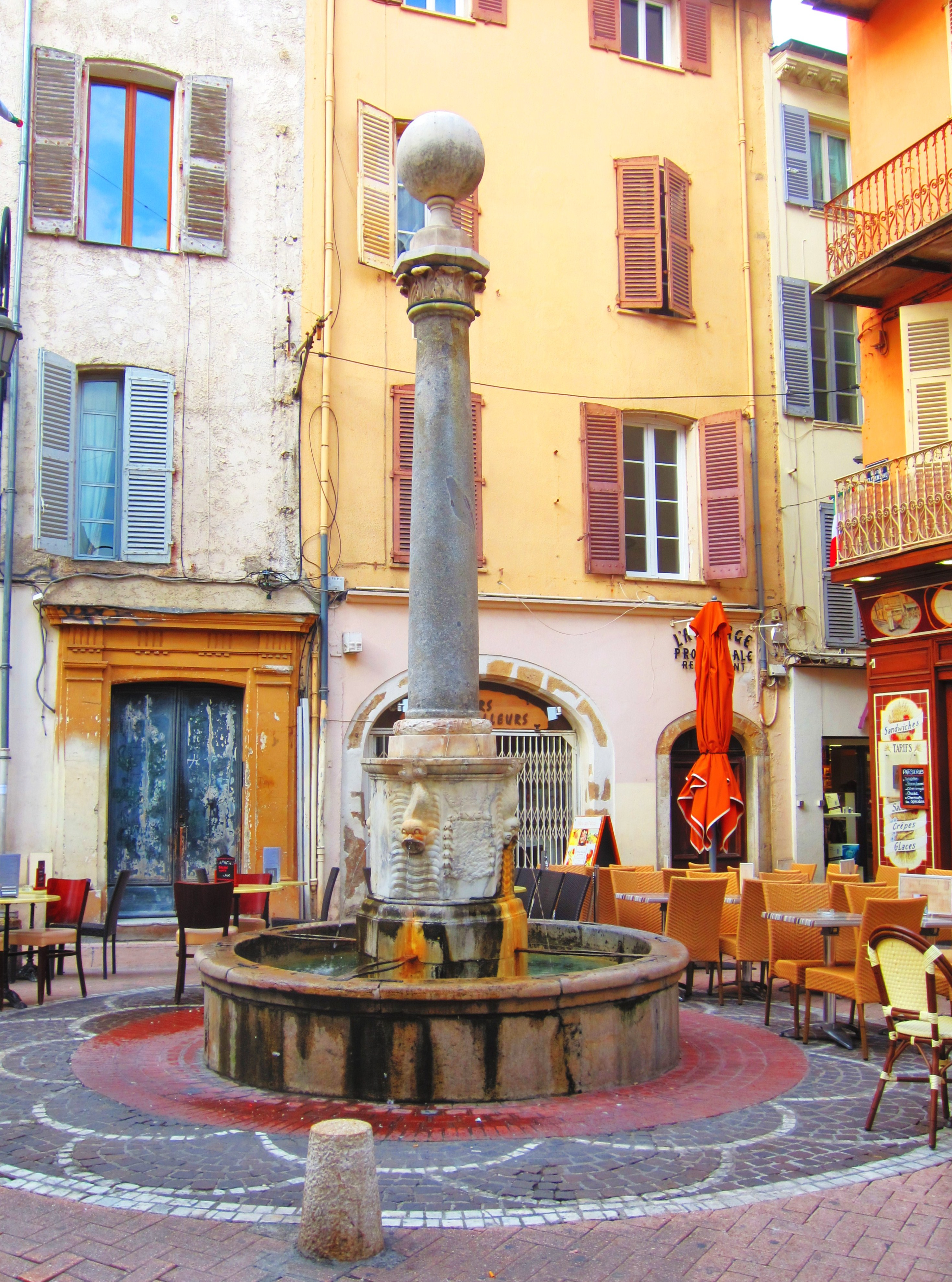
Fontaine et colonne romaine, rue Georges-Clemenceau.
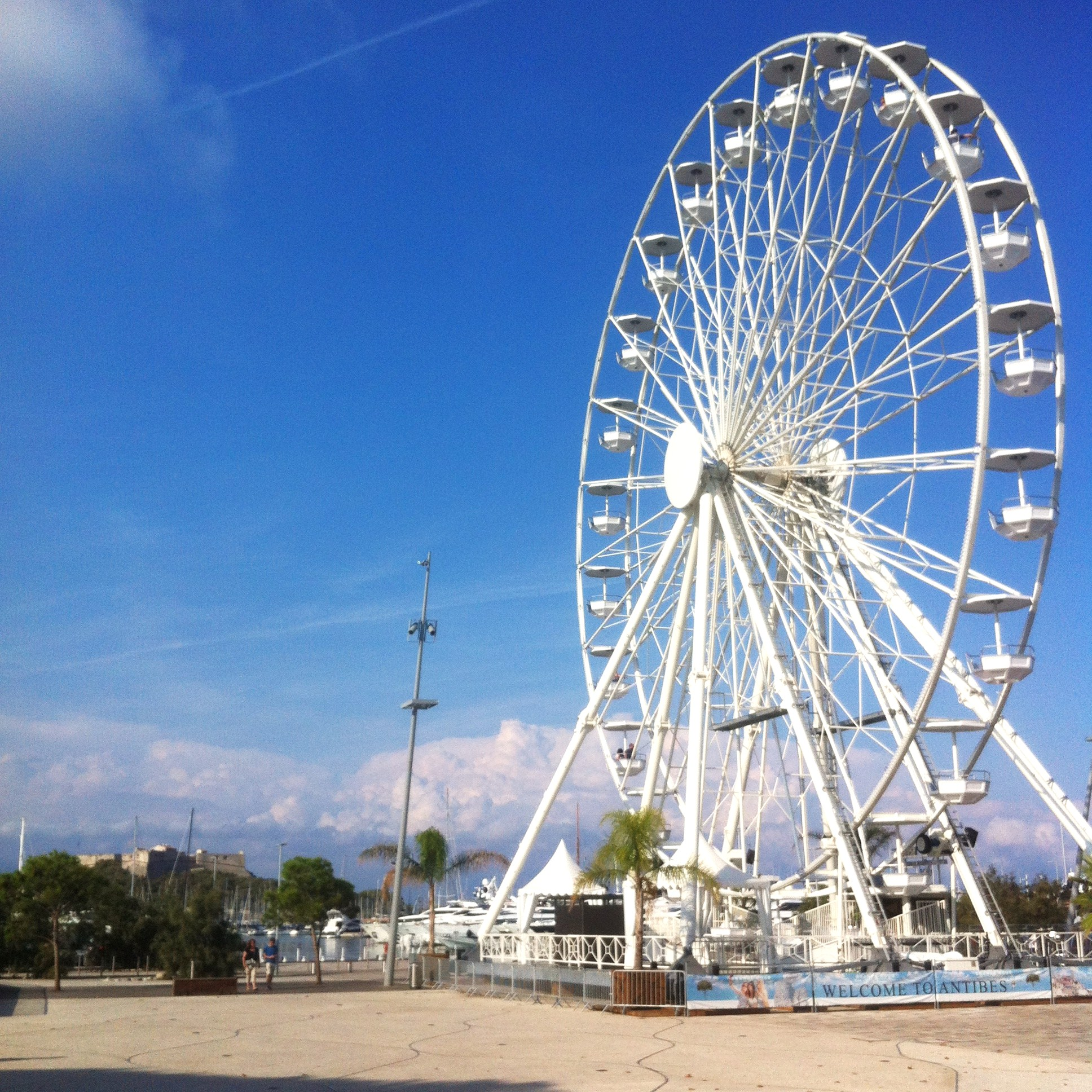
La grande roue
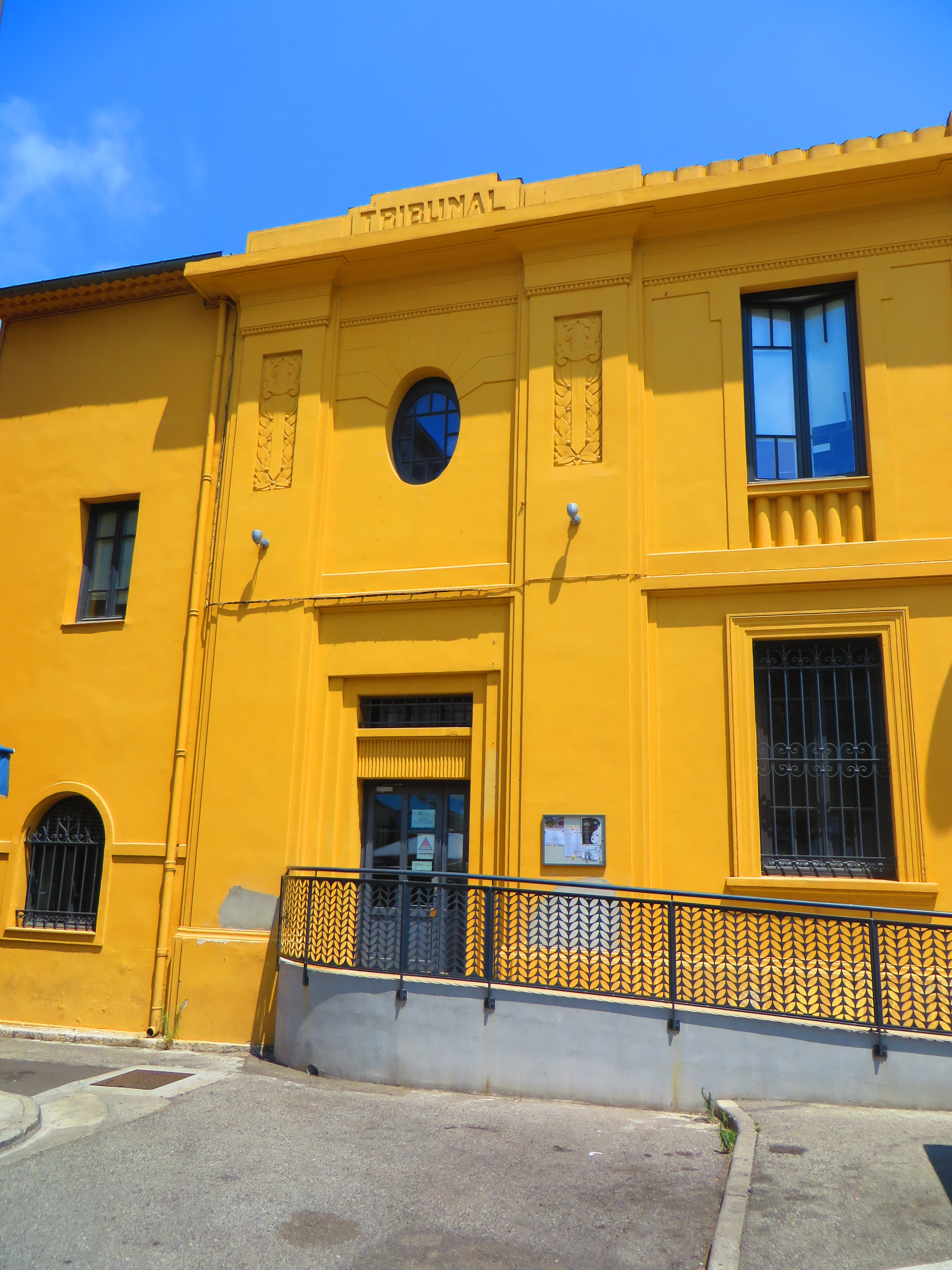
Ancien tribunal.
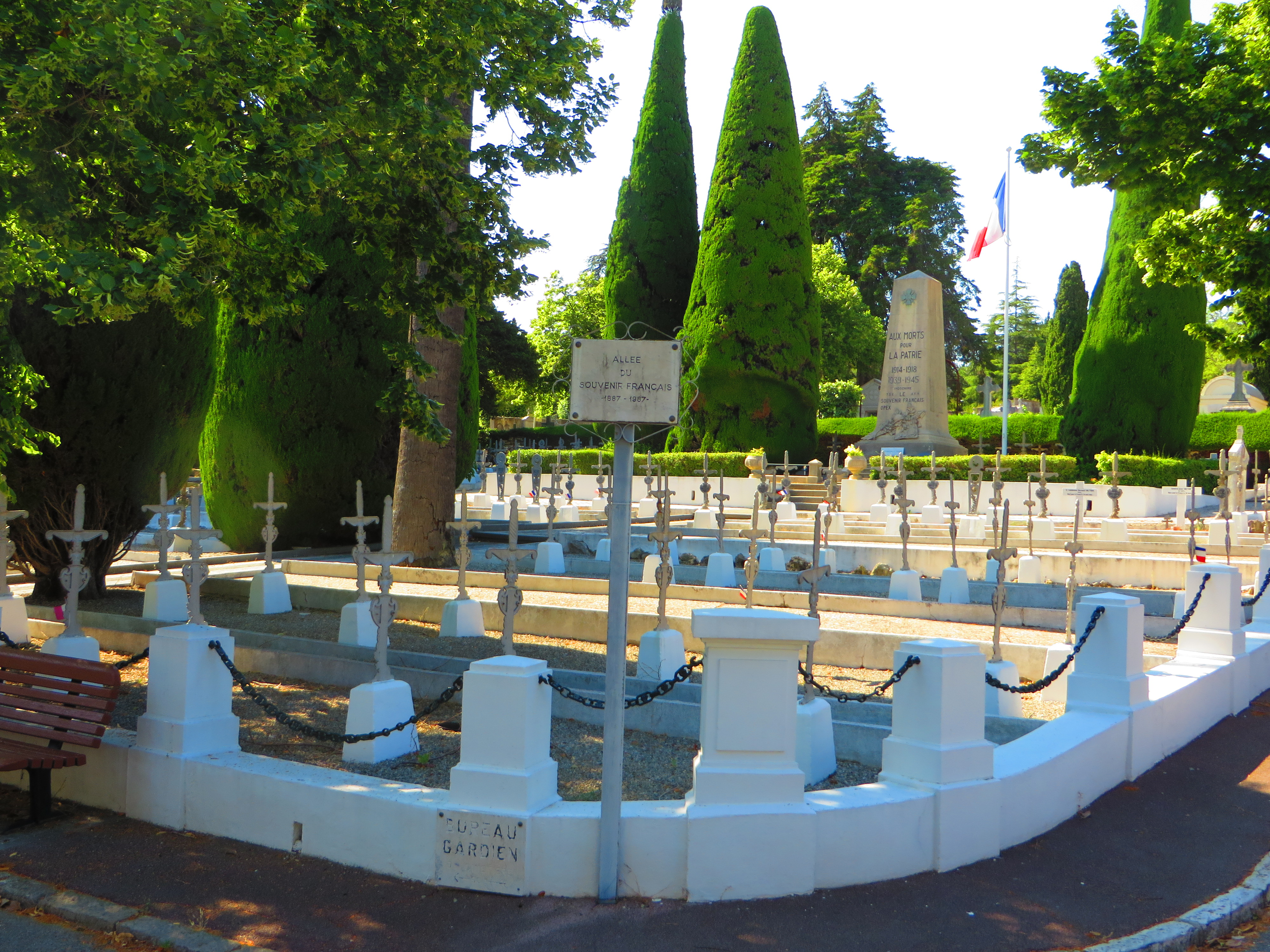
Cimetière militaire français.
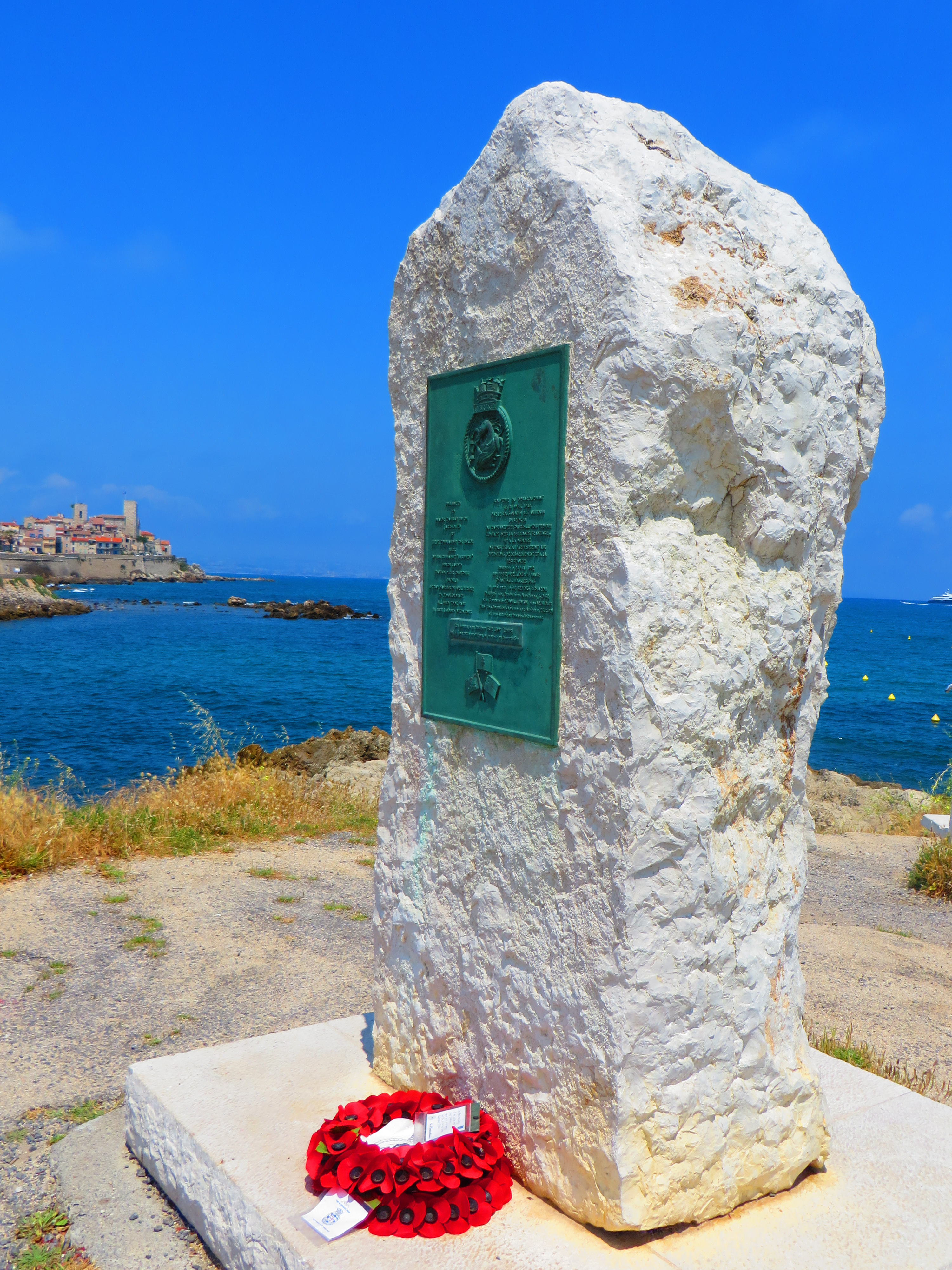
Monument du débarquement.
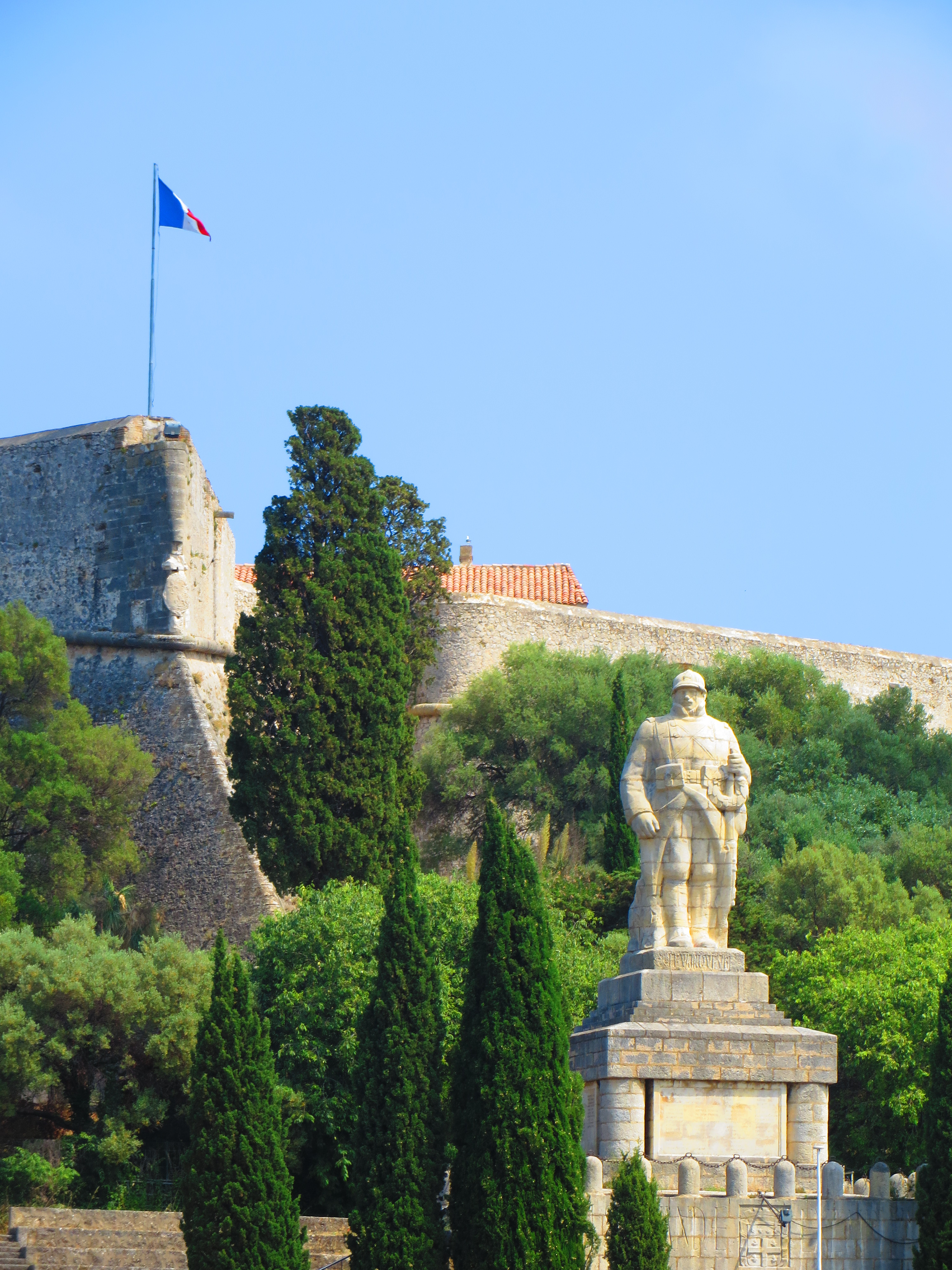
Monument de la Grande Guerre.
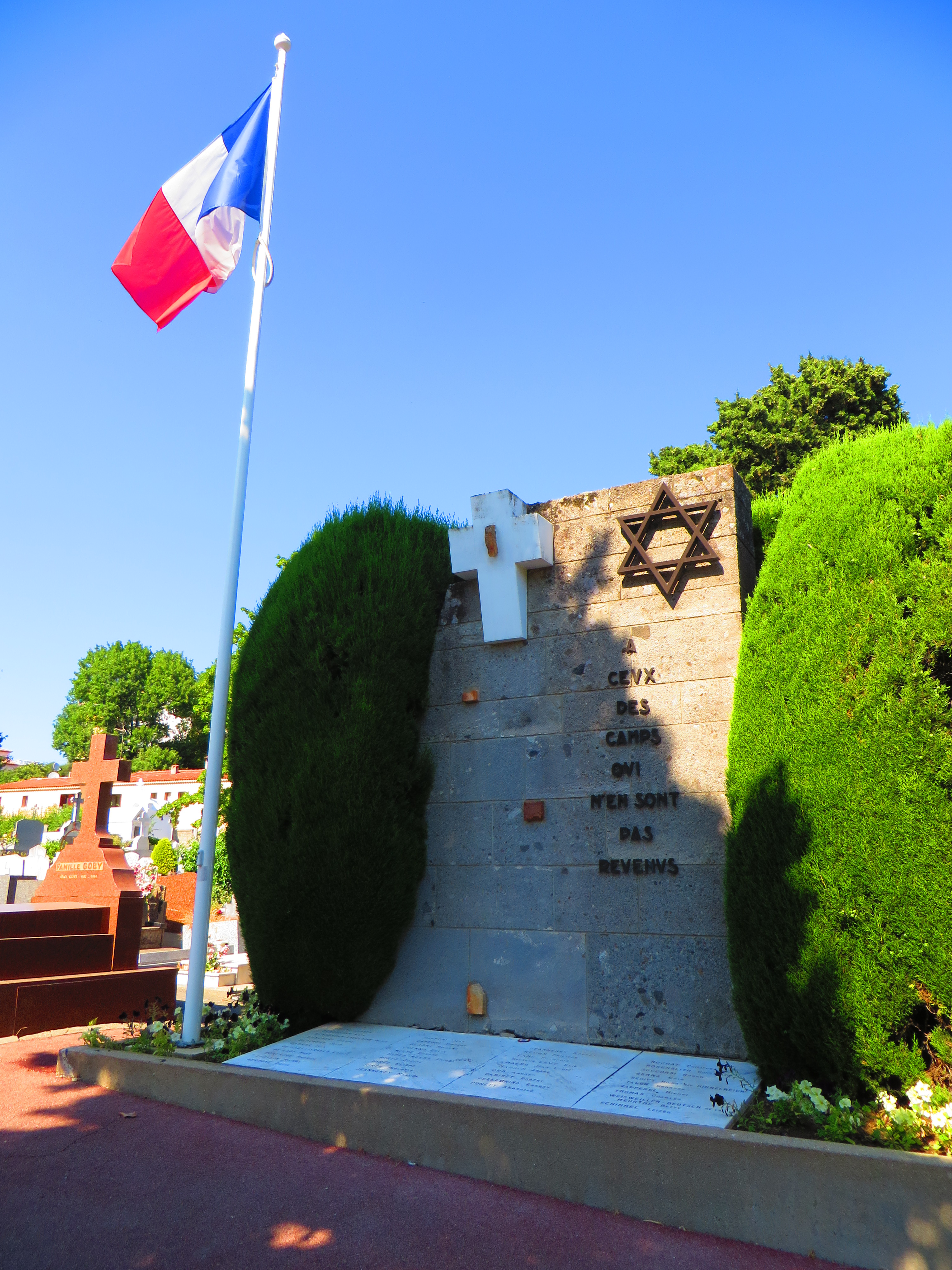
Monument du souvenir.
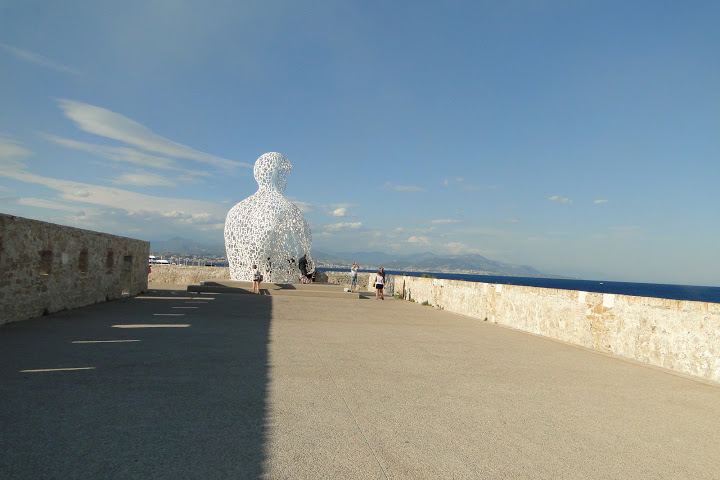
Sculpture moderne.
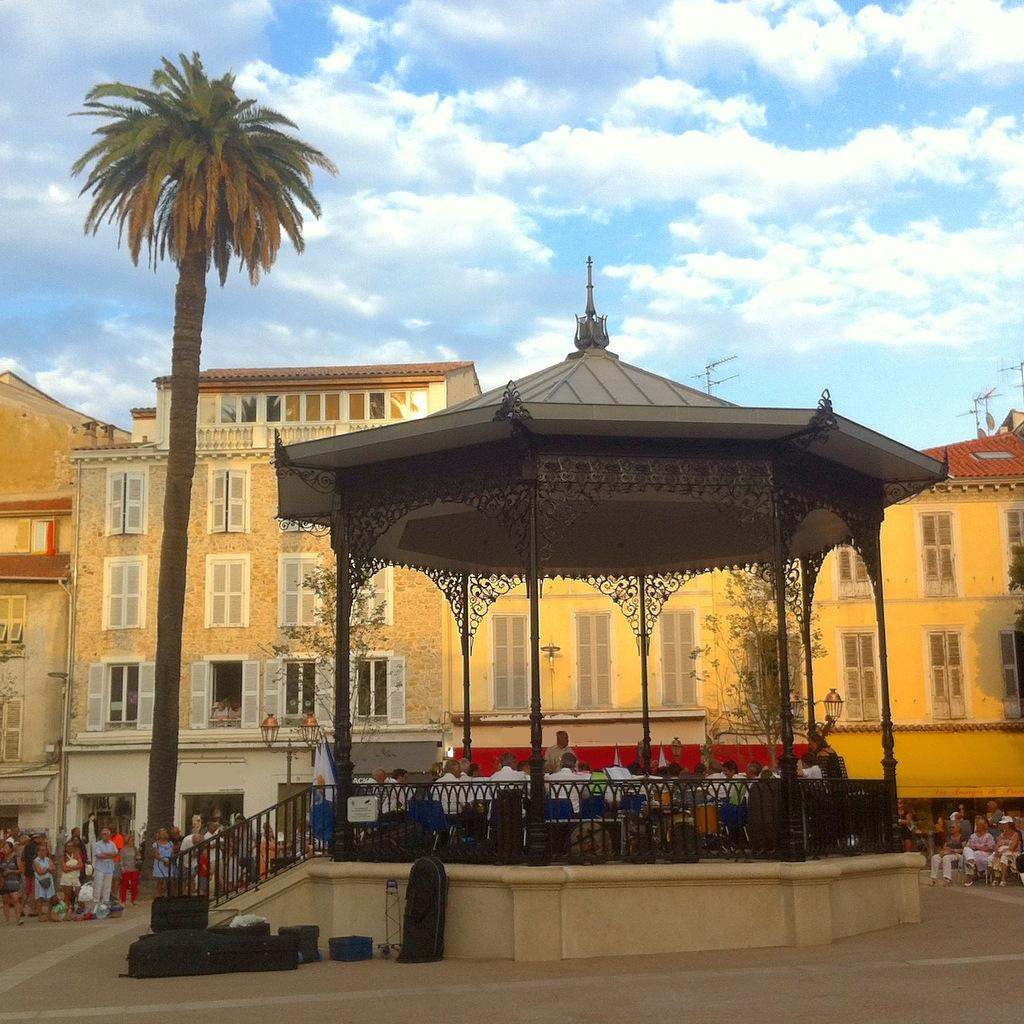
Le kiosque, place Nationale.

#### Patrimoine religieux

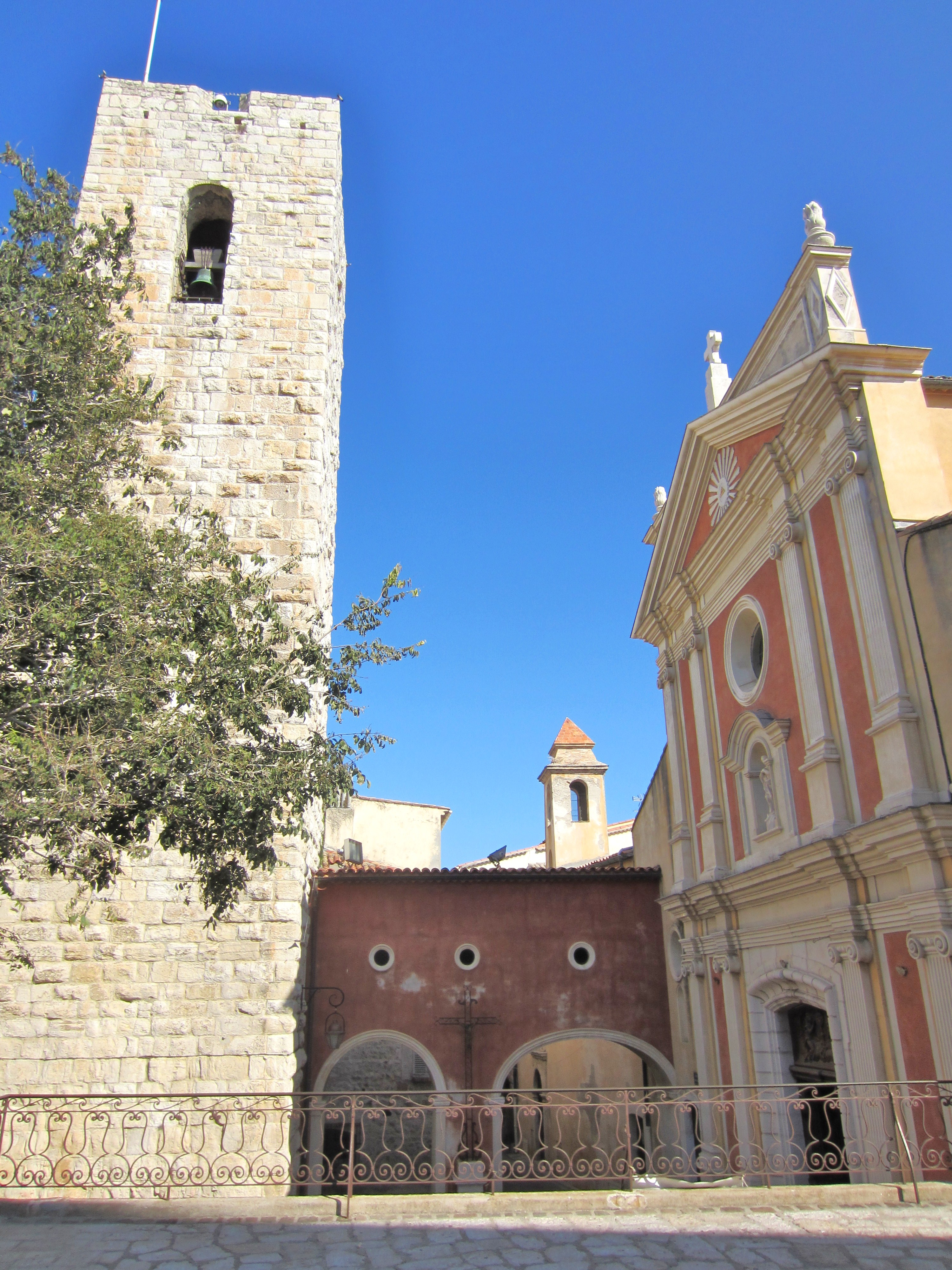
La cathédrale avec son campanile et la chapelle du Saint-Esprit.

- La cathédrale de l'Immaculée-Conception qui fut siège épiscopal au Moyen Âge, autre nom : cathédrale Notre-Dame-de-la-Platea d'Antibes, rue Christian-Chessel.
- L'église Notre-Dame de la Garoupe, XIVe siècle. Inscrite sur l'Inventaire supplémentaire des monuments historiques par arrêté du 29 octobre 1926, célèbre pour ses nombreux ex-voto, rue du Phare.
- L'église paroissiale : chapelle Saint-Esprit et tour Grimaldi. Édifiée au XIIe siècle, sur l'emplacement d'une église paléochrétienne, puis remaniée au XVIIe siècle. Partiellement classée au titre des monuments historiques par arrêté du 16 octobre 1945, rue Saint-Esprit.
- La Chapelle Saint-Jean, XVIIe siècle. À cette époque, propriété de la confrérie de Saint Jean-Baptiste et de Notre-Dame-de-le-Garde. Située au croisement de la route de Saint-Jean et du chemin de Saint-Maymes. Inscrite sur l'Inventaire supplémentaire des monuments historiques par arrêté du 14 décembre 1989.
- La Chapelle Saint-Bernardin, 14 rue Rostan. Partiellement du XVIe siècle. Inscrite sur l'Inventaire supplémentaire des monuments historiques par arrêté du 13 mars 1995. Chapelle des Pénitents Blancs. Remarquablement restaurée. (Messe le vendredi, visite le samedi)
- L'église de l'Assomption, construite en 1959, avenue Philippe-Rochat.
- Église Sainte-Thèrese, construite en 1932, route de Grasse.
- Église Sainte-Jeanne d'Arc, commencée en 1943 et terminée en 1983 par manque de matériaux pendant la guerre, à Juan-les-Pins, avenue de Cannes.
- Église Notre-Dame de la Pinède, construite en 1899 et ragrandit à plusieurs reprises, à Juan-les-Pins, rue Saramartel.
- Église Saint-Joseph d'Azurville, construite en 1923, place Jean Aude.
- Église moderne du Sacré-Cœur, construite en 1969, remplace l'église préfabriqué Notre-Dame-de-la-Route de 1958, rue du docteur Chaudon.
- Église moderne Sainte-Marguerite, construite en 1985, aux Semboules, boulevard Guillaume-Apollinaire.
- Église Saint-Benoît, construite en 1926, au cap d'Antibes, boulevard Francis-Meilland.
- Chapelle rurale Saint-Claude, style roman, chemin Saint-Claude.
- Chapelle du Mont-Calvaire, construite en 1652 pour les sœurs Bernardines, au cap d'Antibes, route de Phare.
- Chapelle Notre-Dame-de-Lumière, à l'hôpital de la Fontonne, chemin des Quatre Chemins.
- Chapelle Saint-Laurent au Fort Carré, XVIe siècle, sentier Fort Carré.
- Chapelle Notre Dame de Bonté, 27 chemin Peyregoue.
- Chapelle des anciens hospices Saint-Jacques, construite en 1843, clocher 1851, anciennement gérée par les religieuses de la Sainte-Trinité. Actuellement collège Fersen, rue Arazy.
- Chapelle orthodoxe Saint-Roch, avenue du Onze-Novembre.
- Chapelle castrale du château Caroline domaine du Tanagra, avenue du Châtaignier.
- Temple de l'église Réformée, construite en 1908, rue Niquet.
- Ancien temple au cap d'Antibes, avenue Messieurs-Beaumont.
- Église évangélique, avenue du Châtaignier.
- Synagogue, construite en 1990, à Juan-les-Pins, chemin des Sables.

Édifices religieux
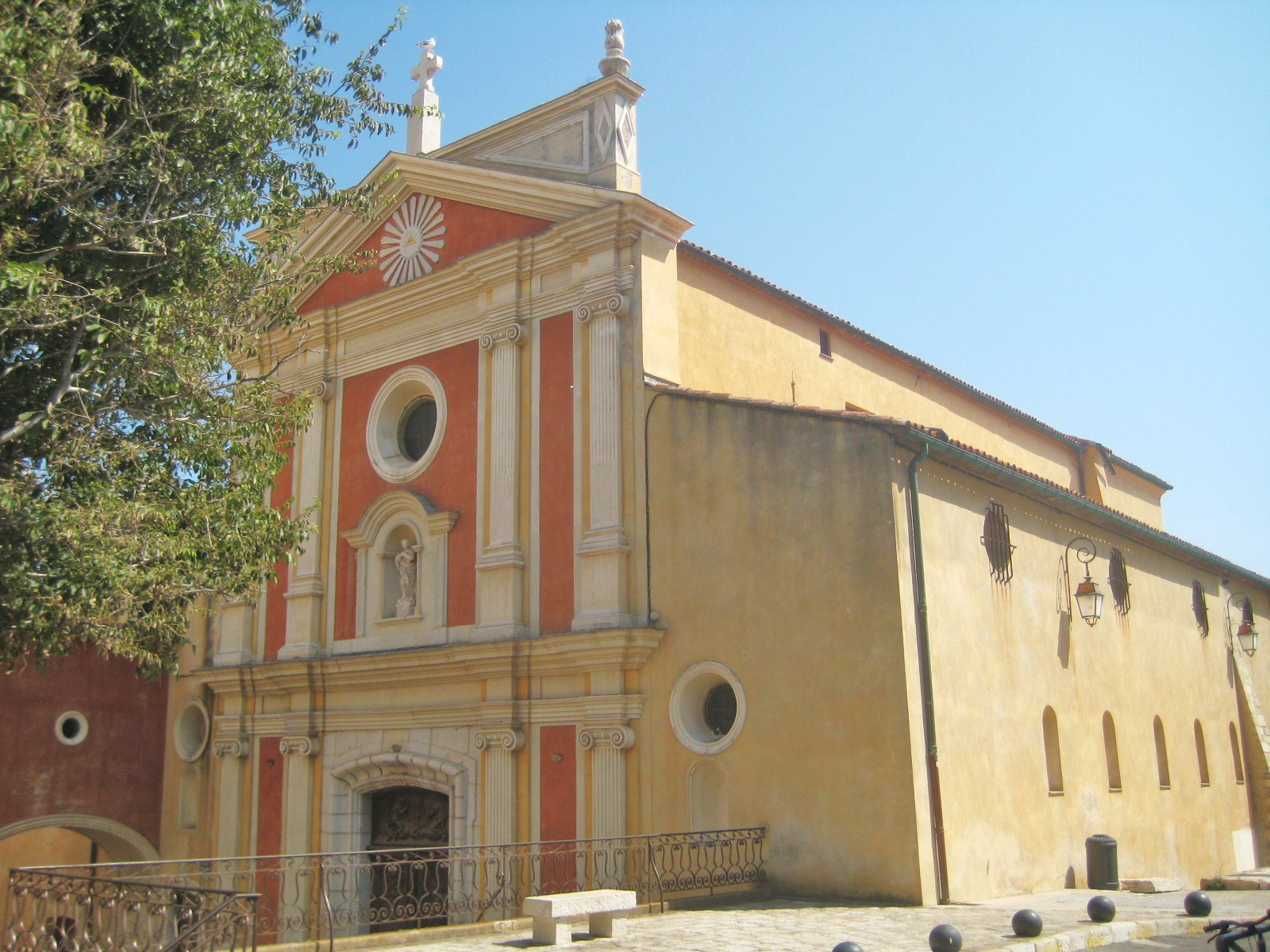
Cathédrale Notre-Dame-de-la-Platea d'Antibes.
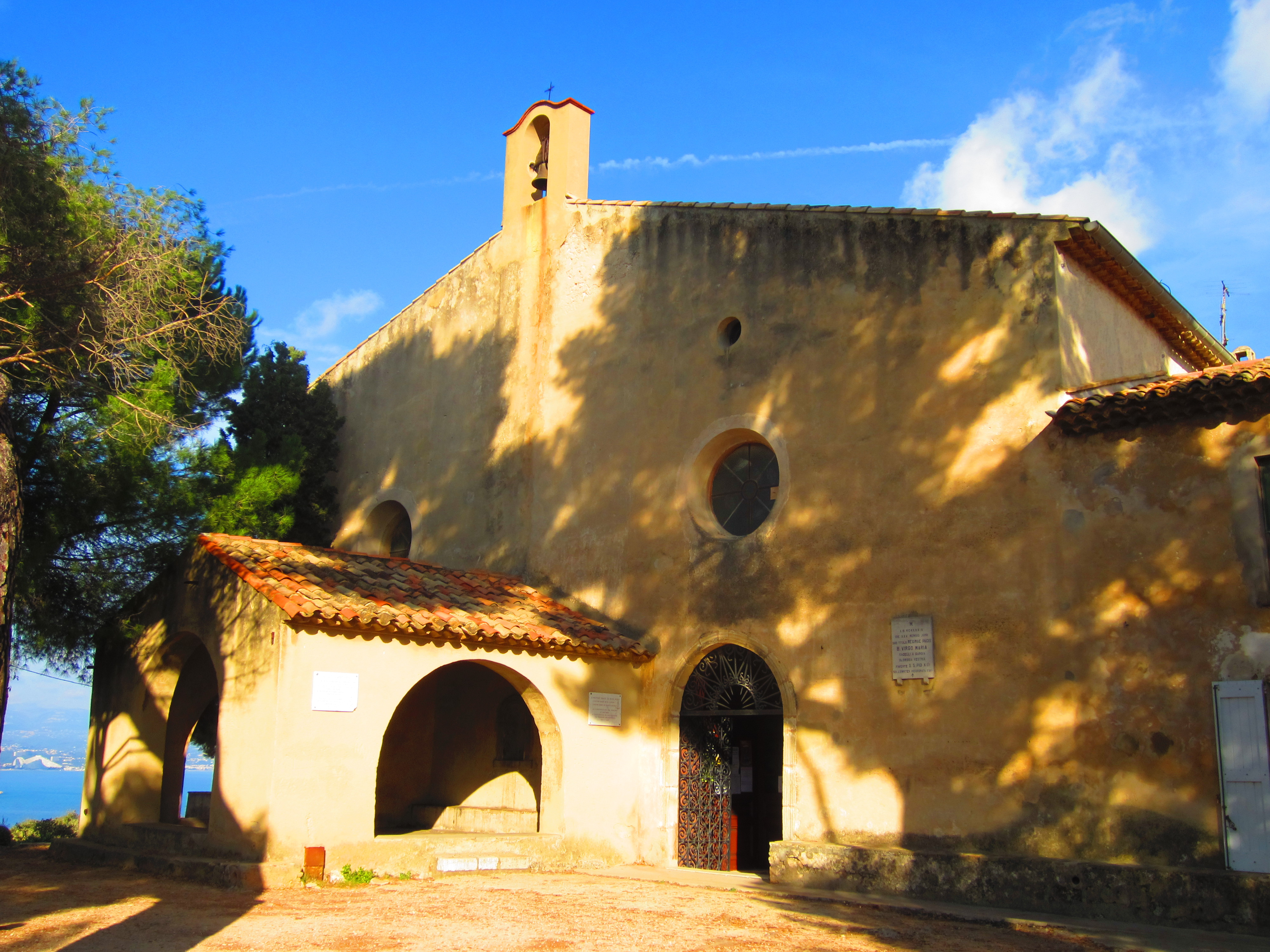
Église Notre-Dame de la Garoupe au cap d'Antibes.
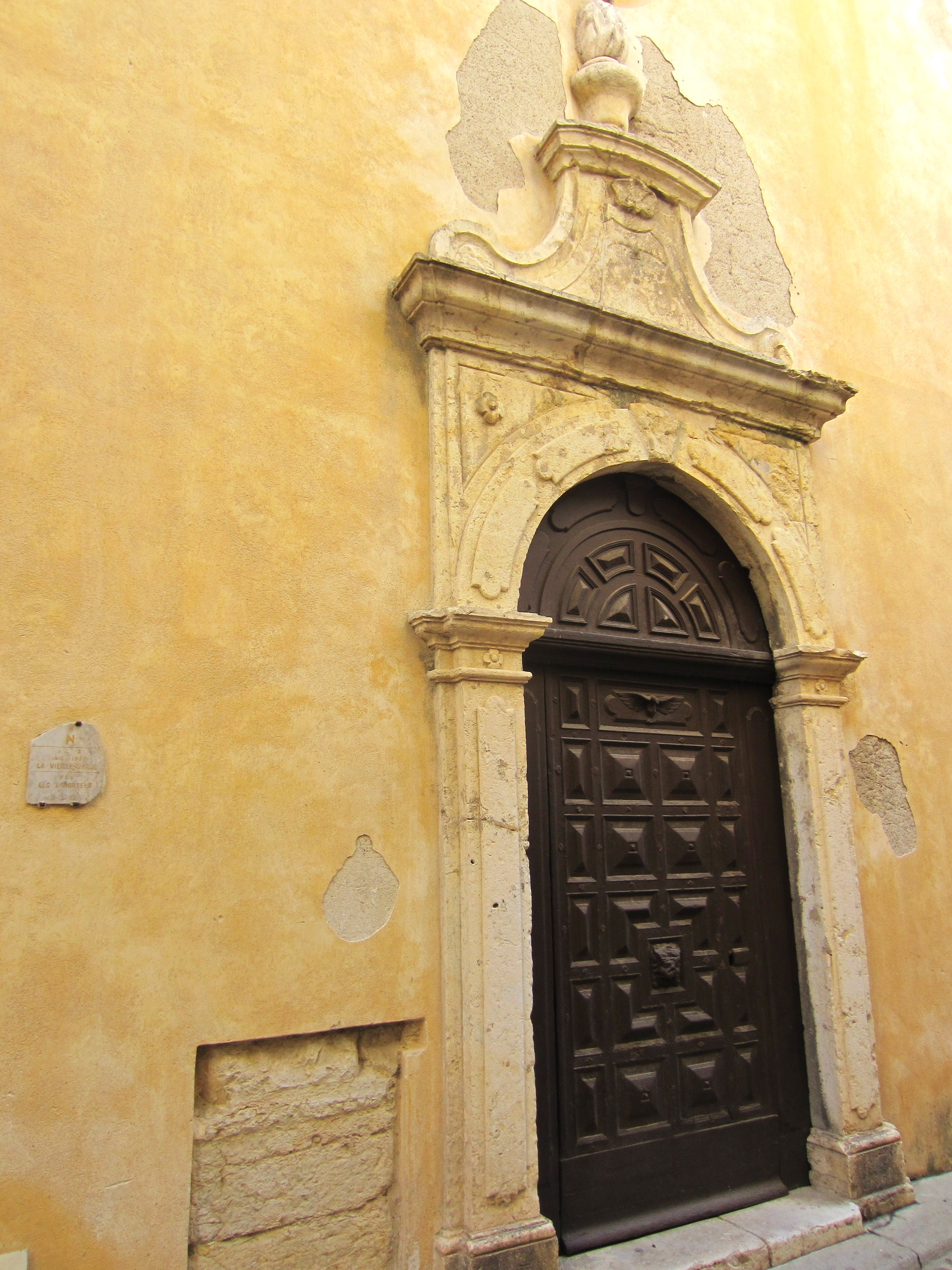
Porte de la chapelle Saint-Esprit.
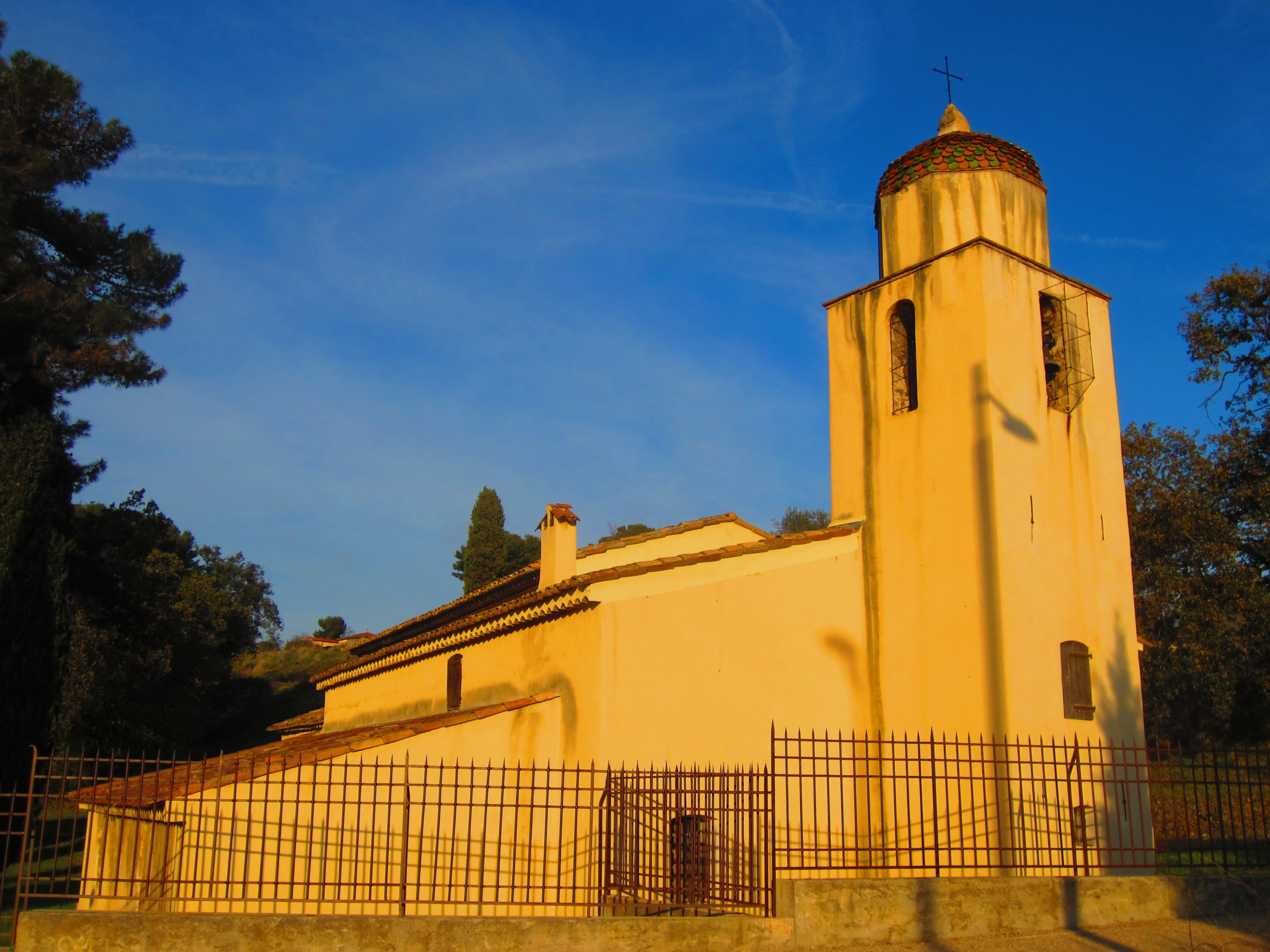
Chapelle Saint-Jean.
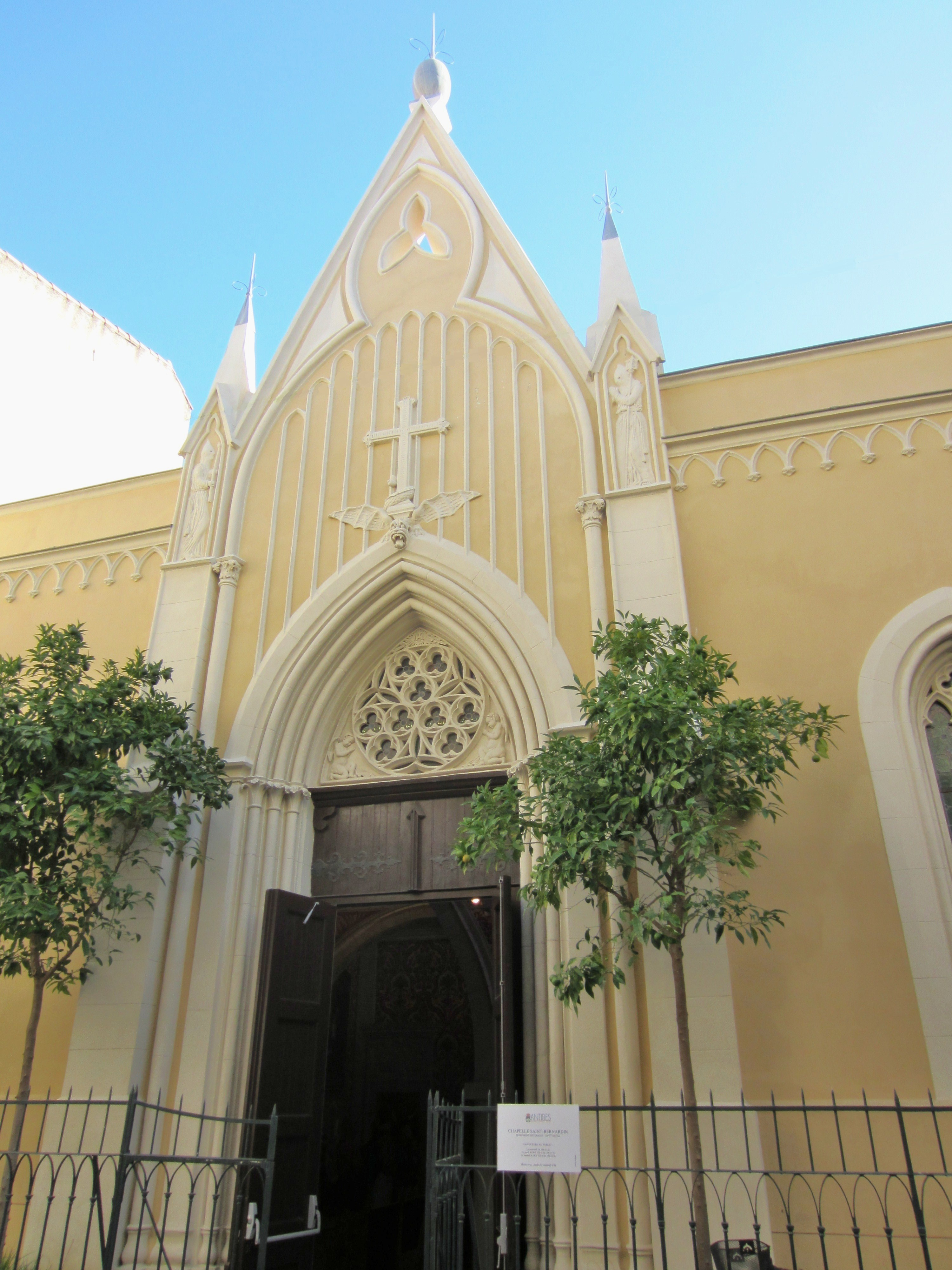
Chapelle Saint-Bernardin.
Église de l'Assomption.
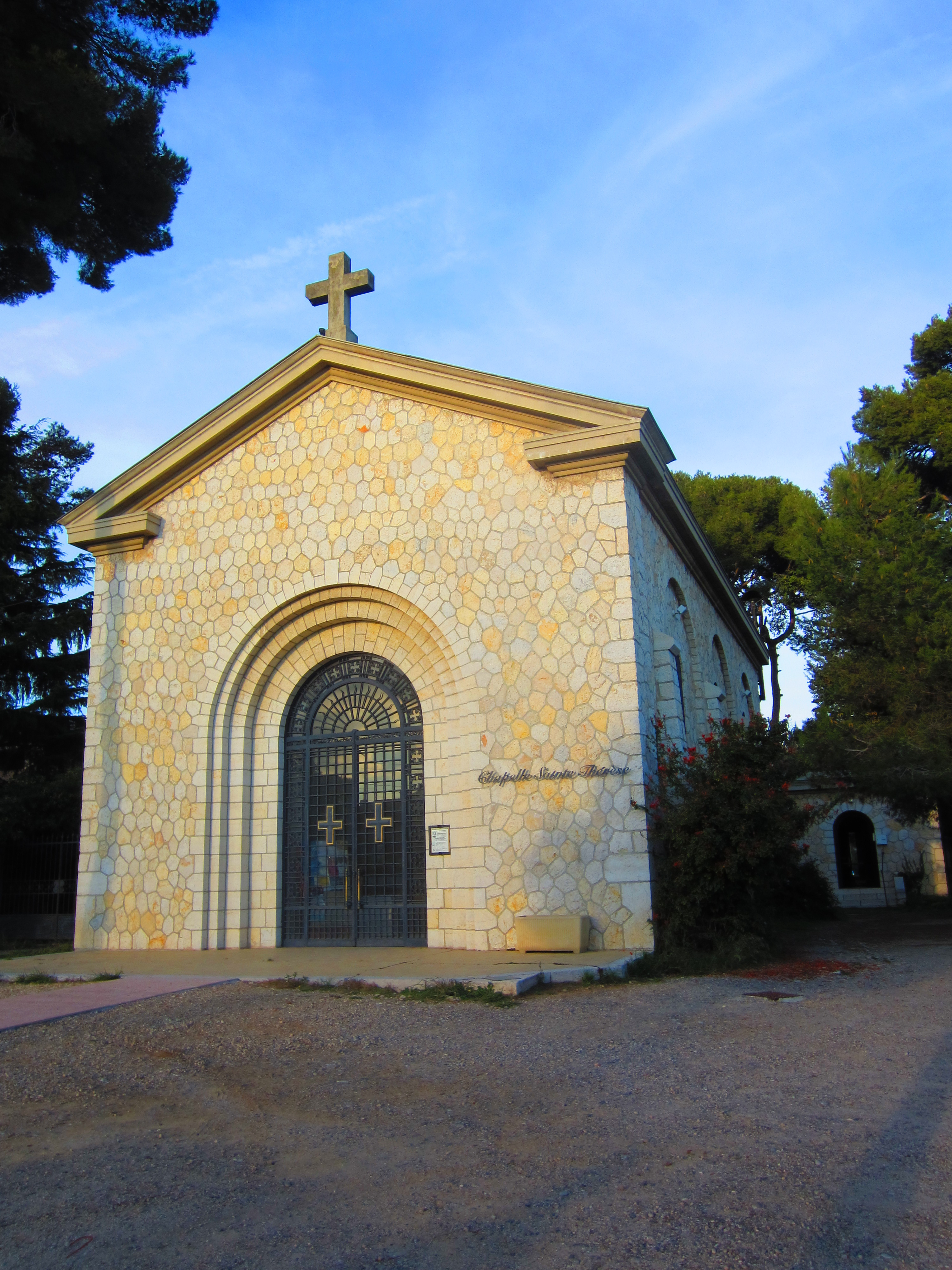
Église Sainte-Thèrese.
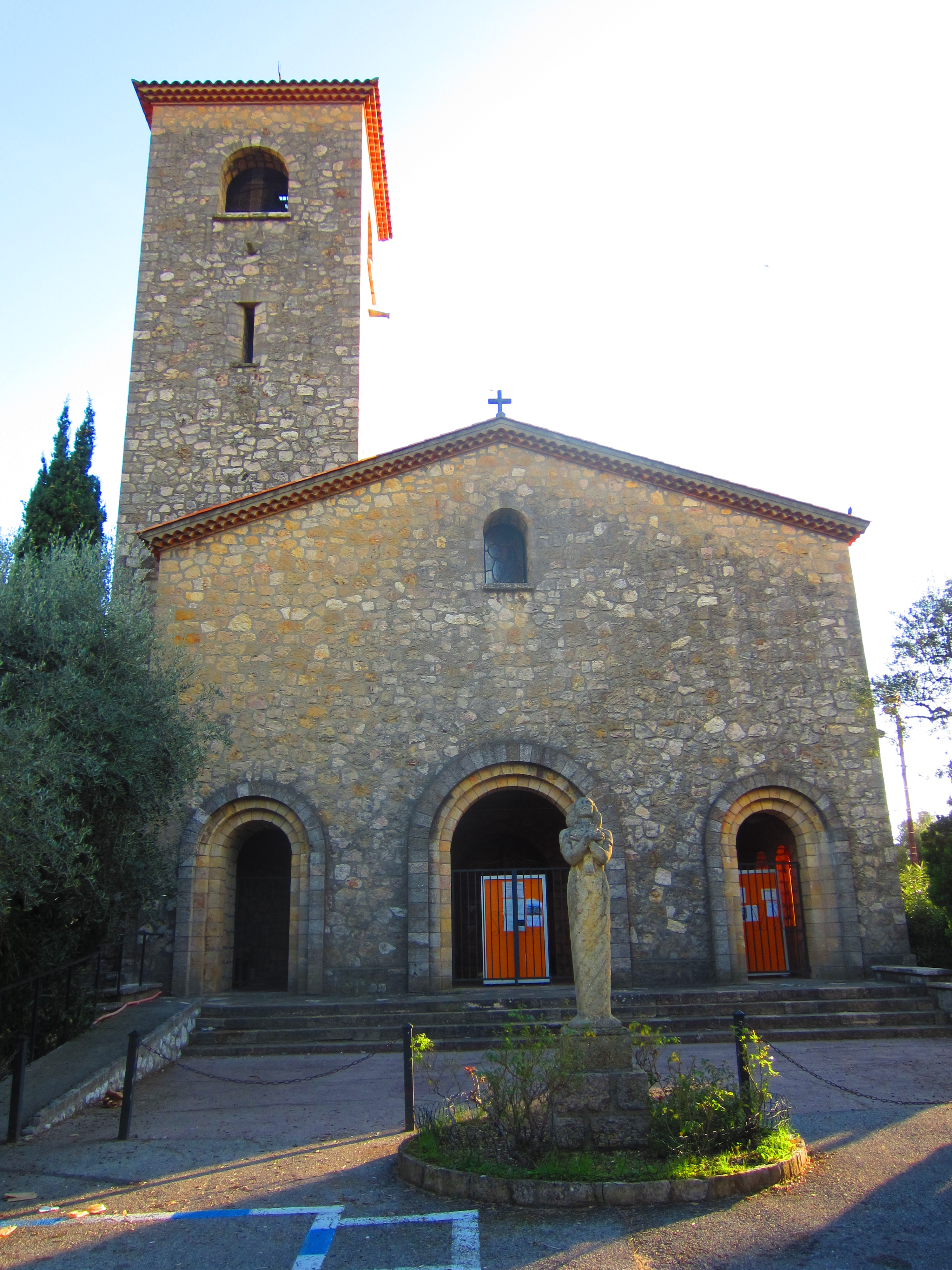
Église Jeanne d'Arc à Juan-les-Pins.
Église Notre-Dame de la Pinède à Juan-les-Pins.
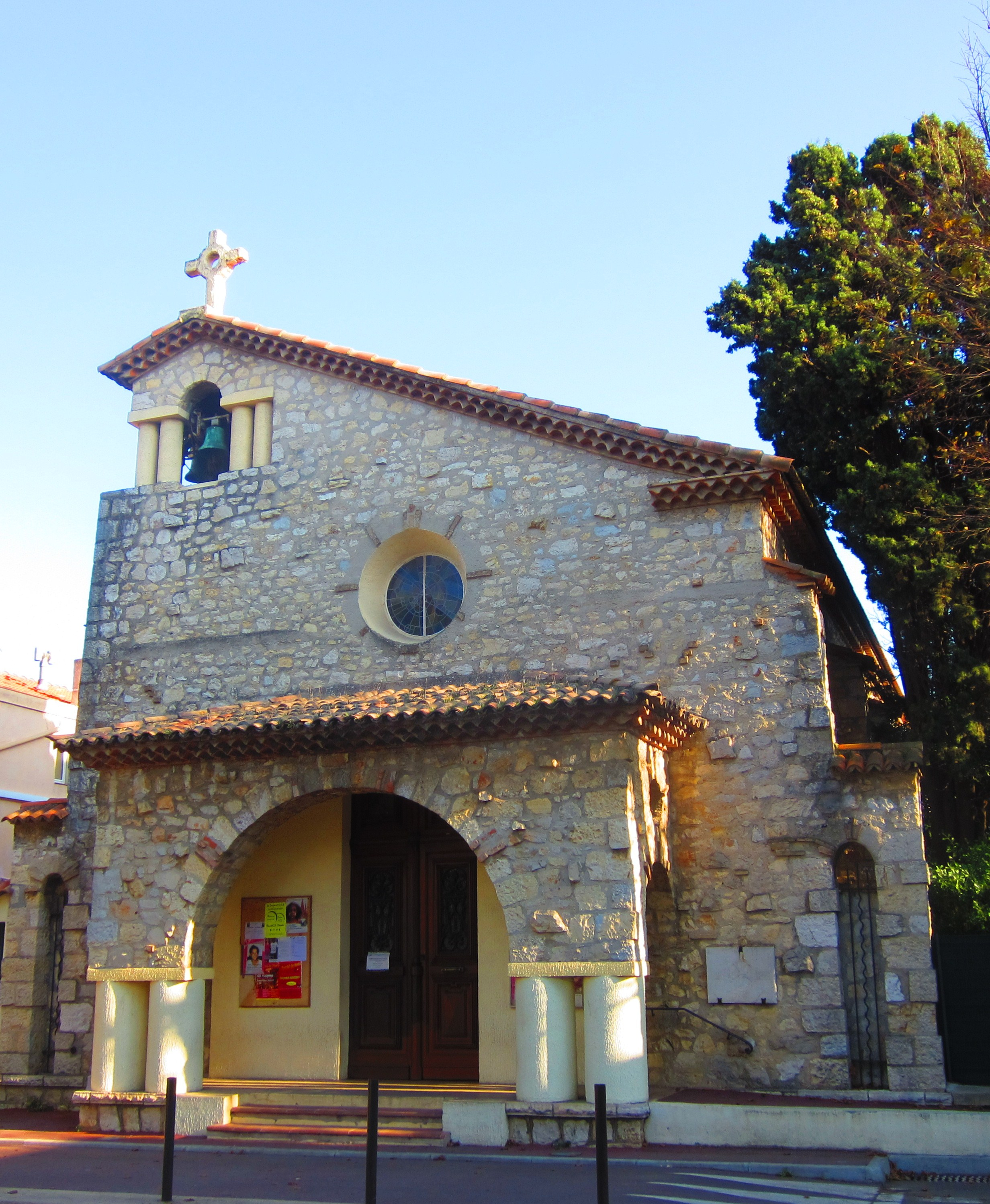
Église Saint-Joseph d'Azurville.
Église moderne du Sacré-Cœur.
Église moderne Sainte-Marguerite aux Semboules.
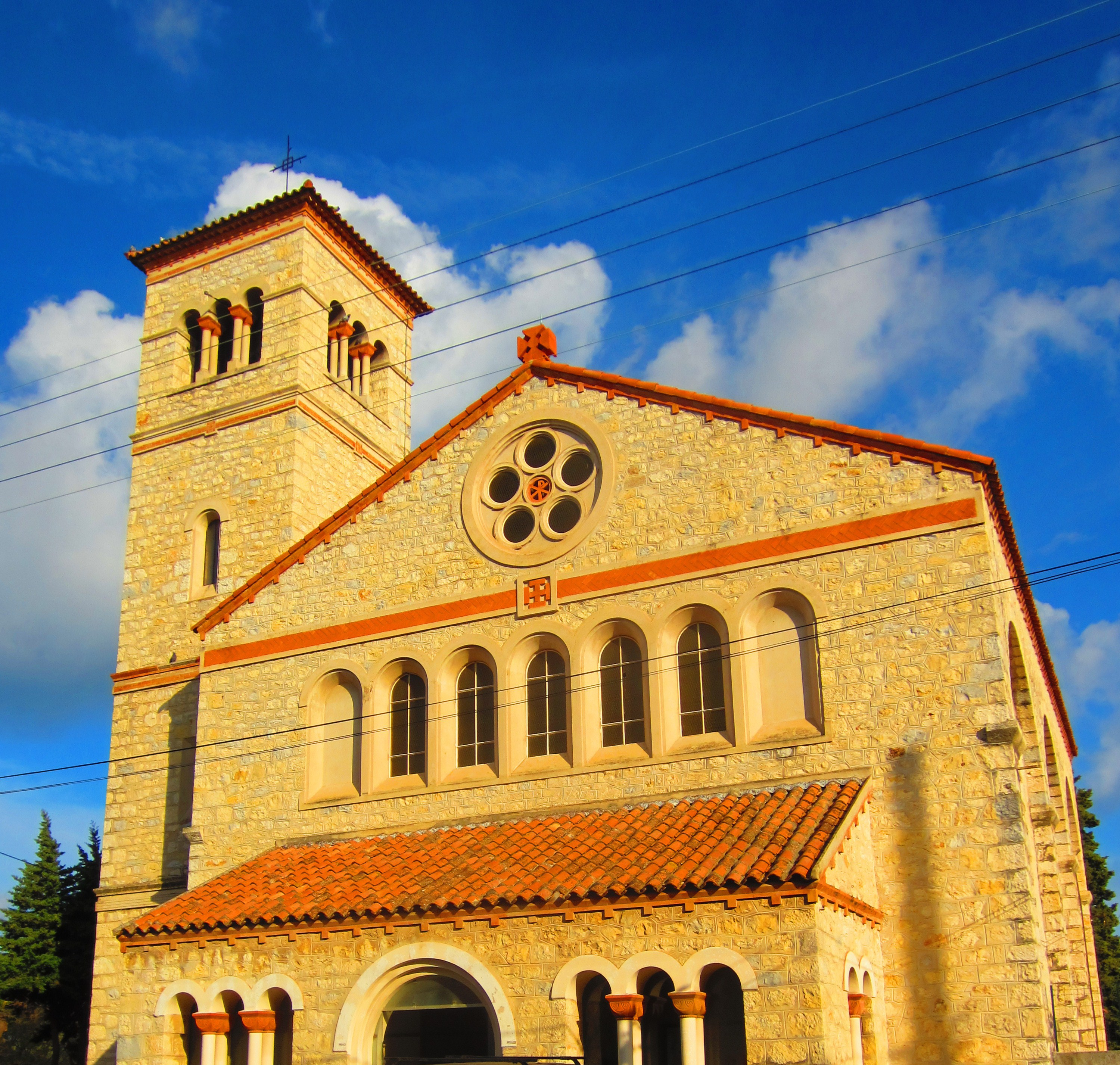
Église Saint-Benoît au cap d'Antibes.
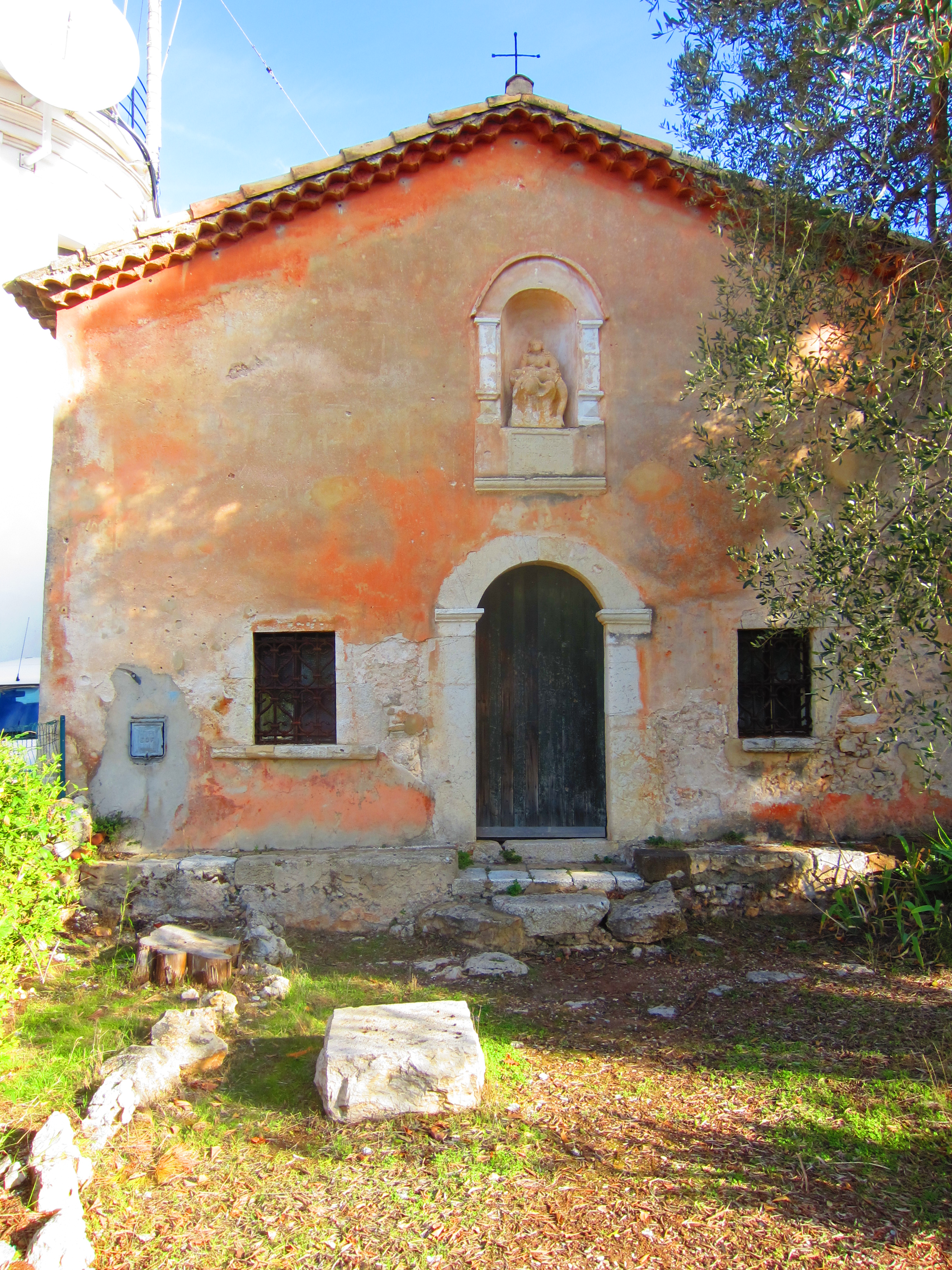
Chapelle du Mont-Calvaire au cap d'Antibes.
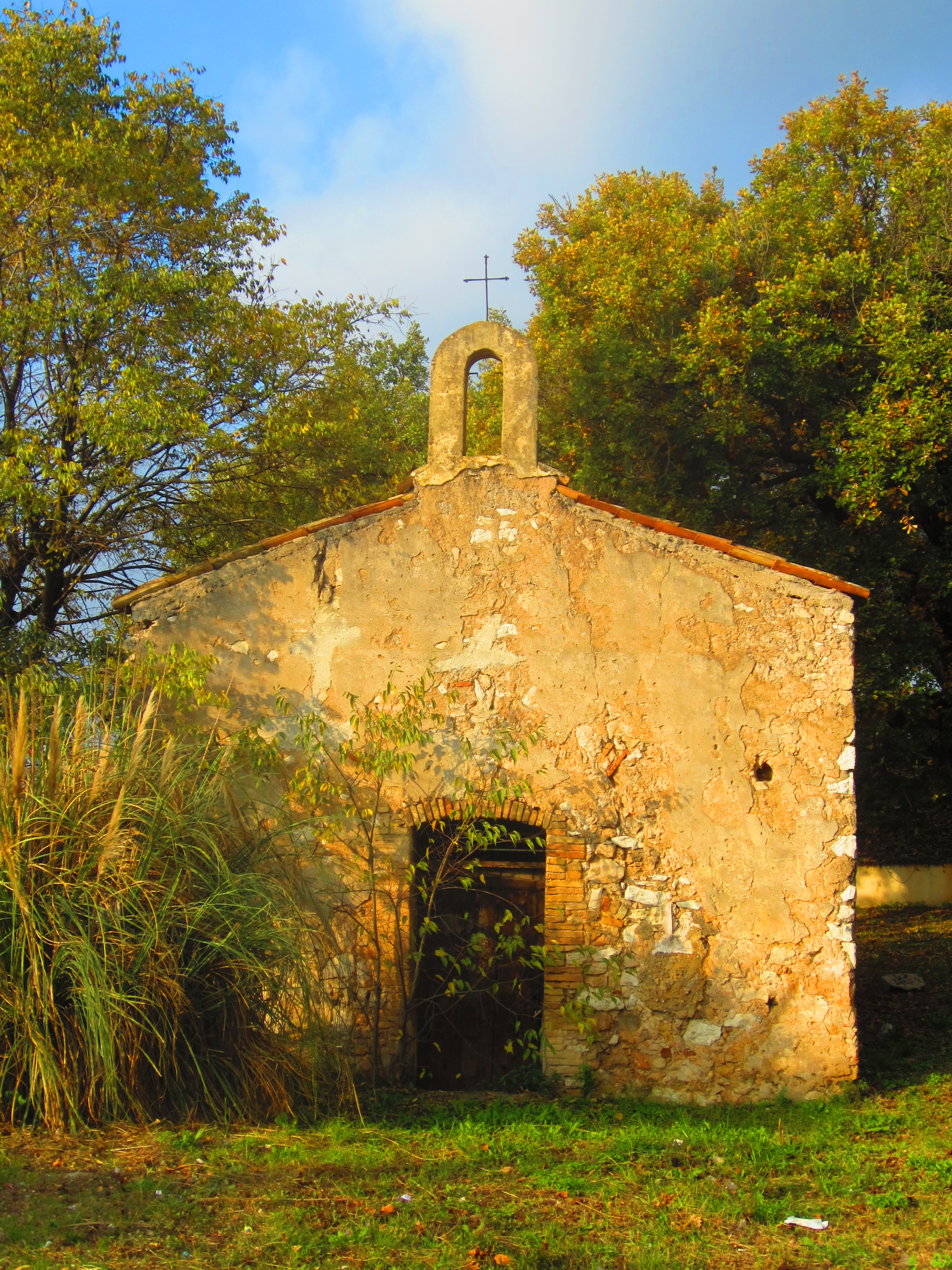
Chapelle rurale Saint-Claude.
Chapelle Notre-Dame-de-Lumière.
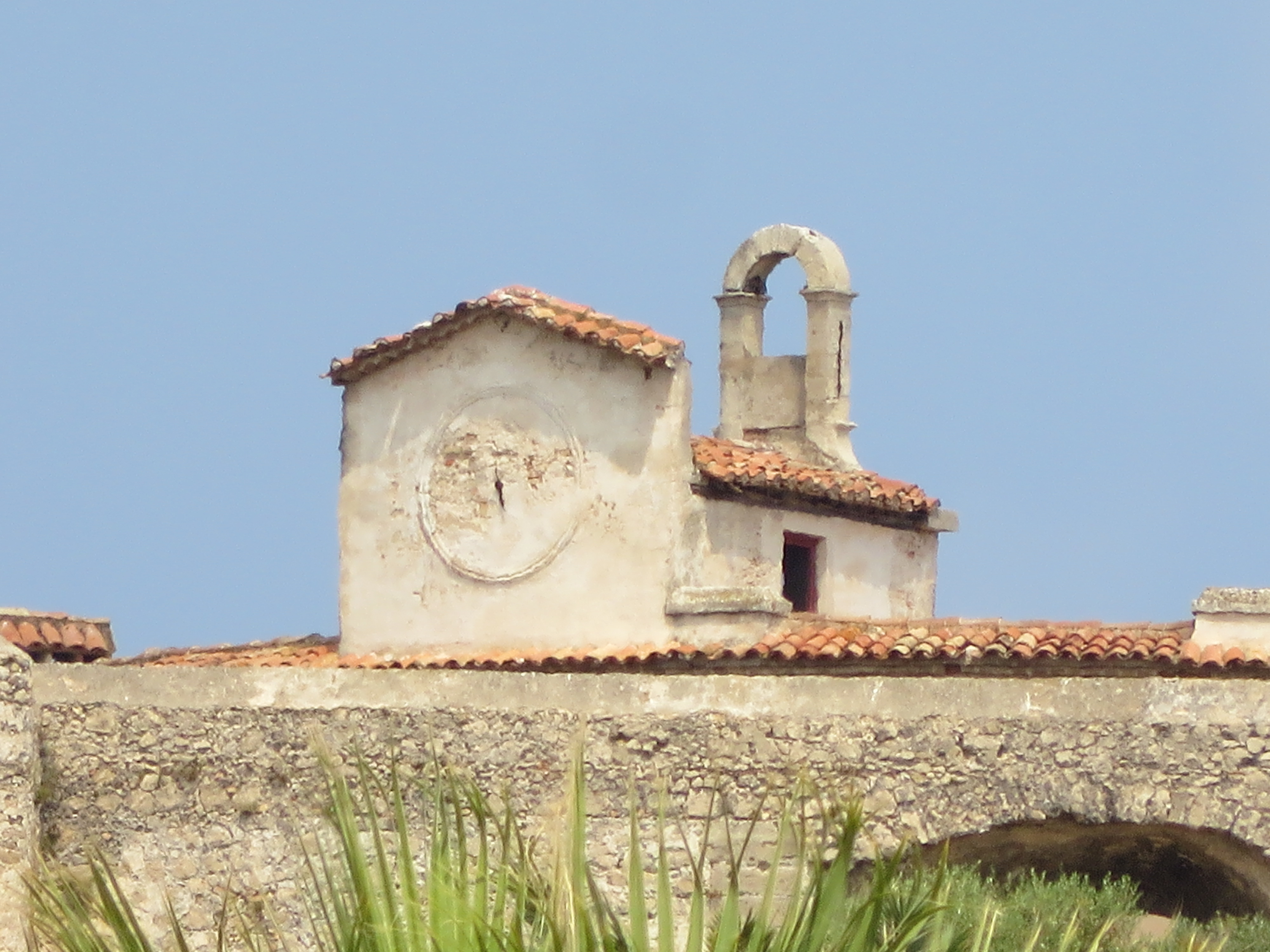
Chapelle Saint-Laurent au Fort Carré.
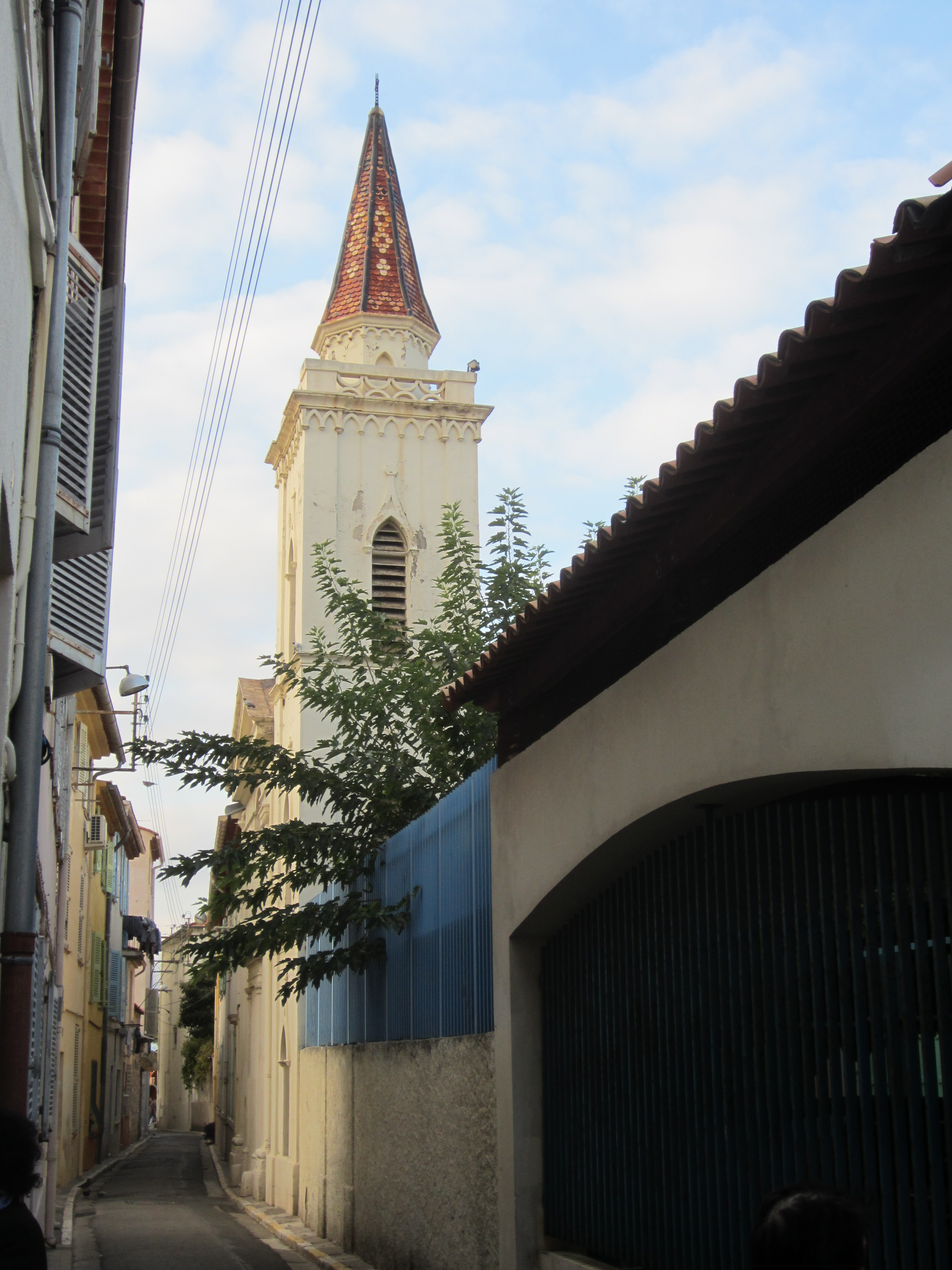
Chapelle des anciens hospices Saint-Jacques.
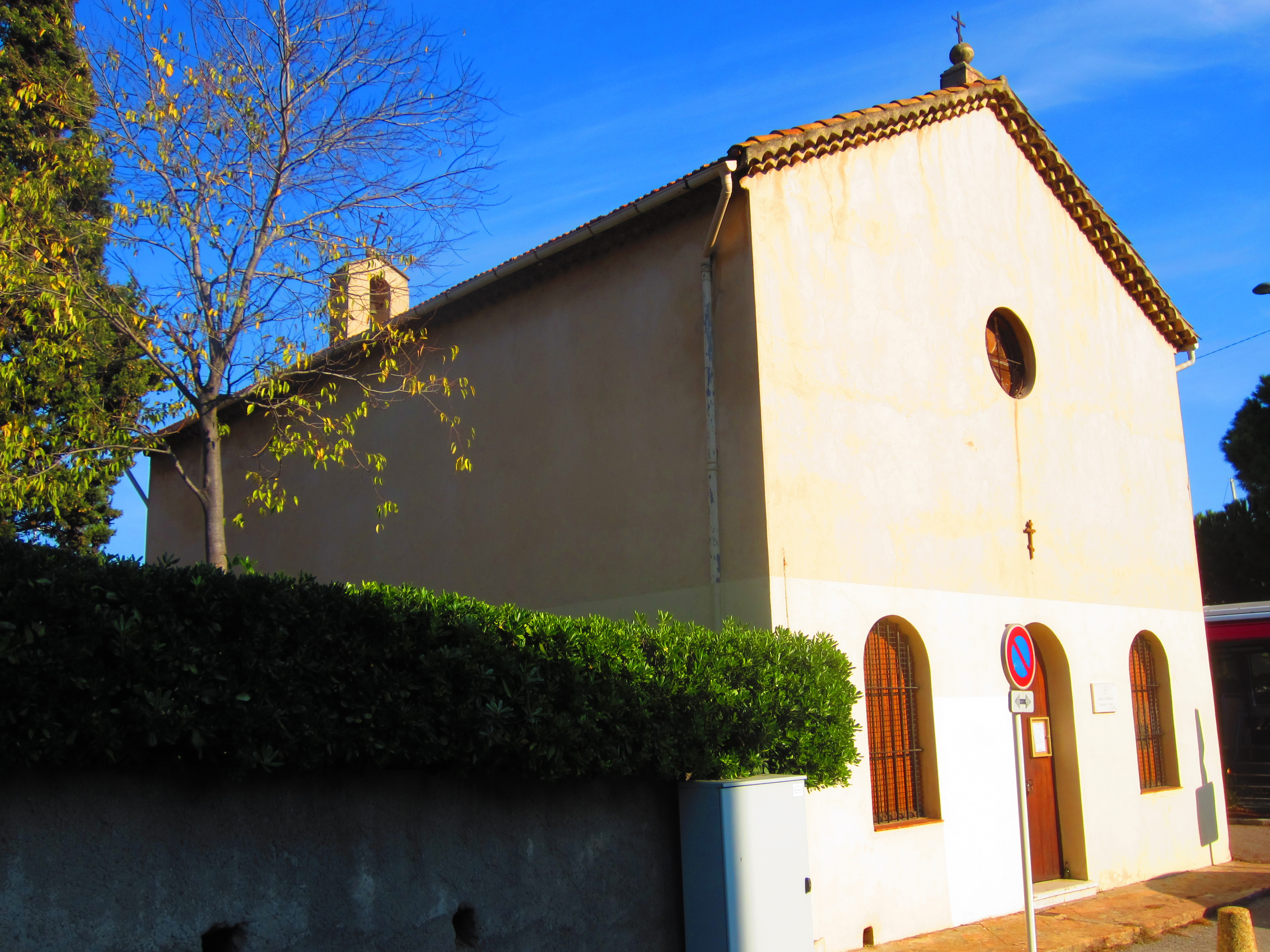
Chapelle orthodoxe Saint-Roch.
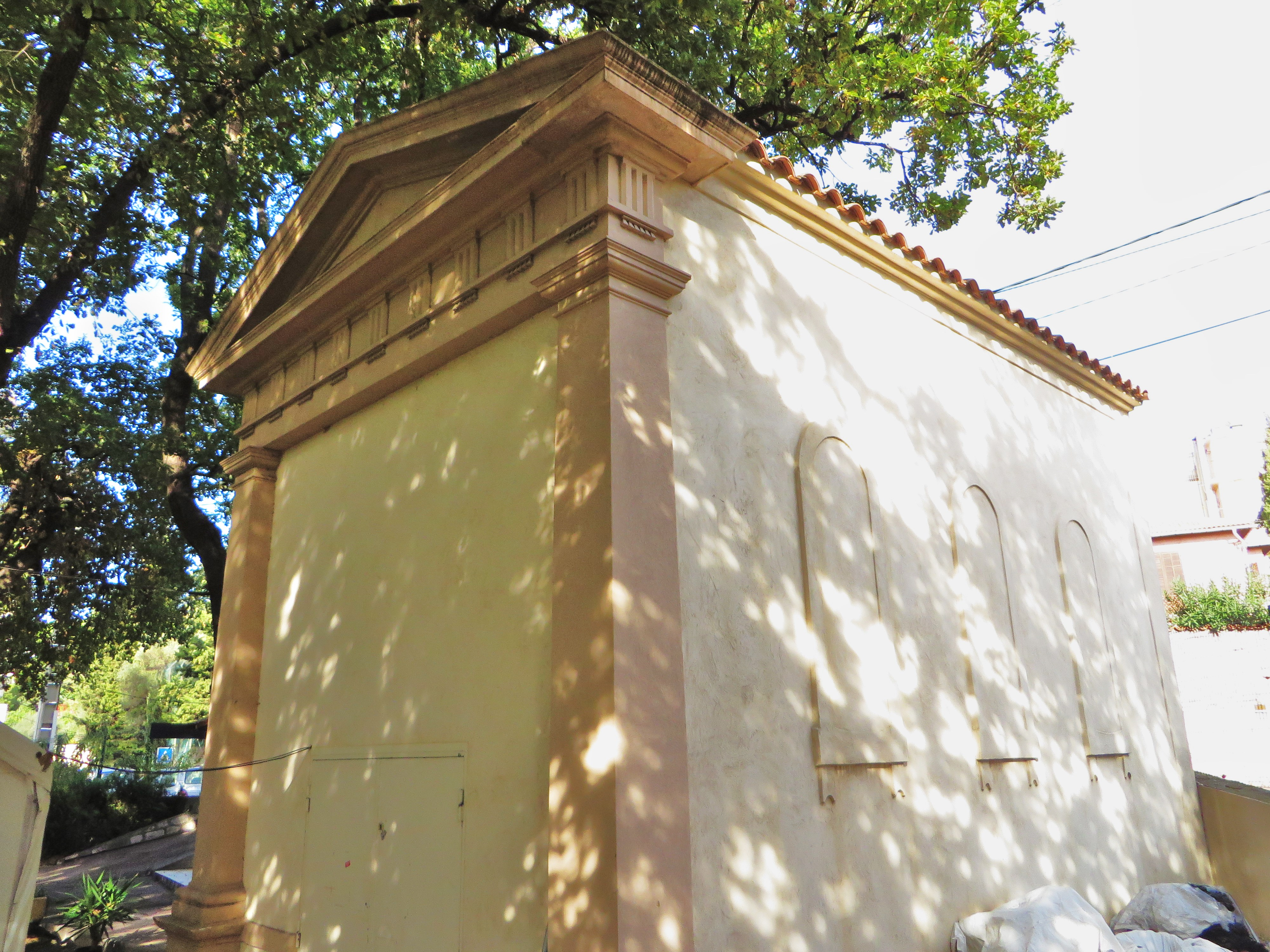
Chapelle du domaine du Tanagra.
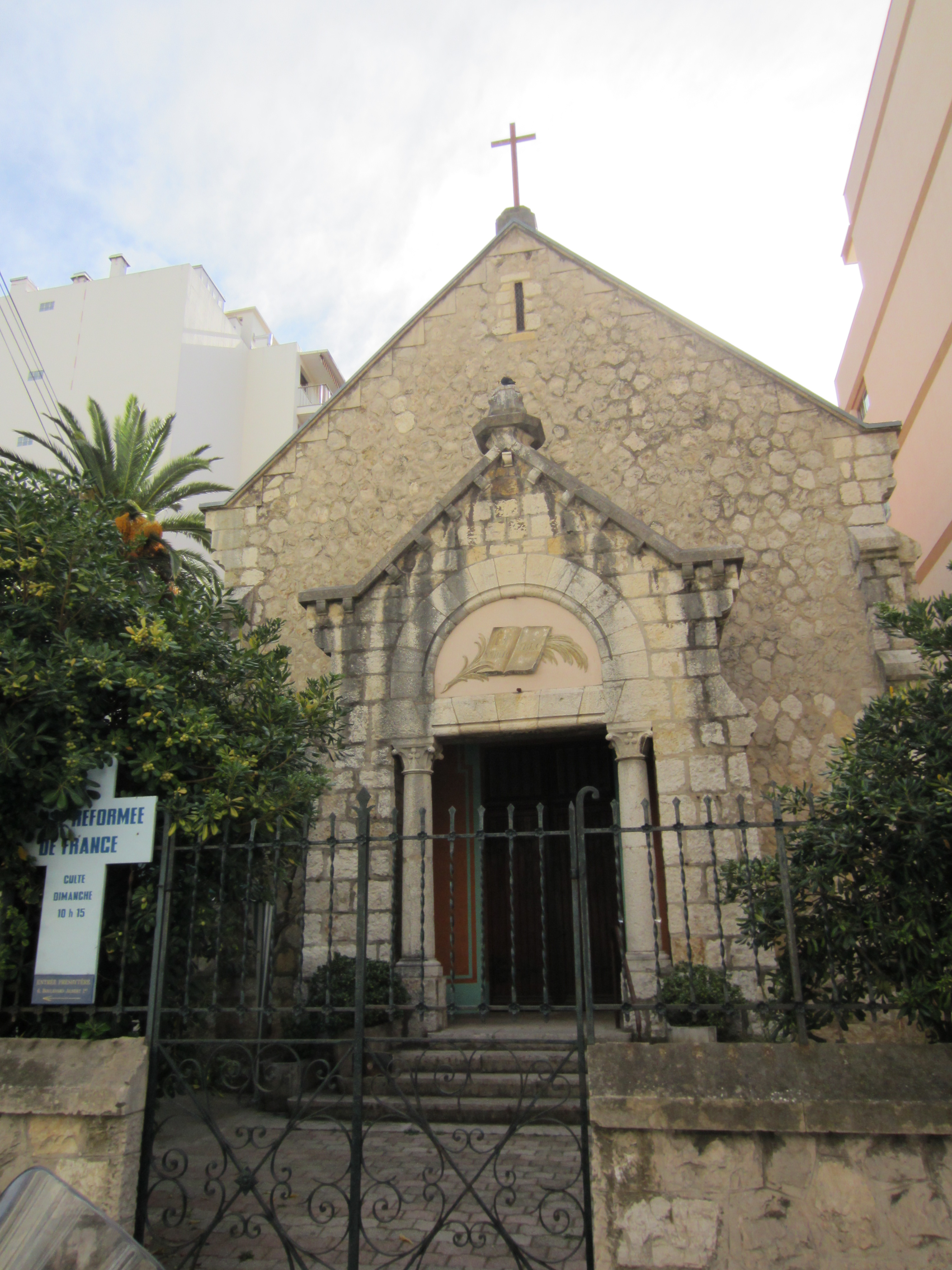
Temple de l'église Reformée.
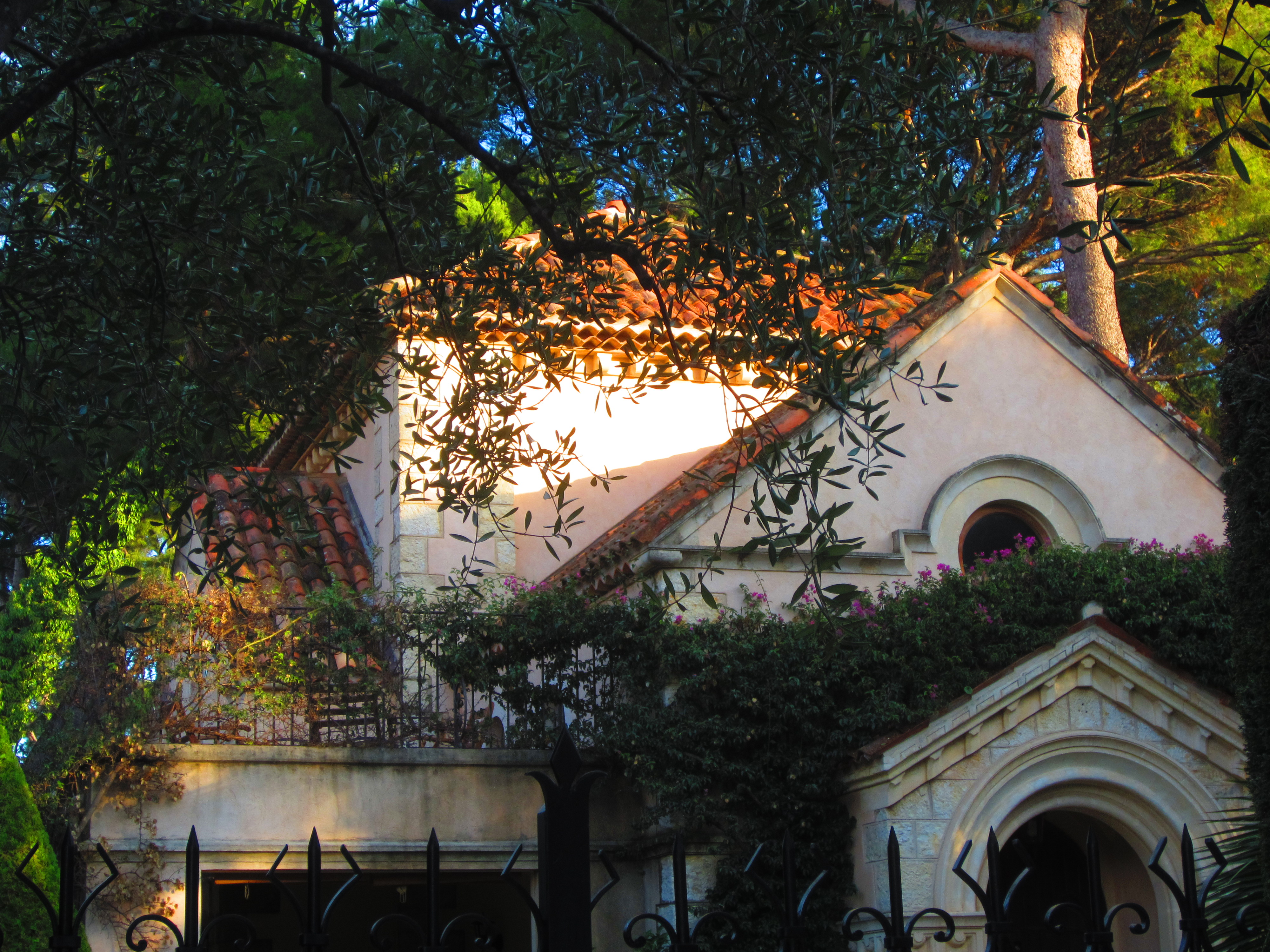
Ancien temple.
Église évangélique.
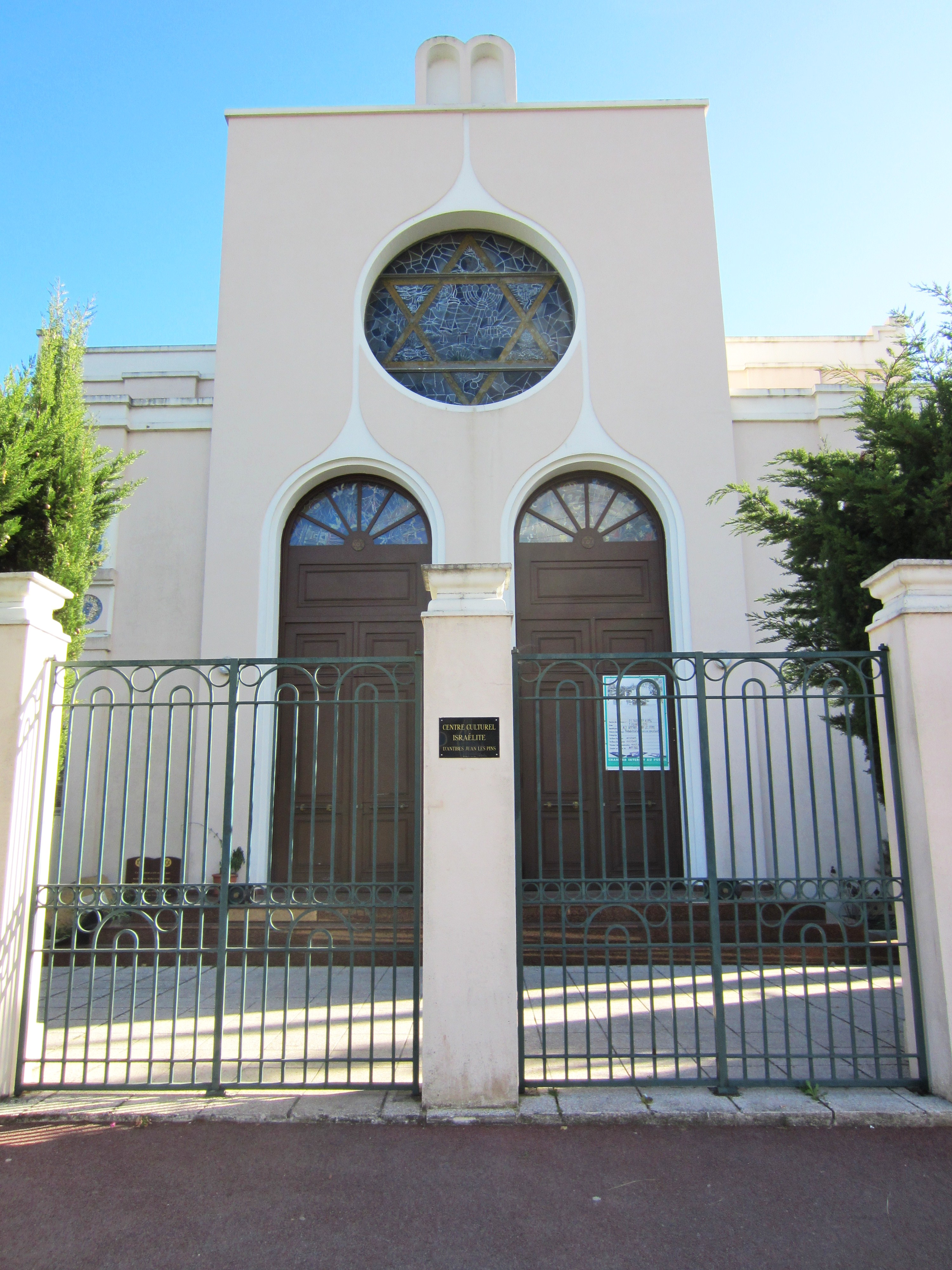
Synagogue, chemin des Sables.

### Parcs botaniques et demeures historiques d'Antibes

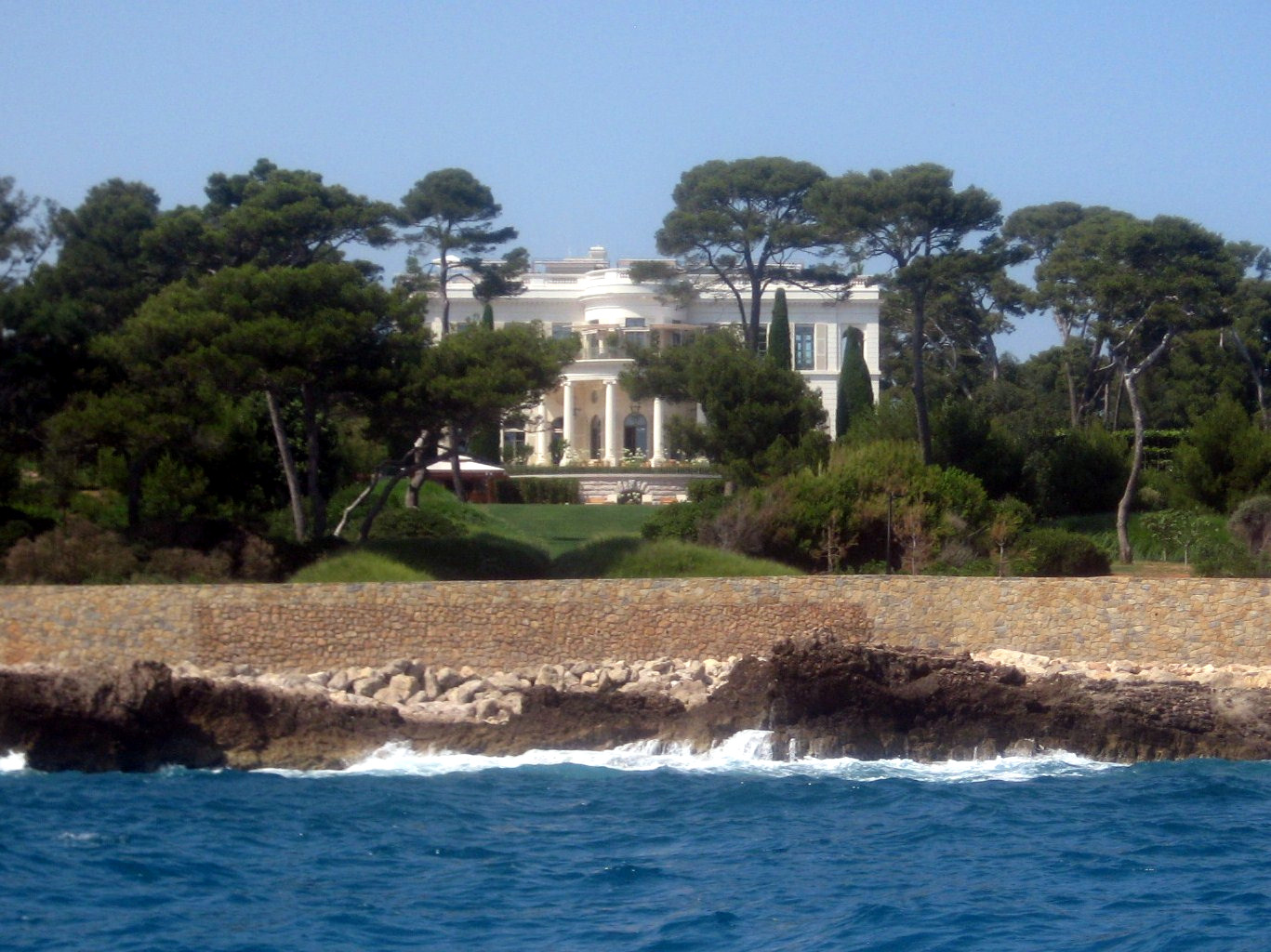
Le château de la Croë.

- La villa Thuret, propriété publique, dont le parc botanique est labellisé jardin remarquable, ouvert au public. Géré par l'Institut national de la recherche agronomique (INRA), ce jardin botanique de 4 ha présente une collection remarquable de plantes et arbres exotiques, notamment 9 cocotiers du Chili. Diverses espèces de palmiers, mimosas, eucalyptus, cyprès sont bien représentées parmi 3 000 espèces de plein air. La villa Thuret abrite le service botanique et plusieurs laboratoires de recherche scientifique. Le jardin a obtenu le label Jardin remarquable du ministère de la Culture en 2007[75],[76] ;
- Le château de la Croë, propriété privée, parc planté d'essences méditerranéennes, fermé au public ;
- Le domaine de La Garoupe et la villa du Clocher, domaine privé[77]. La villa du Clocher fut la propriété de Francis Bouygues[78]. Fermé au public ;
- La villa Sous Le Vent, propriété privée bordant la Baie des Milliardaires construite par l'architecte Barry Dierks, parc botanique méditerranéen remarquable. Le général de Gaulle occupa, un temps, cette propriété[79], fermée au public ;
- La villa Eilenroc, propriété publique, parc botanique exotique, ouvert au public sous certaines conditions.
- Le domaine des Cocotiers, parc d'acclimatation ou Jacques Duval d'Eprémesnil (1827-1891) développe de nombreuses plantes tropicales. Ce domaine est loti à partir de 1936. C'est l'emplacement actuel du château de l'Aube[80].

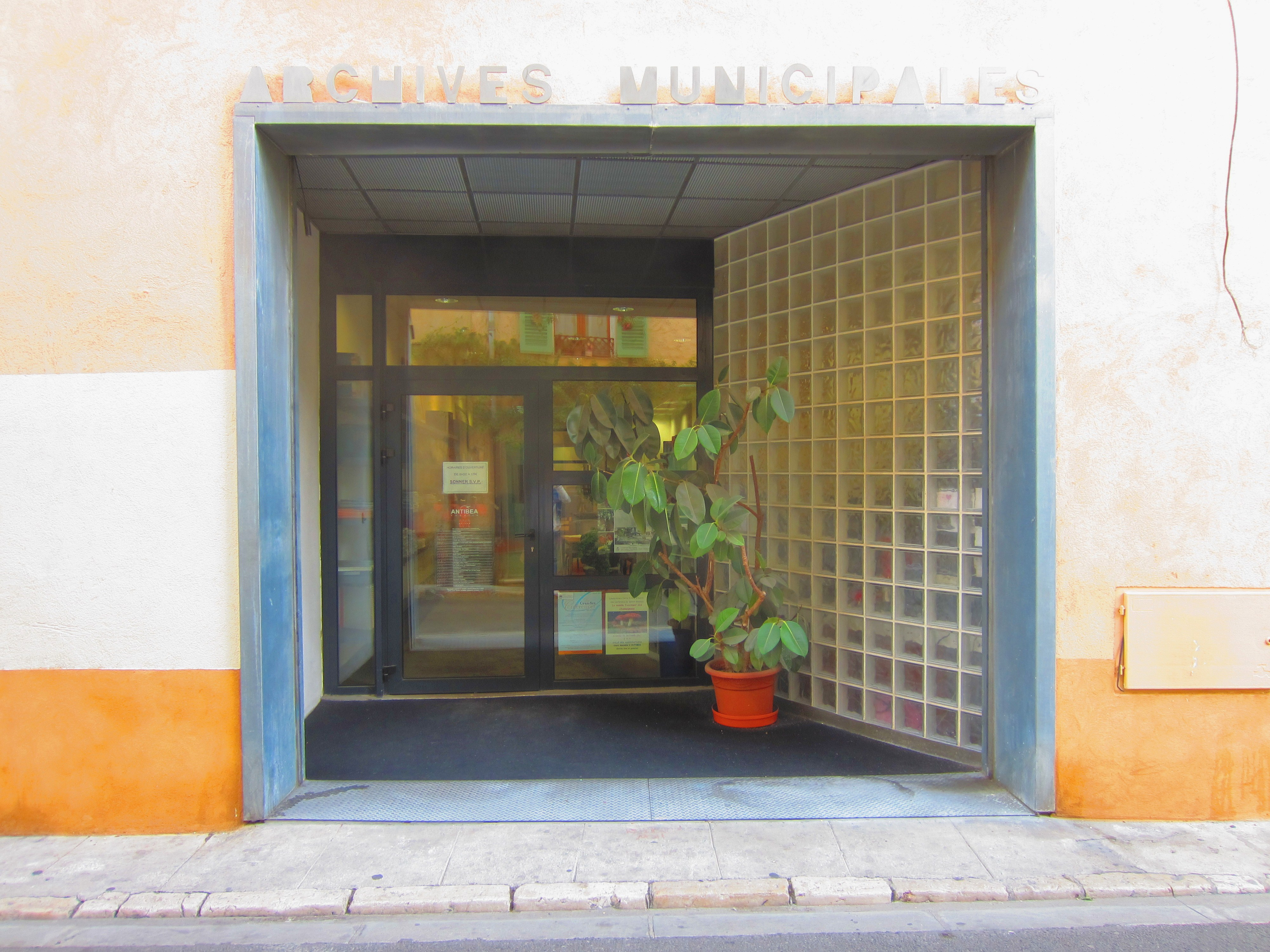
Bureau des archives municipales.

### Films tournés à Antibes
- 1937 : La Marseillaise de Jean Renoir ;
- 1940 : Paradis perdu d'Abel Gance, avec Fernand Gravey, Micheline Presle, Elvire Popesco. Scène tournée aux environs de la pointe Bacon.
- 1952 : Les Quatre Sergents du Fort Carré de André Hugon, avec François Patrice, Michel Jourdan, Jean Carmet. Des copains, de l'amour… et du sport.
- 1954 : Le Comte de Monte-Cristo. film franco-italien réalisé par Robert Vernay, Ce film a été diffusé en deux époques : 1) La Trahison, 2) La Vengeance. Vues d’Antibes au tout début du film (Porte marine, ruelle, etc.)
- 1955 : Napoléon de Sacha Guitry, avec Daniel Gélin, Raymond Pellegrin, Michèle Morgan, Sacha Guitry et des vedettes de l'époque, certaines, comme Jean Gabin, dans un rôle très court.
- 1966 : Ne nous fâchons pas, de Georges Lautner, avec Lino Ventura, Jean Lefèvre, Michel Constantin, Mireille Darc, Tommy Dugan. Scènes tournées au cap d'Antibes et scène finale à l'Akou-Akou, mythique boîte de nuit située à Valbonne. Cet établissement de nuit a disparu, comme beaucoup d'autres de ce type, à la suite d'un incendie d'origine indéterminée. On voit dans cette scène des élèves du lycée d'Antibes (pas encore dénommé Audiberti) dansant le jerk sur l'air de Gloria de Van Morrison, autour de Mireille Darc.
- 1967 : Les Cracks film d'Alex Joffé avec Bourvil. La scène de l'arrivée à San Remo de la course cycliste a été filmée dans l'enceinte du Fort Carré.
- 1969 : La Sirène du Mississipi, de François Truffaut, avec Catherine Deneuve et Jean-Paul Belmondo. Une scène montre Belmondo passer du parapet devant la porte donnant vers la place du Revely pour entrer dans une fenêtre de l'immeuble à gauche de la porte, censé être un hôtel où loge Catherine Deneuve.
- 1970 :Sur un arbre perché, production franco-italienne, réalisé par Serge Korber, sorti sur les écrans en 1971, avec notamment Louis de Funès, Olivier de Funès, Geraldine Chaplin, Alice Sapritch. Le dernier plan du film est une vue aérienne prise par hélicoptère par Daniel Vogel d'un petit îlot qui se trouve entre Antibes et Golfe-Juan, près de La Garoupe[81].
- 1980 : Les Gardiennes du pénitencier Partie tournée par Jess Franco au Fort Carré.
- 1983 : Jamais plus jamais de Irvin Kershner, un James Bond avec Sean Connery, Klaus Maria Brandauer, Max von Sydow. Scène tournée dans le Fort carré.
- 2008 : Le Siffleur de Philippe Lefebvre, avec François Berléand, Thierry Lhermitte. Plusieurs scènes tournées à la Villa Eilenroc
- 2012 : De rouille et d'os de Jacques Audiard avec Marion Cotillard tourné au Marineland d'Antibes
- 2017 : Outre Tombe d'Alexandre Mathis : épilogue du film, plans de mer tournés devant la maison de Nicolas de Staël
- 2022 : En attendant Bojangles de Régis Roinsard avec Virginie Efira et Romain Duris. La scène d'introduction du film est tournée à l'Hôtel Belles Rives. Plusieurs scènes en voitures sont aussi filmées sur le Boulevard Maréchal Juin situé au cap d'Antibes.
- 2023 : Toni, en Famille de Nathan Ambrosioni. Tournage à la Gare d'Antibes.

### Équipements culturels
L'Orchestre d’harmonie Antibes Juan-les-Pins, créé il y a plus de 130 ans, regroupe toutes les familles d'instruments à vent.
Son répertoire comprend de la musique classique, de la musique légère et du jazz symphonique.
La cinquantaine de musiciens est un mélange de professionnels (professeurs, premiers prix de conservatoires) et d'amateurs, partageant une même passion « la musique d'ensemble ».
Faisant partie intégrante de la vie culturelle de la cité, l’orchestre se produit surtout dans des concerts de proximité.
Il fit l'ouverture dans les années 1990 du Festival Jazz à Juan.

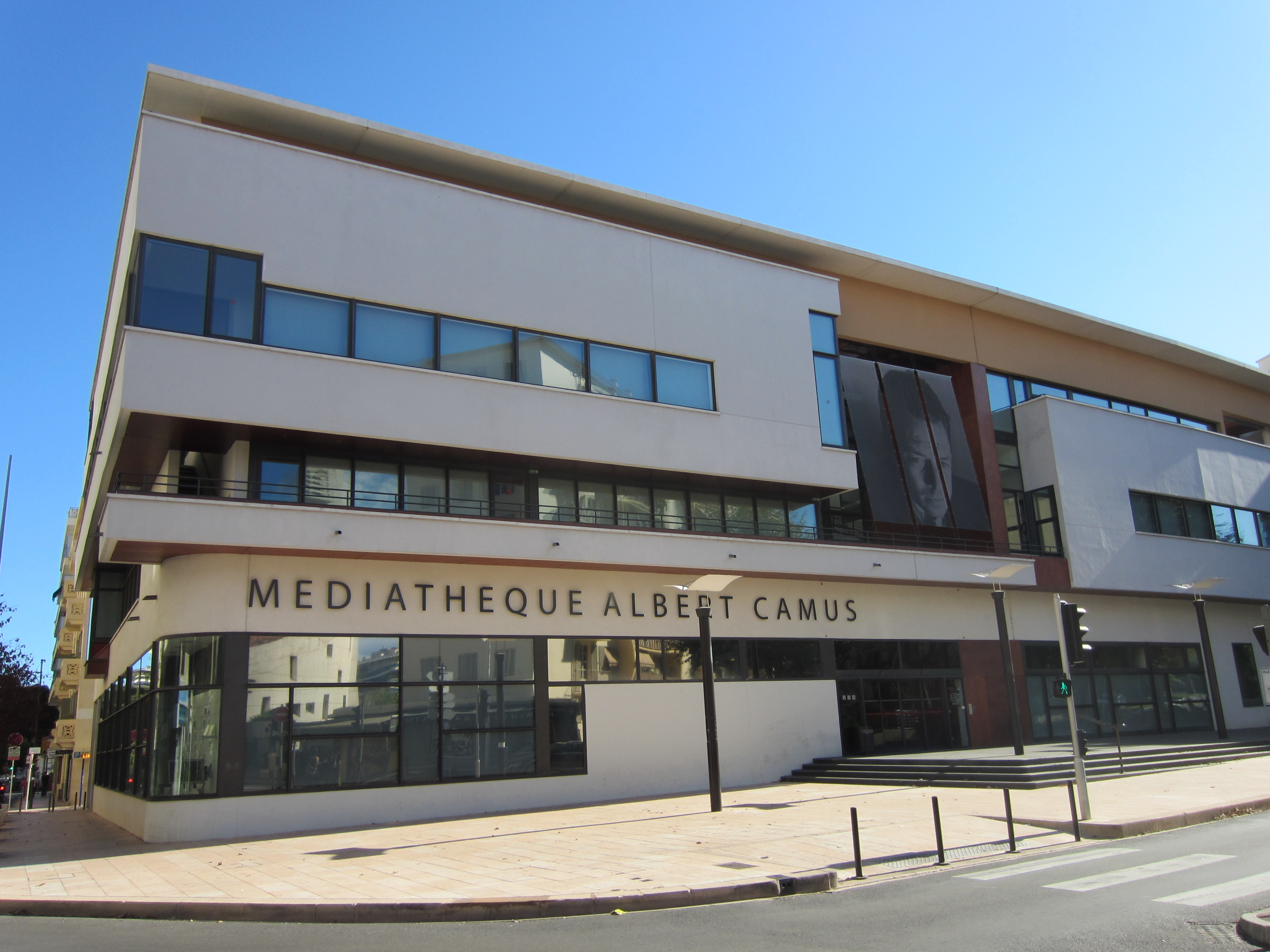
La médiathèque Albert Camus.
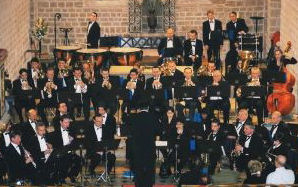
L'Orchestre d'Harmonie Antibes Juan-Les-Pins Côte d'Azur en concert.

### Personnalités liées à la commune
Par ordre alphabétique.

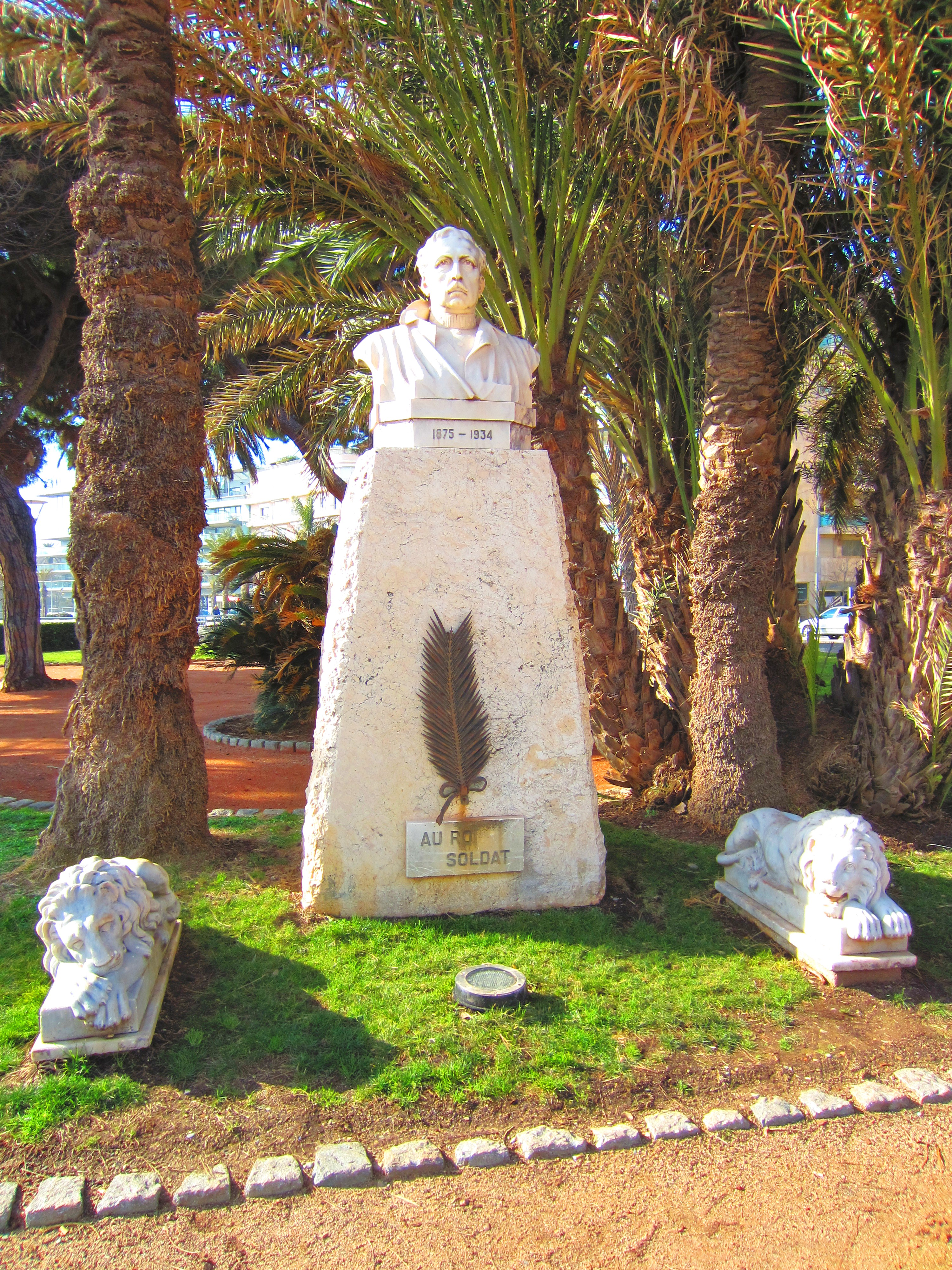
Statue d'hommage au roi des Belges Albert Ier.

- Louis d'Aguillon (1725-1812), ingénieur militaire et général français au corps royal du génie. Il reconstruit l'aqueduc approvisionnant Antibes.
- le duc d'Albany (1853-1884) développe en 1880 Albany-les-Bains, plus tard appelée Juan-les-Pins.
- Alphonse Allais, Mme, veuve de Maurice Bertrand, y est inhumée au cimetière de Rabiac, ainsi que sa fille Marie-Paule Allais.
- Paul Arène (Sisteron 1843 - Antibes 1896), félibre, résida et travailla à Antibes dans les dernières années de sa vie. Il y écrivit entre autres La Chèvre d'Or, Le Canot des six Capitaines.
- Philippe Aubernon (1757-1832), homme politique, né à Antibes.
- Joseph Victor Aubernon (1783-1851), homme politique, préfet de l'Hérault, député du Var (1830-1831), préfet de Seine-et-Oise. Il est le fils de Philippe Aubernon.
- Jacques Audiberti (1899-1965), écrivain français, né à Antibes.
- Richard Aurili (1864-1943), sculpteur du « Monument commémoratif à Albert Ier de Belgique », a vécu la dernière partie de sa vie à Antibes, 12 avenue Muterse.
- Léon Barnaud, vice-amiral français et antibois (Antibes 1845-Antibes 1909).
- Joseph-David de Barquier (1757-1844), général des armées de la République et de l'Empire, né à Antibes, mort à Belleville.
- Sidney Bechet (La Nouvelle-Orléans 1889-Paris 1959), musicien de jazz, s'est marié à Antibes le 17 août 1951 avec Elisabeth Ziegler. Mistinguett fut l'un des témoins. Un cortège de 3 kilomètres, avec pour les mariés un carrosse prêté par le prince Rainier de Monaco. C'est à Antibes que Bechet a composé certaines de ses mélodies comme Petite fleur, Les Oignons et Dans les rues d'Antibes. Un square de Juan-les-Pins, avec un buste du jazzman, porte son nom.
- Jean-Maurice Bosc, Grand Prix de l'Humour noir 1970. Né à Nîmes en 1924. En 1965, il s'installe à la résidence des Fleurs, 13 rue Sadi-Carnot, à Antibes[83].
- Le peintre Eugène Boudin est venu y soigner sa santé fragile dans les dernières années de sa vie[84].

Tableaux d'Eugène Boudin à Antibes
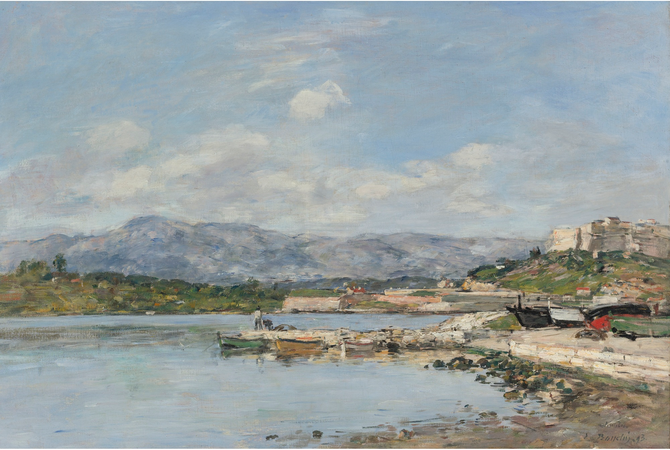
Antibes, le Fort carré, 1893, Collection privée, vente 2011.
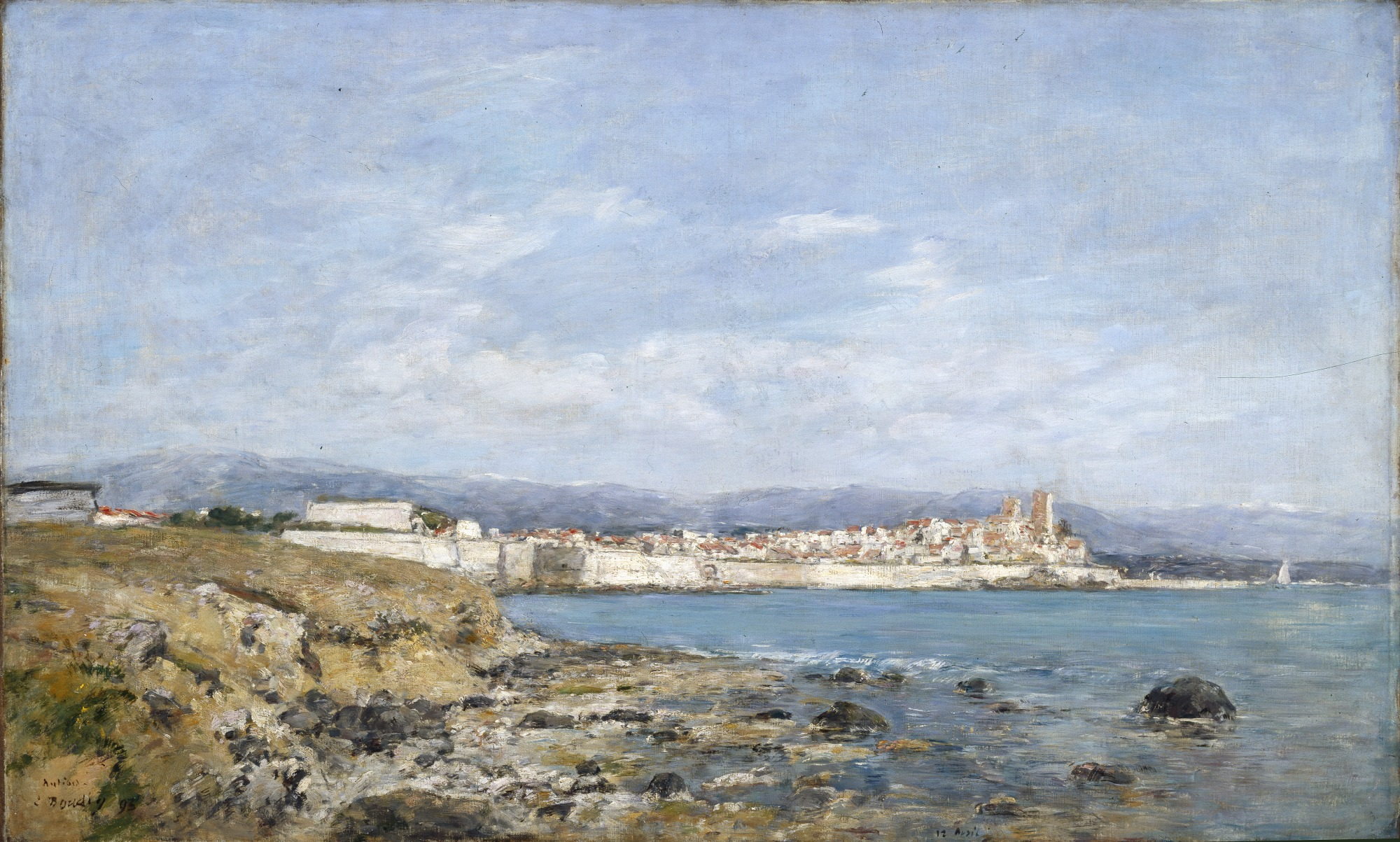
Vue d'Antibes, 1894, Detroit Institute of Arts.
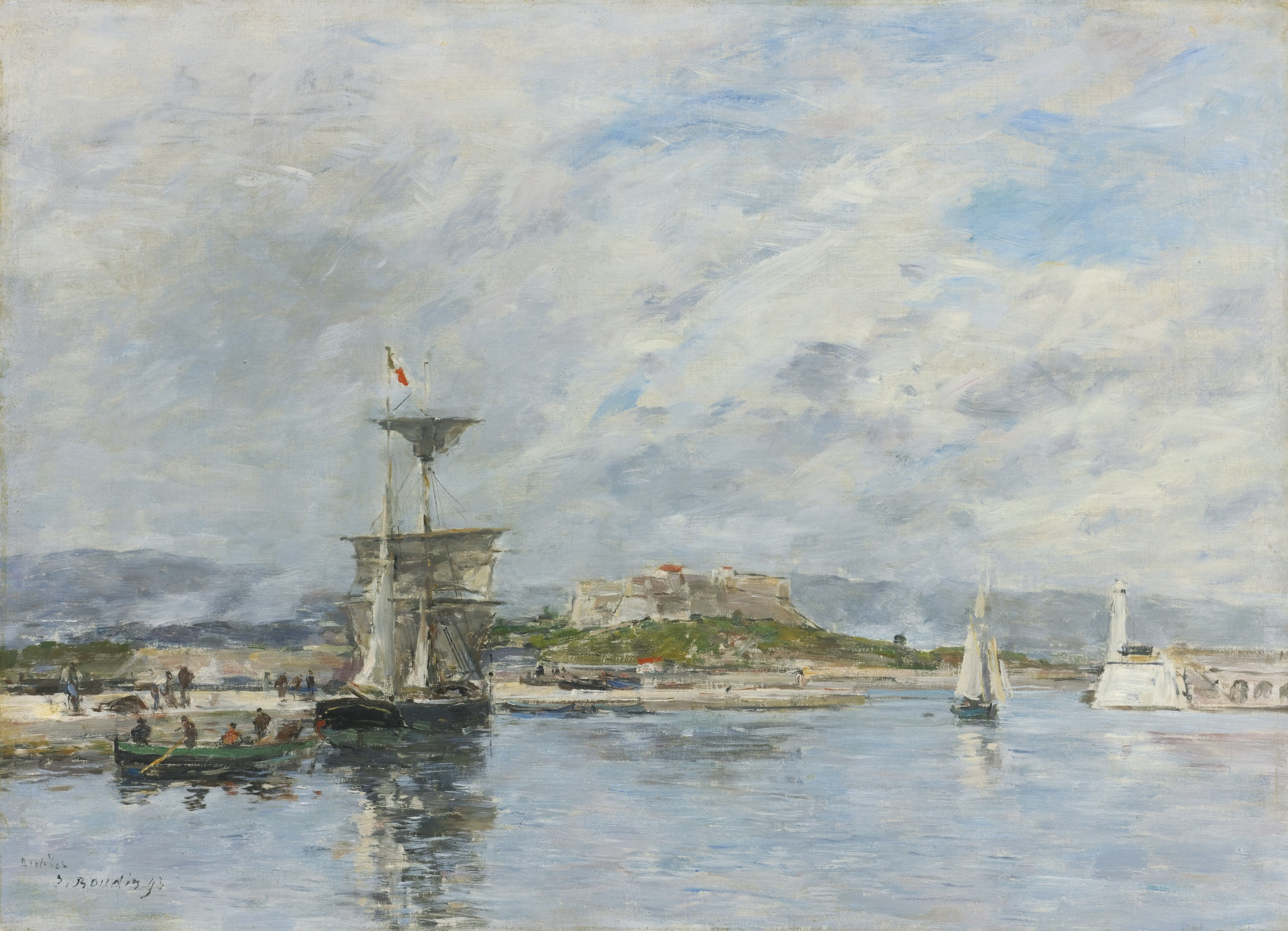
Vue du port d'Antibes. le quai, le matin, 1893, collection privée, vente 2013.
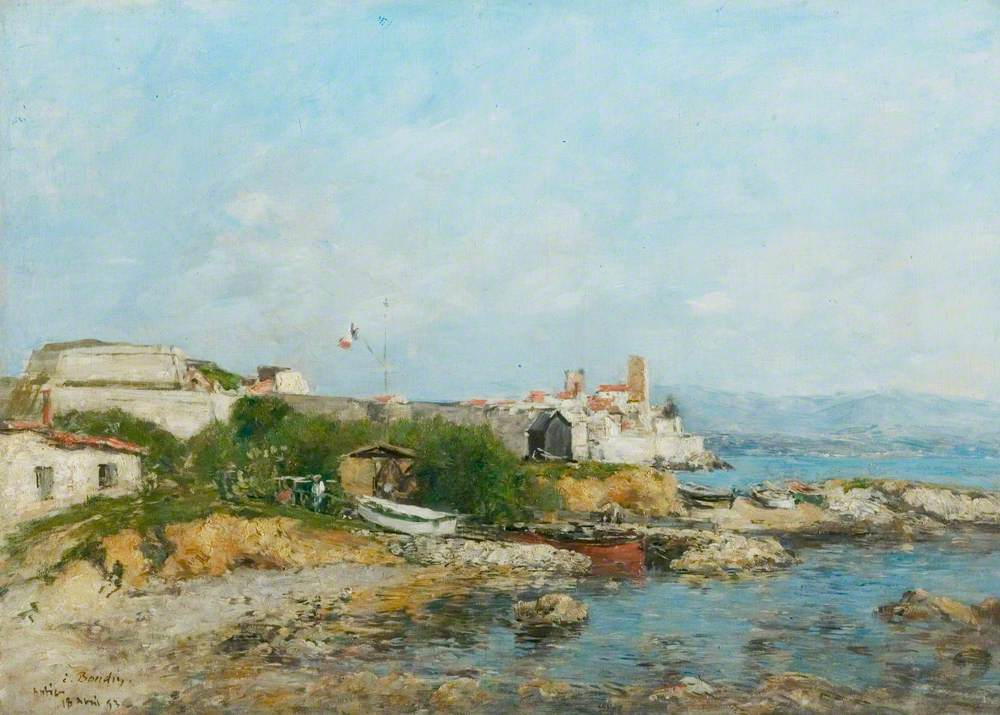
Les Fortifications à Antibes, 1893, Nottingham, City Museums & Galleries.

- Raymond Bussières (1907-1982), grand second rôle du cinéma français et sa compagne la comédienne Annette Poivre, étaient des habitués d'Antibes.
- Bruno Carette (1956-1989), comédien et humoriste français, membre du groupe comique les Nuls, est inhumé au cimetière des Semboules.
- José Cabrero Arnal (1909-1982), dessinateur de bandes dessinées républicain espagnol, créateur du personnage Pif le chien, est décédé à Antibes.
- Jean-Étienne Championnet, général de division, né à Alixan (Drôme) le 13 avril 1762. Général en chef de l'armée d'Italie (prise de Naples), mort du typhus à Antibes le 9 janvier 1800. Il est enterré au pied du fort Carré (son nom est gravé sous l'arc de triomphe de l'Étoile).
- Daniel Charles (1935-2008), musicien, musicologue et philosophe.
- Nathalie Dau, écrivain, est née à Antibes en 1966.
- Andrée Davis-Boyer, Mamy Scopitone habita la commune dans les années 1960, « villa Relâche ».
- Prospero De Nobili (1858-1945), marquis et député italien enterré à Antibes.
- André Dubonnet, de l'apéritif éponyme, qui avait sa villa après la pointe Bacon (portant 3 plaques « Dubo-Dubon-Dubonnet »).
- Balthazar Joseph Emond d'Esclevin ( Antibes, 1765- 1813), général français du Premier Empire
- Franck Esposito (Salon-de-Provence 1971-), ancien nageur français. Médaille de bronze à Barcelone en 1992, nombreux titres et records.
- Scott Fitzgerald et Zelda Fitzgerald, habitués de l'hôtel Belles Rives à Juan-les-Pins (plaque commémorative dans le hall de l'hôtel).Statue d'hommage à Victor Hugo.

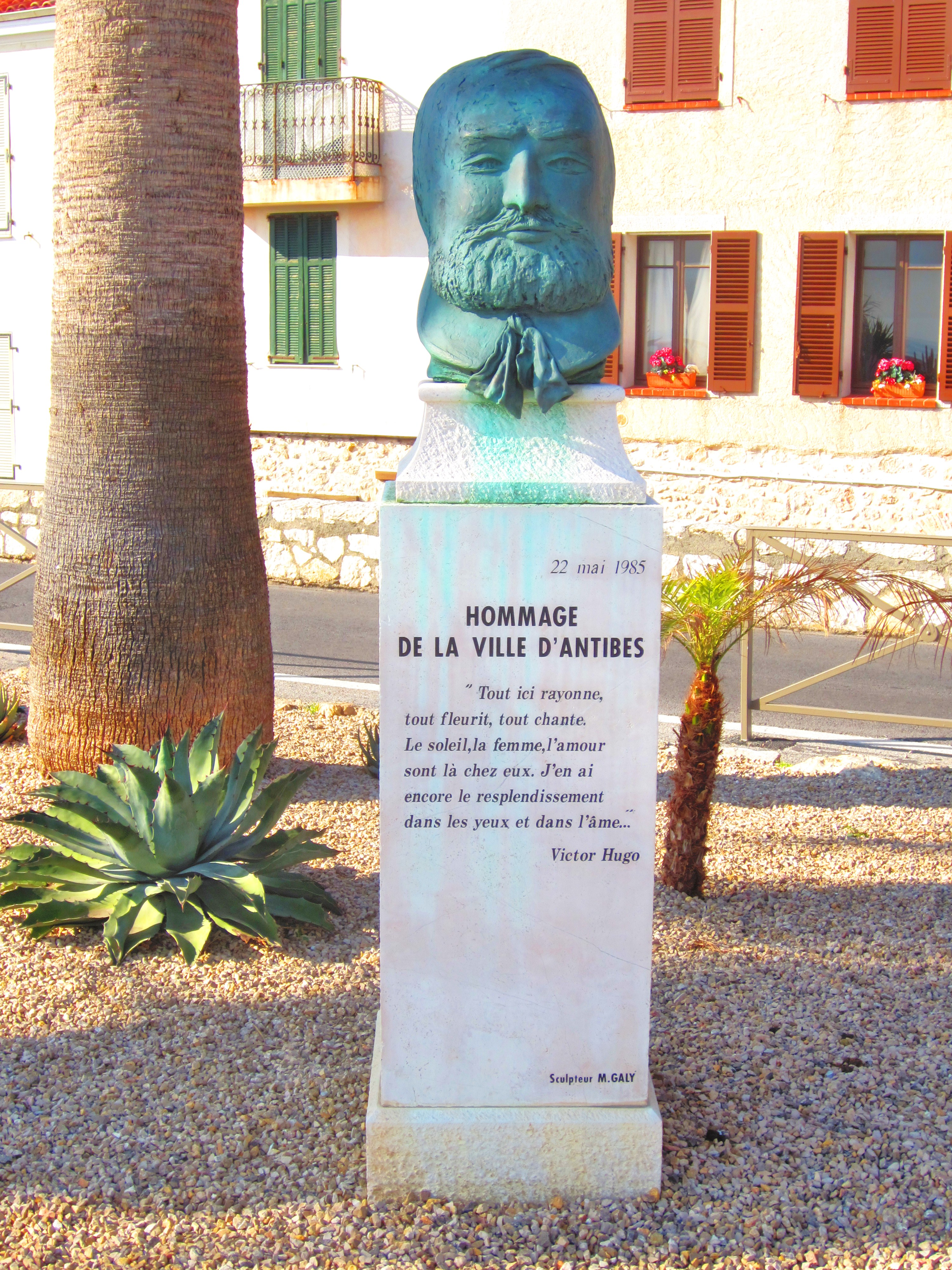
Statue d'hommage à Victor Hugo.

- Christophe Gans, réalisateur français, né à Antibes en 1960.
- Alexandre Gazan, président du conseil général des Alpes-Maritimes en 1870-1871.
- Frank Jay Gould (1877-Juan-les-Pins, 1956), homme d'affaires américain, construit l'hôtel le Provençal à Juan-les-Pins.
- Graham Greene y séjourna durant des années[85].
- Philippe Guglielmi, ancien Grand-Maitre du Grand Orient de France est né à Antibes, rue du Safranier, le 16 novembre 1951.
- Christophe Guillarmé, créateur de mode, est né à Antibes en 1977.
- Lilian Harvey, actrice allemande, y décède, dans sa villa, le 27 juillet 1968[86].
- Armand Jammot (1922-1998) était un habitué d'Antibes. Il est inhumé au cimetière des Semboules.
- Georges Jouneau (1902-1981), résistant français, compagnon de la Libération, mort à Antibes.
- Níkos Kazantzákis, (1883-1957) écrivain grec, vécut deux ans à Antibes de 1948 à 1950. Plaque sur sa maison surplombant la place du Safranier.
- John Fitzgerald Kennedy visita Antibes quand il n'était que sénateur.
- Kamel Larbi, footballeur né à Antibes en 1985.
- Bernard Lecache, (1895-1968), journaliste français, fondateur de la LICA, vécut à Antibes.
- Jean Leclerc de Pulligny (1859-1939), polytechnicien français, ingénieur-général des ponts et chaussées, proche de Maurice Barrès, écrivain, est mort à Antibes.
- Arthur Le Duc (1848-1948), sculpteur français, mort à son domicile villa Marie Alice, quartier du Ponteil, le 14 février 1918.
- Liselott Linsenhoff, cavalière allemande de dressage née le 27 août 1927 à Francfort-sur-le-Main et morte le 4 août 1999 à Antibes.
- Henri Laugier (1888-Antibes 1973), physiologiste français.
- Benjamin-Joseph Logre (1883-1963), psychiatre, mort à Antibes.
- Jean Antoine Lombard dit Brusquet, né à Antibes le 13 juin 1510, fou de cour des rois François Ier, Henri II, François II, Charles IX, premier viguier royal d'Antibes en 1548.
- Émilienne Lotte (1916-2007), décédée à Antibes, épouse de Paulo Picasso, premier fils de Pablo Picasso, mère de Pablito et de Marina Picasso.
- M83, groupe de musique électronique fondé en 1999 dans un lycée d'Antibes par Anthony Gonzalez et Nicolas Fromageau.
- William Somerset Maugham, dramaturge et romancier britannique a évoqué Antibes notamment dans sa nouvelle d'un humour subtil et incisif : Les Trois Grosses Dames d'Antibes.
- Marcel Maupi, acteur français, y est mort le 10 janvier 1949.
- Jérôme Maurand, prêtre antibois né au début du XVIe siècle à Antibes, fit de nombreuses découvertes, dessina et recensa les ruines et inscriptions romaines trouvées à Antibes et aux environs, et peut être considéré comme le « premier archéologue antibois », il participa, comme aumônier, à une ambassade à Constantinople qu'il relata son voyage dans Itinéraire d'Antibes à Constantinople. Une recherche historique lui a cependant été consacrée en 2007[87].
- Jean Michard-Pellissier, conseiller municipal d'Antibes de 1953 à 1959.
- Georges Milton, acteur de music-hall et de cinéma, chanteur et artiste de cirque, mort à Juan-les-Pins en octobre 1970.
- Jean-Baptiste Molette (1758-1827), général des armées de la République et de l'Empire, est mort dans la commune.
- Charles Claude Ange Monneron (1735-1799), négociant, banquier, homme politique né à Antibes, député aux États généraux de 1789, puis député à l'Assemblée constituante,
- Nicolas Ier de Monténégro (1841-1921), prince puis roi du Monténégro (1860-1918), mort à Antibes le 2 mars 1921.
- Guillaume Musso, né le 6 juin 1974 à Antibes, écrivain français le plus lu en France depuis 2011.
- Paul-Franz Namur (1877-1958), peintre et portraitiste français mort à Antibes le 8 septembre 1958.
- François Nicot (1873-1945), artiste peintre, a vécu et est décédé à Antibes, ville où il a été inhumé.
- Jean Orbello (1902-1953), Officier FTP, compagnon de la Libération.
- Éric Pauget (1970-), député des Alpes-Maritimes, conseiller municipal d'Antibes depuis 1995, premier adjoint au maire d'Antibes de 2012 à 2017, né à Antibes.
- Raymond Peynet (1908-1999), illustrateur célèbre avec les Amoureux de Peynet a vécu une partie de sa vie à Antibes. Un musée lui est consacré place Nationale.

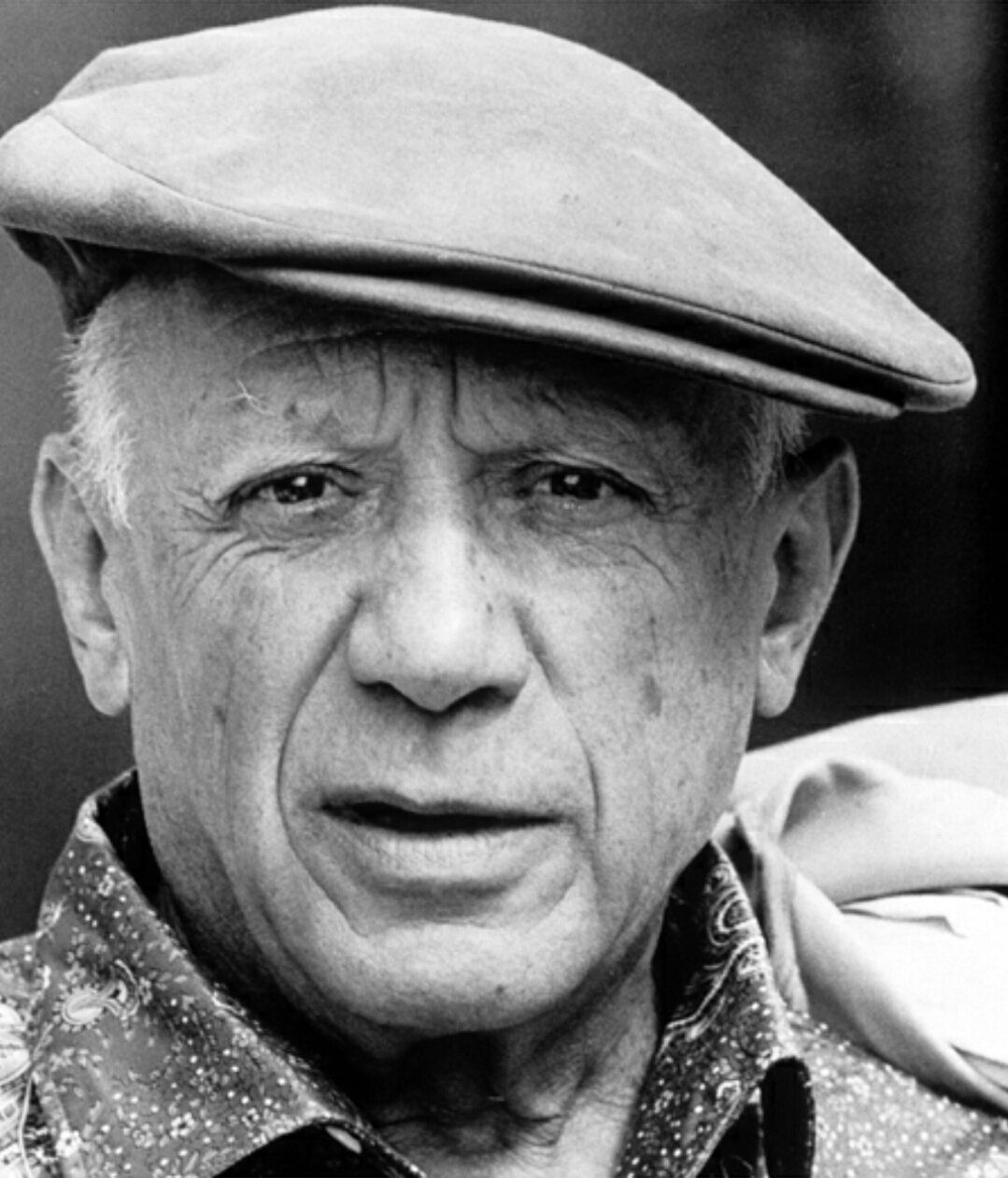
Pablo Picasso.

- Pablo Picasso se vit offrir l'occasion d'installer ses ateliers au château Grimaldi en 1946. En 1957, Picasso reçoit officiellement le titre de « citoyen d’honneur de la ville d’Antibes ». En 1966, le château Grimaldi devient musée Picasso. On peut y trouver environ 245 œuvres de l'artiste.
- Pablito Picasso (1949-1973), petit-fils de Pablo Picasso, est décédé à Antibes à la suite d'une longue agonie due à sa tentative de suicide[88].
- Georgette Piccon (1920-2004), artiste peintre, a longtemps séjourné à Antibes, où étaient nés ses parents et a réalisé de nombreuses œuvres représentant la vieille ville, le port ou le cap.
- Henri Proglio, né le 29 juin 1949 à Antibes, est un dirigeant d'entreprises français. Il exerce actuellement les fonctions de président-directeur général d'EDF.
- Honoré Charles Reille, né à Antibes le 1er septembre 1775, mort à Paris le 4 mars 1860, général de division, comte de l'Empire. Maréchal de France en 1847 sous Louis-Philippe. Gendre d'André Masséna, il est inhumé au Père Lachaise dans la même tombe.
- Bernard Reyboz (1951-2012), est un illustrateur, sculpteur, dessinateur, artiste peintre mort à Antibes.
- Georg Solti (1912-1997), chef d'orchestre britannique né hongrois, y est mort.
- Raphaël Tardon (1911-1967), poète et écrivain martiniquais, repose au cimetière d'Antibes.
- Honoré Tournely (1658-1729), théologien français, né à Antibes.
- Louis Valentin (1930-2010), écrivain antibois, il a écrit deux ouvrages autobiographiques au sujet d'Antibes vu par un enfant sous l'Occupation.
- Honoré Vial, né à Antibes le 22 février 1766, frère du général Jacques Vial, général de division, baron de l'Empire, tué à la bataille de Leipzig le 18 octobre 1813. Son nom est inscrit sur l'arc de triomphe de l'Étoile, côté Sud.
- Jacques Vial, né à Antibes le 9 août 1774, frère du général Honoré Vial, général de division, baron de l'Empire, mort à Antibes le 20 mai 1855.

#### Justes parmi les Nations
- Les 10 Justes parmi les nations d'Antibes-Juan-les-Pins[89] :

- Jean Barey
- Galixte Callini
- Maria Callini
- Catherine Callini Muncey
- Aliette Dunoyer de Segonzac
- Émilie Lasfargues
- Lily Lasfargues
- Raymond Mascarrello
- Émile Puget
- Yvonne Roques

### Héraldique
| Blason de Antibes | Blason  | D'azur, à une croix d'argent cantonnée de quatre fleurs de lis d'or, au lambel à trois pendants de gueules, brochant sur la croix, au chef d'azur chargé de trois fleurs de lis d'or. Devise / CriFidei servandae exemplum 1815. |
| Blason de Antibes | Détails | L'origine des armoiries de la ville remonterait au XIe siècle, où les croisés seraient partis du port d'Antibes pour la première croisade avec un pavillon bleu à croix blanche. Le chef, le lambel de gueules et les quatre fleurs de lys sont introduits à partir des armes de la maison d'Anjou-Sicile, à la tête du comté de Provence depuis le XIIIe siècle. La bannière Fidei servandae exemplum 1815 qui surmonte le blason est accordée par Louis XVIII à sa « bonne ville d'Antibes », titre restitué à cette occasion (après avoir été retiré par Napoléon) pour avoir fermé ses portes à l'empereur, de retour de l'île d'Elbe, à son débarquement à Golfe-Juan en 1815. Le statut officiel du blason reste à déterminer. |

## Voir aussi

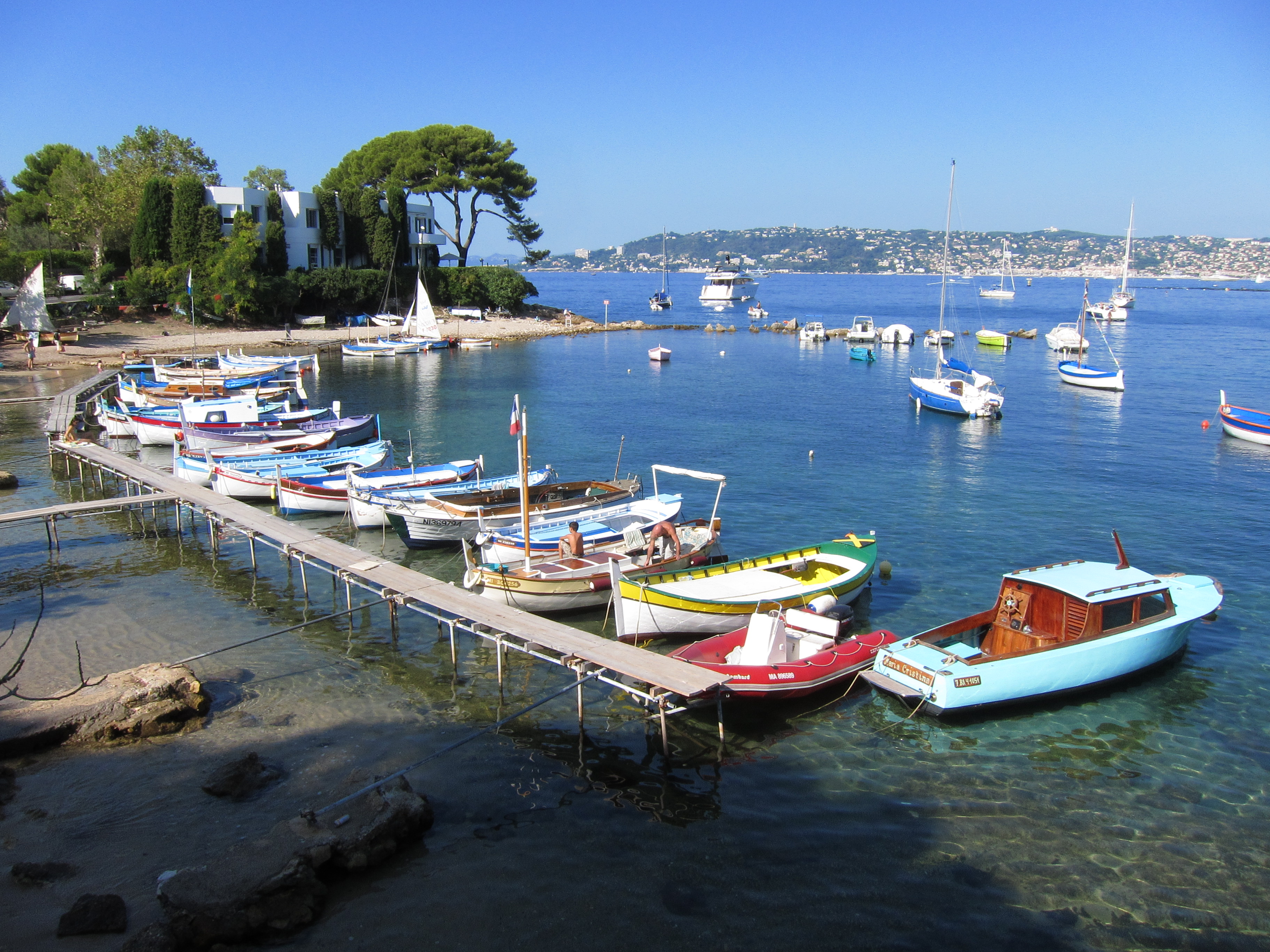
L'abri de l'Olivette, sur la côte ouest du cap d'Antibes.

## Honneur
Depuis le 26 février 2024, l'astéroïde (53005) Antibes porte son nom.